# Arquitetura românica

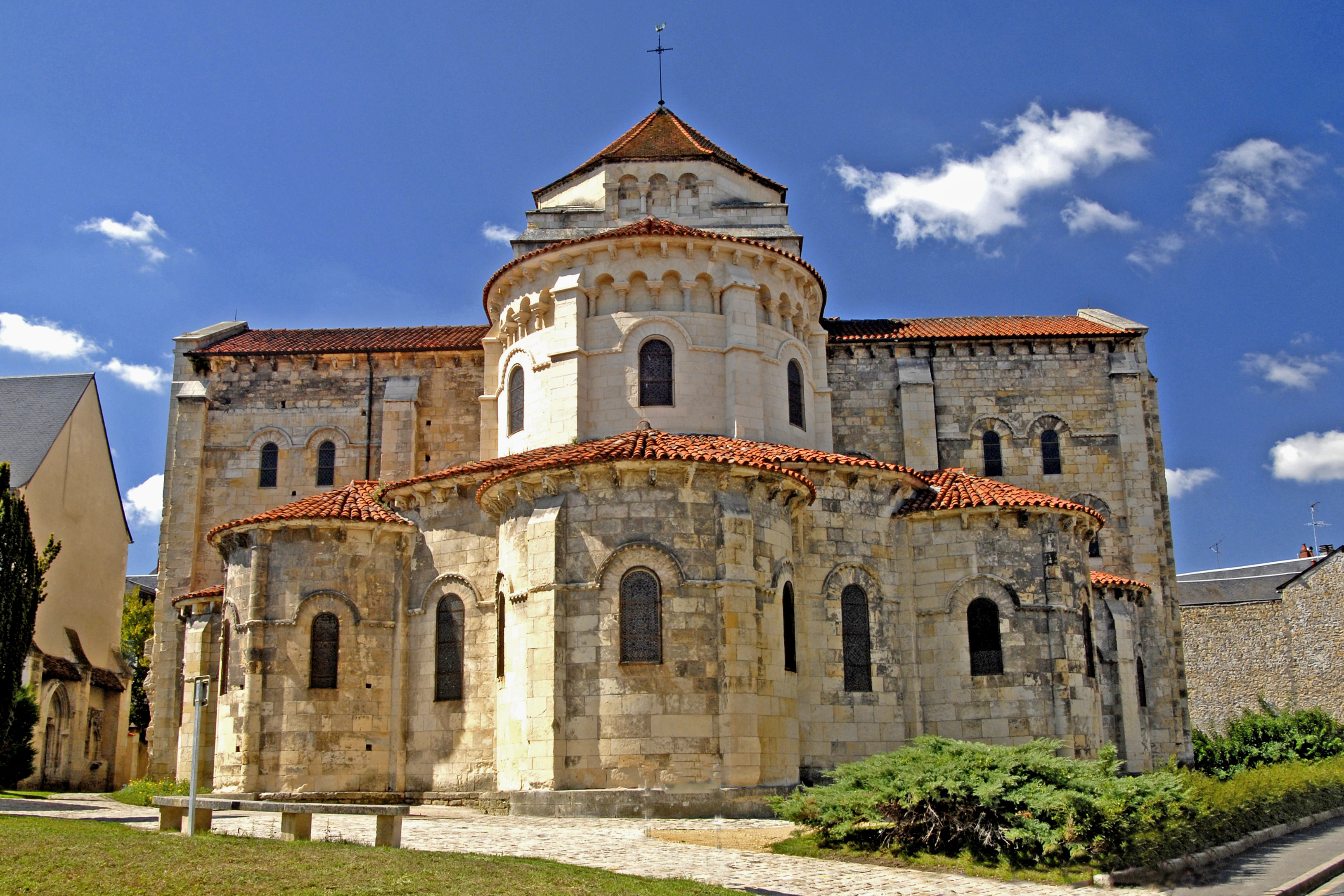
Igreja de Saint-Étienne em Nevers.

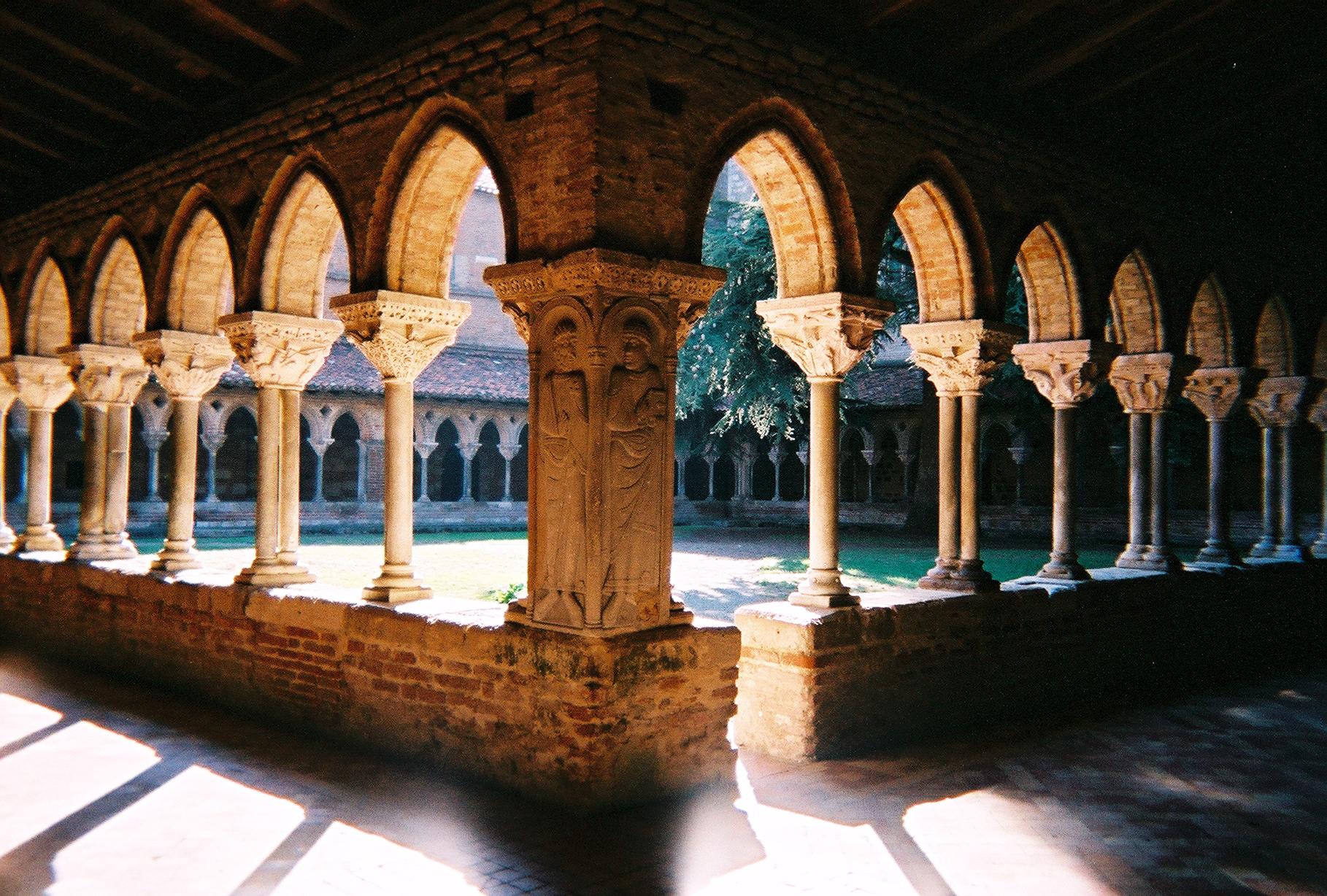
Abadia de São Pedro de Moissac.

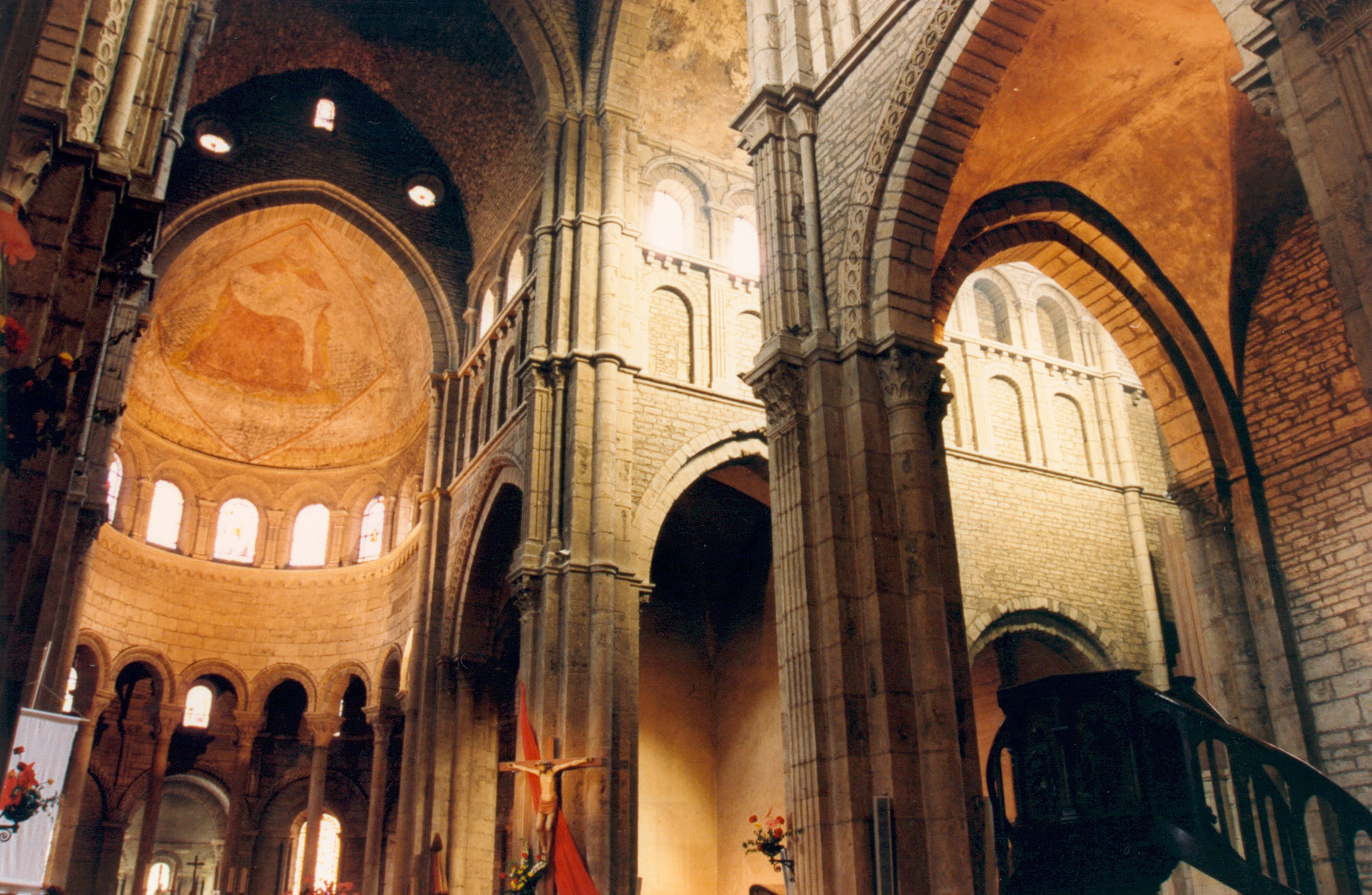
Basílica de Paray-le-Monial.

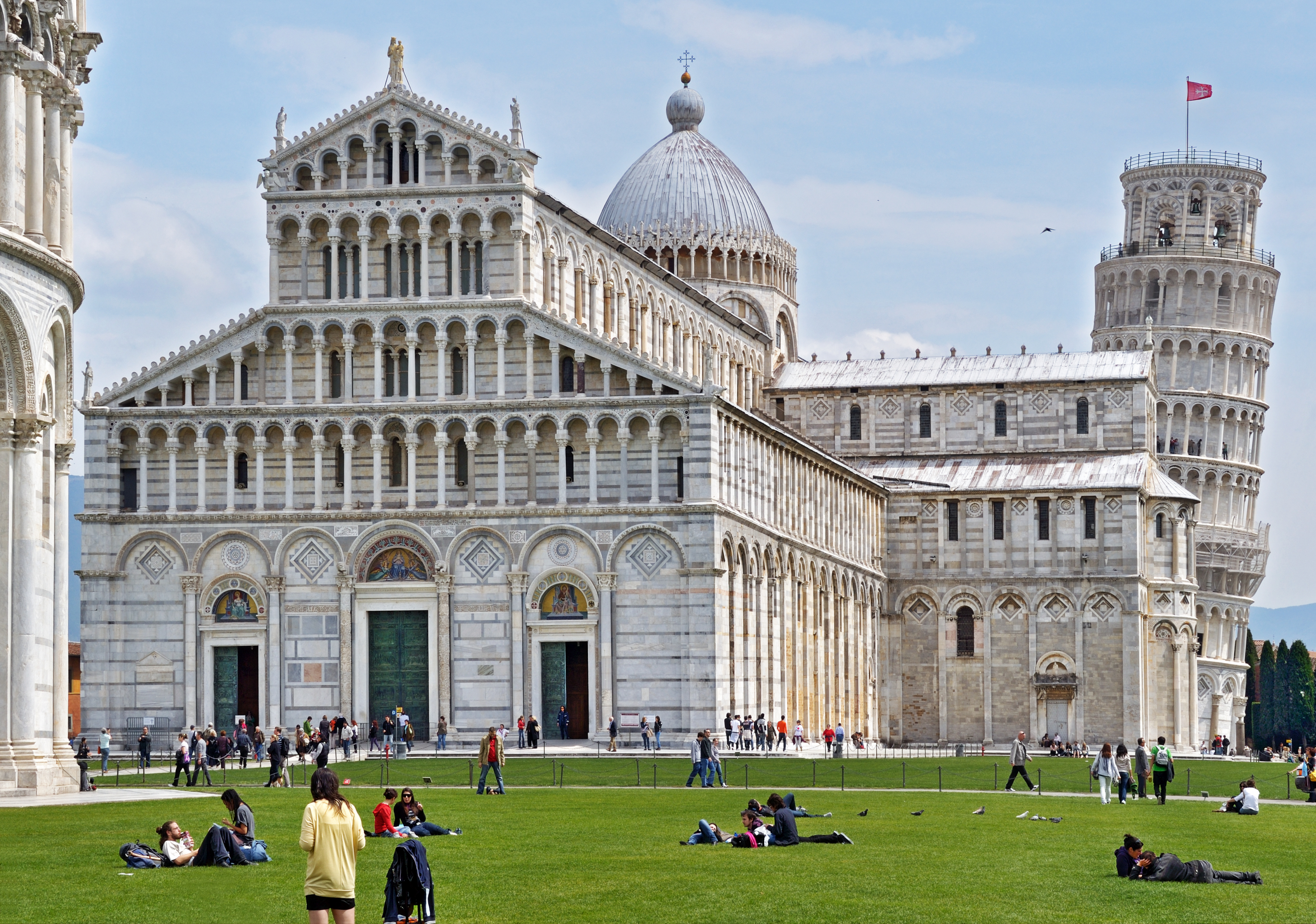
A Catedral e a Torre Inclinada de Pisa, Itália.

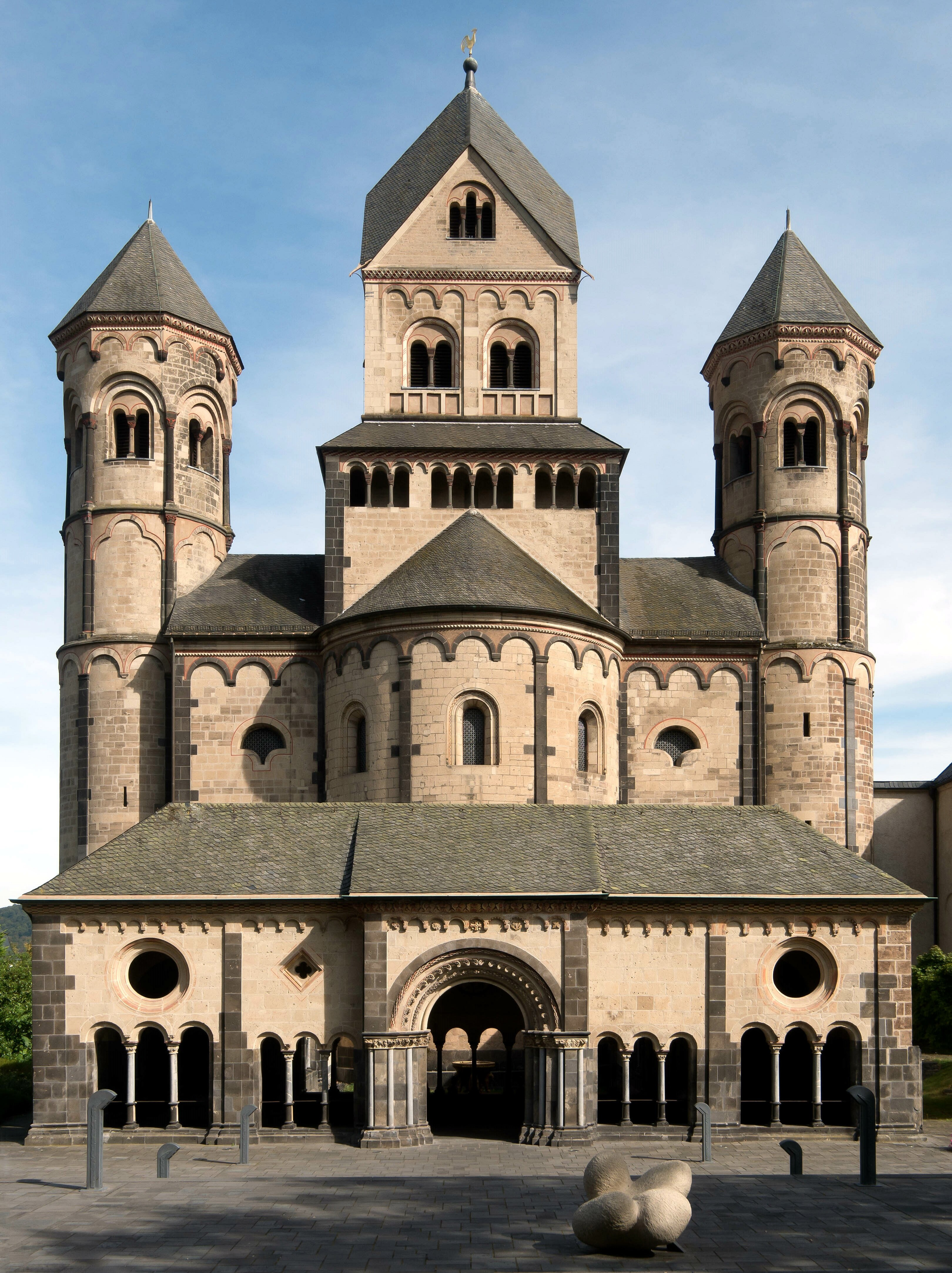
Abadia de Maria Laach, Alemanha.

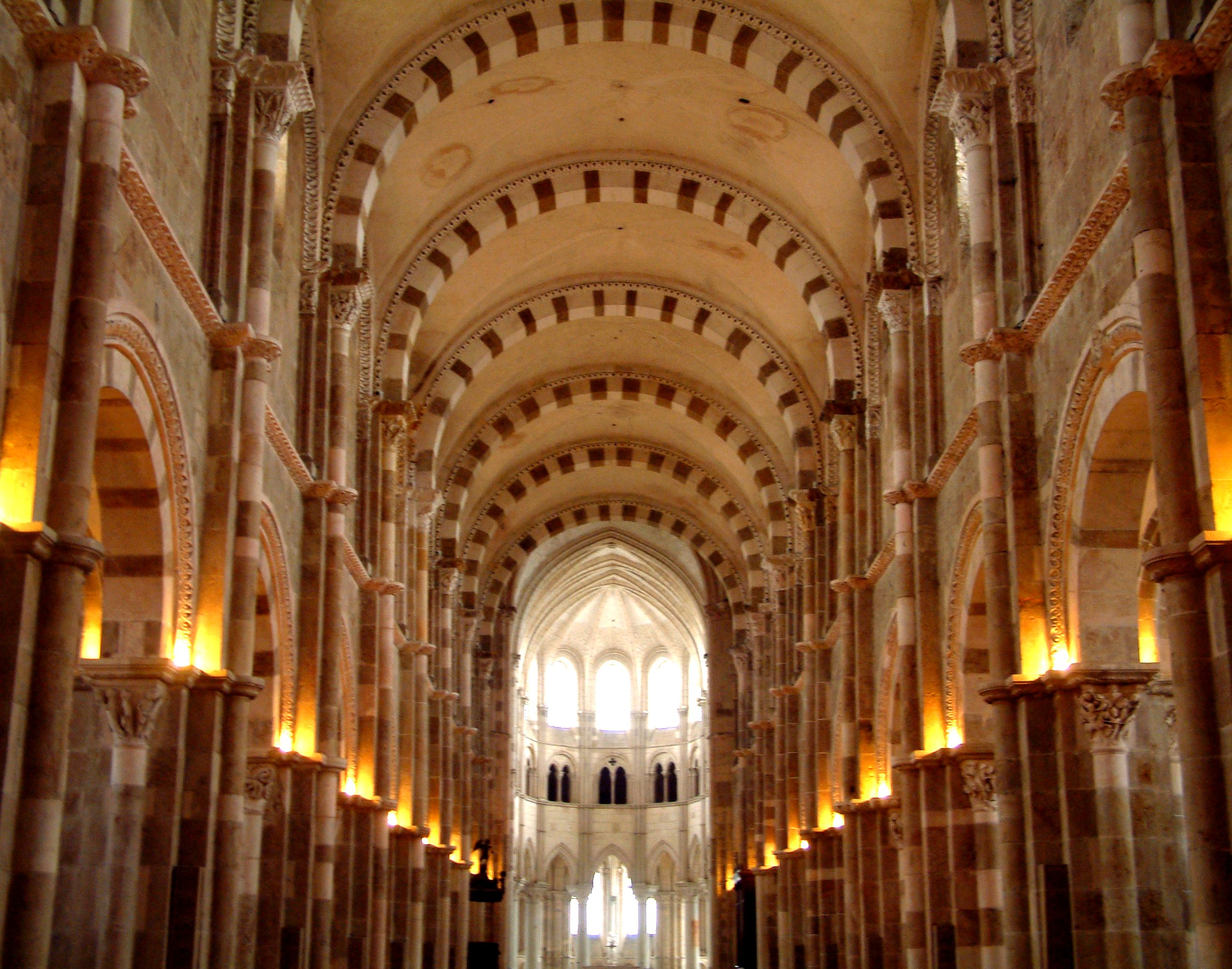
Basílica de Santa Maria Madalena de Vézelay.

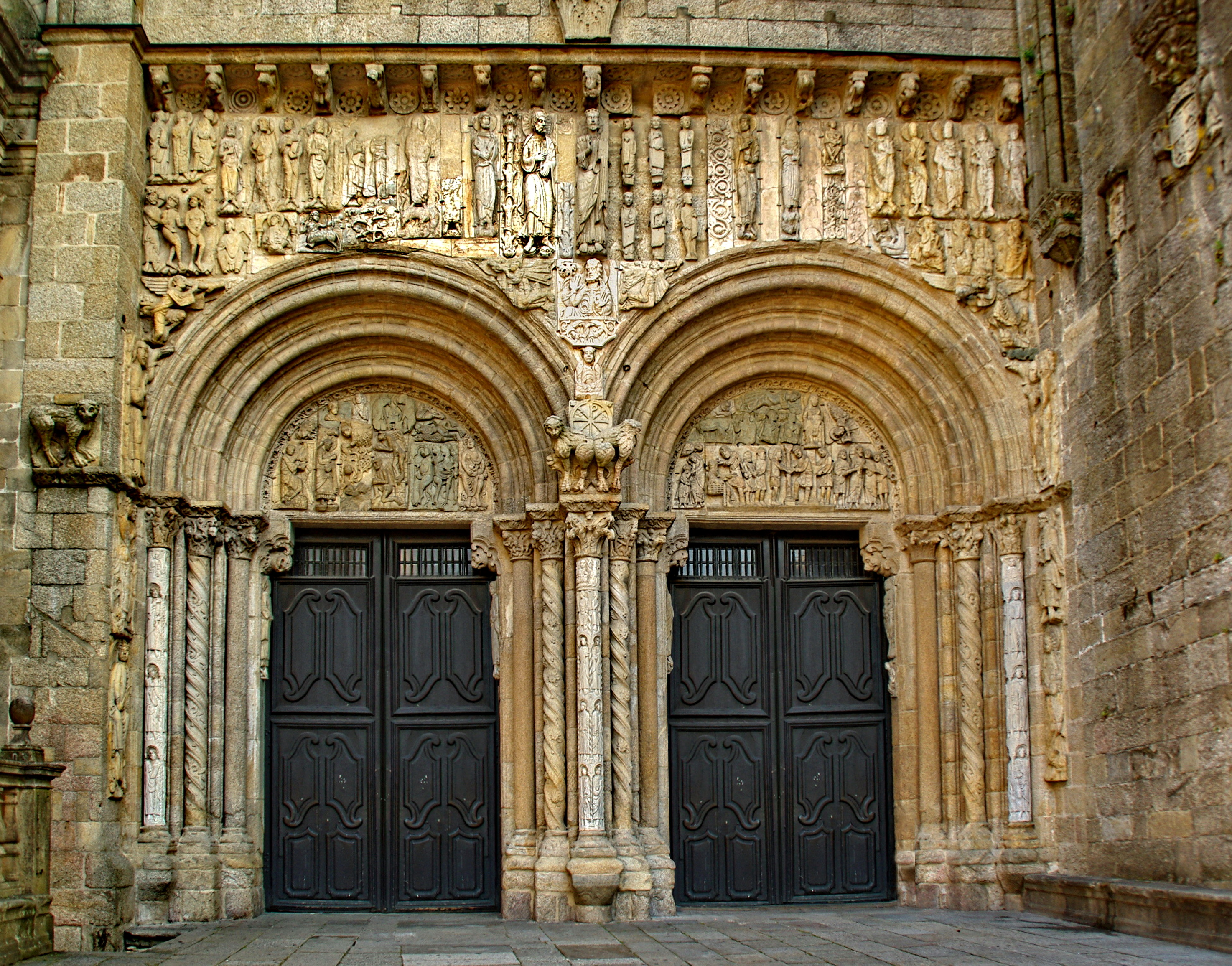
Catedral de Santiago de Compostela, Portal dos Ourives.

A arquitetura românica (AO 1945: arquitectura românica) é o primeiro grande estilo criado na Idade Média na Europa após o declínio da civilização greco-romana . O seu desenvolvimento foi plenamente estabelecido por volta de 1060, mas os primeiros sinais de mudança variam dependendo da região e não existe consenso sobre a data de início que vai do século VI ao século XI. A arquitetura gótica foi o estilo que progressivamente sucedeu o românico a partir do século XII. O dinamismo monástico, as profundas aspirações religiosas e morais, a espiritualidade dos caminhos de peregrinação numa Europa restituída à paz presidiram ao nascimento da arte românica e contribuíram para fazer dela um estilo novo e duma profunda originalidade. O desejo de libertar a Igreja da tutela dos poderes seculares, as Cruzadas, a reconquista cristã na Espanha com o colapso do Califado de Córdoba, o desaparecimento do mecenato real ou principesco fizeram da arte românica a arte de toda a cristandade medieval.
A arquitetura românica desenvolve-se numa vasta área que se estendia da parte norte da Espanha até a Irlanda, Escócia e parte da Escandinávia . Na Europa Oriental, os países eslavos da Polônia à Eslováquia, Boêmia e Morávia, Hungria e Eslovênia também adotaram esse estilo, assim como toda a Itália e ilhas. Esta área corresponde à influência da Igreja Romana na Idade Média, à grande família de povos romano-germânicos, aos eslavos ocidentais e a algumas outras etnias.
Os primeiros centros de arte românica apareceram por volta do ano 1000, na Catalunha, no sopé norte e sul da parte oriental dos Pireneus, na Lombardia, estendendo-se da planície central do Rio Pó até ao sul da Itália, na Borgonha, na área do rio Sona, na Normandia, perto do Canal da Mancha, no curso inferior do Reno até ao Mosela, na alta Renânia, de Basileia a Mainz , e na Baixa Saxónia, entre o Elba e o Weser.
Outras regiões experimentaram um desenvolvimento posterior da arquitetura românica, cuja originalidade ficou evidente no século XI, como Vestfália, Toscana, Puglia, Provença e Aquitânia. Entre 1042 e 1066, Eduardo, o Confessor, cuja mãe era normanda, introduziu a arte românica na Inglaterra e, após a conquista normanda da Inglaterra em 1066, os normandos introduziram contribuições anglo-saxônicas à arte anglo-normanda .
Em termos técnicos, passamos do martelo que transforma a pedra em cascalho para o aparelho de talha da pedra e o desenvolvimento da pilha de compostagem. Do ponto de vista arquitetónico, a arte românica introduziu uma harmonização na fachada, a cabeceira com deambulatório, as abóbadas de berço  com arco de volta perfeita e ogival, a abóbada de arestas e a abóbada em cruzaria com os seus contrafortes. O sistema estrutural é conseguido através de contrafortes para suportar o peso, paredes compactas e poucas aberturas, em que é utilizado o perpianho, diferentemente dos cascalhos (alvenaria de rípio), trabalhado nas suas faces para dar-lhe a forma retangular. (técnica que se comece como cantaria); cobertura em abóbada de canhão e abóbada de aresta na nave central. É feita uma divisão vertical em dois planos, com uma galeria espaçosa sobre os arcos principais, os arcos laterais e transversais do interior são sustentados por apoios independentes.
A terminologia "Arte românica" aparece na França pela primeira vez em 1818. Estudiosos alemães datam o surgimento da arte românica após a arte otoniana e reservam o termo estilo românico para a última fase do desenvolvimento arquitetónico. A arquitetura românica é tradicionalmente chamada de arquitetura normanda na Inglaterra.

## Definição
Quando foi cunhado, o termo "românico" referia-se à ligação com a arquitetura romana, de onde foram retirados alguns elementos estruturais (o arco, a coluna, o pilar, a abóbada) e uma certa configuração monumental e espacial. No entanto, a interpretação do românico como um renascimento do conhecimento da construção romana e, consequentemente, da espacialidade da arquitetura imperial romana tardia não é aceita por todos, e a interpretação da arquitetura românica como uma derivação da arquitetura bizantina também foi reconhecido. Em relação ao termo românico, os historiadores também usaram os termos pré-românico (referindo-se às realizações arquitetónicas dos séculos IX e X , especialmente nas áreas de influência carolíngia e depois otoniana), protorromântico (referindo-se às primeiras manifestações desta nova linguagem arquitetónica na transição entre o século X e o século XI, especialmente entre o centro-sul da França, o norte da Itália e o norte da Espanha) e o românico tardio para as regiões que não acolheram o novo estilo gótico no século XIII. A partir do século XIX ao início do século XX, a arquitetura românica foi a fonte de inspiração para uma nova tendência artística, conhecida como arquitetura neorromânica.

## Utilização do termoRomanesco

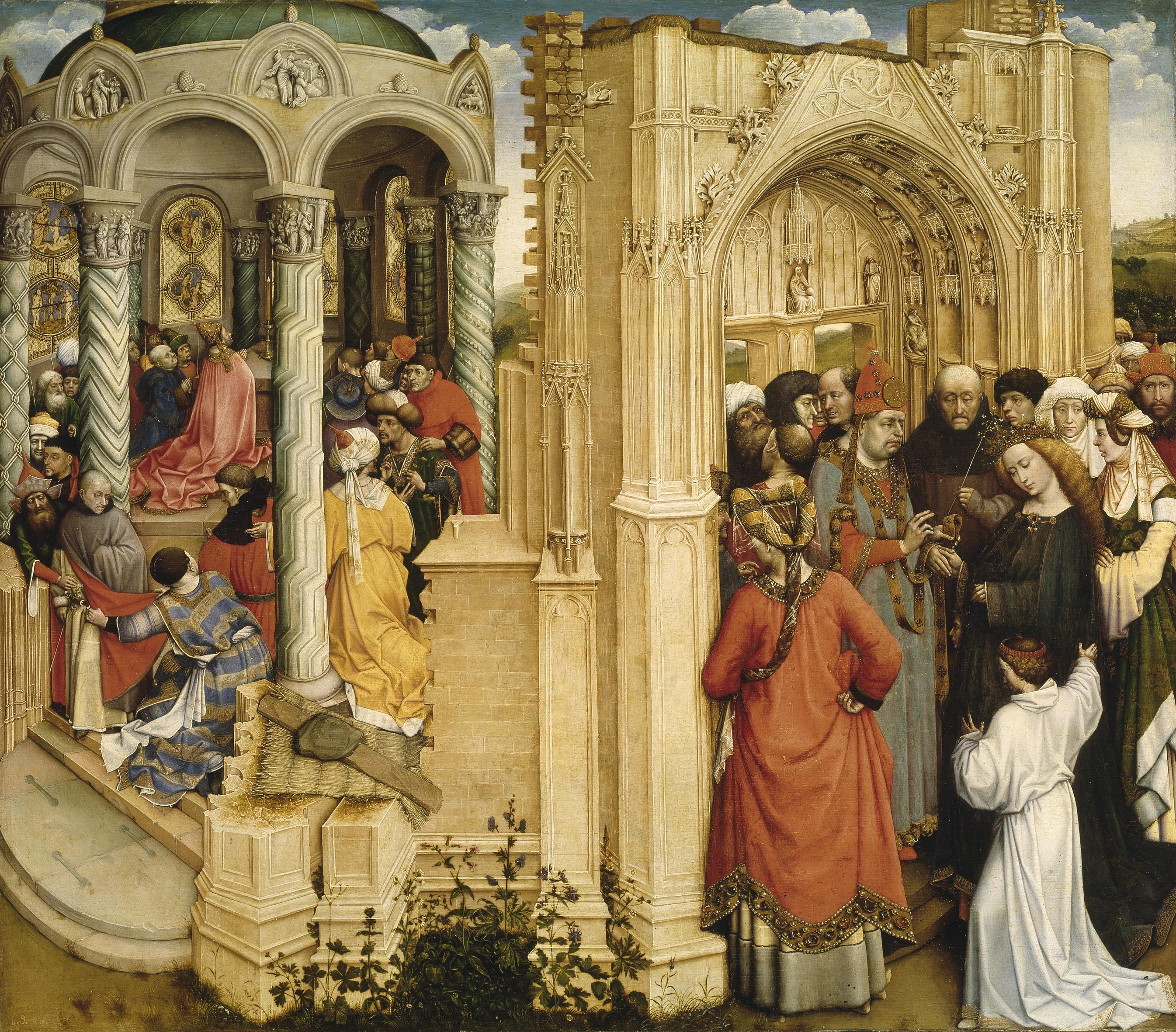
Casamento da Virgem (Robert Campin, c. 1420–1430)

A distinção entre o estilo de arquitetura hoje conhecido como romanesco e o estilo seguinte de arquitetura gótica foi reconhecida já no século XV, como demonstram algumas obras de arte desse período. Robert Campin apresentou claramente a divisão no seu Casamento da Virgem; do lado esquerdo, representando o Antigo Testamento, o edifício é de estilo românico, enquanto o da direita, representando o Novo Testamento, é gótico. Até ao século XIX, porém, o estilo anterior ao gótico não era reconhecido como um todo e, em vez disso, tal como o gótico da época, era tratado como uma infinidade de estilos: Giorgio Vasari e Christopher Wren  foram escrevendo sobre arquitecturas "toscanas", "saxónicas" ou "normandas".
A palavra romanesco ("à maneira dos romanos") apareceu em inglês (Romanesque) por volta de 1666 e foi utilizada para designar o que hoje se designa por línguas românicas. A definição de arquitetura românica mudou ao longo do tempo; o desenvolvimento do significado moderno da palavra em inglês envolveu sobretudo duas etapas:
- em 1813 William Gunn utilizou o termo para descrever amplamente a arquitetura pré-gótica da Europa Ocidental, desde o século IV até ao século XII.[6] A obra de Gunn, An Inquiry into the Origin and Influence of Gothic Architecture (Londres 1819), foi publicada posteriormente,[7] em 1819.[8][9] A palavra foi utilizada por Gunn para descrever o estilo que era identificavelmente medieval e prefigurava o gótico, mas mantinha o arco romano arredondado e parecia assim uma continuação da tradição romana de construção;
- ao longo do século XIX e na primeira metade do século XX[10] a definição reduziu-se a um período mais curto, tipicamente a partir do século XI (ou final do século X[2]) até ao século XII.[6] No processo, os estudiosos (com contribuições notáveis de Robert de Lasteyrie e Henri Focillon) alteraram a definição original do românico como uma arquitetura sub-romana ou semelhante à romana para um rótulo estilístico que descreve os arranjos de massa e espaço que encontraram aceitação na viragem do século XI. A nova definição marca também o ponto de viragem entre o tratamento tribal/dinástico dos estilos arquitetónicos (egípcio, grego, romano, merovíngio, carolíngio, etc.) e um tratamento baseado em características (gótico, renascentista, maneirista, barroco).[2]

O termo francês "romane" foi utilizado pela primeira vez no sentido arquitetónico pelo arqueólogo Charles de Gerville numa carta de 18 de dezembro de 1818 para Auguste Le Prévost para descrever o que Gerville vê como uma arquitectura romana degradada. Numa palestra pública de 1823 (publicada em 1824) o amigo de Gerville Arcisse de Caumont adotou o rótulo "roman" para descrever a " degradada" arquitetura europeia dos séculos V a XIII, no seu Ensaio sobre a arquitectura religiosa da Idade Média, particularmente na Normandia, numa época em que as datas reais de muitos dos edifícios assim descritos não tinham sido determinadas:
O termo "Pré-românico" aplica-se por vezes à arquitetura na Alemanha dos períodos Carolíngio e Otoniano e visigótico, moçárabe e Asturiano construções entre os séculos VIII e X na Península Ibérica enquanto o "Primeiro Românico" é aplicado a edifícios no norte de Itália e Espanha e a partes de França que têm características românicas, mas são anteriores à influência da Abadia de Cluny. O estilo românico em Inglaterra e na Sicília é ainda conhecido como arquitetura normanda. Um estilo "deslumbrante" desenvolvido em Pisa em meados do século XI é designado por "Romanesco de Pisa".
Eric Fernie escreve que no início do século XXI há "algo como um acordo" sobre as características do estilo românico. Alguns pesquisadores argumentam que, devido a uma "surpreendente diversidade" dos edifícios românicos, é impossível obter uma definição unanime: "[n]enhum modelo único, nenhuma regra única, parece adequada e prevalecer", e o românico deve ser tratado como uma "coleção de tendências". Apesar do desacordo, o termo tornou-se uma "moeda comum" e é universalmente aceito, pelo menos por conveniência.

## A descoberta da arte românica

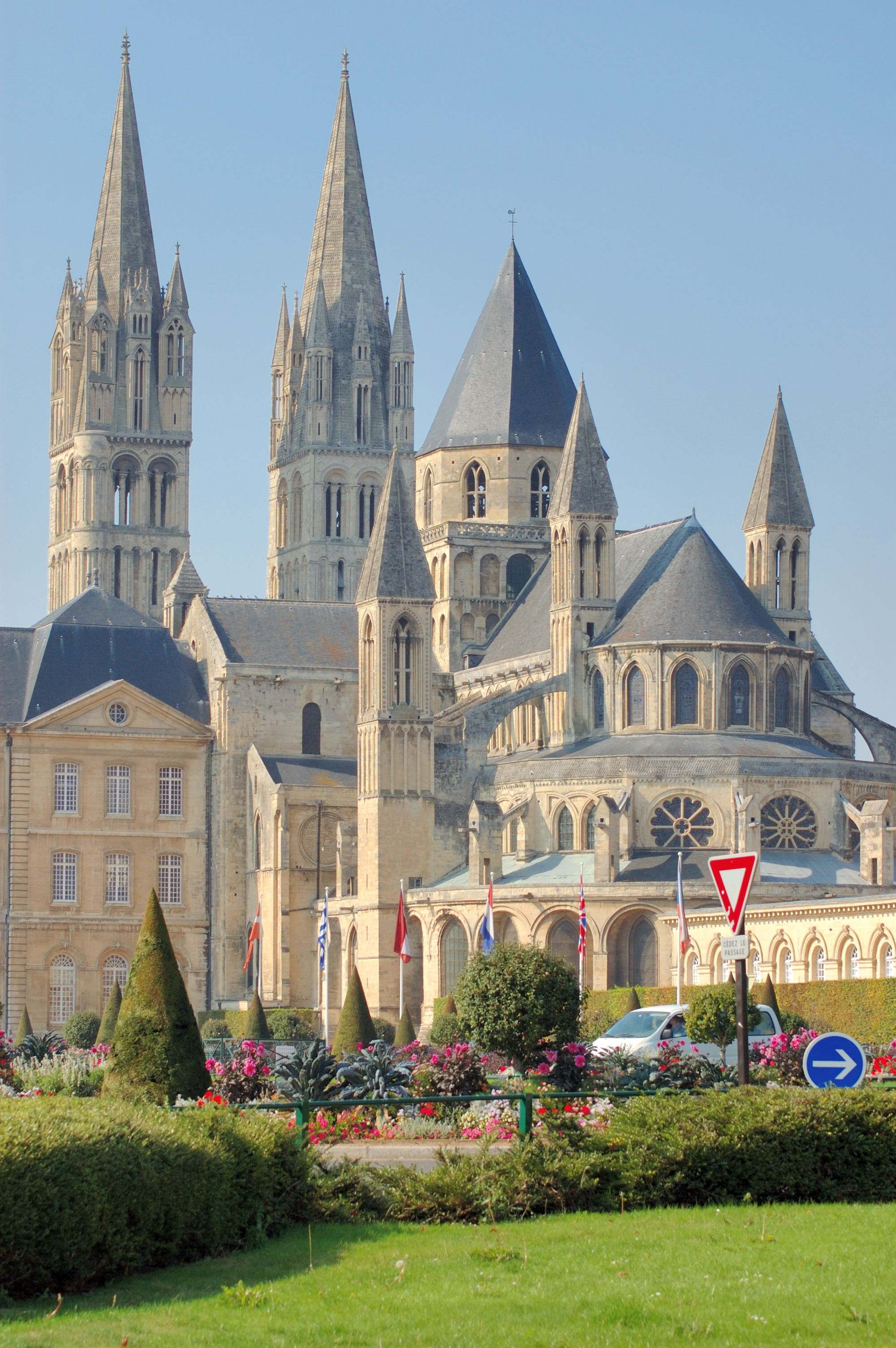
Igreja de Santo Estêvão de Caen.

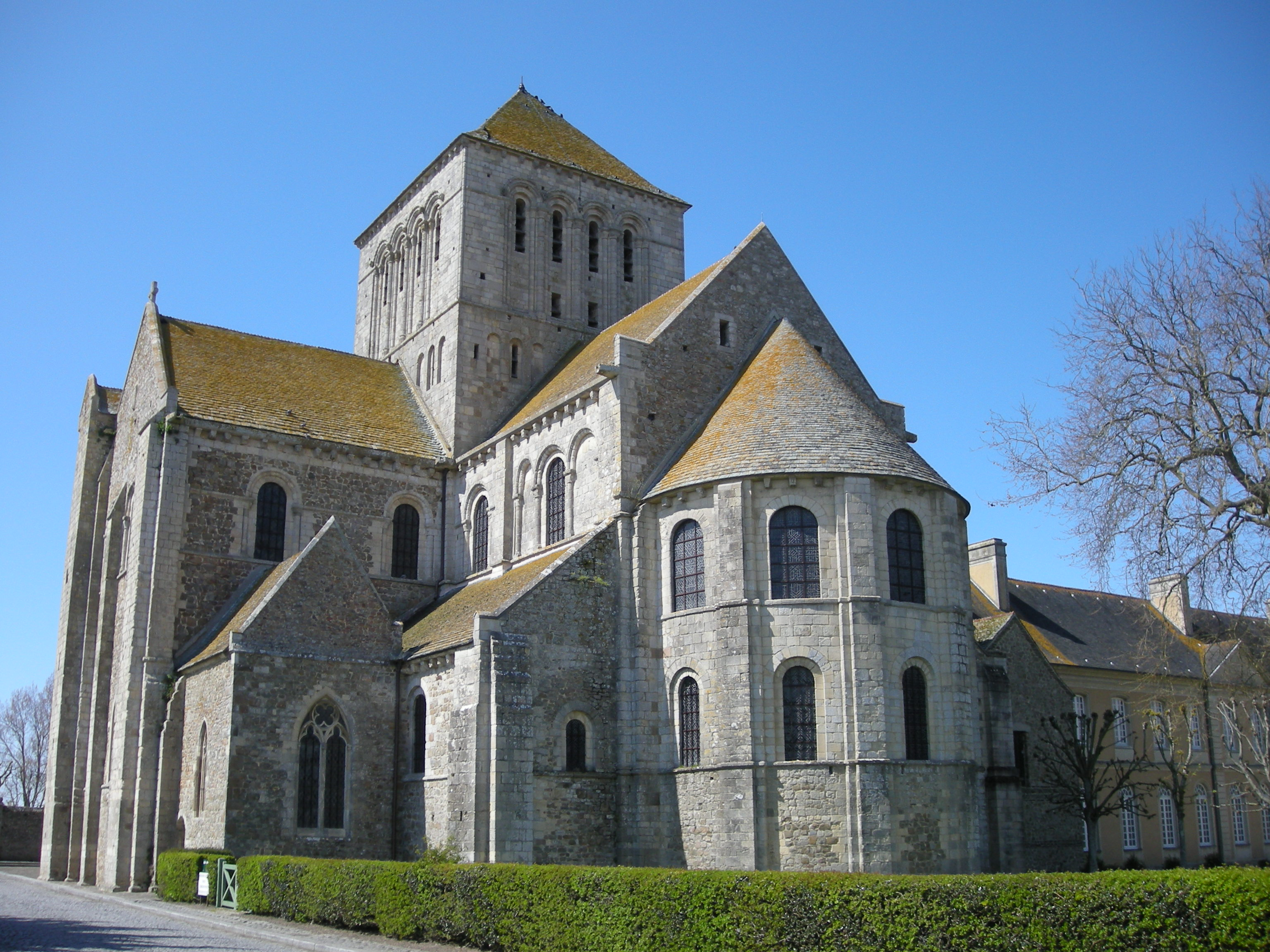
Abadia de Lessay

Esta descoberta está relacionada com o arquitecto Philibert Delorme que, no século XVI, realizou pesquisas e aos historiadores do século XVII e XVIII. Após a Revolução, os normandos que emigraram para Inglaterra realizaram investigações como "Anglo-Norman Antiquities", publicado em 1767, e "The Architectural Antiquities of Normands", de Jotn Sell Sell. Regressados a França, o abade Gervais de La Rue, Charles de Gerville, Auguste Le Prévost e Arcisse de Caumont quiseram reapropriar-se da herança normanda.
Em 1818, Charles de Gerville, numa carta a Auguste Le Prévost, teve a feliz ideia de utilizar o termo romane para esta arte que coincide com a época em que as línguas românicas começam a separar-se do latim e onde, para a arquitectura dos primeiros séculos da Idade Média oferece todas as características da arquitectura romane em avançado estado de degradação. A arquitectura românica substituiu rapidamente as designações habituais lombardas, saxónicas ou anglo-normandas como a primeira tentativa de unificação artística na Europa. Esta é a tese tradicionalmente aceite pela historiografia da especialidade. Assim, na correspondência trocada com o também normando, Auguste Le Prévost (1787-1859), Gerville assume a invenção do termo romane a 18 de Set. de 1818:
| “ | (em português) Já vos falei antes da arquitetura românica («romane»). É uma palavra de minha própria criação, que creio ter sido felizmente inventada para substituir as insignificantes palavras «saxão» e «normando». Todos concordam que esta arquitetura, pesada e rude, é a obra românica desnaturada e sucessivamente degradada pelos nossos rudes predecessores. Da mesma forma, da língua latina, igualmente deformada, nasceu esta língua românica («romane»), cuja origem e degradação têm muito a ver com a origem e o progresso da arquitetura. Dizei-me, então, peço-vos, que o meu nome «românico» («romane») foi uma descoberta afortunada. | ” |
| — GERVILLE, C. de – Lettre à Le Prévost, 18 de Setembro, 1818. Cabinet des Manuscrits, Bibliothéque Nationale, Paris apud. BIZZARRO, 1992: 207, 44. (texto traduzido) | |   |

O estudo deste período arquitetónico acompanha o desenvolvimento da arqueologia e dos seus limites e passa de uma historiografia da arte romântica e intuitiva para o estabelecimento de tipologias. Inicialmente, Arcisse de Caumont e os seus amigos definem o período romano em três fases a partir do declínio romano: a primeira do século V ao século X, a segunda do final do século X ao final do século XI e a terceira que inclui o século XII onde o arco ogival substituiu o arco semicircular, esta diferença fulcral na forma das arcadas, juntamente com várias outras, estabelece o caráter distintivo entre a arquitetura românica e a gótica.
Após definir limites no tempo, Arcisse de Caumont procura definir características comuns no espaço e esquiça no território francês sete regiões monumentais bem definidas nomeadamente pela natureza do solo mas também por diferenças de gosto e de hábitos que só podem ser provenientes de escolas. Jules Quicherat, Viollet-le-Duc, Anthyme Saint-Paul, Auguste Choisy assimilaram e completaram a ideia.
Em 1925, François Deshoulières no Boletim Monumental propõe nove escolas: Île-de-France e Champagne, Normandia, Lombardia-Renânia, Baixo Loire, Sudoeste de Poitou, Auvérnia, Borgonha, Provença e Languedoc. A partir dos estudos de Arcisse de Caumont dataram a arquitetura românica do século V ao século XII, a Antiguidade Tardia foi criada do século IV ao VIII, a arquitetura carolíngia foi ligada à Alta Idade Média e o século do ano 1000 passou a ser analisado em relação à era anterior e não mais como um prenúncio do futuro.
Em 1935, um arquitecto catalão, Josep Puig i Cadafalch, definiu uma primeira arte românica feita por diferentes povos que se espalharam por grande parte da Europa antes de aí se desenvolverem escolas particulares. Pierre Francastel questionou em 1942 as escolas regionais, substituindo o termo de primeira arte românica pela primeira era românica que integra as ideias de Jean Hubert e Marcel Durliat. Para Louis Grodecki, existe uma fase da arquitetura de carpintaria, uma espécie de primeira arte românica do Norte distinta e simétrica em oposição à primeira arte românica meridional ·  · .
Em 1951, os beneditinos da Abadia de Sainte-Marie de la Pierre-qui-Vire fundaram as Éditions Zodiaque e a coleção La Nuit des Times, especializada em arte românica, que publicou 88 obras entre 1954 e 1999.

### Primeiros estudos

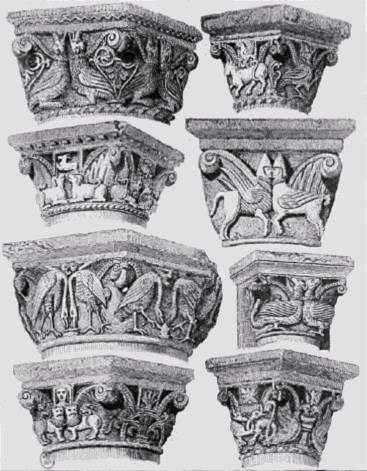
Capíteis do coro da abadia das Senhoras, Caen. John Sell Cotman, Antiguidades arquitectónicas da Normandia, J. e A. Arch (Londres), 1822

Charles Duhérissier de Gerville, um estudioso de renome, é o inventor da expressão architecture romane ('arquitectura românica'). Embora o seu principal interesse fosse a botânica, a sua coleção numismática, bem como a disciplina emergente da geologia e a procura de documentos escritos antigos, fez parte do pequeno grupo de historiadores de arquitetura em França. A partir de 1814, Gerville dedicou-se ao projeto sem precedentes de inventariar as quase quatrocentas ou quinhentas igrejas da Mancha; alguns destes documentos foram publicados sob o título Voyage archéologique dans la Manche (1818-1820). Devido aos seus interesses — botânica, geologia —, era um apaixonado pela nomenclatura e, em 1818, numa carta dirigida ao seu colega Arcisse de Caumont, utiliza o termo românico no campo linguístico, em comparação com o arquitetónico, na tentativa de definir a arquitetura construída durante os séculos XI e XII, de forma mais precisa do que os termos então utilizados: saxão e normando. Em 1817, o arqueólogo britânico Thomas Rickman publicou o ensaio Uma tentativa de discriminar os estilos da arquitetura inglesa da Conquista à Reforma, no qual, com o adjetivo "normando", se refere às construções erguidas no período entre a queda do Império Romano e o advento do gótico.
Em 1824, Arcisse de Caumont, Gervais de La Rue, abade de Rouen, e Auguste Le Prévost, fundaram a Société des antiquaires de Normandie, com sede em Caen, uma "escola pioneira na ciência arquitectónica", que reuniu outros estudiosos como Gerville, dedicados aos estudos arqueológicos —no sentido original do termo, archaios ('antigo') e logos ('estudo, ciência ou tratado')— dos cinco departamentos da Normandia, nos quais se destaca o da Mancha, e a publicação de um boletim com os resultados. Caumont escreveu no mesmo ano "Essai sur l'architecture du moyen âge, particulairement en Normandie", no qual a expressão "arquitetura românica" já é utilizada normalmente. Após um "Curso de antiguidades monumentais" que ministrou em Caen, Caumont escreveu "Abécédaire ou rudiments d'arquéologie", publicado entre 1830 e 1841, em vários volumes e um álbum de ilustrações, amplamente reeditado até 1870, abordando os principais períodos da arquitetura, obra considerada a "Vulgata" da arquitetura medieval. Caumont estabeleceu o conceito de "arquitectura românica" e propôs uma divisão em três períodos: primitivo, do século V ao final do século X, plenitude nos séculos XI e XII, e transição, centrada no século XII.

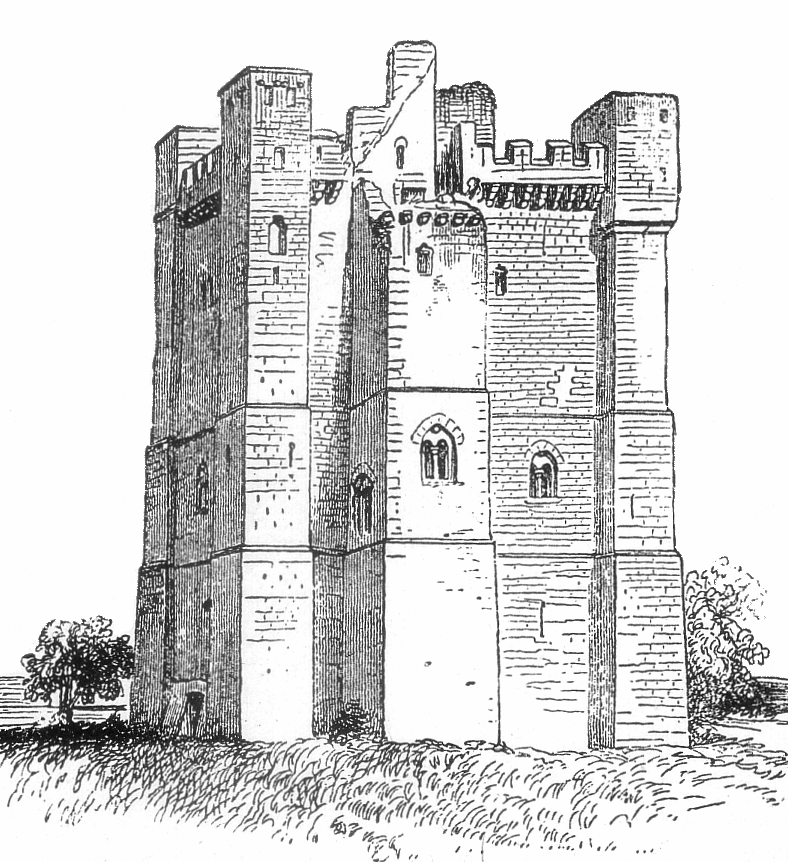
Donjon de Chambois, do século XII, desenho de Arcisse de Caumont (meados do século XIX)

Em França, desde 1830, as instituições estatais dedicam-se à preservação do património arquitetónico; Prosper Mérimée, como inspetor-geral dos monumentos históricos, promoverá o restauro de edifícios e o inventário de bens móveis. Caumont fundou a Sociedade Francesa de Arqueologia em 1833 e, mais tarde, a Associação Normanda e a Sociedade para a Conservação dos Monumentos, às quais rapidamente se juntaram muitos membros, às quais o próprio Caumont comparou as simulações, comparando-as de forma individual eclética e enriquecedora, que viria a ser tratada durante a XXIV sessão, de 1862, do Congresso Arqueológico de França, organizado pela Société française d'archéologie. A Encyclopédie du Moyen Âge considera Caumont o primeiro a estabelecer uma divisão racional da arquitetura em diferentes fases cronológicas. Escreveu ainda a Histoire sommaire de l'architecture religieuse, civile et militaire au Moyen Âge, em 1836, e a Histoire de l'architecture religieuse au Moyen Âge, em 1841. No laborioso processo de definição de uma nova tipologia artística, reproduziu os preceitos estabelecidos por Johann Joachim Winckelmann quando, em meados do século XVIII, estudou arte clássica. Le Prevost (Bernay, Eure, 1787 - La Vaupalière, 1859), colaborador de Gerville, com conhecimentos enciclopédicos e métodos de investigação rigorosos e críticos, escreveu "Architecture gallo-romaine et architecture du moyen age", publicado em Paris em 1857.
Os estudiosos de língua alemã acreditavam que era necessário libertar a arqueologia das amarras da história, afirmando a sua autonomia, e propunham o estudo da criação artística através de uma "ciência da arte" ou "história da arte". Durante a segunda metade do século XIX, formou-se a escola vienense "formalista", influenciada pelas teorias freudianas, segundo a qual é necessário abordar a ciência da arte através das sensações que as obras produzem no observador. Segundo Alois Riegl, membro desta escola, "não existe mau estilo nem má época" e não deve haver diferenciação entre as artes figurativas, maiores, e as artes ornamentais, menores; a arte de uma sociedade, argumenta Riegl, origina-se da sua "vontade artística", paralela a outras "vontades", que tem os seus próprios critérios e que não deve ser julgada segundo postulados idealistas e, assim, se os artistas românicos se afastam do estilo clássico não é porque foram incapazes de o continuar, mas simplesmente porque não o quiseram.

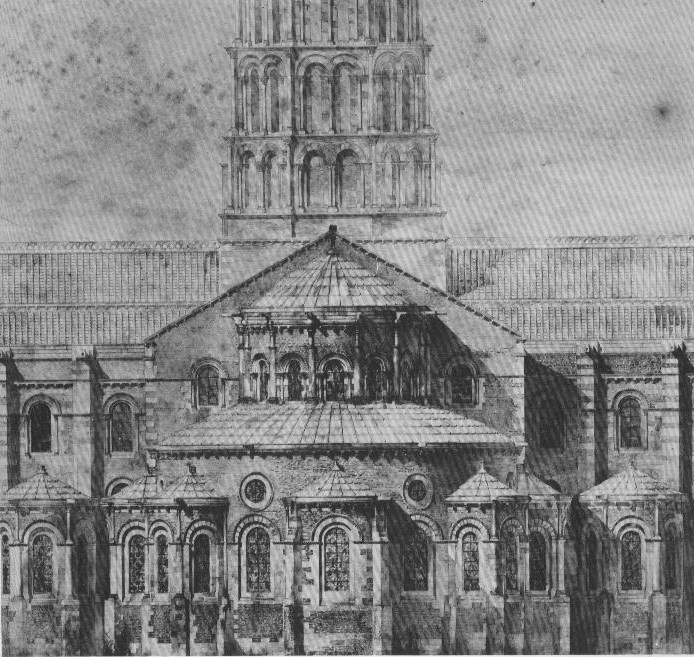
Elevação da abside de Saint Sernin de Toulouse, de Viollet-le-Duc (século XIX), utilizada numa obra doutrinária de Marcel Durliat

A opinião generalizada de que a arquitectura românica, associada aos povos incivilizados, cruéis e rudes que dominavam o continente, era simplesmente uma vulgarização da arquitectura romana, foi combatida com sucesso pelo historiador e arqueólogo Jules Quicherat (1814-1882), que rejeitou este sentido pejorativo do termo "românico", defendendo a ideia de que as construções românicas eram o produto de diversas influências e causas sociais e culturais, incluindo as derivadas da antiguidade clássica; argumentou-o comparando construções românicas com línguas derivadas do latim, às quais tinham de ser atribuídas outras influências para além do latim. Quicherat dirigiu a École nationale des chartes entre 1871 e 1882 e, a partir daí, promoveu o ensino da arqueologia medieval. Considerou fundamental o desafio que as abóbadas representavam para os arquitetos da época e ligou a decoração escultórica em capitéis, linteis ou arquivoltas à análise de estruturas arquitetónicas. Estudou os edifícios como se fossem documentos escritos e aperfeiçoou a sua classificação, estabelecendo os seus "caracteres essenciais", de modo a ordenar as suas ideias com vista à sua actividade docente.
Henri Focillon (1881-1943), sem ignorar as condições arqueológicas, introduziu a filosofia da arte em França. Evolucionista, este historiador de arte distingue quatro fases sucessivas em cada estilo artístico: a fase experimental, arcaica e de ensaio; a fase clássica que, apoiada na audácia experimental da primeira, concede estabilidade e segurança; a fase apurada, que, sobretudo na arquitetura, valoriza as soluções construtivas que conduzem à pureza das formas; e a fase barroca, em que estas se tornam livres "espalhando-se sem qualquer restrição, proliferando como um monstro vegetal". Defende ainda que é a técnica, considerada como um processo, que confere ao estilo a sua "tonalidade": a abóbada, na arquitectura românica, garante a primazia da técnica na sua evolução.
Em 1934, Marcel Aubert, arqueólogo e historiador de arte, juntou-se à Académie des inscriptions et belles-lettres, fundada em 1663 por Jean-Baptiste Colbert. De acordo com o regulamento de 1786, a Académie estabelecia que o principal objectivo da instituição era a história, centrada no estudo, entre outros, das línguas orientais e greco-latinas, de monumentos de todos os tipos, incluindo inscrições, sinetes, medalhas…, relativos à Idade Média, e das ciências, artes e negócios dos antigos. Aubert escreveu várias obras específicas sobre arte românica e uma sobre arte catalã: L'art de la Catalogne (1959).
Vários autores identificaram precedentes para a arquitetura românica na Arménia. Um dos primeiros e mais proeminentes a fazê-lo foi o austro-polaco Josef Strzygowski (1862-1941), historiador de arte especializado nas origens da arte cristã primitiva e da arte ocidental em geral, e na contribuição crucial do Oriente para a mesma. Escreveu vários ensaios sobre a arte da Arménia, Ravena e Próximo Oriente e, como resultado de uma viagem de investigação do Instituto de História da Arte da Universidade de Viena em 1918, publicou "Die Baukunst der Armenier und Europa" ("A Arquitectura dos Arménios e da Europa"), no qual, com as suas premissas de "investigação factual" e "investigação visual", estabeleceu alguns precedentes para a arquitectura românica no próprio país arménio. Procurou também as origens da iconografia cristã em cidades helenísticas.
Na viragem dos séculos XIX e XX, surgiu uma especialização no estudo da história da arte e alguns autores trataram independentemente da análise de documentos, da iconografia, do simbolismo das formas, da reflexão sobre as estruturas... Émile Mâle (1862-1954) foi pioneiro no estabelecimento de paralelos entre a iconografia das obras de arte e dos documentos literários. Aby Moritz Warburg (1866-1929) estabeleceu os fundamentos da iconografia e defendeu que as criações artísticas são símbolos de fenómenos culturais gerais. Erwin Panofsky (1892-1968) interessou-se pelas circunstâncias que rodeavam o artista, pela sua formação e contextos sociais, por oposição aos seguidores da psicologia da arte, que valorizavam a contribuição pessoal única de cada artista.
Assim, segundo Marcel Durliat (1917-2006), é necessário tomar da arqueologia tradicional a relação forma-função e do método francês a prioridade da datação sobre a descrição, ligando a obra ao contexto histórico sem, no entanto, subestimar a capacidade do artista que, com as suas criações, molda a sociedade em que as produz. Ademais, os problemas a que se refere a arte, bem como a literatura, são muito complexos e o seu conhecimento exige multiplicar, diversificar e aprofundar os métodos de exploração.

## Contexto histórico
Após um período de pesquisa e desenvolvimento, os grandes componentes clássicos do Mediterrâneo e do cristianismo primitivo foram definitivamente influenciados por contribuições germânicas na arte românica . A arquitetura românica tem as suas origens na arte pré-românica, particularmente na arte carolíngia, e desenvolveu-se paralelamente à arquitetura otoniana . Esse desenvolvimento está no cerne da tentativa de organização germânica do século VIII e X pelos carolíngios e pelos otonianos .

### Os impérios Carolíngio e Otoniano

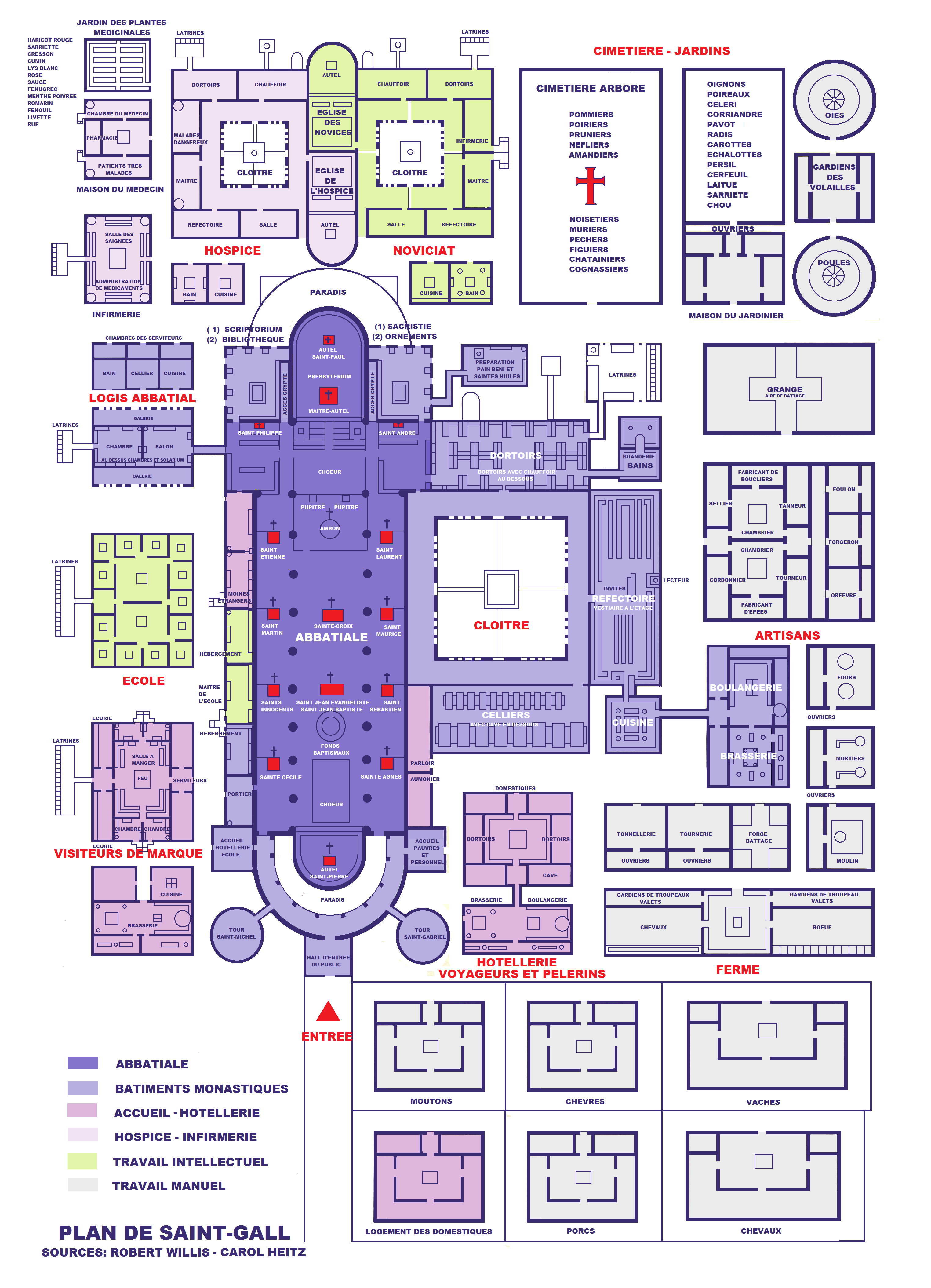
Mapa de St. Gallen

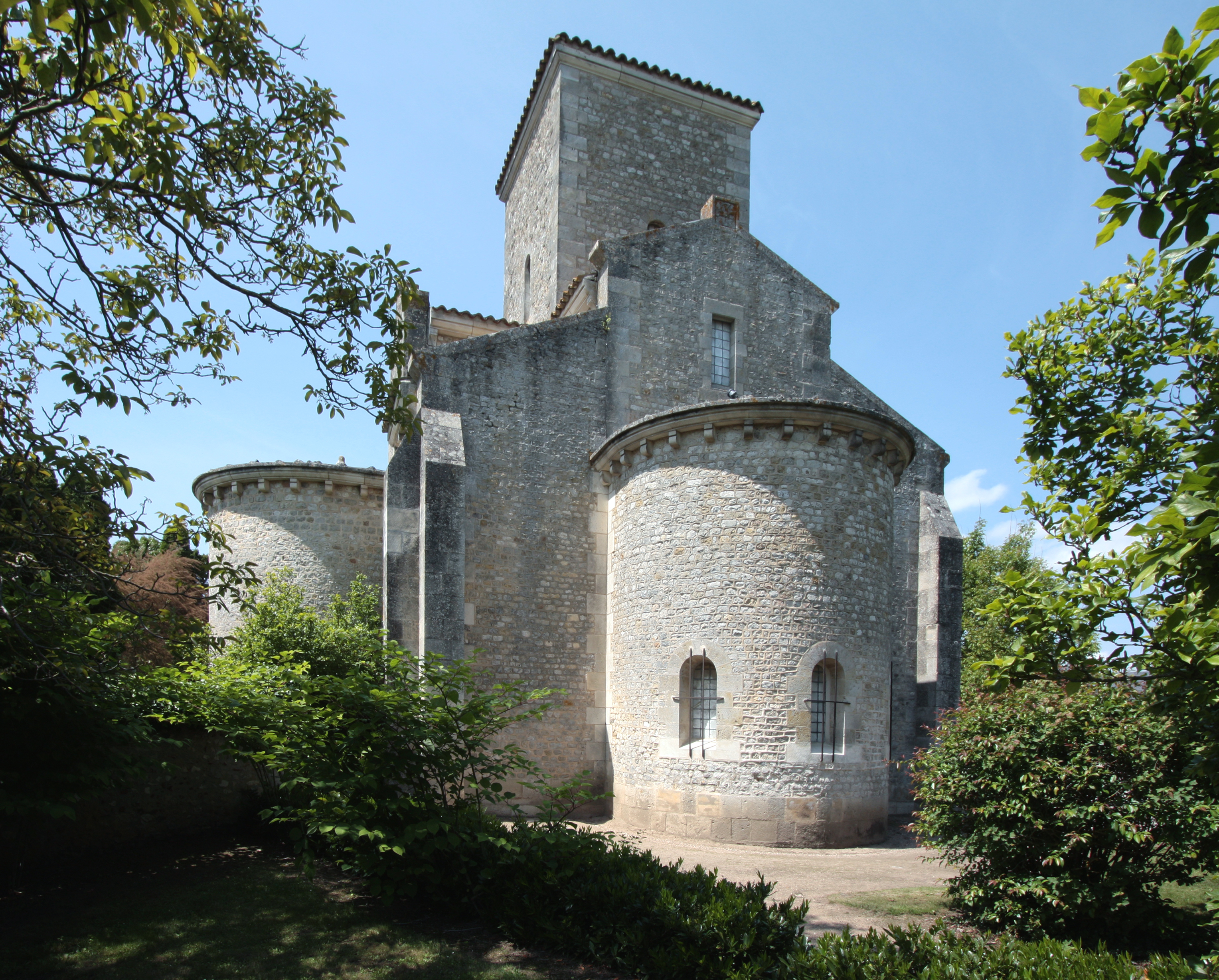
Germigny-des-Prés

A história da Europa carolíngia começa com a ascensão de uma família aristocrática conhecida no início do século VII. Esta dinastia carolíngia governou a Europa da década de 750 até o final do século X e alcançou, com o apoio do Papa, a quase totalidade do Ocidente cristão sob Carlos Magno, coroado imperador em 800.
A reconstrução da unidade ocidental desenvolve-se em três direções: sudeste, em direção à Itália, sudoeste, em direção à Espanha, e leste, em direção à Alemanha. O horizonte germânico e particularmente saxão atrai Carlos Magno para o leste. Está especialmente preocupado em restabelecer o antigo Império Romano, do qual ele seria o líder.
Em 843, no Tratado de Verdun, o Império Carolíngio foi dividido em três regiões: a oeste, a Francia Occidentalis de Carlos II, o Calvo, coroado rei em 848 em Orléans, a leste, a Francia Orientalis de Luís, o Germânico, e entre as duas, a Média Francia de Lotário I, que manteve o título de imperador, passou-o para seu filho mais velho, Luís II, e dividiu o resto do seu império: Lotaríngia para Lotário II e Provença para Carlos.
Após a morte de Carlos, o Gordo, em 888, a unidade carolíngia rapidamente entrou em colapso. Na Frância Ocidental, a realeza, que havia se tornado eletiva novamente, alternava entre reis carolíngios e reis da família de Eudes, Conde de Paris, herói da defesa de Paris contra os normandos em 885-886. Na Alemanha, a dinastia carolíngia morreu em 911 com Luís IV, o Menino, e a coroa real perdeu por eleição para o duque Conrado da Francónia . Ele passa para a coroa para Henrique I e o seu filho Otão I fundou uma linha imperial ao retomar a política carolíngia e com a ajuda do Papa estabeleceu o Sacro Império Romano .
A religião cristã adaptou-se ao seu ambiente e "barbarizou-se", é então que a Inglaterra adopta o cristianismo e os monges irlandeses criaram laços com o continente, que era usado por peregrinos e comerciantes. O Reno, o Escalda e o Mosa são rotas de penetração e o primeiro comércio atlântico marca o início de uma nova era. Foi principalmente a Gália ao norte do Loire que se beneficiou destas trocas.
A ascensão do monaquismo foi o grande evento do século VII para a Gália e todo o Ocidente. Reis, bispos e aristocratas instalaram os monges nas suas terras e protegeram-nos. A Igreja de Latrão aperfeiçoou a liturgia que se tornou um modelo para todo o Ocidente. Muito antes de uma aliança ser formada entre os carolíngios e o papado, o Papa aparece como o maior poder moral no Ocidente.
Grimoaldo, prefeito do palácio da Austrásia, fundou mosteiros e neles instalou parentes e amigos. Marca uma política que todos os carolíngios seguirão: possuir abadias, ter monges que rezem pela família e os ajudem nos seus empreendimentos.

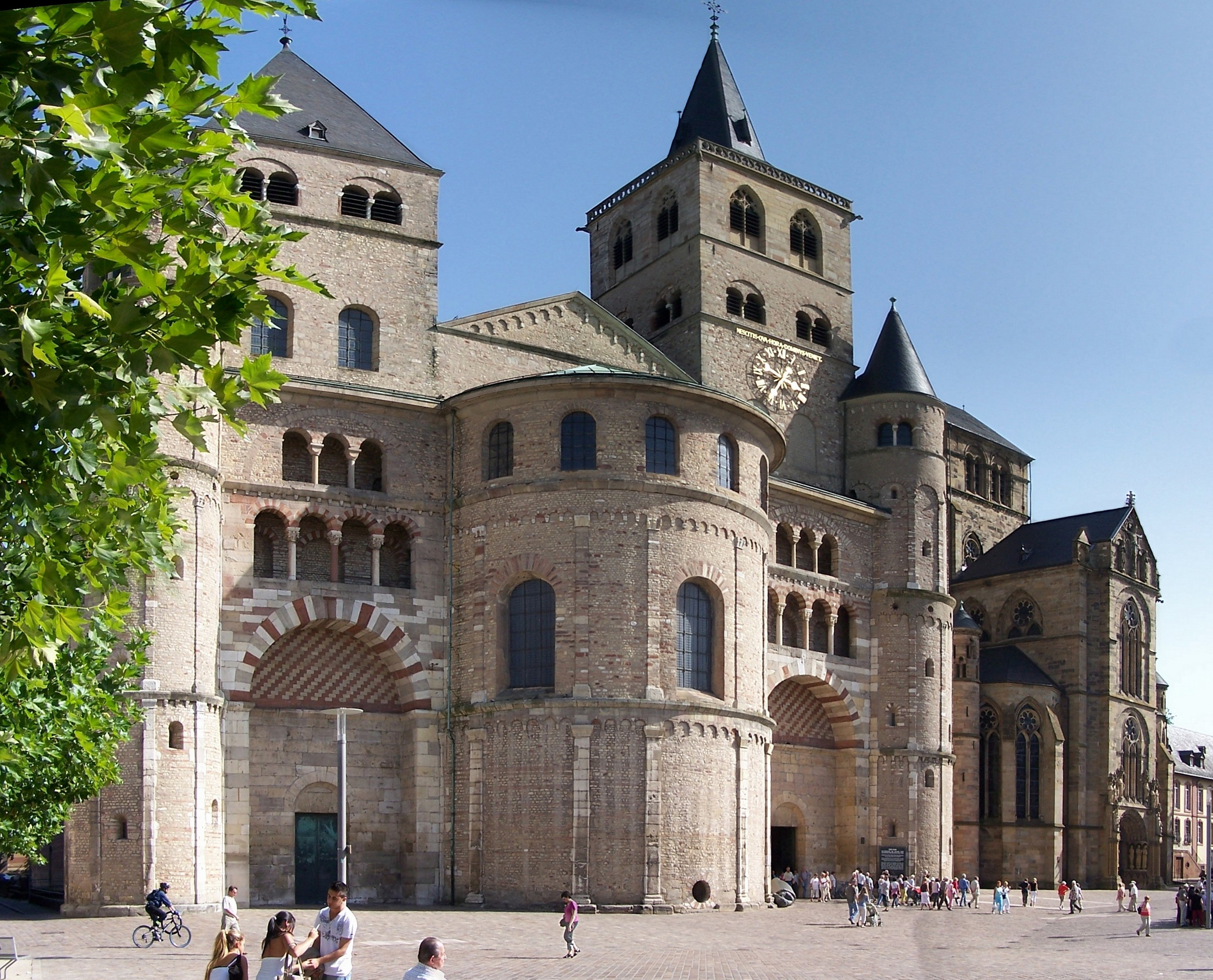
Fachada oeste da Catedral de Trier.

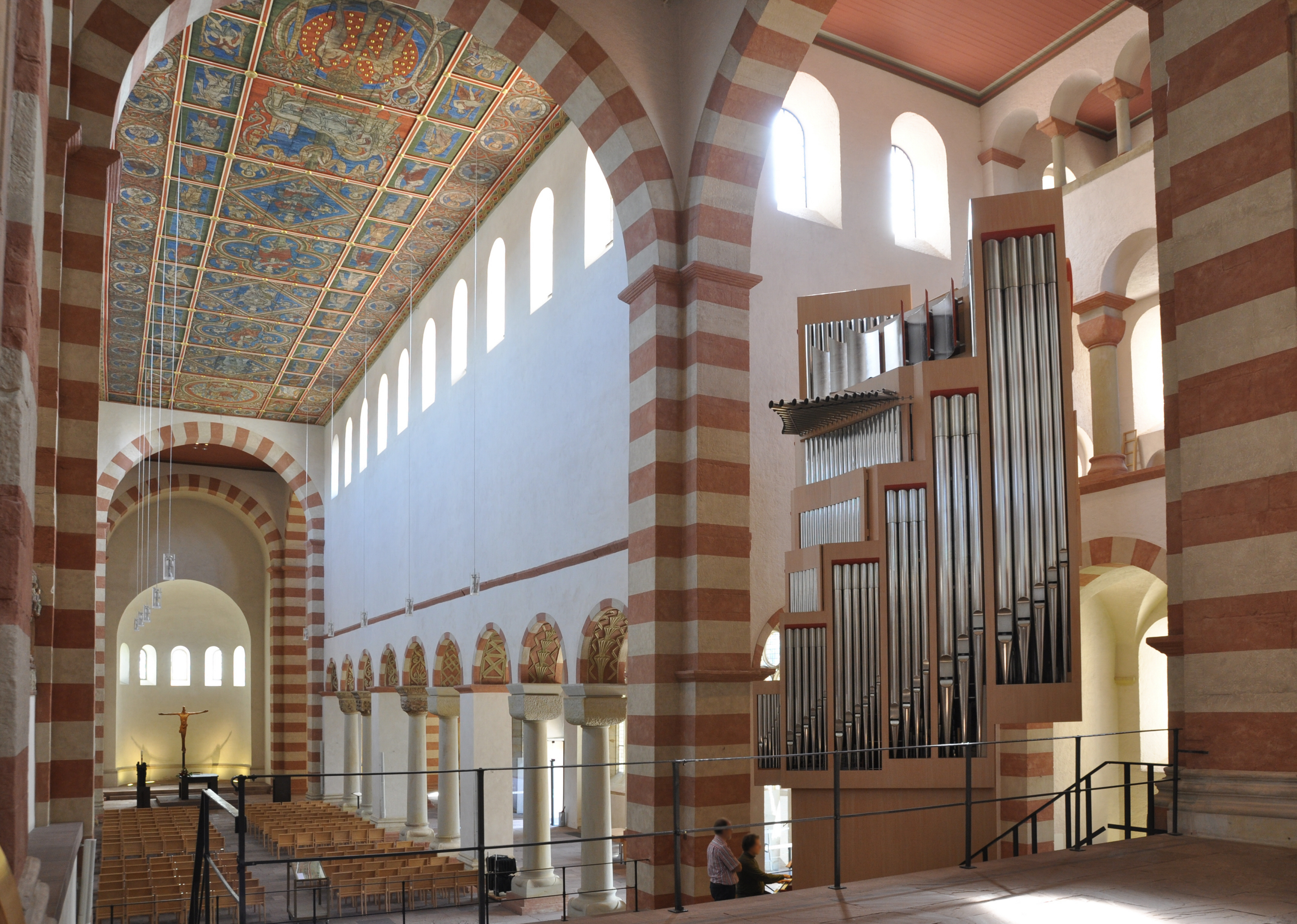
Igreja de São Miguel em Hildesheim.

O Sacro Império Romano dos Otonianos foi uma das consequências do Tratado de Verdun em 843, onde Luís, o Germânico, recebeu a Frância Oriental, área que corresponde ao território da Germânia . O título imperial foi perdendo a sua importância e o seu significado até 924 . Otão I, rei da Saxônia desde 936, derrotou os húngaros e os eslavos, dois dos muitos povos que invadiram o Ocidente na segunda metade do século IX. Otão I reconquistou a Itália e restabeleceu o poder que Carlos Magno havia estabelecido sobre Roma. Em 962 foi coroado imperador de Roma e fundou o Sacro Império Romano, dando lugar à herança de Carlos Magno, sendo que ele próprio se coloca na herança do desaparecido Império Romano. Otão I reavivou um império que deu como herança ao seu filho Otão II em 973. Ele se casou com Teófano Escleraina, filha do Imperador de Bizâncio, para se aliar ao Império do Oriente. Após a sua morte, o seu filho, Otão III, sucedeu-o. Ainda jovem, a sua mãe assumiu a regência e, assim, reafirmou a influência bizantina na arte otoniana. Influenciado por Gerberto de Aurillac, o rei sonhava com um império universal cuja capital seria Roma .
Ao mesmo tempo, a Igreja tem uma forte organização hierárquica. : ideias reformistas marcam o episcopado e o monaquismo, e a rápida expansão das abadias é a ilustração perfeita disso. A Igreja ocupa um lugar de destaque no conselho dos príncipes, o que reafirma o inegável papel material e espiritual do monaquismo. Proezas arquitetónicas, os monumentos fazem parte da herança da dinastia carolíngia, ao mesmo tempo em que incorporam influências bizantinas. As oficinas monásticas tornaram-se a origem de toda a arte otoniana. : esculturas, pinturas, trabalhos em ouro, iluminuras. O culto às relíquias cresce, e as criptas passam a ser colocadas no mesmo nível da nave. A composição dos edifícios é modificada, assim como o desenvolvimento da liturgia. As grandes peregrinações são organizadas.
No século X, o Império Alemão era o principal centro artístico do Ocidente. O imperador e os grandes eclesiásticos deram um impulso decisivo à arquitetura. A arquitetura otoniana inspira-se tanto na arquitetura carolíngia quanto na bizantina. Na verdade, esses dois estilos arquitetónicos afirmam ser do Império Romano e são os exemplos mais próximos de arte dedicada ao soberano. Mas foi a arte carolíngia que mais influenciou a arquitetura otoniana  .

### Nova Europa
| “ | As principais igrejas do Românico inicial em França foram aquelas construídas ao longo dos caminhos de peregrinação para Santiago de Compostela. A descoberta das supostas ossadas do apóstolo Tiago neste obscuro canto do Noroeste espanhol no século IX transformou-o no santuário mais popular da Europa. Todas as igrejas possuíam uma relíquia […], e os peregrinos deviam aí parar e apresentar oferendas. Todas as igrejas seguiam um padrão comum: longas naves principais […] com transeptos de naves laterais e cabeceiras orientais absidais com capelas radiantes. | ” |
| — Ian Sutton, História da Arquitetura no Ocidente, Lisboa, Editorial Verbo, 1999, pp. 56-57. (Texto adaptado) | |   |

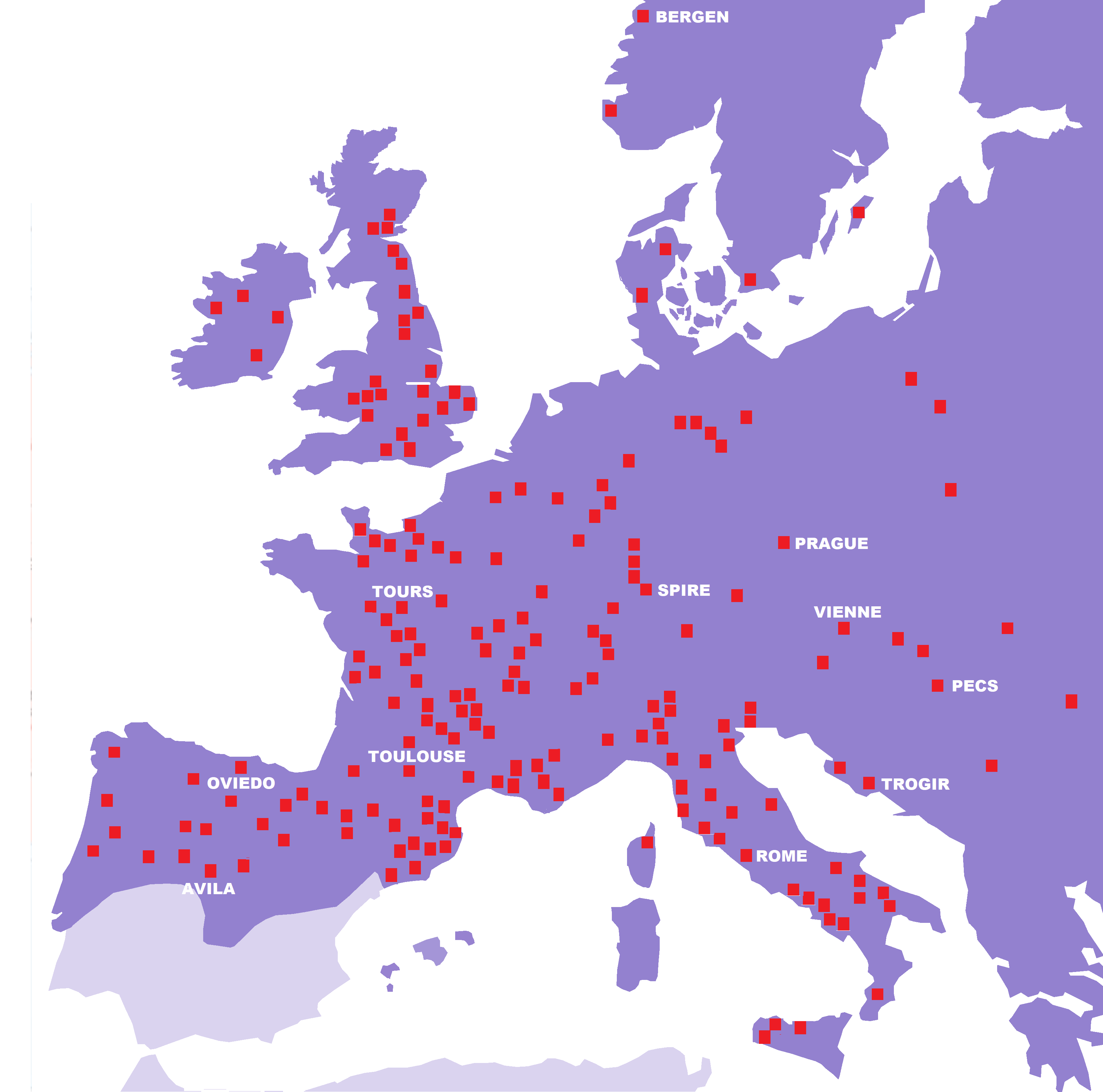
Os principais edifícios românicos

Por volta do ano 1000, o sinal mais marcante da ascensão do cristianismo continua a ser a famosa frase do monge Raoul Glaber, que fala do manto branco de igrejas que cobre principalmente a Gália e a Itália . Este grande movimento de construção desempenha um papel vital como estimulante económico, no desenvolvimento de ferramentas, no recrutamento de mão de obra, no financiamento e na organização de canteiros de obras. É o centro da primeira e quase única indústria medieval.
Essa atividade construtiva, que marca o início do Ocidente, está ligada à demografia, ao fim das invasões, ao progresso das instituições que regulam os períodos de atividade militar e colocam as populações não combatentes sob a proteção dos guerreiros. Este impulso da atividade construtiva também está relacionada à terra (agricultura) que na Idade Média era a base de tudo e foi nessa época que a classe dominante se ruralizou, tornando-se uma classe de grandes proprietários de terras onde a vassalagem era acompanhada dum benefício, na maioria das vezes terras dadas aos camponeses em troca de direitos e serviços. Para cumprir essas obrigações, melhoraram os seus métodos de cultivo, o que levou a uma revolução agrícola entre os séculos X e XIII que também é um período intenso de desflorestação.

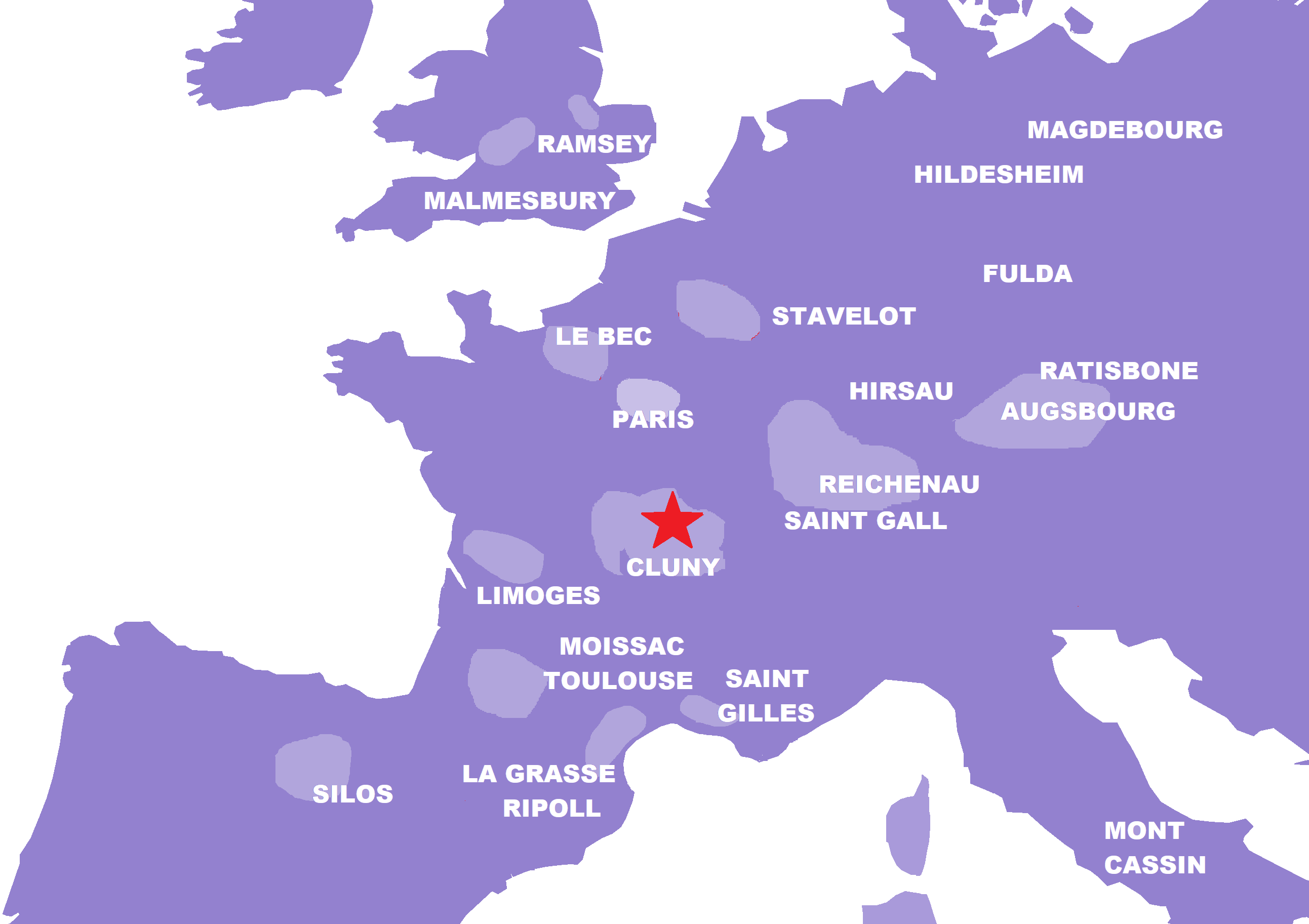
Áreas de alta densidade de abadias cluniacenses

Essa expansão interna do cristianismo está associada a um movimento de conquista externa com o recuo de suas fronteiras na Europa e as cruzadas em países muçulmanos. Polônia, Dinamarca, Noruega e Suécia tornam-se cristãs. Os normandos estabelecem-se no sul da Itália, tomam a Sicília dos muçulmanos e expulsam os bizantinos da Itália. A Reconquista Espanhola foi liderada por reis cristãos auxiliados por mercenários franceses, cavaleiros e monges cluniacenses que apoiaram o crescimento da peregrinação a Santiago de Compostela e desempenharam um papel de liderança.
Desde a sua fundação, a Abadia de Cluny beneficia-se de uma isenção, o que significa que depende apenas de Roma e escapa ao poder político e à hierarquia eclesiástica. Se dedicou integralmente à sua função espiritual e o seu sucesso foi imediato. No final do século XI, 1 450 residências, incluindo 815 na França, eram filiadas à abadia da Borgonha e dez mil monges estavam sob a autoridade do mesmo padre abade. Os mosteiros que queriam ser independentes estão unidos numa família. Outras abadias reformadas tornaram-se líderes e o movimento foi tão poderoso que conduziu ao trono papas como Gregório VII, padres da reforma gregoriana .
Essa transformação radical da sociedade dá origem a novas necessidades. Numa multiplicidade de feudos, os senhores construíam montes feudais, torres que se tornariam castelos fortificados e asseguravam a protecção divina através de doações aos mosteiros ou criavam colégios de cónegos.

## Arquitetura religiosa

### Antecedentes do paleocristianismo e pré-românico

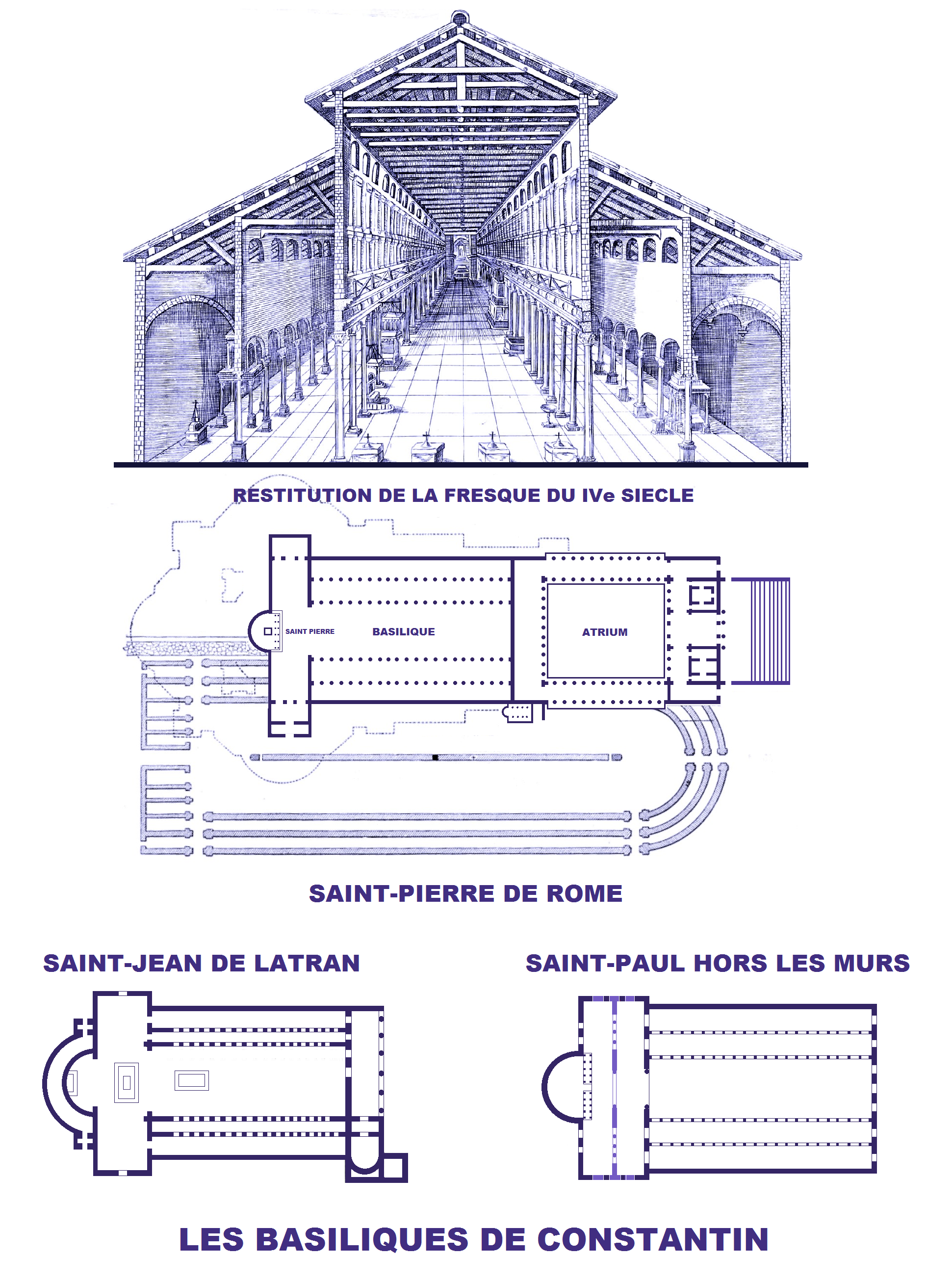
São João de Latrão, São Pedro no Vaticano, São Paulo Fora dos Muros.

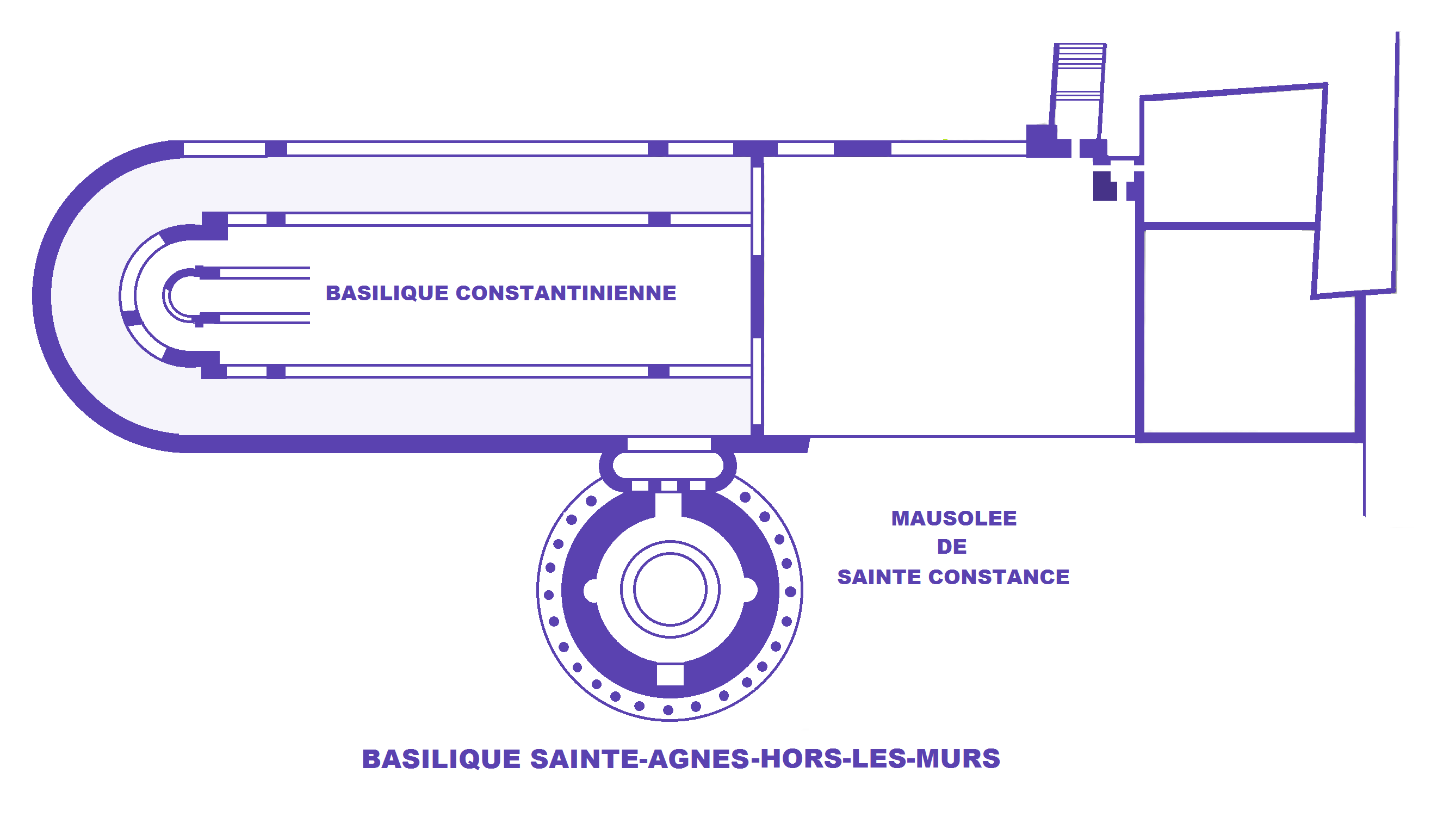
Basílica de Santa Inês Extramuros.

Os elementos estruturais definidores da arquitetura românica — como a cabeceira, a fachada, o espaço ocidental, as articulações da nave (incluindo seus métodos de cobertura e suportes), os transeptos, os vãos retos do coro e o tratamento das paredes exteriores — não surgiram do nada. Pelo contrário, eles se encontravam em fase de desenvolvimento já na arquitectura paleocristã e na pré-românica.
A evolução da cabeceira românica nos séculos XI e XII esteve intrinsecamente ligada à necessidade de multiplicar altares para acomodar um número crescente de sacerdotes. Duas tipologias principais emergiram: aquelas com absidíolos alinhados ou escalonados de cada lado da abside, e as que apresentavam capelas irradiando sobre um deambulatório.
Uma solução experimental para a cabeceira já pode ser vislumbrada nos séculos VI e VII na Basílica Eufrasiana de Poreč, onde a preservação de três altares e mosaicos paleocristãos sugere a sua posição em três hemiciclos. Também na Croácia, na Dalmácia, conhecemos algumas cabeceiras tripartidas dos séculos VI e VII.
Nos séculos IX e X, cabeceiras desse tipo aparecem por volta de 800 em Mistail, na Suíça, e na Espanha, no Mosteiro de San Miguel de Escalada, com três altares originais datados de 913. Nas décadas próximas ao ano 1000, as cabeceiras com absidíolos alinhados em cada lado da abside já estavam presentes na Catalunha (Abadia de Ripoll e São Miguel de Cuixá), na Borgonha (Igreja de Saint-Vorles de Châtillon-sur-Seine) e na Itália (Catedral de Aosta). Por sua vez, absides com absidíolos escalonados podem ser encontradas em Cluny II e no priorado de Perrecy-les-Forges na Borgonha, na Abadia de Notre-Dame de Déols em Berry, e em Bernay, na Normandia. A partir de 817, a individualização do vão reto do coro de Poreč parece ter se difundido para a Abadia de Kornelimünster, influenciando posteriormente a arquitetura carolíngia.
A presença do transepto é constatada já no século IV, em grandes basílicas romanas como São Pedro, São João de Latrão e São Paulo Extramuros, embora a sua função exata naquele período seja incerta. No entanto, é no início do século XI, na Igreja de São Miguel em Hildesheim, que o transepto se afirma plenamente, incorporando altares em absides. Entre essas duas datas, por volta de 820, observam-se altares num transepto oriental na Planta de São Galo, e por volta do ano 1000, já se vê um transepto com absides abrigando altares na Abadia de São Miguel de Cuixá.
As cabeceiras ambulatórias, que prolongam os corredores laterais e permitem a circulação de fiéis em direção a mausoléus ou relíquias sem perturbar as celebrações, já existiam na Roma paleocristã em igrejas como Santos Marcelino e Pedro em Latrão, São Sebastião Extramuros, Santa Inês Extramuros e a Basílica de São Lourenço Extramuros. Essa configuração prefigura a primeira cabeceira ambulatória medieval de Hildesheim, no início do século XI.
Durante o período carolíngio, a Igreja de São Germano de Auxerre e a Igreja de Saint-Genest de Flavigny-sur-Ozerain desenvolveram circulações em dois níveis para servir os absidíolos. Na Abadia de Saint-Jean-du-Mont de Thérouanne, no início do século XI, anunciam-se três capelas radiais enxertadas no deambulatório, uma característica que viria a ser plenamente desenvolvida na Abadia de Saint-Philibert de Tournus.
Cabeceiras de dois níveis são observadas na África paleocristã em Beniane, Tipaza e Djemila e na Gália nos séculos VI, VII, como em Saint-Laurent em Grenoble, com sua planta em trevo.  A evolução morfológica das capelas também é notável, variando de formas quadrangulares para hemiciclos por volta de 1020, como na Igreja Colegial de Saint-Aignan em Orleães e na Catedral de Chartres.

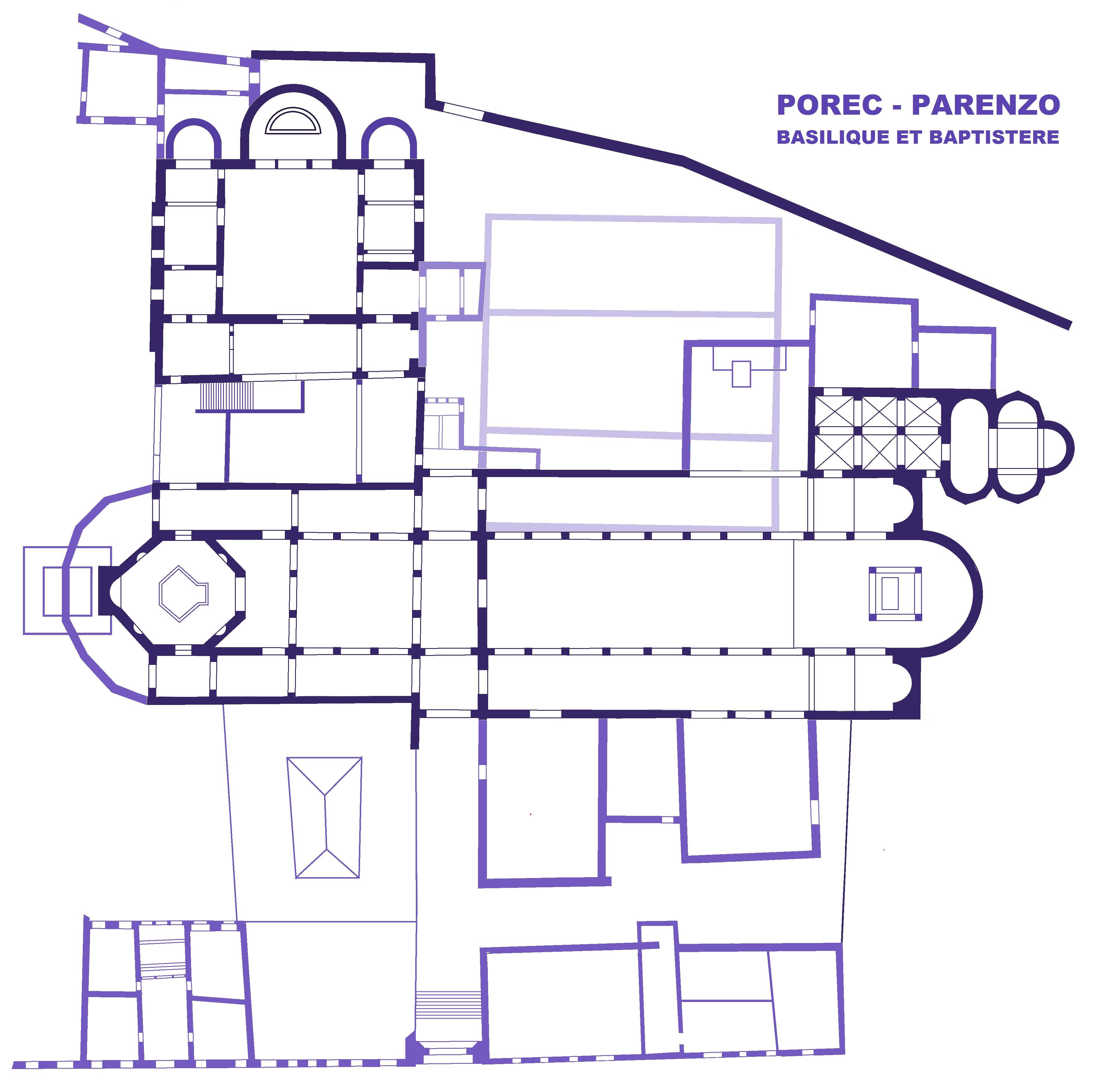
Basílica eufrasiana de Poreč.
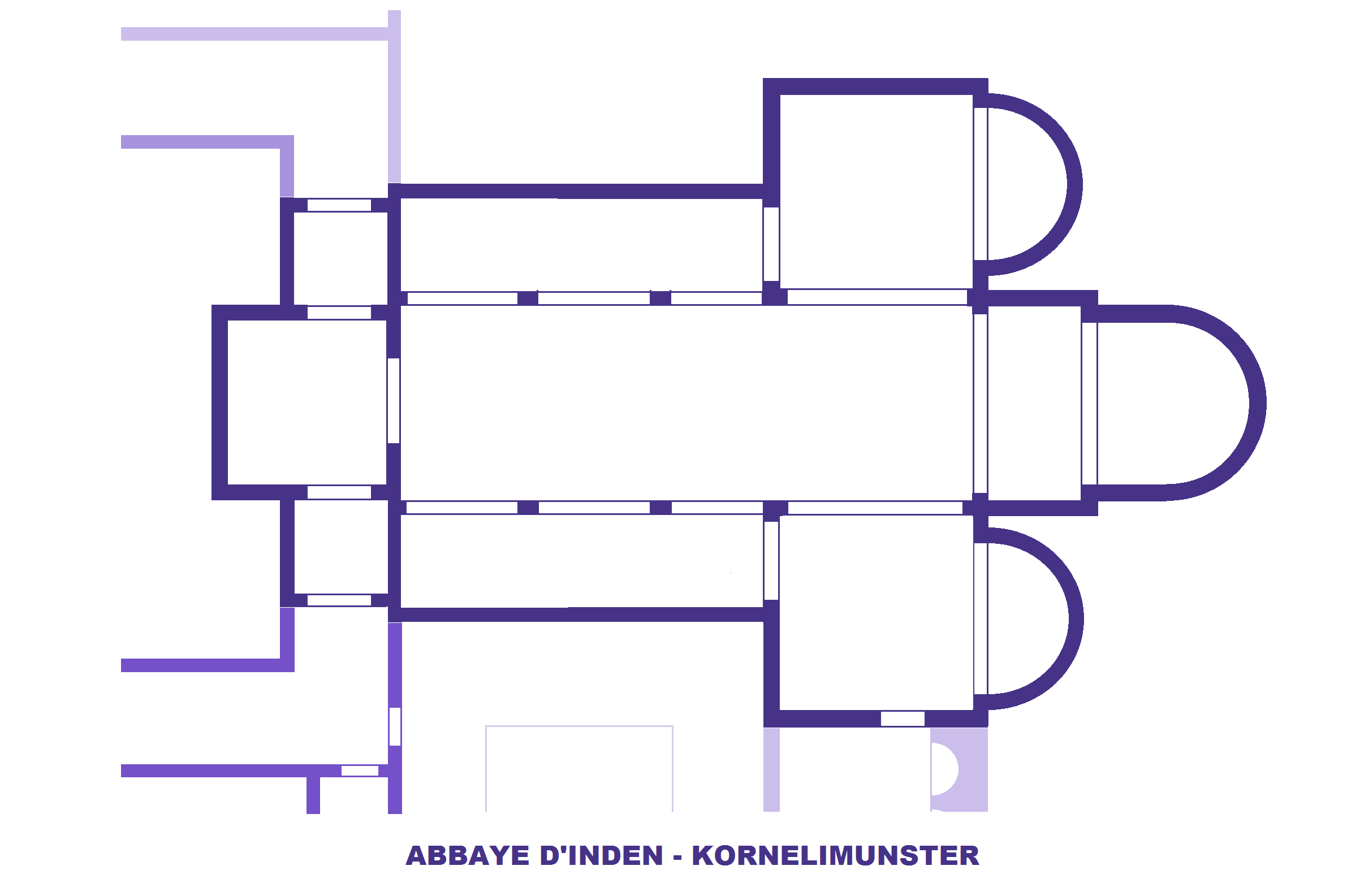
Inden - Kornelimünster.
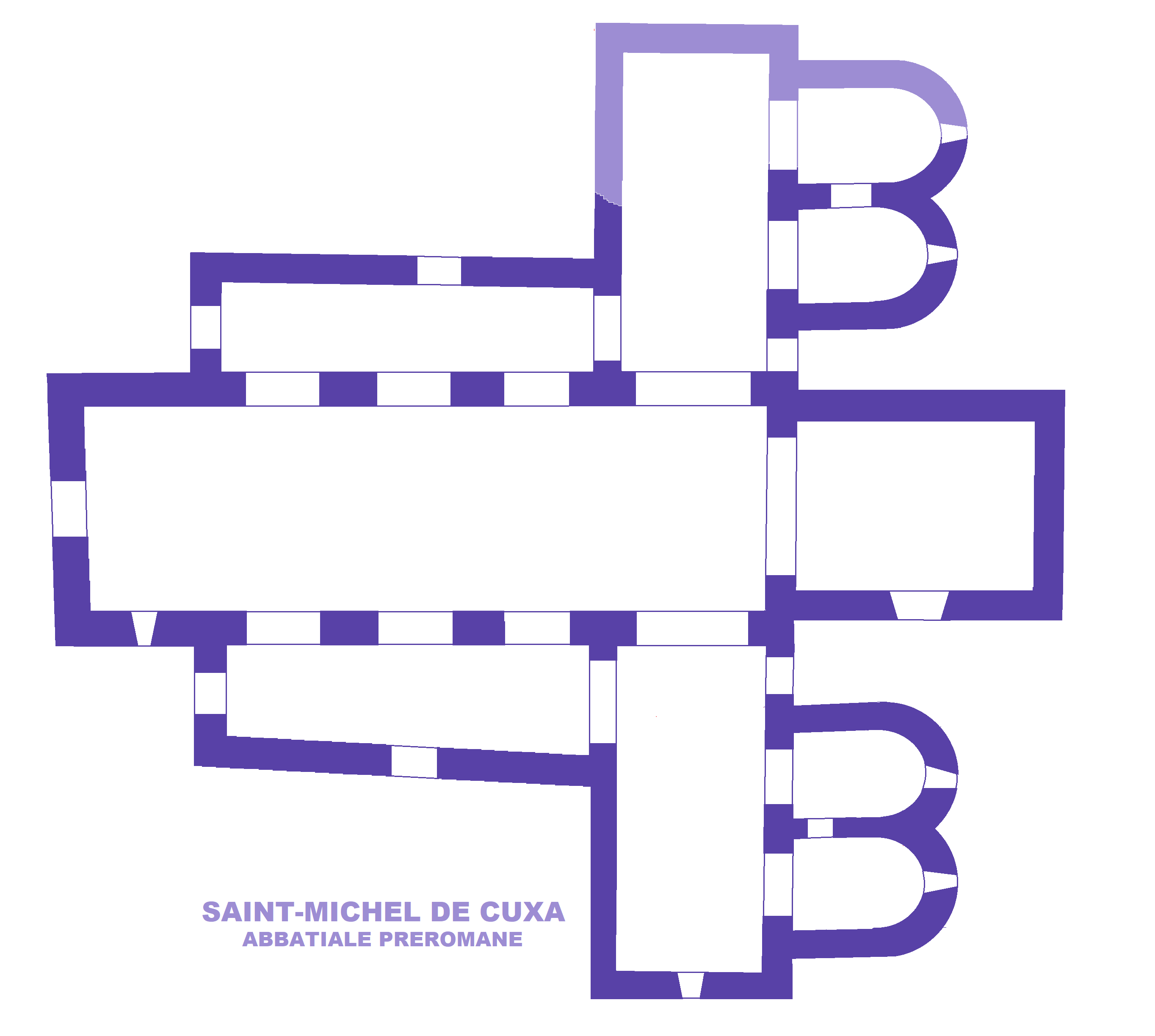
Abadia de São Miguel de Cuixá.
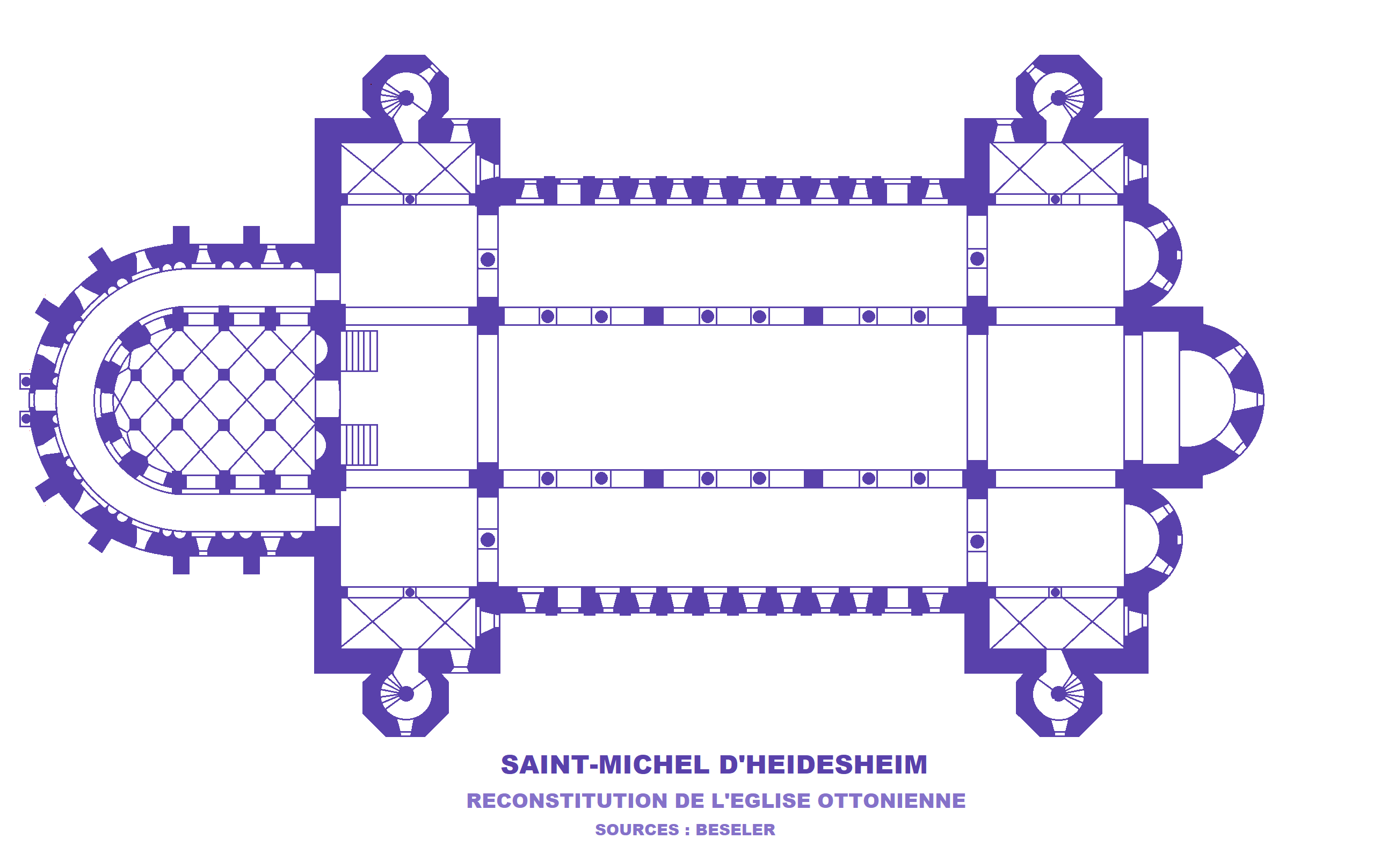
Igreja de São Miguel (Hildesheim).
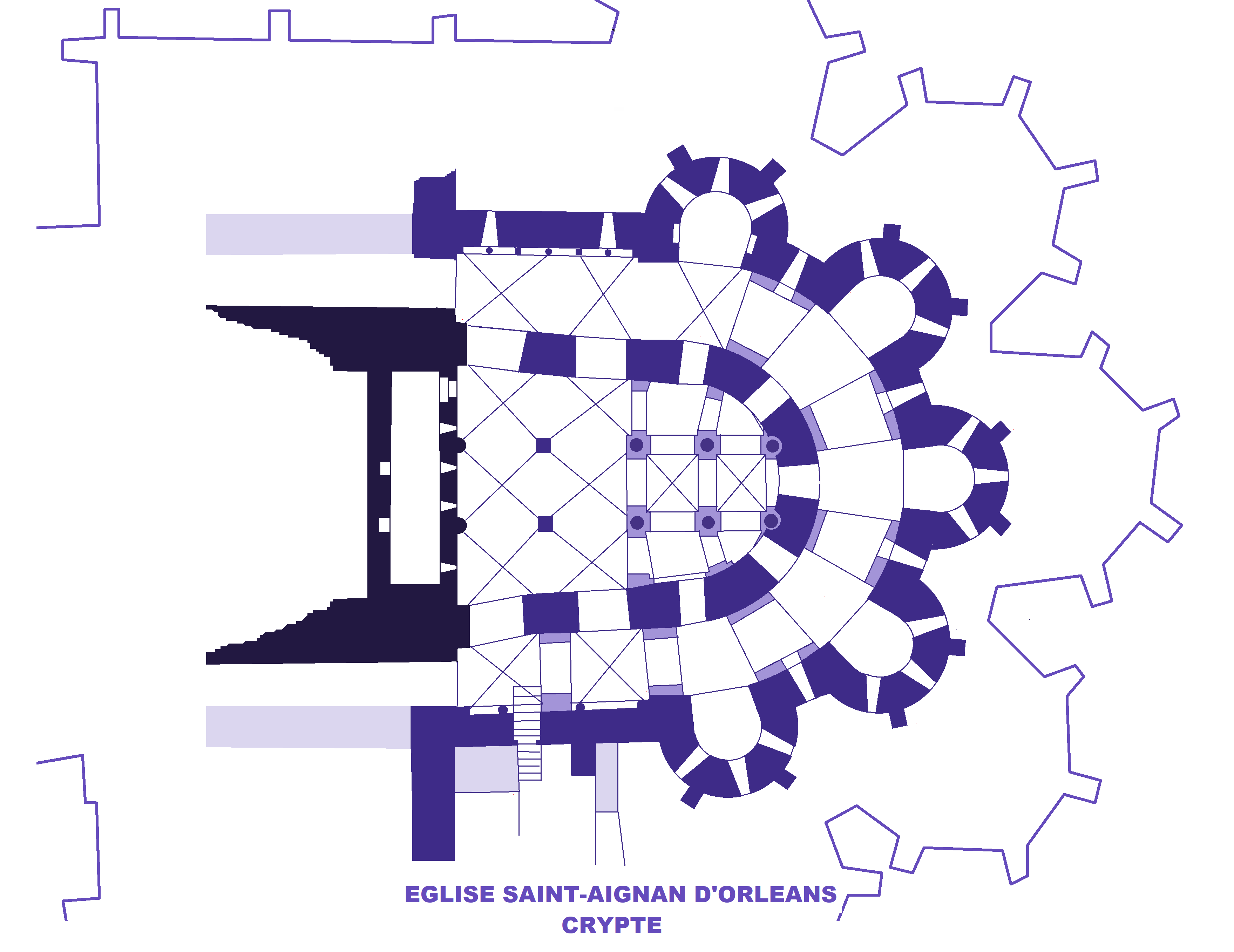
Saint-Aignan d'Orléans.

#### Os primeiros tramos abobadadas
Na Abadia de São Martinho do Canigou onde a pequena dimensão do local exigiu a construção de duas igrejas uma sobre a outra, a igreja inferior consagrada em 1009 tem na sua parte ocidental abóbadas sobre arcos duplos que definem os tramos. Esta igreja parcialmente subterrânea não ultrapassa os três metros de altura, com uma nave central de 3,10 m de largura e corredores laterais de 2,20 m de largura. A sua construção foi objecto de uma primeira campanha rápida no Oriente, entre 997 e 1009, com uma estrutura de colunas que suportam abóbadas de arestas, técnica utilizada nas criptas e três pequenas absides. As colunas foram reforçadas com alvenaria para resolver problemas de estabilidade, sendo que as colunas inferiores suportam a igreja superior, cuja nave é abobadada. A segunda campanha de construção em direção ao Ocidente testemunha o progresso da arquitetura românica no início do século XI com a transição da coluna para o pegão composto. Os seis tramos iguais e justapostos são cobertos por abóbadas de berço com arcos duplos sobre pilares cruciformes. Este espaço modular, repetido tantas vezes quantas as que existem no edifício, foi a base do pensamento dos arquitetos do século XI e século XII.
A Catedral de Saint-Bénigne de Dijon é excepcional pelo seu vasto salão-cripta construído entre 1001 e 1009, que pode ser encontrado no norte de Itália e no Sacro Império Romano em meados do século XI. Esta rotunda oriental, fazendo lembrar os mausoléus da arquitetura paleocristã, possui três níveis abobadados ligados por escadas em torres laterais. Um poço de luz central ilumina os diferentes níveis e está rodeado por duas filas de colunas dispostas em hemiciclos. ·  ·  · 

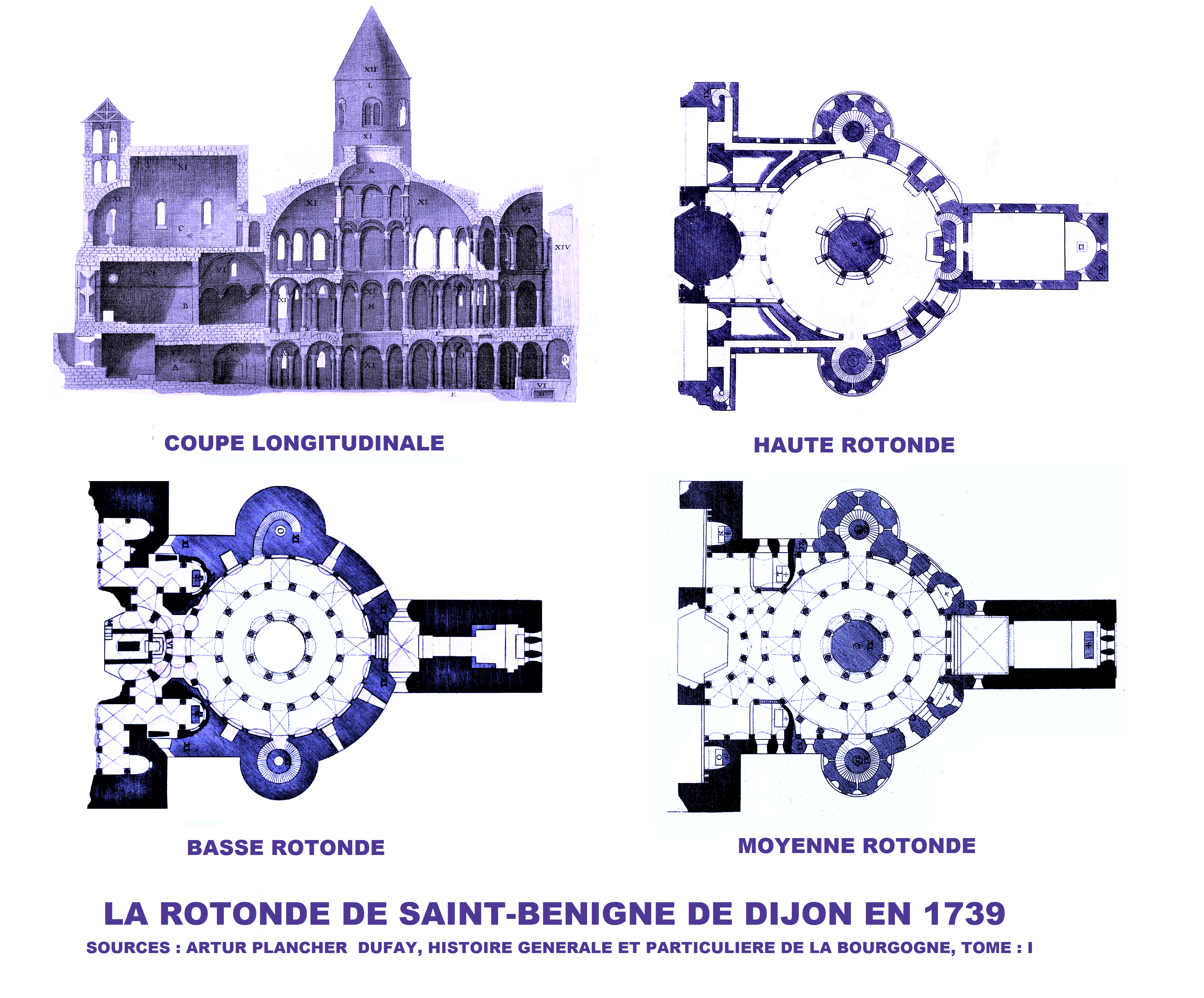
Saint-Bénigne de Dijon.
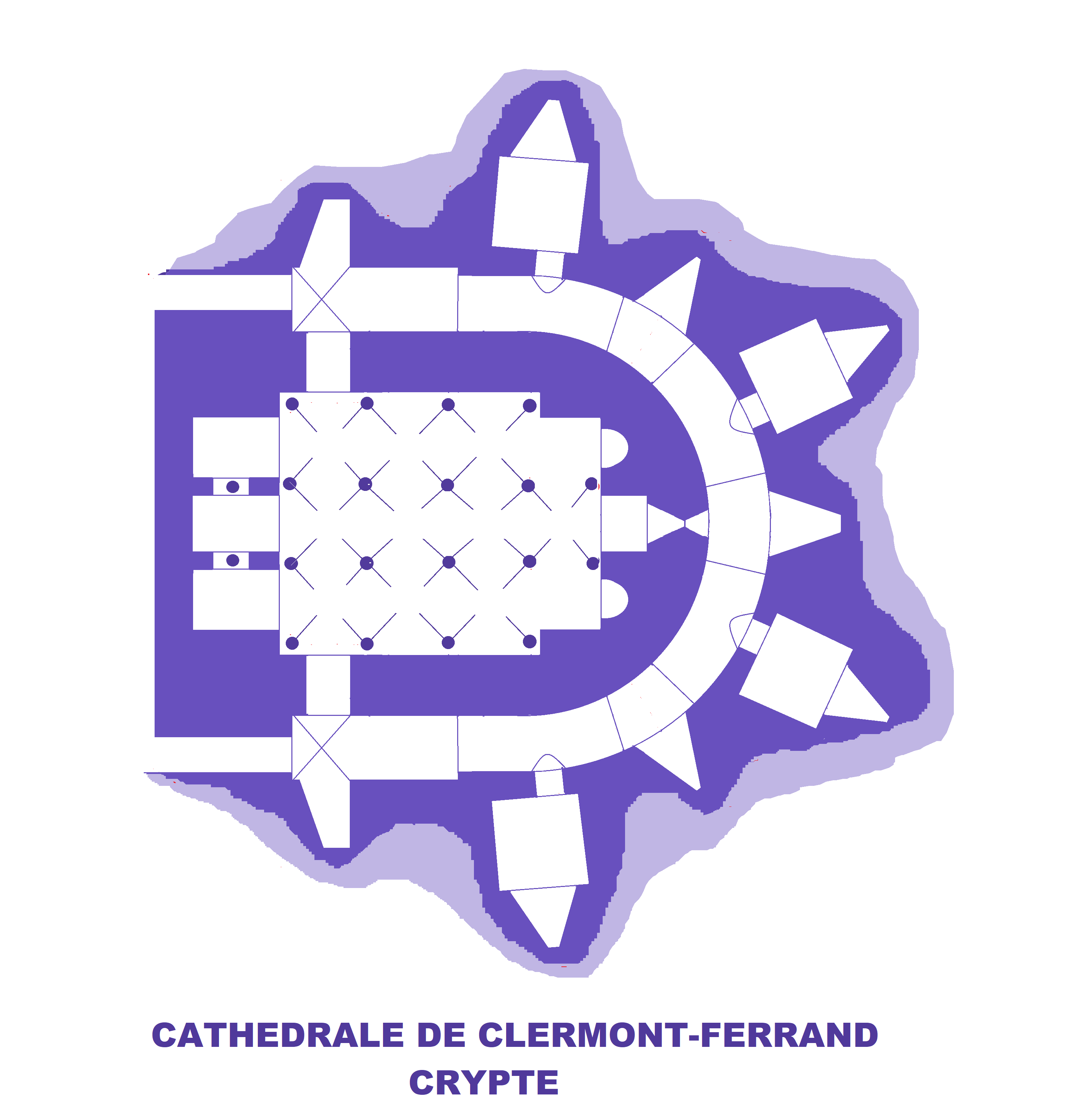
Catedral de Clermont-Ferrand.
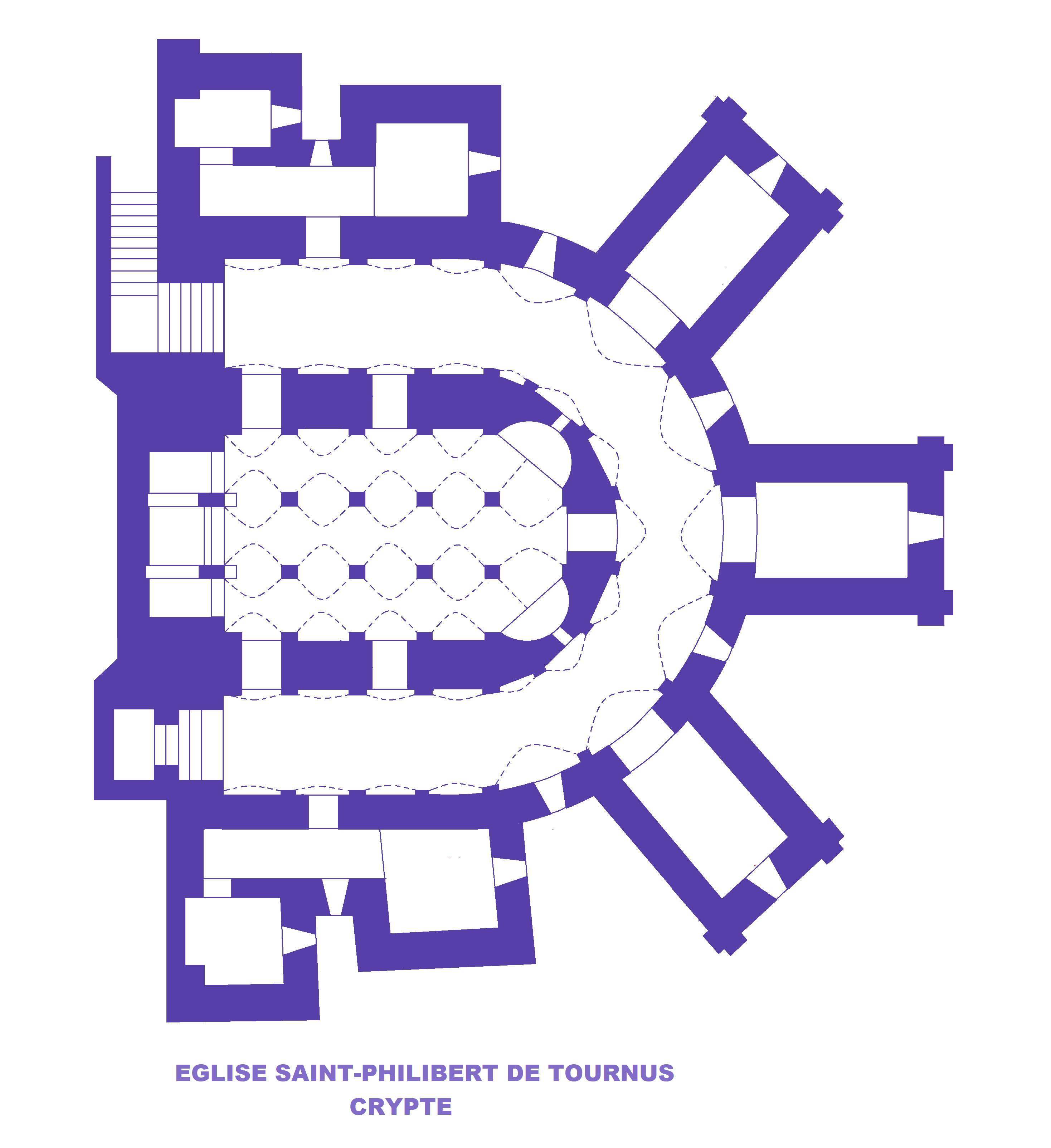
Abadia de São Filiberto de Tournus.
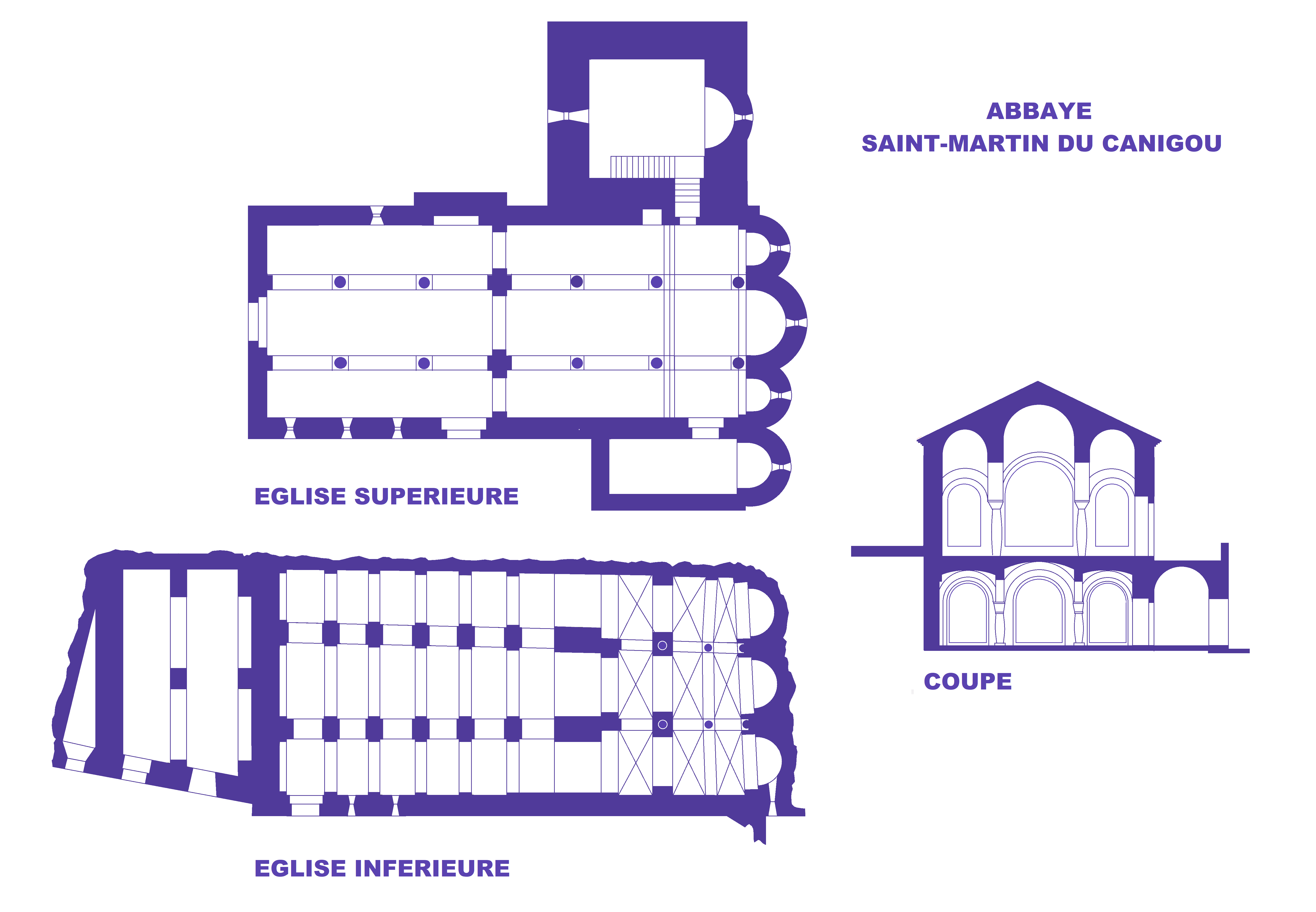
Abadia de São Martinho do Canigou.
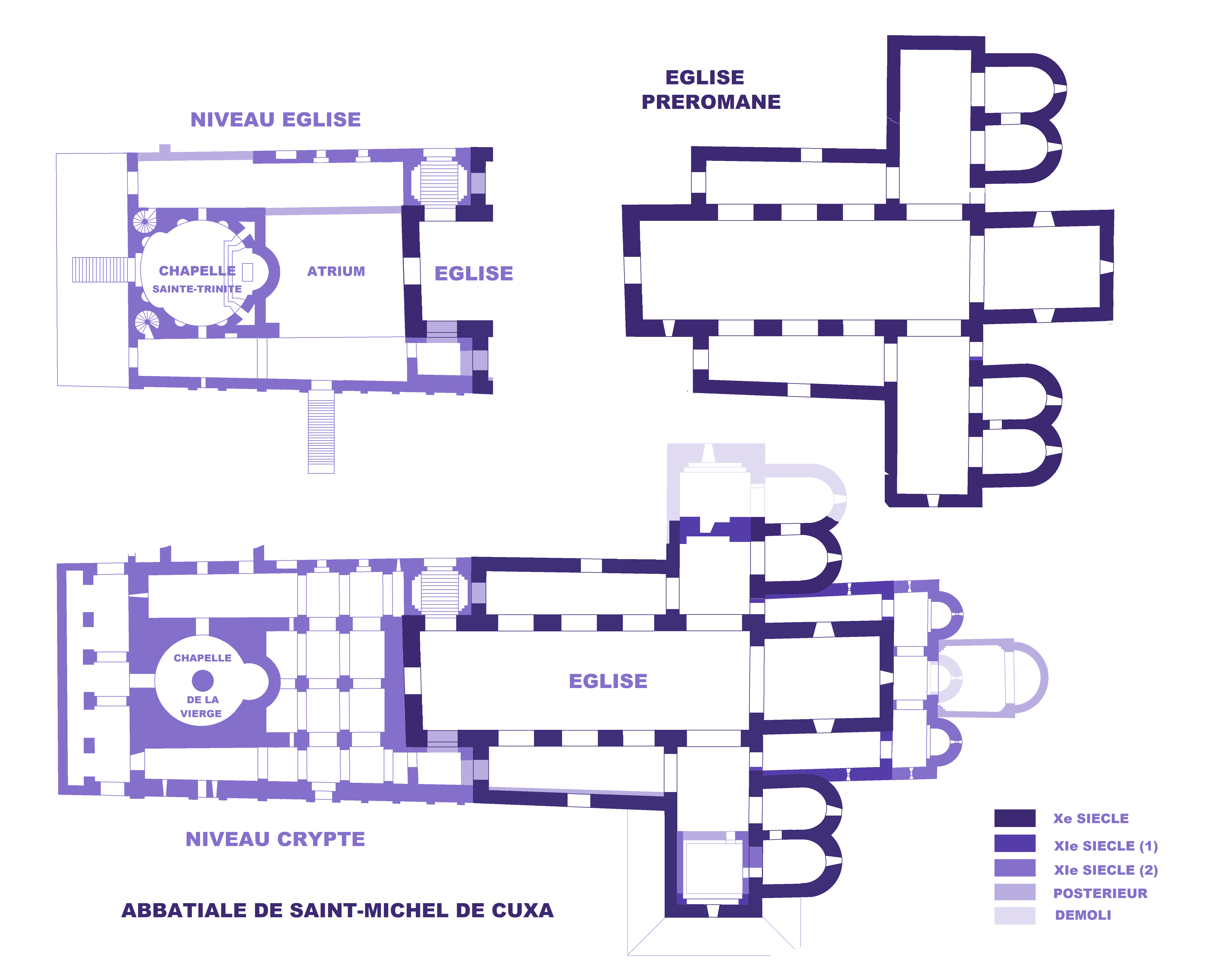
Abadia de São Miguel de Cuixá.
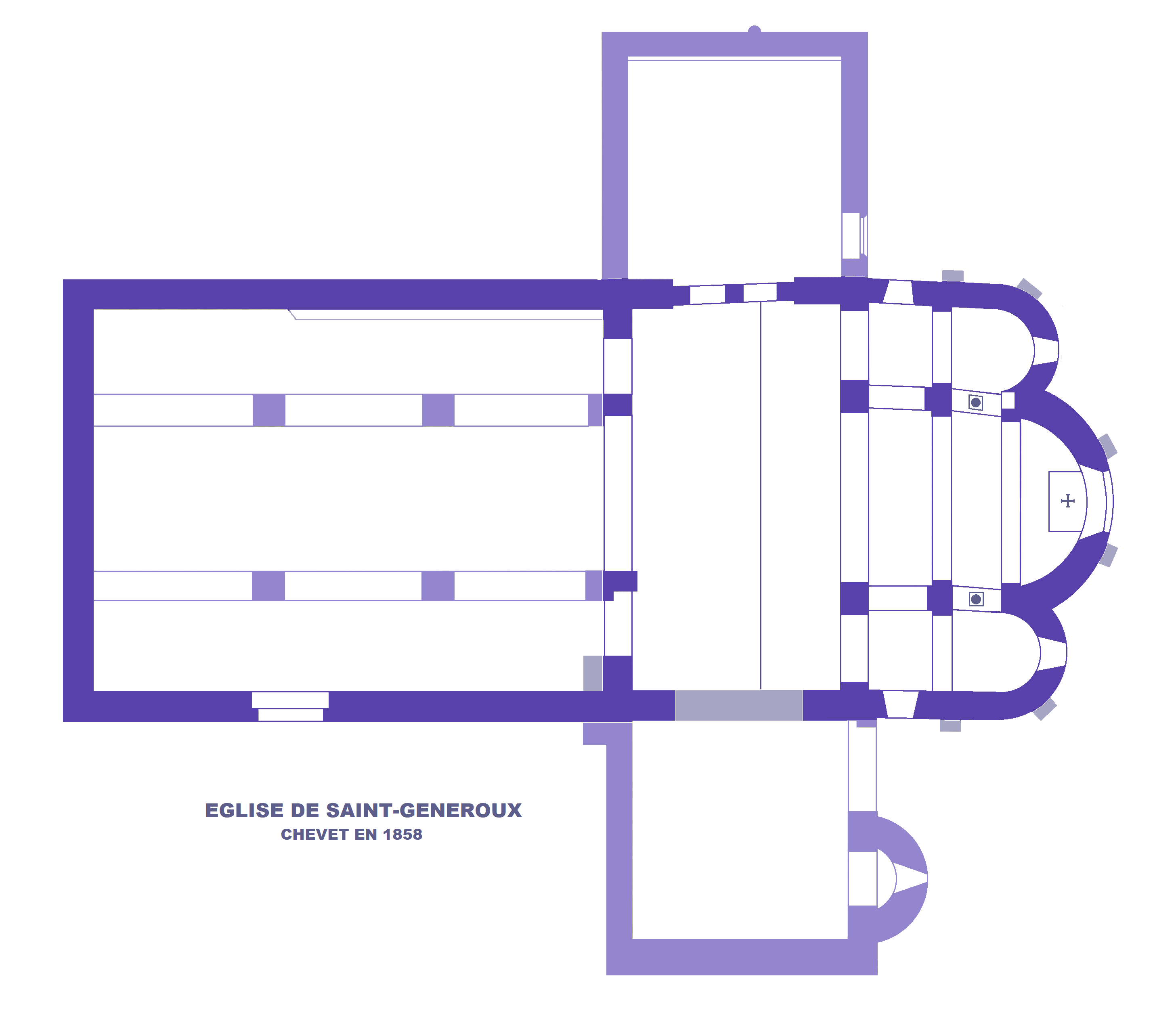
Igreja de Saint-Généroux.

#### A primeira arte românica meridional

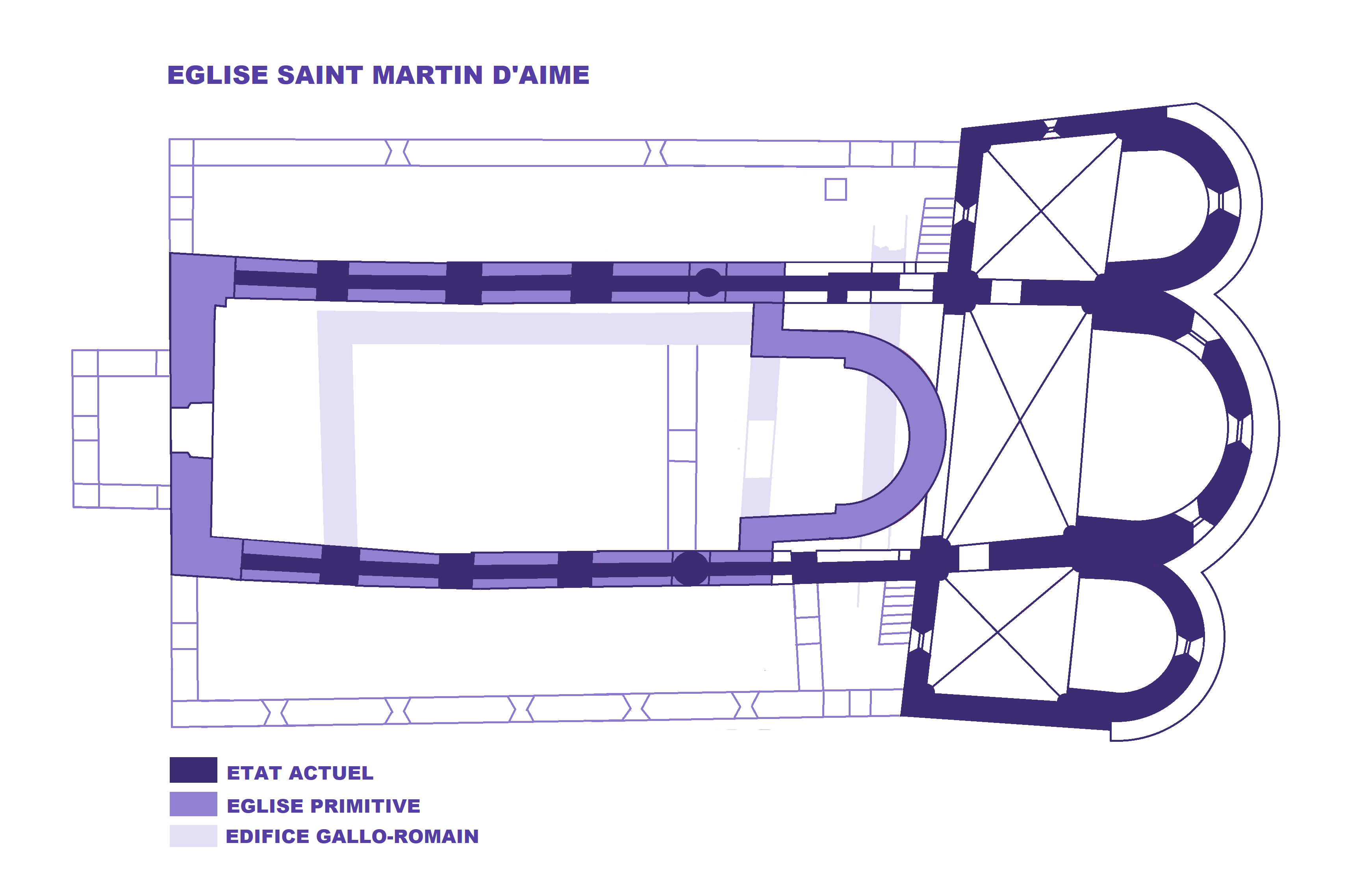
Basílica de São Martim de Aime

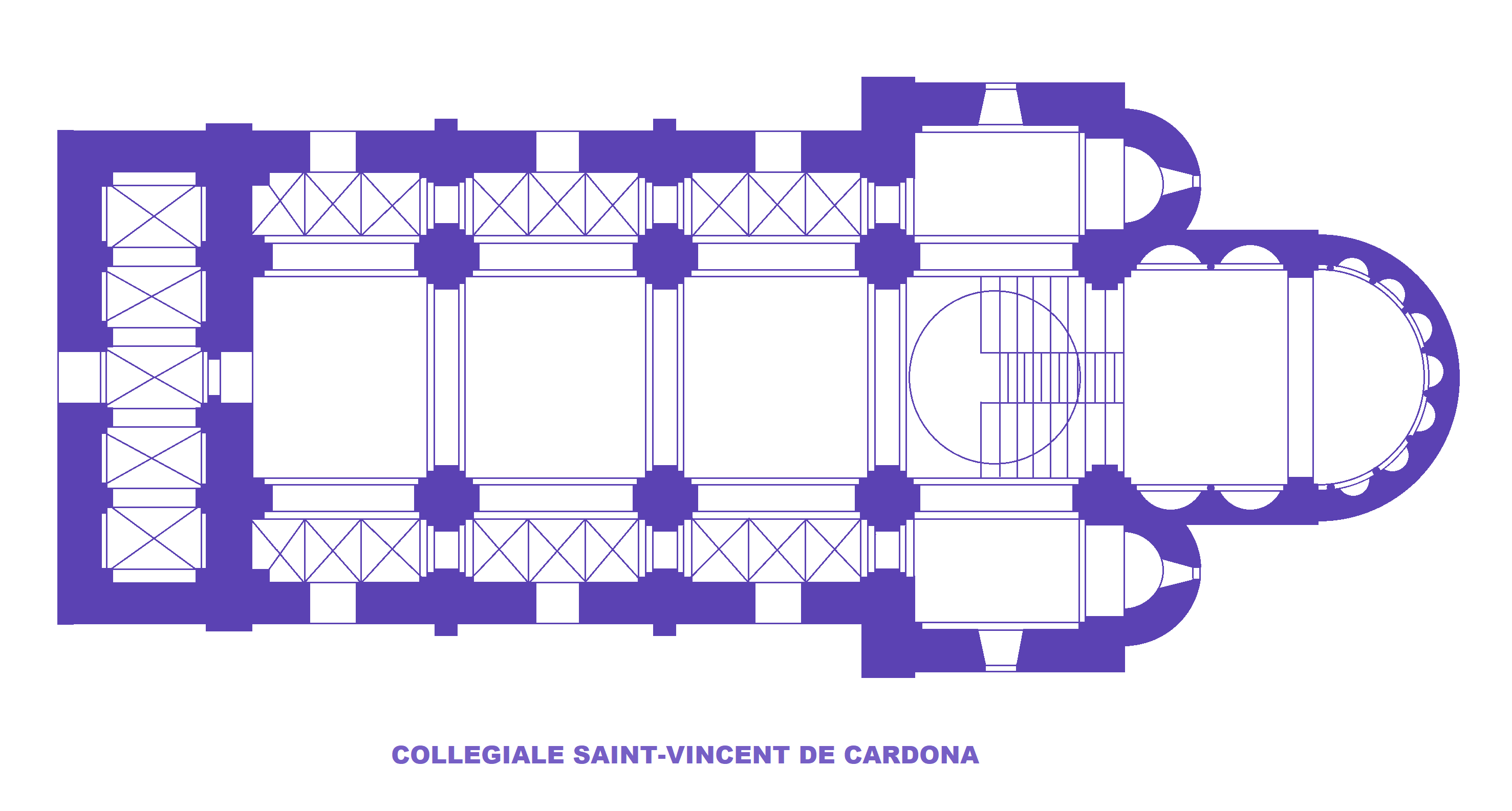
Colegiada de São Vicente de Cardona (1029-1040)

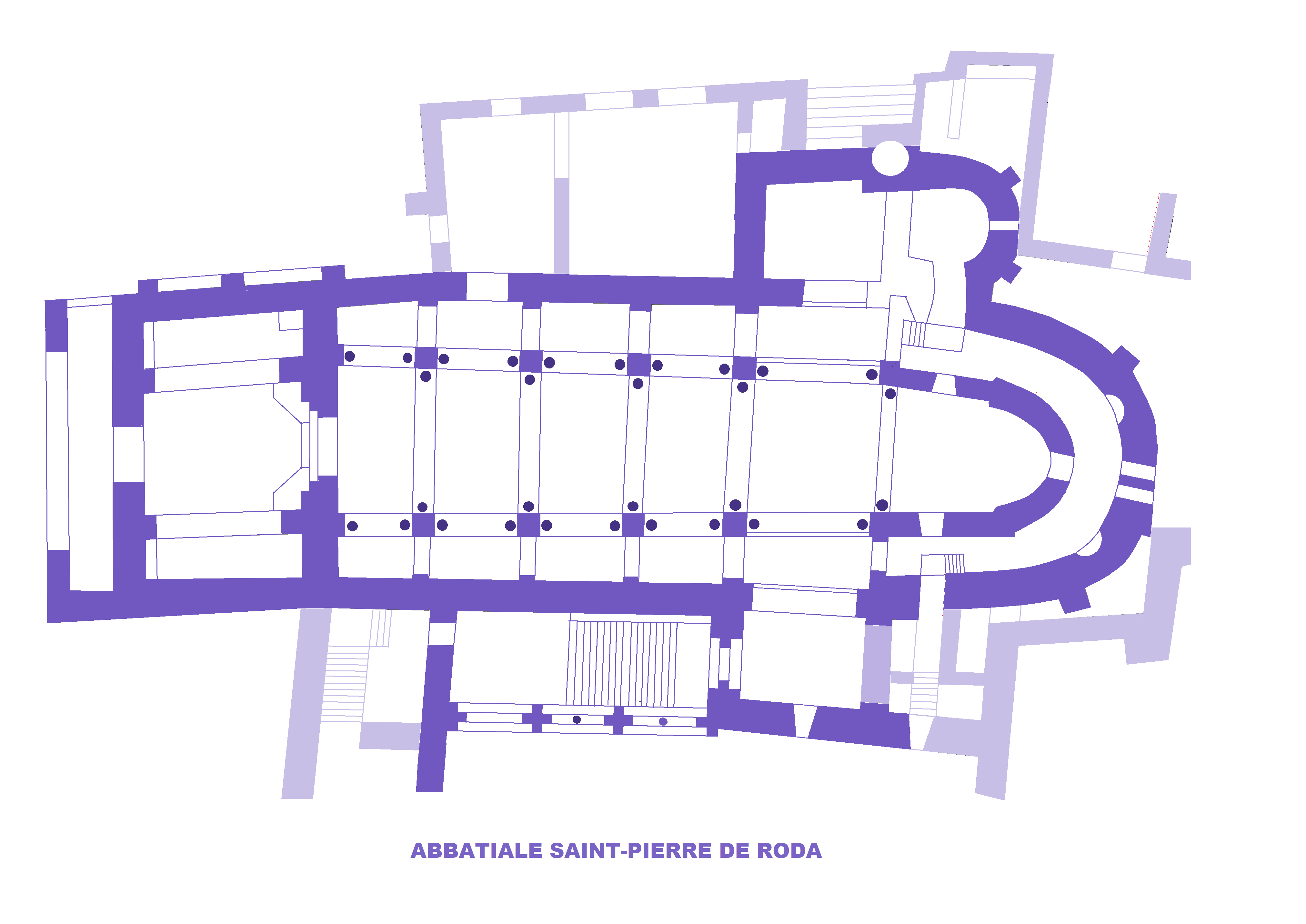
Monastério de São Pedro de Rodes (878-1022)

A primeira arte do românico meridional surgiu no norte de Itália e na metade oriental dos Pirenéus no final do século X e início do século XI. Desenvolveu-se rapidamente após o ano 1000, provavelmente graças aos mestres lombardos. A partir de Itália, espalhou-se para o Vale do Ródano e para a Borgonha. O limite norte parece ser a Igreja de Saint-Vorles em Châtillon-sur-Seine, onde facilitou a transição da arquitetura otoniana para o românico, mas teve de competir com as fortes tradições carolíngias.
No último terço do século XI, no sul da Europa, um edifício do primeiro românico meridional podia ser reconhecido pelo seu aspecto exterior, feito de pequenas pedras partidas a martelo e cuidadosamente dispostas. Este estilo teve origem em Itália e provavelmente pretendia imitar as construções em tijolo. Os mestres pedreiros que introduziram a sua técnica de construção na Catalunha eliminaram o uso de pedras esculpidas da arquitetura local.
Esta arte caracterizava-se pela decoração de impostas lombardas, formadas por festões de pequenos arcos que realçavam a altura das paredes e emolduradas por lesenas ou pilastras. Entre duas lesenas, o número de arcos variava, podendo mesmo formar frisos contínuos. Esta decoração estendia-se das absides às paredes caneladas das naves, às paredes das torres sineiras e às fachadas, organizando a composição. Estas faixas lombardas tiveram origem na arquitetura paleocristã e na arte pré-românica, em Ravena e na planície do Pó. A arquitectura românica adoptou este motivo arquitectónico no século IV, conferindo-lhe um papel decorativo. Menos comuns que as faixas lombardas, pequenos nichos estavam também presentes em Itália no início do século XI, relacionados ou não com a decoração das faixas lombardas. Esta arte românica meridional primitiva, na tradição mediterrânica, beneficiou de contribuições antigas e bizantinas, incluindo as de um Oriente mais distante.
A planta da igreja é bastante tradicional e inspira-se nas basílicas de Ravena. Para satisfazer as novas exigências da liturgia, os arquitetos minimizaram o comprimento e a altura dos transeptos, mas esforçaram-se por cobrir todas as partes do edifício com abóbadas para as proteger do fogo e, graças à reverberação das abóbadas, criar uma atmosfera milagrosa.
A construção de abóbadas em todo o edifício implicou uma profunda transformação estética, pois a sustentação das abóbadas, organizada em vãos justapostos, gerou uma arquitetura articulada. A primeira arte do Sul desenvolveu um tipo original de cripta, uma sala baixa, com colunas e abóbadas de arestas, no mesmo plano do coro. As primeiras criptas ligadas ao coro surgem na Lombardia por volta de 1000, na Basílica de São Vicente de Galliano, em San Vincenzo em Prato, em Milão, em San Pietro in Agriate, e mais tarde desenvolvidas no Piemonte, na Saboia na Saint-Martin d'Aime, bem como na Suíça em Amsoldingen e Spiez, na Catalunha e no Roussillon, e no Vale do Ródano na Abadia de Sainte-Marie de Cruas.
Embora a torre octogonal sobre uma cúpula alta no cruzeiro do transepto permitisse um escalonamento harmonioso dos volumes da cabeceira, como no Santa María de Ripoll ou na San Vicente de Cardona (1029-1040) O que melhor caracterizava esta arquitetura era a torre sineira. No plano litúrgico, possuíam capelas, frequentemente dedicadas ao Arcanjo Miguel, que permitiam a oração e o toque dos sinos para o chamamento ao ofício divino, mas constituíam também um espaço decorativo onde se utilizava todo o repertório do primeiro estilo românico meridional. Na San Miguel de Cuixá e na Abadia de Fruttuaria, uma pilastra central atravessa os painéis para acentuar a verticalidade. A planta circular de Ravena espalhou-se pela Itália central, mas a planta quadrada utilizada em Milão e na sua região era amplamente preferida pela sua aparência maciça. O triunfo da primeira arte românica meridional baseou-se em obras verdadeiramente originais e promissoras, como o Mosteiro de San Pietro di Roda (878-1022).

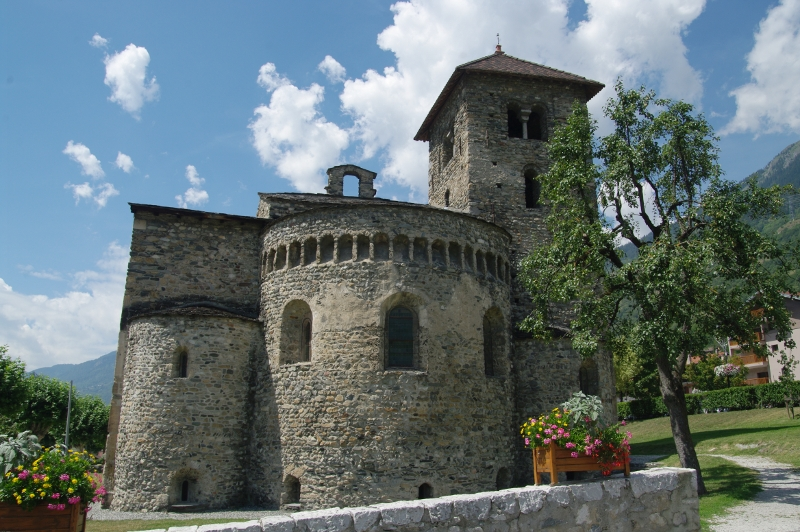
Basílica Saint-Martin d'Aime.
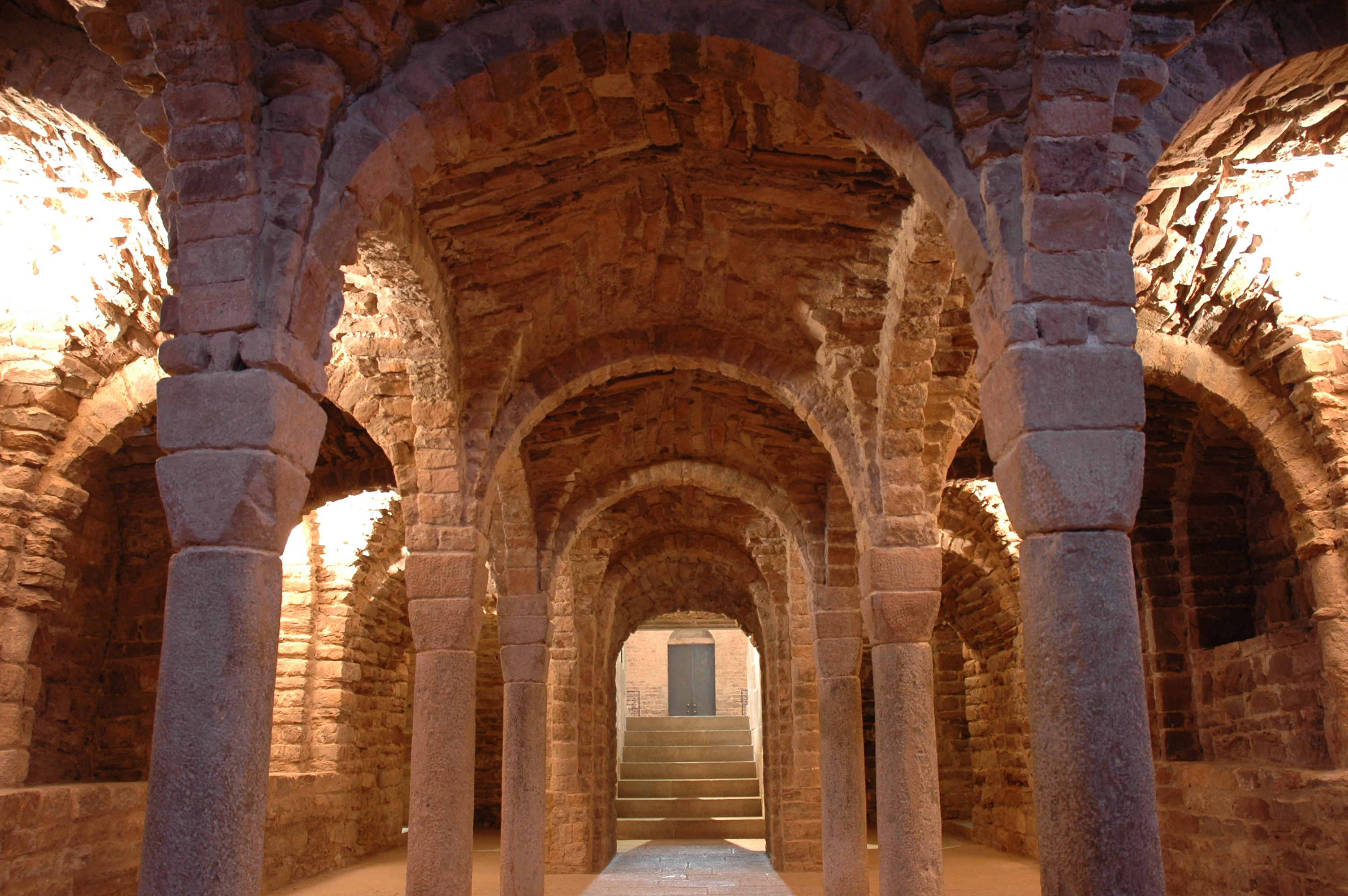
Cripta da igreja de Cardona.
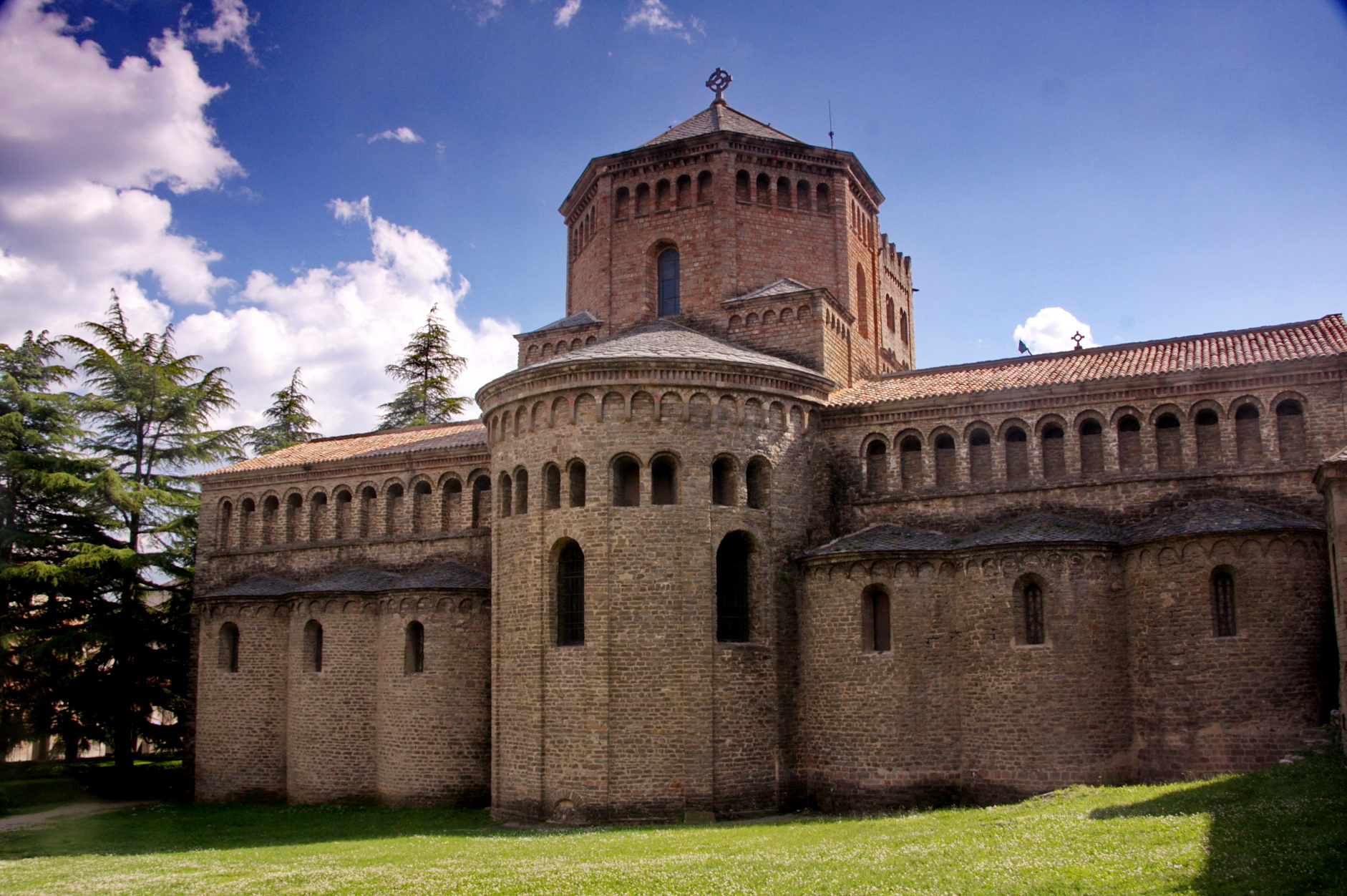
Cabeceira com torre octogonal Mosteiro de Ripoll.
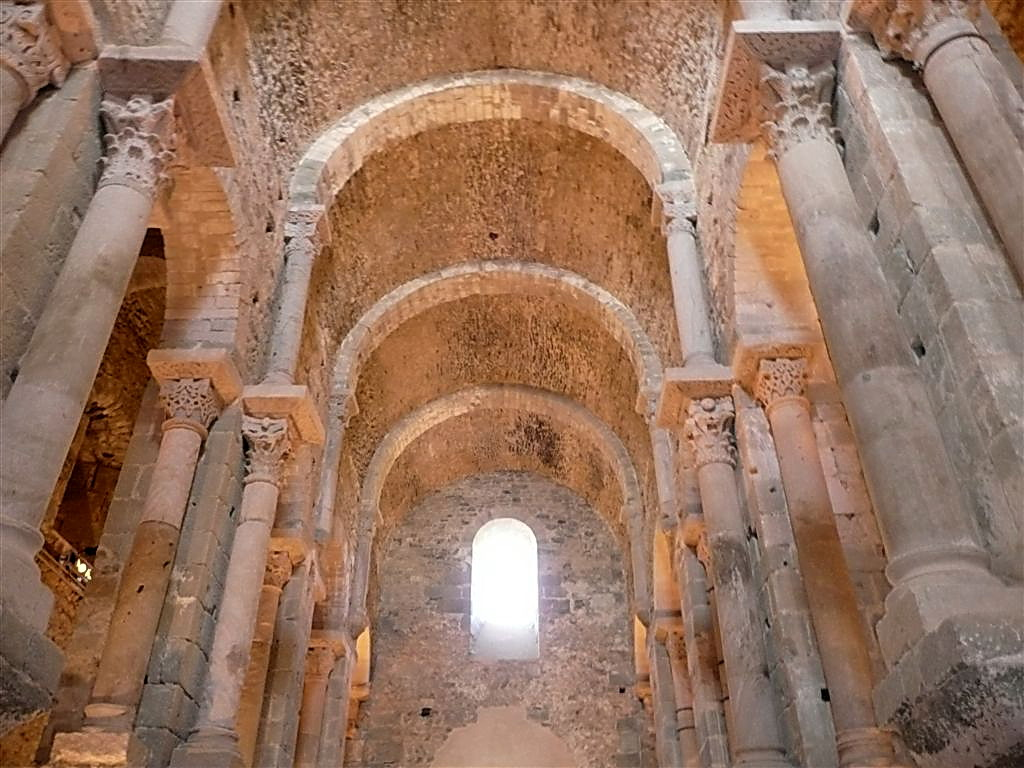
Nave do Mosteiro de São Pedro de Rodes.

### Contexto político

#### Visigodos
Na segunda década do século V, os godos chegaram à Hispânia; em 455, Teodorico II estabeleceu-se aí, ainda em nome da Roma e, em 472, os visigodos puseram fim ao domínio imperial da Península Ibérica. Dentro do território que, a partir de meados do século XI, seria conhecido por Catalunha,. Estes povos germânicos não representam um número suficientemente grande de indivíduos, nem gozam de um nível cultural significativo para modificar a essência hispano-romana da população existente, que habita populações que se tornaram menos numerosas: não se observam mudanças notáveis na vida política ou económica, nem na sua cultura material ou espiritual. Durante os séculos V e IX, nota-se uma densificação nas zonas montanhosas e nos vales interiores, enquanto a subsistência do substrato ibero-bascóide nos altos vales pirenaicos.

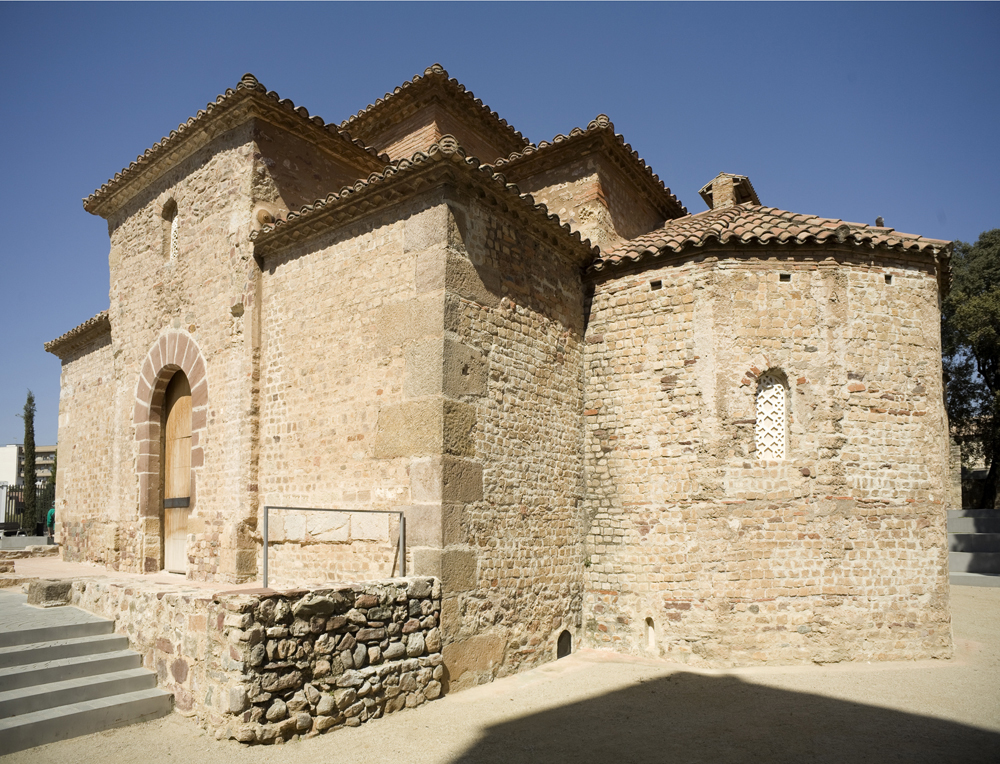
Igreja visigótica. São Miguel, Terrassa (Vale Ocidental)

A Catalunha e o Vale do Ebro, onde existe uma forte identidade romana e as elites hispano-romanas tornaram-se poderosas, serão os últimos territórios peninsulares anexados ao Reino Visigótico de Toulouse. A monarquia visigótica, deslocada por Leovigildo para Toledo e com uma tendência centralizadora, será enfraquecida pelas tendências anticentralistas e pela própria idiossincrasia gótica. Cada povo invasor durante a Alta Idade Média tinha o seu próprio código legal que, apesar de diferir em aspetos específicos, era bastante semelhante; mas a legislação romana, superior a todas estas, prevaleceu. Esta variedade legislativa — cada grupo de francos com as suas respectivas tradições francas: os sálios com a lei sálica; os borgonheses com os costumes borgonheses; visigodos, ostrogodos, hunos... cada um com os seus, e os romanos tardios com a Lex Romana — causou considerável confusão nas questões jurídicas das entidades multissociais e, no terceiro quartel do século VII, o clero do reino visigótico forçou Recesvinto a publicar um novo código legal que seria aplicável tanto aos visigodos como aos hispano-romanos. Finalmente, a classe dominante visigótica, mergulhada em lutas internas pelo poder, acabou por ser substituída por muçulmanos do Norte de África, que tinham sido inicialmente convocados pelos filhos de Witiza na sua luta contra Roderico. As evidências arquitectónicas visigóticas, que apesar de não serem abundantes, também não são raras, apresentarão diferenças em relação ao Património romano.

#### Árabes

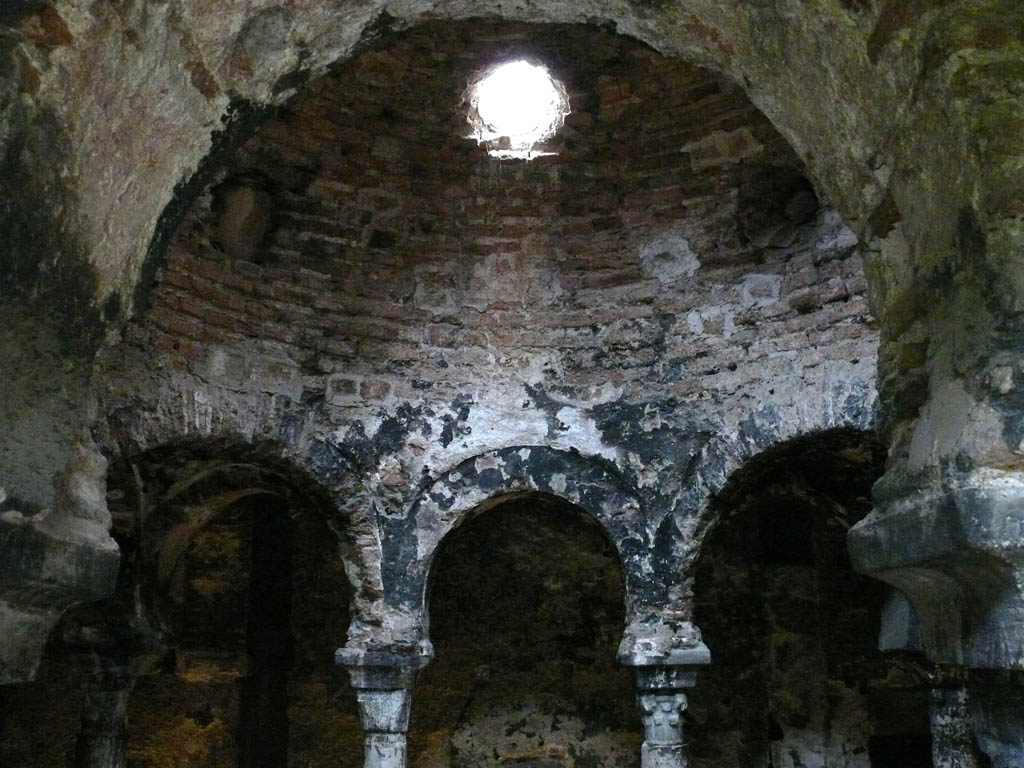
Casa de banho com arcos sob uma cúpula. Hammam de Mayurka, Palma (Maiorca)

Em 707, os magrebinos já controlavam as autoridades romanas orientais das Ilhas Baleares; em 712, Mús·sà conquistou Saragoça, Huesca, Lérida e Tarragona; Barcelona caiu em 716 e os exércitos árabes continuaram para norte. A proposta de garantir as propriedades às classes dominantes visigóticas hispano-romanas em troca de tributos oferecidos pelos sarracenos não foi aceite por algumas cidades; a destruição infligida pelos invasores a Tarragona, Terrassa ou Ampúrias, entre outras, levou os nativos a pedirem a paz e a aceitarem o pacto. Os muçulmanos cercaram e saquearam os territórios de Toulouse em 721 e Autun em 724. Os Francos de Carlos Martel travaram o avanço árabe perto de Poitiers, embora tenham continuado a campanha na Occitânia, agora de forma mais moderada, até 739.
Os árabes aproveitaram as estruturas urbanas e defensivas preexistentes e construíram novas, para além de mesquitas, palácios, os banhos árabes de palma, a Suda de Tortosa e a Suda de Lérida ou o Castelo de Formós de Balaguer. Nas cidades e em algumas aldeias rurais, como Àger, as comunidades cristãs são mantidas, mas a islamização estava a homogeneizar os recém-chegados Amazigh, que tinham sido apresentados à fé de Maomé pouco antes, e a população indígena, cuja classe média se sente atraída pela nova religião pelos benefícios fiscais, e a classe alta pela preservação do poder. Ocorrem com frequência casamentos mistos, e o mais notável deles é o do emir Mús·sà com a viúva, talvez filha, do falecido Roderico, o último rei visigodo, e o de Munússa, criado em Narbonne, com a filha do duque de Aquitânia.

#### Carolíngios

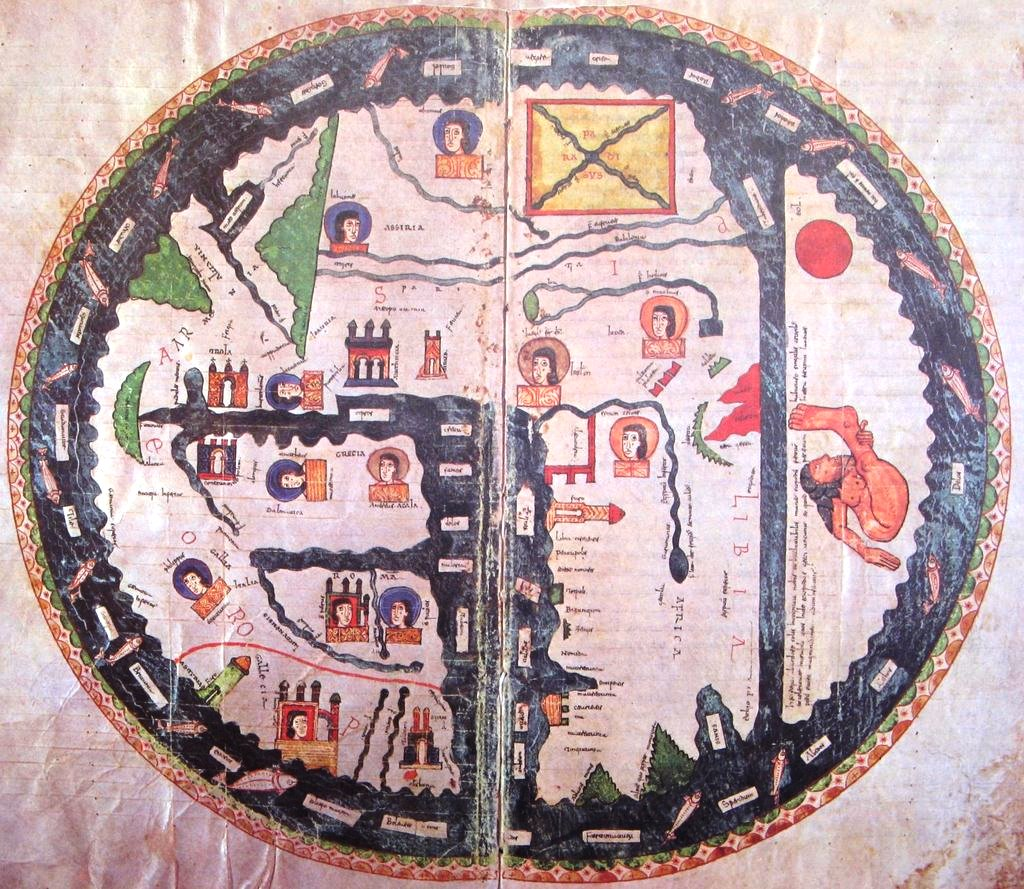
Representação do mundo conhecido no "Beato de Osma" (1086). Norte à esquerda. Mais abaixo e centralizado, o Mediterrâneo; no quadrante inferior esquerdo, as penínsulas gregas no topo, itálicas no centro e ibéricas sob a faixa vermelha

Carlos Magno considerava-se o sucessor dos imperadores romanos e reavivou o interesse pelas suas tradições; mandou construir uma igreja no seu palácio em Aachen, a Capela Palatina, uma cópia de um edifício em Ravena, a Basílica de São Vital, trezentos anos antes. Com Carlos Magno desenvolveu-se a criação de cavalos e a metalurgia, o que permitiu formar um exército de cavaleiros profissionais na guerra; o imperador também utilizou os conhecimentos dos geógrafos. Os Carolíngios, num processo entrelaçado com pactos e batalhas decisivas em diferentes assembleias imperiais, recuperaria territórios por todo o continente, mas enquanto cidades como Girona se submeteriam voluntariamente aos Francos, outras como Barcelona ou Narbona opor-se-iam à sua entrada; em 801, Luís, o Piedoso conquistou Barcelona do domínio muçulmano e estabilizou a nova marca. O projecto carolíngio fracassaria, mas estabeleceria as bases do feudalismo, um sistema de governo unitário vassalo no continente europeu, que contribuiria para reduzir o fenómeno das invasões e pacificar as fronteiras, com excepção dos combates intermitentes na Península Ibérica, onde se consolidaram várias fronteiras, agrupadas naquilo que é designado nos Annales Regni Francorum como a «Marca Hispânica».

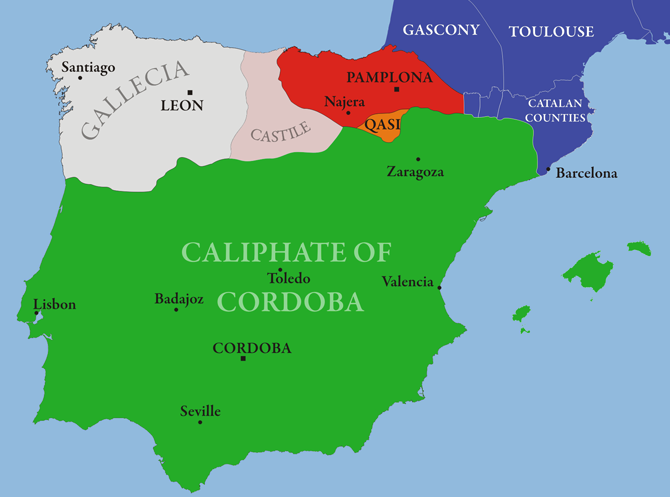
Península Ibérica no ano 1000

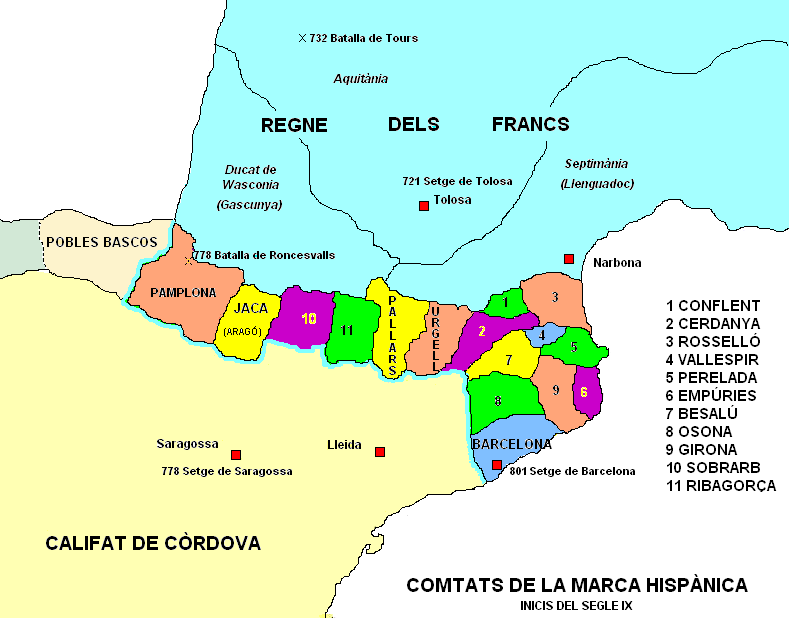
Condados da Marca Espanhola no início do século IX

A conquista cristã da Península Ibérica inicia-se na parte ocidental; no território da antiga província romana da Galiza, o Reino das Astúrias, inicialmente um movimento de chefes indígenas activos nos territórios ocidentais e centrais dos Montes Cantábricos, iniciou a luta com os Sarracenos em 718, que foi continuada pelo Reino da Galiza a partir de 911, pelo Reino de Leão em 914 e pelo Condado de Castela em 930. Nos territórios pirenaicos da Marca Hispânica, o processo de expansão cristã iniciou-se após a conquista franca de Narbona dos Muçulmanos por Pepi I, o Breve, em 759. Cedo assumiram o controlo do antigo condado visigótico e estabeleceram a capital no Castrum ou Castellum Rossilio; Em 812, o rei confiou o Condado de Roussillon a Gaucelm, da Casa de Toulouse.
Os condes eram escolhidos pelo imperador e funcionavam como seus delegados nos territórios que lhes eram confiados; em 801, com a conquista da Barcelona muçulmana, foi instituído o título de Conde de Barcelona na pessoa de Berà I. Há uma tendência para concentrar diferentes condados, em princípio unitários, sob o mesmo delegado: Cerdanya-Urgell, Rosselló-Empúries, Barcelona-Girona, ou Pallars-Ribagorça, que está unido ao Condado de Toulouse. Administram a justiça e são depositários do poder real, mas devem assumir as disposições das assembleias imperiais, frequentemente convocadas em Aachen, que ditam sobre as relações com os sarracenos, os movimentos fronteiriços ou as dissensões no seio da nobreza cristã. Embora os condes nomeados pelo imperador não sejam geralmente descendentes daqueles que anteriormente ocuparam o cargo, algumas linhagens estão consolidadas nas funções de poder. Em 826, dá-se a revolta de Aissó, logo mal sucedida, que une as forças muçulmanas às dos Godos indígenas para se oporem ao poder imperial, que designou Bernardo da Septimania como detentor do condado de Barcelona. As dissensões são frequentes e quando, em 862, Carlos, o Calvo quis retomar o poder fragmentando novamente as demarcações, já era tarde demais.
Presumivelmente, na época visigótica, em cada uma das dioceses catalãs —Tarragona, Barcelona, Girona, Elna, Urgell, Lérida  — existia uma comunidade canónica, legislada pelos concílios de Toledo, que apoiava o bispo. Em 816, foi emitida a Ordem dos Cónegos Regrantes em Aachen para governar os membros dos cónegos em todo o Império Carolíngio, que, entre outras regras, impunha a vida comunitária. No processo de conquista, nas sedes de Elna, Urgell, Girona, Barcelona e Vic, dependentes do Arcebispado de Narbona e frequentemente com bispos de origem franca, surgiram alguns presbíteros que viviam perto do bispo sub canonica institutione, segundo as palavras de um privilégio de Luís, o Piedoso, de 835, concedido à igreja de Urgell, designada cónegos, que seriam dotados de benefícios eclesiásticos. Como os cónegos eram concedidos mediante o pagamento de um dote e o acesso estava restrito a membros de elevado estatuto social, os interesses privados destes cónegos cedo entraram em conflito com os interesses comunitários, exceto nos cónegos fisicamente afastados do bispo, que continuaram a praticar a regra regular; estas últimas comunidades tornavam-se frequentemente monásticas. A ascensão da Ordens Beneditinas com os seus estabelecimentos monásticos tornou-se um elemento-chave no repovoamento do território e na exploração dos seus recursos, e os governantes tentaram obter todo o lucro possível favorecendo novos e antigos estabelecimentos com doações, dotações, privilégios, direitos judiciais…, apesar de terem ocorrido frequentemente conflitos de interesses entre eles.
Com o desmembramento do Império Carolíngio, o território fragmentou-se, criando numerosos senhorios mais pequenos, muitos dos quais muito poderosos. Os casals catalães estabeleceram laços com Narbonne e Toulouse, principalmente, e cooperaram nas aspirações autónomas da Aquitânia. No último terço do século IX, os governantes dos nossos condados, nos seus testamentos, já partilhavam o domínio do seu património pelos seus filhos sem terem autorização real: em 870, Guifré el Pilós herdou os condados de Urgell e Cerdanya do seu tio Salomão I; Miró I de Roussillon, falecido em 897, e o seu irmão, Guifré I, um ano depois, legou os territórios que governavam aos seus descendentes. Esta tendência hereditária, que seria uma constante no período, de não utilização da figura do herdeiro universal levou à fragmentação de territórios anteriormente integrados.

#### Condados independentes
Durante o período românico, os ataques com destruição e pilhagem eram frequentes por toda a Europa, provocando deslocações sociais dentro do território e conflitos religiosos, não só com o Islão, mas também com os restos pagãos e entre as diferentes facções cristãs. Normalmente, os episódios de guerra não ocorriam em grandes conflitos entre exércitos adversários, mas sim em incursões de pilhagem e destruição em castelos, abadias ou aldeias, por pequenos grupos de cavaleiros. Desde o início da Idade Média, as invasões de aldeias vindas do norte, do leste e da Magrebe eram constantes e, por vezes, obrigavam os antigos colonos a mudarem-se; além disso, aldeias estabelecidas num local decidiam por "motu proprio" estabelecer-se noutro. Escandinavos, Húngaros, Lombardos, Muçulmanos, Francos, Saxões, Normandos… são obrigados, ou motivados, a mudar de localização. Estes últimos governarão territórios na Normandia, nas Ilhas Britânicas, no sul da Península Itálica e na Sicília.

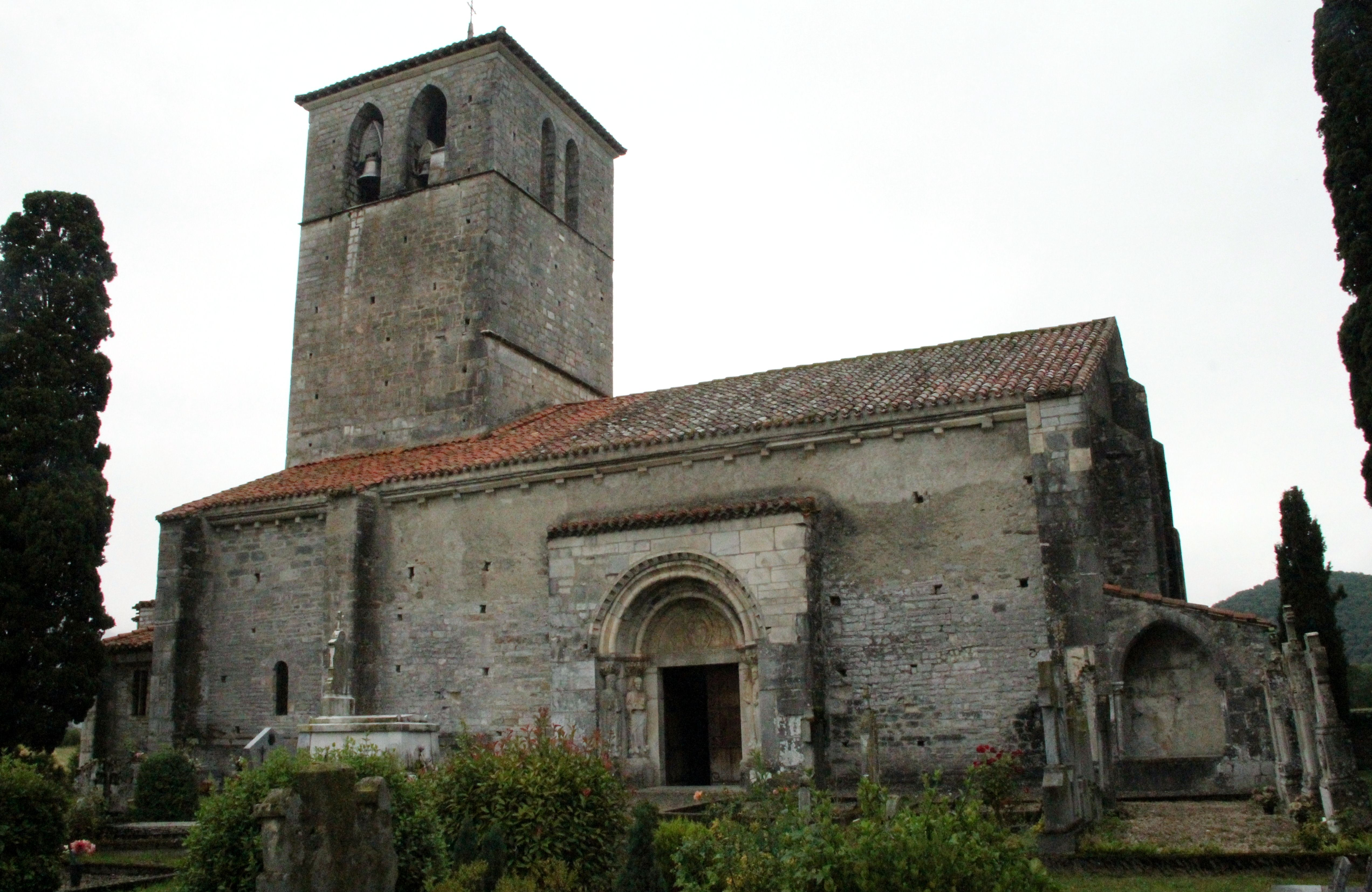
A Basílica de Saint-Just de Valcabrère, o portal norte da basílica francesa de Valcabrere tem um tímpano e estátuas-coluna, bem como capitéis onde os protagonistas são os santos Justo e Pastor, assim como a Santa Helena. O portal é coroado por um tímpano representando Cristo sentado, abençoando e segurando um livro na mão esquerda. É cercado por uma mandorla representando os Santos Marcos e João; cercado por outros dois evangelistas, Mateus e Lucas, e coroado por dois anjos. Acima de cada estátua-coluna, os capitéis narram o martírio dos quatro santos. A primeira menção da basílica está no Livre des Miracles de Saint Bertrand, sugerindo a presença do edifício desde os tempos romanos.

Um bom exemplo desta mobilidade, com tendência norte-sul, encontra-se nos territórios da Península Ibérica, sob a forma de castelos e novas povoações. Trata-se de terras fronteiriças, principalmente entre cristãos e muçulmanos, mas também entre cristãos, e, como tal, há uma grande necessidade de fortificações. A região de Anoia e a rota dos castelos de Gaià oferecem um bom exemplo. E à medida que os territórios são conquistados, religiosos, nobres e pessoas comuns ali se estabelecem, necessitando de construções.
Nas costas dos condados catalães, piratas sarracenos com bases no sul, nas ilhas Baleares e na Sicília realizam ataques que devastam cidades e saqueiam os seus bens. No ano de 858, num acontecimento comum em todo o continente, a comunidade do mosteiro de Santa Maria de Arles, então instalada nas antigas termas romanas da cidade, sofreu durante três dias o massacre de alguns dos seus membros e o saque dos seus bens por um desses bandos de piratas que, tendo chegado à costa de navio, subiram o curso do Tec. Tais calamidades não vieram apenas por mar: em 942, o Conde Sunyer teve de enfrentar uma incursão húngara na Cerdanya, na Batalha de Baltarga, perto de Sant Andreu de Baltarga. Na cidade de Barcelona, estão documentados até cinco ataques da frota bélica do Emir de Córdova, Abd-ar-Rahmàn III, durante a década de 933 a 942.

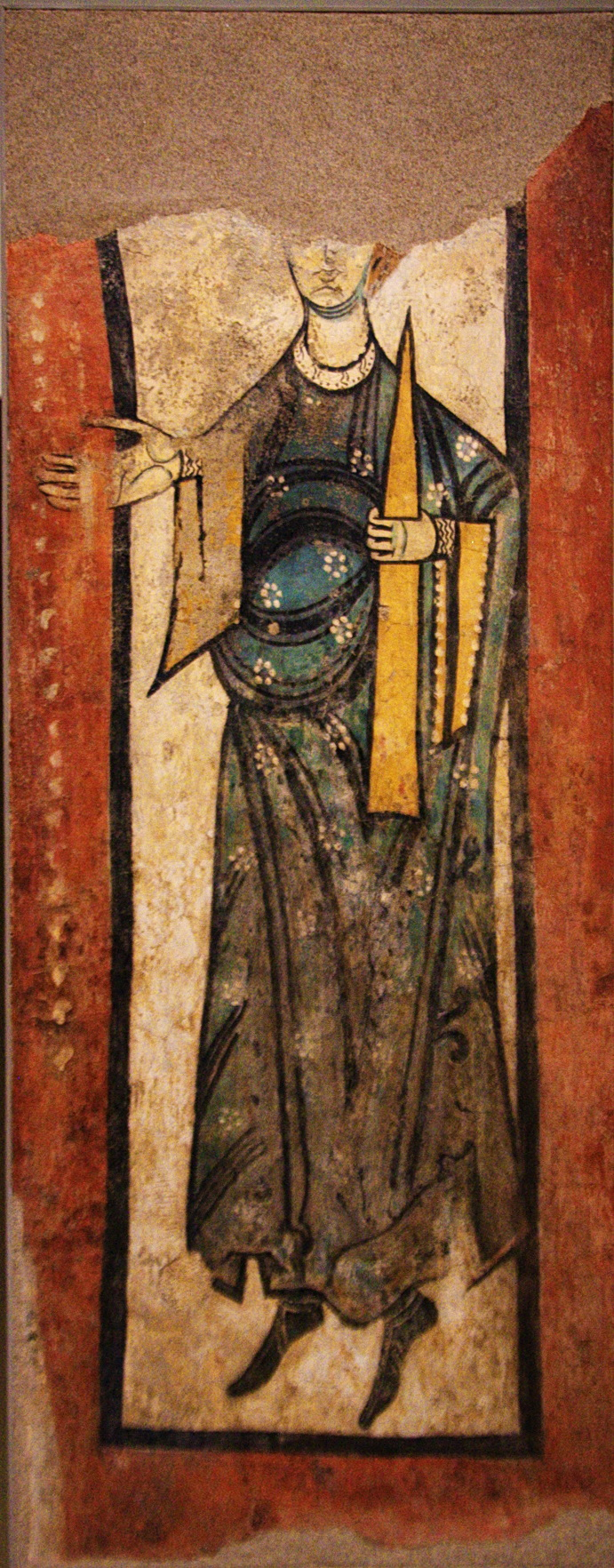
Doação

Guifré I, entre outros novos senhores europeus e utilizando padrões pré-românicos, fundou os mosteiros de Santa Maria de Ripoll e Sant Joan de les Abadesses e restaurou a Catedral de Vic, edifícios que seriam renovados no período românico sob o patrocínio do abade e bispo Oliba. As classes dominantes financiavam a construção de igrejas e a sua decoração, por vezes como um acto expiatório do doador devido ao seu poder e riqueza, talvez também atraído por um controlo mais eficaz da população. A humildade, porém, não parece ter sido a virtude de alguns destes doadores, religiosos ou seculares, que se fizeram representar em pintura, escultura ou vidro; Alguns transportam nas mãos uma maqueta do local patrocinado, oferecendo-os a Cristo, à Virgem ou a algum santo.
Por vezes, a nobreza patrocinava estabelecimentos religiosos, geralmente mosteiros ou catedrais, para aí serem sepultados após o falecimento, influenciados pela convicção de que o facto de deixar os seus cadáveres perto dos monges e das orações facilitava a vida eterna ao lado do seu Deus; de facto, qualquer igreja é susceptível de ser utilizada para este fim e muitos aplicaram notavelmente esta função; Mosteiros como Ripoll, San Juan de la Peña, Santa Maria de Poblet, Santa Maria de Vallbona de les Monges ou Santa Maria de Sixena atuaram como verdadeiros panteões reais e nobres. Além disso, linhagens proeminentes encontram na Igreja um lugar influente e prestigiado para as suas famílias e muitas comunidades religiosas femininas acolherão membros femininos dessas famílias.
Em meados do século X, os condes catalães emanciparam-se da realeza franca e abriram-se à Europa, onde adquiririam prestígio negociando e fazendo acordos com vários governantes e intervindo em conflitos internacionais, tanto com cristãos de ambos os lados dos Pireneus, como com mouros na parte sul e nas terras ocidentais. Ao mesmo tempo, durante este período, os casamentos entre membros das casas de condes catalães com membros da nobreza Occitan eram frequentes e estas relações facilitariam a entrada no nosso ambiente de melhorias tecnológicas, tendências culturais e correntes espirituais. Durante a segunda metade do século XI, as aspirações políticas dos condes Raimundo Berengário I e Almodis de la Marche levaram-nos a recuperar boa parte do património, alienado da casa de Barcelona em anos anteriores, e a adquirir mais algum; Entre 1067 e 1070, compraram também os condados de Carcassonne e Rasès. Nas palavras de Milà e Fontanals comentando as "comunicações diárias com o sul de França [... e] com as partes de Itália":
| “ | Os condes marqueses, cada vez mais independentes e engrandecidos pela crescente restauração e pelo parentesco com famílias poderosas, sobretudo do sul de França, os condes individuais, muitos dos quais oriundos da família marquesa, movidos como este pela fé religiosa e que, por outro lado, se empenhavam em embelezar as cidades que davam nome ao seu domínio, ajudados, como é de esperar, pelos tributos e pelo trabalho físico do povo, produziram em grande parte a memorável era arquitectónica que abrange os séculos XI e XII, e da qual, felizmente, tão belos exemplos chegaram até aos nossos dias. | ” |

Em 989, realizou-se o primeiro concílio da Pax Dei em Charroux (Viena). A Paz de Deus foi um movimento espiritual e social iniciado em meados do século X, organizado pela Igreja Católica e apoiado pelo poder civil, que procurava pacificar o mundo cristão erradicando o uso da violência na sociedade. A situação política interna nos condados catalães, como em quase todo o continente europeu, incentivava episódios de confronto entre senhores rivais e, muitas vezes, colocava os seus habitantes em grande perigo, com a consequente devastação e predação dos locais afetados. No contexto do movimento da Paz de Deus, nasceu a Trégua de Deus, uma tentativa de suprimir os confrontos bélicos durante determinados dias e períodos do ano. Foi o abade e bispo Oliba o pai, na Europa, da Paz e Trégua de Deus, que foi promulgada pela primeira vez na Assembleia realizada em Toluges, no Roussillon, no ano de 1027, e conseguiu colocar um limite real ao poder, à arbitrariedade e à violência do feudalismo. Nas assembleias de Paz e Tréguas, a Igreja reivindicava uma antiga lei visigótica do século VII que protegia os edifícios eclesiásticos e os cemitérios, bem como o espaço de trinta passos que os rodeava, chamado sagrera, de toda a violência.

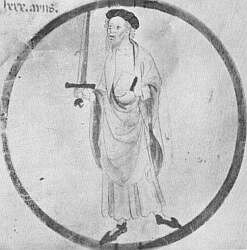
Raimundo Berengário I

Nesta época, e como se fará em toda a parte, a condessa Riquilda de Tolosa, mulher de Sunyer I, facilita o estabelecimento de comunidades monásticas, como as de Santa Cecília de Montserrat e Sant Pere de les Puelles, que constroem complexos já em estilo plenamente românico, e dota, económica e juridicamente, os mosteiros de Ripoll e Sant Joan de les Abadesses; em 947, Riquilda é responsável pela reconstrução de Santa Maria de Roses. Da mesma forma, a Condessa Aimeruda d'Auvergne, esposa de Borell II, fez doações em disposições testamentárias à Catedral de Girona e outros locais eclesiásticos. O mesmo conde, de Barcelona e Urgell, apoiado pelo Bispo Ató de Vic, tentou restaurar a Arquidiocese de Tarraconense com o objetivo de agrupar as dioceses catalãs, então dependentes do Arcebispado de Narbonne, e de enfatizar a primazia da casa de barcelona sobre os outros condes catalães e septimans; para o efeito, fez duas viagens a Roma. Santo Conde Raimundo Berengário I, chamado Ispanie levantougator ('Apoderador d'Espanya') e Propugnator et murus christiani populi ('Defensor e muro do povo cristão'), Roma coloca os cristãos de Maiorca e Dénia sob a administração do bispo de Barcelona.

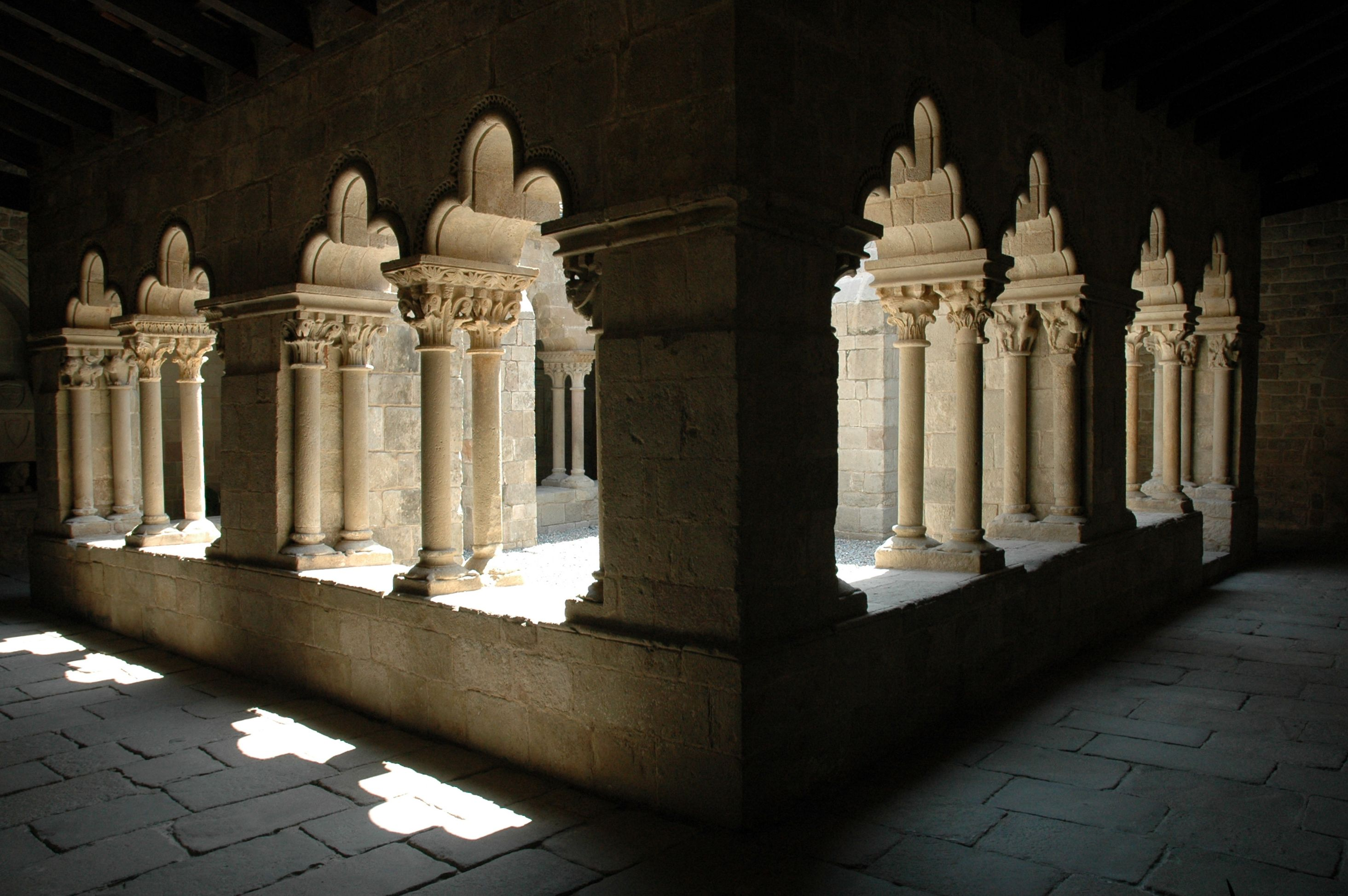
Influência árabe nos arcos trilobados do claustro do século XII. Sant Pau del Camp, Barcelona

Durante estes séculos, o nosso território esteve frequentemente imerso em lutas e, especialmente nos conflitos com os muçulmanos, um grande número de fortalezas mudaram de mãos e foram reformadas, ou foram construídas de novo; os ataques causaram grandes danos nos edifícios das aldeias —como em Àger e, especialmente, em Barcelona— e nos edifícios eclesiásticos —como Sant Cugat del Vallès, Santa Maria de Meià ou Sant Pau del Camp—, que tiveram de ser reparados ou reconstruídos. As campanhas militares empreendidas pelos condes catalães, como a de Raimundo Borell I em Córdoba em 1010, proporcionaram-lhes, para além do reconhecimento no seio das outras cortes europeias, consideráveis saques, direitos e privilégios que lhes permitiram empreender consideráveis obras de repovoamento, restauro e fortificação.
A mulher de Raimundo de Borel, Ermessenda de Carcassona, tomaria parte muito ativa no governo do país, aconselhada por figuras como o abade Oliba, Gombau de Besora, o bispo de Girona Pere… sobretudo durante as menoresidades do seu filho, Raimundo Berengário I, e do seu neto, Raimundo Berengário I. É talvez a mulher mais influente e poderosa da história da Catalunha; lidou com cortes europeias, cristãs e muçulmanas, incluindo o Vaticano, e promoveu e financiou inúmeras construções de castelos, além de fazer o mesmo com instituições religiosas. Reflexo da situação política peninsular é a ligação, provavelmente fomentada pelo emir Al-Múndir Imad-ad-Dawla, com a aprovação de Ermesinda, do herdeiro Raimundo Berengário I com Sancha de Castela para unir forças contra o expansionismo de Sancho o Grande, rei de Navarra.

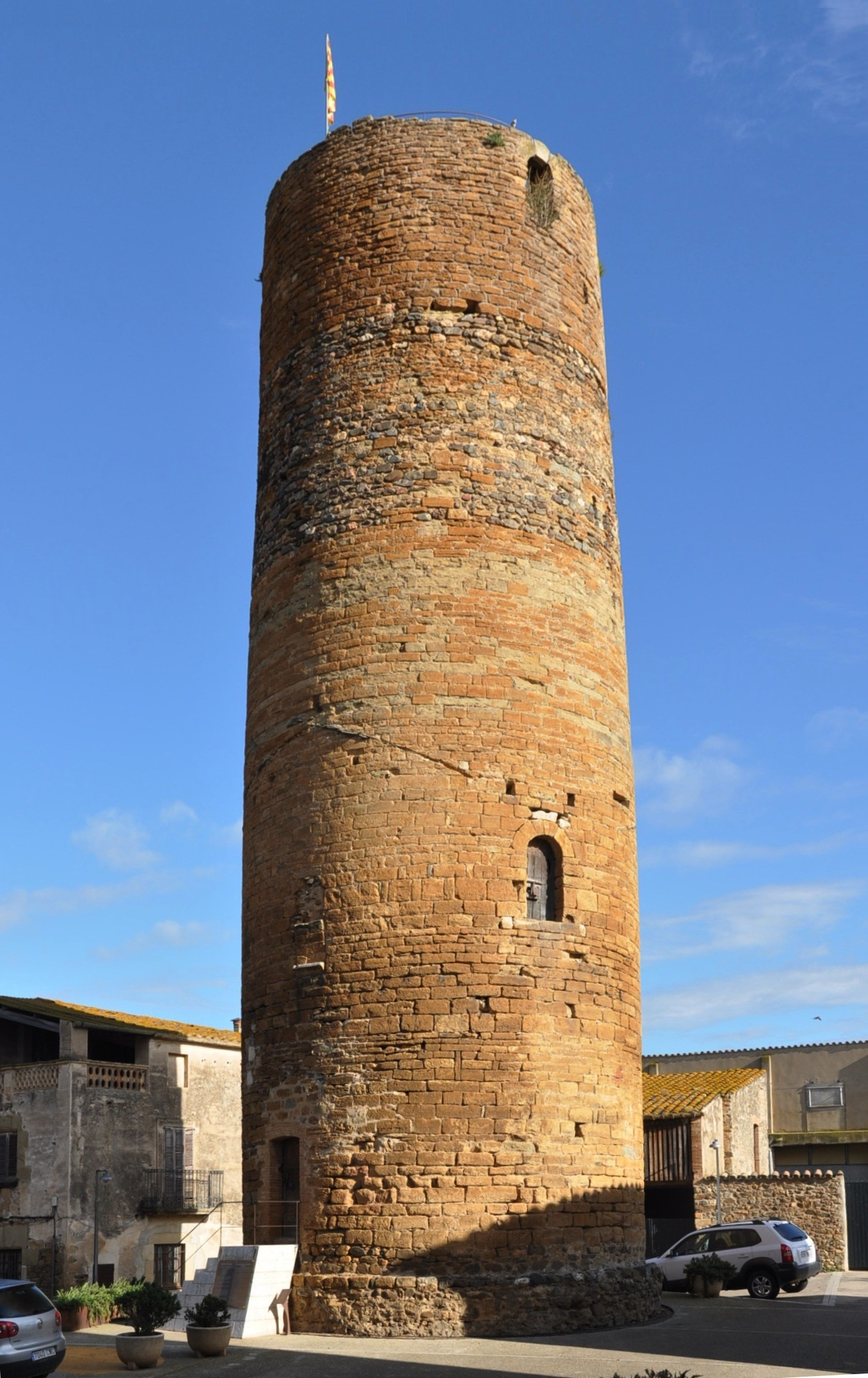
A porta original é protegida a uma certa altura e era acessível por escadas móveis de madeira.Torre de tributo do antigo castelo de Cruïlles, séculos XI-XII, (Baix Empordà)

O domínio dos Condes de Barcelona, favorecido pelo enfraquecimento dos mouros, dividido em reinos de taifas, estender-se-ia pelas terras ocidentais e as marcas seriam repovoadas por cristãos, como la Segarra na terceira década do século XI, apesar de terem que sofrer alguns ataques e ocupações, como a de Àger em 1041. As estratégias de conquista dos cristãos e as de permanência dos muçulmanos baseiam-se num jogo de alianças entre os diferentes governantes do nosso meio, em que não importa a condição religiosa nem as lealdades prévias; Rodrigo Díaz de Vivar, que combateu Raimundo Berengário II, o Cabeça de Estopa, em Xàtiva, Dénia e Valência em 1085 e em Requena, Tortosa e os portos de Beseit em 1091, seis anos depois casou a sua filha, Maria Roderic de Vivar, com o herdeiro, Raimundo Berengário III. O Cap d'Estopes casou com Mafalda de Pulla Calábria, filha de Robert Guiscardo, duque da Calábria, e irmã do herdeiro, Rogério II da Sicília, um dos mais poderosos governantes da Europa, iniciando manobras para adquirir algum controlo do Mediterrâneo central, ambições que arrancariam em 1262 com o casamento de Constança da Sicília com Pedro, o Grande.
Mas nos condados catalães, o rendimento económico não diminuiu e os magnatas, durante os períodos de paz, dedicaram esforços à recuperação do património eclesiástico, como a sé de Manresa em 1022, que tinha sido arruinada vinte anos antes. Houve problemas internos causados por uma certa falta de autoridade condal, principalmente liderada por Mir Geribert, que em 1041 se auto-intitularia príncipe de Olèrdola, o bispo de Barcelona, Guislabert I, e o visconde de Barcelona, Udalard II. O sistema feudal, desenvolvido desde o século IX, foi estabelecido no nosso território e os barões, tanto nas zonas rurais como nas cidades, necessitariam de edifícios seguros, muitas vezes torres simples, por vezes fortalezas complexas, para a protecção do território e dos bens que guardavam. O mesmo aconteceu com os estabelecimentos eclesiásticos; Jacint Torres i Reyató faz uma descrição publicada no 'Album Pintoresch-Monumental em 1878, com certos toques de romantismo, do mosteiro de Sant Cugat del Vallès:
| “                                                | A visão mais pitoresca para o visitante deste mosteiro é, sem dúvida, o complexo monumental que oferece a parte de trás da sua igreja. Reflexo fiel desses tempos em que os prelados usavam alternadamente o hábito religioso e o traje guerreiro, abandonando frequentemente a cruz para empunhar a espada quando esta era insuficiente para marcar um limite às ambições dos senhores feudais ou às invasões dos sectários da lua crescente; nele, vê-se em primeiro plano o misticismo pacífico que revela a estrutura maciça das três absides com as suas estreitas janelas românicas, zelosas da luz que as penetra, amigas da escuridão que reina no interior do santuário e que inspira meditação silenciosa; contrastando singularmente com o aspecto belicoso da ameia coroada pelas ameias, uma mais alta que a outra e que, robusta e alta, se ergue com a arrogância e a serenidade da velha sentinela que protege oportunamente a casa confiada à sua vigilância com os seus sinos de alarme. | ” |
| — Jacint Torres i Reyató, 1878 (texto traduzido) | |   |

No século XI, as pequenas propriedades camponesas, produto de presúria e alódios concedidos pelos condes nas fases iniciais das conquistas dos territórios muçulmanos, foram reduzidas a práticas enfitêuticas abusivas. Este tipo de contrato, pseudo-esclavistas e herdeiras do regime de servidão da Alta Idade Média, sobreviveu na Velha Catalunha e, mais tarde, os magnatas, civis e eclesiásticos, senhores da guerra, incumbidos pelos condes de dirigir os empreendimentos de conquista e colonização, fariam uso deles na Nova Catalunha, nas Ilhas Baleares e no Reino de Valência. A escravatura era uma prática herdada da antiguidade clássica - nos tratados romanos sobre agronomia os escravos são designados por instrumentum vocale ('o instrumento que fala')-, provavelmente já enraizada nas culturas neolíticas, e durante a Idade Média era comum as classes média e alta, tanto seculares como religiosas, fazerem uso dela. Muitos escravos eram batizados e a legislação eclesiástica proibia um cristão de ser escravo, mas a própria Igreja negava-lhes a condição, pois não haviam sido batizados da maneira diretamente desejada pelo escravo, mas pela imposição dos senhores. A baixa densidade demográfica da época, tanto no Principado como, mais tarde, nas Ilhas e em Valência, era compensada com mão-de-obra escrava; estes dedicavam-se a todo o tipo de tarefas, sobretudo as mais difíceis, e provinham de incursões, prisioneiros de guerra e comércio, principalmente com o Magrebe.

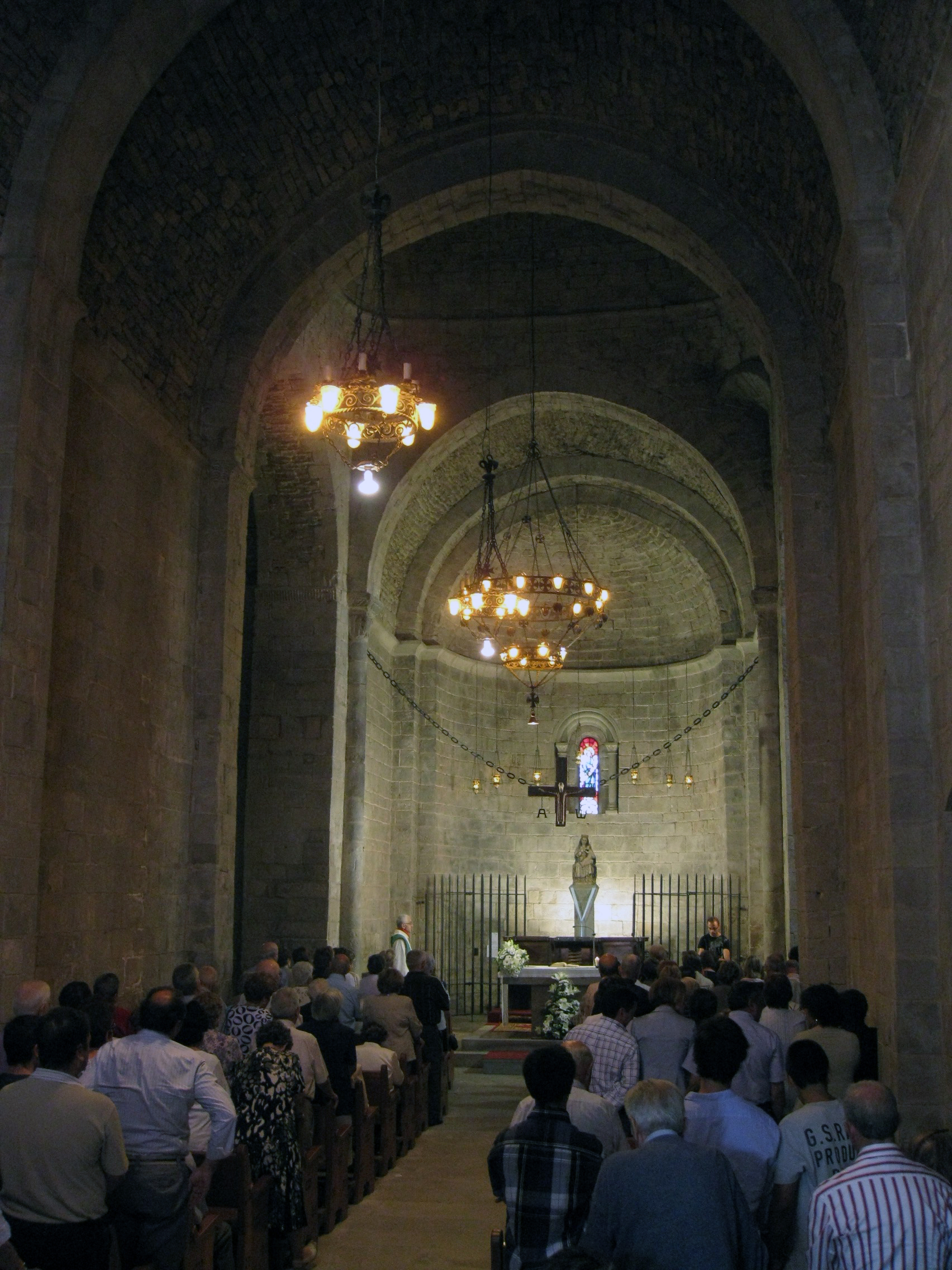
Os paroquianos na Idade Média não tinham assentos, à excepção de raras vezes um banco de pedra ao longo das paredes. Nave, arcos transversais, sob a cúpula no transepto, arco triunfal atrás e linha de delimitação do espaço absidal. Santa Maria de l'Estany (Moianès)

Em 1075, com a destituição do papa pelo imperador Henrique IV, eclodiu a Guerra das Investiduras, na qual a Igreja e as monarquias europeias disputaram a nomeação dos principais cargos eclesiásticos; o conflito foi resolvido com a Concordata de Worms em 1122. Em 1091, houve uma tentativa de restaurar o arcebispado metropolitano de Tarragona —naquela época os bispados catalão e aragonês dependiam do Arcebispado de Narbona—, embora ainda existissem territórios tarragoneses não conquistados; em 1118, foi nomeado o bispo Oleguer de Barcelona metropolitano, atuando como senhor feudal no processo de povoamento e participando nas lutas pelo poder. Na Catalunha, o cónego agostiniano de Santa Maria de Vilabertran é o paradigma da renovação canónica no final do século XII e o movimento canónico teve o seu ponto-chave na diocese de Vic em Santa Maria de l’Estany, que conserva a igreja, consagrada em 1131, e um magnífico claustro com capitéis esculpidos.
No final do século XI, Raimundo Berengário, o Grande atacou Tortosa e Amposta e tentou tomar o controlo das mesmas, sem sucesso. Em 1114, a Cruzada Pisa-Occitana-Catalã ocorreu em Maiorca e nas Pitiúsas; destinado a libertar os cativos cristãos e a pôr fim à pirataria praticada pelos sarracenos, revelou-se um brutal ataque cristão aos territórios muçulmanos; o predomínio destes últimos no Mediterrâneo foi bastante prejudicado, embora tenham reconquistado Maiorca alguns anos mais tarde, e o conde lançou as bases para a subsequente expansão marítima catalã. Durante a aventura balear, Barcelona foi ameaçada algumas vezes por hordas de Almorávidass. O casamento deste conde com Dolça confere aos domínios da casa de Barcelona uma grande extensão no sul francês, comparável aos da casa de Toulouse: o Condado da Provença e os viscondados de Millau, Carlat e Gavaldà. Em 1127, o Grande assina tratados com os genoveses e com Rogério, duque da Apúlia e conde da Sicília.

#### Reino de Aragão

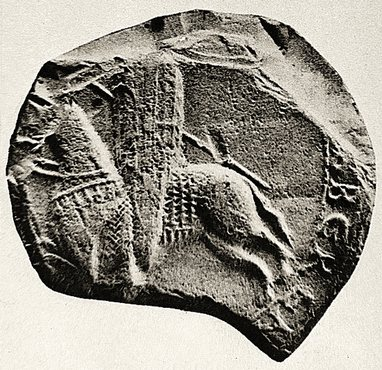
Selo de cera de Raimundo Berengário IV (1113-1162)

Raimundo Berengário IV, Príncipe de Aragão após os Capítulos Matrimoniais de Barbastro, assinou com Ramiro II de Aragão a futura união com Petronila (1150), auxiliado pelo Conde Ermengol VI de Urgell, conquistou entre 1148 e 1153 a Taifa de Tortosa, o Emirado de Lárida e o Emirado de Xibràna, situados nas Montanhas de Prades, o último reduto muçulmano da Catalunha até à conquista de Siurana; estes territórios seriam posteriormente designados por Catalunha Nova. O seu sucessor, Afonso II, ampliará os domínios com a incorporação de Matarranya e a fundação de Teruel; cercará Valência e atacará Xàtiva e Múrcia, mas terá de a abandonar devido a uma incursão navarra nos territórios pirenaicos. Durante este período, os reis condes assinam pactos e vêem-se em conflitos com muçulmanos, occitanos, castelhanos, navarros, sicilianos, sardos…
Em 1150, são fundados os mosteiros cistercienses de Poblet e Santes Creus, bem como outros pouco antes ou depois, que controlarão extensos domínios e desempenharão um papel vital no repovoamento, estando a realeza e a nobreza intensamente envolvidas. Em 1163, Afonso, o Casto promoveu o estabelecimento da Ordem dos Cartuxos no Priorado e, em 1203, com o patrocínio de Pedro, o Grande, mudaram-se de Poboleda, onde se tinham estabelecido inicialmente, para Morera de Montsant, onde construíram a Cartuxa de Escaladei, reconstruída em tempos posteriores. Em 1188, Sancha de Castela e Polónia, mulher de Afonso, o Casto, fundou o primeiro mosteiro de monjas de São João, Santa Maria de Sigena; dedicado à vida contemplativa, a própria rainha professou e foi sua prioresa, e ditou a regra que mais tarde serviria de modelo para outras fundações; Em 1195, o Papa Celestino III aprovou a fundação de Sança e concedeu-lhe o governo de Santo Agostinho. As comunidades eclesiásticas envolvidas no repovoamento dos territórios catalães serão a Ordem de São Bento, a Ordem dos Cartuxos e a Ordem dos Cistercienses, bem como as ordens militares do Templo, do Hospital e do Santo Sepulcro de Jerusalém; todas serão recompensadas com doações de territórios e gozarão de privilégios fiscais e judiciais.

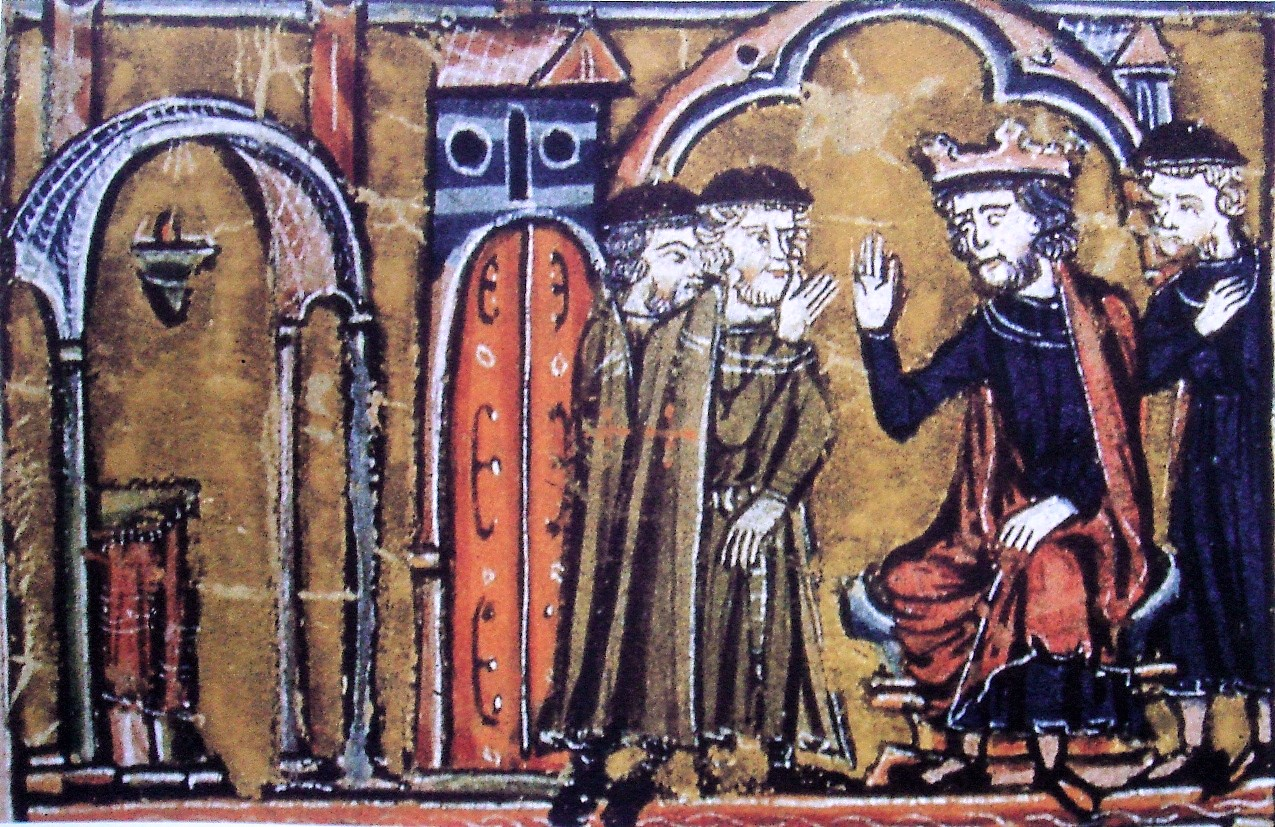
Balduíno II do Templo de Salomão a Hugo de Payns e a Godofredo. Na Histoire d'Outre-Mer, de Guilherme de Tiro, século XIII

A Ordem do Templo, com um carácter militar precisamente orientado para a presença em terras fronteiriças, será a primeira grande força de cavalaria regular na Europa da Idade Média e desempenhará um papel fundamental nos assuntos de Aragão e da Catalunha. Em princípio, organizados como uma irmandade destinada a lutar contra o Islão na Terra Santa, os Templários não mostraram interesse nas lutas dos cristãos pela conquista dos territórios do al-Andalus. Esta atitude alterou-se quando, em 1134, Afonso I de Aragão e Pamplona, o Guerreiro, morreu, tendo feito testamento do reino a favor das ordens do Templo, do Hospital e do Santo Sepulcro. Os nobres de Aragão negaram as disposições do testamento através de uma série de intrigas políticas – das quais em breve surgiria a união do Reino de Aragão e do Condado de Barcelona –, mas compensaram as ordens militares com territórios na região fronteiriça e com privilégios fiscais e judiciais. O Templo, que em 1143 já lutava contra os muçulmanos na península, voltou os seus olhos para as nossas terras, independentemente dos seus interesses na Terra Santa. Em 1130, Raimundo Berengário III concedeu aos Templários o castelo de Granyena de Segarra — já documentado em 1054 e do qual, actualmente, se conservam os alicerces, as muralhas e, da reforma templária, uma aduela de vão redondo e ogival. Durante a década de 1130-1140, a ordem, ocupada com os assuntos das Cruzadas, negligenciou a fortificação de Segarra que acabava de lhes ser concedida; logo de seguida, estabeleceram aí um ponto de defesa estritamente militar e, em 1189, já estava documentado como um comando típico da ordem; em 1153, Ramon Berenguer IV concedeu-lhes o Castelo de Miravet, que acabava de ser conquistado aos muçulmanos e que viria a ser o mais importante da Catalunha na época, onde se instalaria a sede do comando templário do reino. No final do século XIII, Jaime II trocou castelos no norte do Reino de Valência por Tortosa dos Templários, incluindo Peníscola, onde reconstruíram a antiga alcazaba utilizando padrões românicos de transição, com os espaços cobertos com abóbadas de berço, muitas vezes ligeiramente apontadas, e com silhares muito bem esculpidos.
No período compreendido entre 1170 e 1195, foram compilados os Usatici Barchinonae, o Liber feudorum maior e o Gesta Comitum Barchinonensium, conjunto que foi denominado de três monumentos da identidade política catalã. A política dos Pirenéus e do Mediterrâneo passa, durante estes séculos, por contactos e casamentos de condes com membros da nobreza occitana como, além dos acima mencionados: Letgarda de Toulouse e Eimeruda de Auvergne no último terço do século X; no seguinte, Elisabeth de Nîmes e Blanca de Narbonne, e, durante o século XII, Almodis de Melguelh e Dolça da Provença. Alguns condes anteriores e posteriores fazem-no com nobres de Navarra e Castela. Já no início do século seguinte, Maria de Montpellier casa com Pedro, o Católico. Com isto, as relações artísticas tornam-se mais fluidas.
No século XIII, com Jaime I, os reinos de Maiorca e Valência foram conquistados e o rei, sogro de Afonso X, o Sábio, desempenhou um papel fundamental nos assuntos dos territórios peninsulares. O seu filho, Pedro, o Grande, inicialmente considerado um rei menor na esfera europeia, enfrentou as maiores potências europeias da época: os reinos da França e Nápoles e o Papado. O Grande soube utilizar com mestria as «armas» da comunicação e da propaganda no contexto do conflito que confrontava Guelfos e Gibelinos —respectivamente, a monarquia francesa e outros apoiantes do papado, por um lado, e, por outro, os apoiantes do poder imperial—, posicionando-se ao lado destes últimos com resultados pessoais muito proveitosos e surpreendentes em toda a Europa, sobretudo entre os Guelfos; Após a revolta das Vésperas Sicilianas, obteve o controlo da ilha, fundamental para as comunicações no Mediterrâneo. O Rei Pedro conseguiu, na década de 1280, após quatro séculos de domínio dos condados catalão e aragonês, e dois do reino titular de Aragão, colocar a coroa, e a si próprio, em primeiro plano no panorama político europeu.

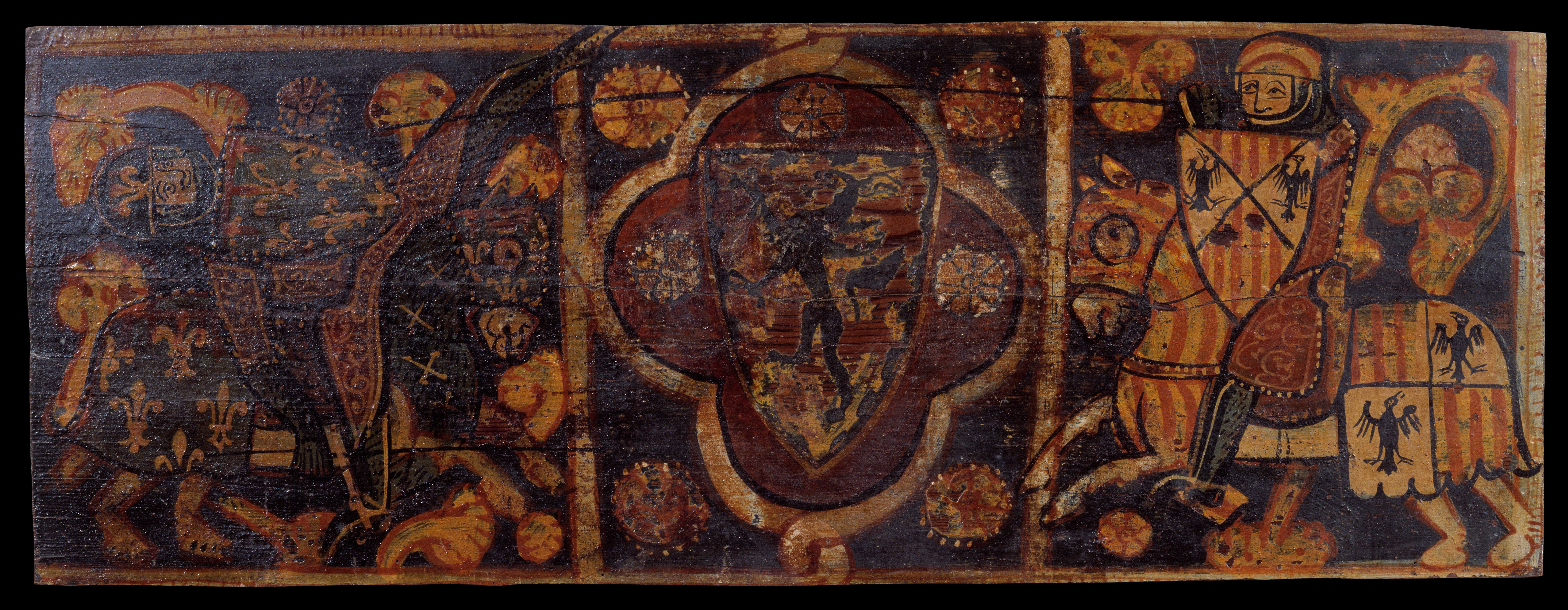
Cavaleiro da Casa de Anjou derrotado por cavaleiro da Catalunha-Aragão e dos territórios da Suábia dominados por Frederico da Sicília. Fim do século XIII

### Contexto social
Na Europa, na viragem do milénio, as inovações e melhorias tecnológicas, especialmente na agricultura e hidráulica — métodos de cultivo, ferramentas, canais de irrigação, moinhos — mas também na mineração, forjaria, silvicultura ou pecuária, levaram a um aumento da produção de alimentos; as populações, em muitos lugares pequenas e bastante destituídas, tenderam a aumentar, e foram documentados aumentos notáveis no seu número de habitantes. Nas Histórias de Rodolfus Glaber (985–1047), monge e cronista, o autor observa que os seus contemporâneos estavam a despertar da letargia após a queda do Império Romano, mostrando uma certa inflexão nos estilos de vida, rejuvenescimento social e anseio pela vida, o que se refletiu na proliferação de edifícios eclesiásticos por todo o continente.
Os condes catalães incentivaram a reocupação das terras praticamente despovoadas da marca, com colonos provenientes sobretudo dos territórios pirenaicos, onde o tecto demográfico tinha sido atingido, através de práticas de presúria e alódios. Estes novos colonos dedicar-se-ão ao trabalho agrícola e estabelecer-se-ão em masos isolados, geralmente compostos por uma casa e um estábulo construídos com aparato de pedras irregulares unidas a seco ou com argamassa, muitas vezes simples lama (barro); os colonos também se estabelecem em vici, pequenos grupos de famílias localizados em locais defensáveis e sob a proteção de uma fortificação ou edifício eclesiástico. A construção destes últimos edifícios trouxe benefícios, políticos e económicos, aos poderosos latifúndios. Ganha força a figura do “doador”, pessoa responsável por financiar parte ou a totalidade de determinada obra, alcançando influência em áreas de governo e, numa espécie de contrição que muitas vezes parece fingida, pelos seus atos subsequentes, recebendo paz espiritual e reconhecimento de súbditos e desconhecidos.
O território europeu era predominantemente selvagem, com grandes áreas de florestas, terrenos baldios, pântanos etc. Apenas as áreas cultiváveis perto de cidades ou mosteiros, que se destacavam como ilhas no meio da natureza, foram ruralizadas. Sempre que possível, as cidades comunicavam utilizando as muito eficientes rotas das antigas estradas romanas. Em alguns casos, o traçado urbano desenvolvido durante este período em muitas das nossas cidades é ainda visível, geralmente por detrás de um castelo, de uma torre ou de uma igreja. Os dois tipos de edifícios protegiam os colonos que se instalavam à sua volta, o primeiro com força militar, como, entre muitas cidades, Castellnou dels Aspres em Roussillon, Peralada em Alto Ampurdão ou Saidí em Baixo Cinca; o segundo com os santuários, como é o caso de Tolva na Baixa Ribagorça cercando a Nossa Senhora do Puy, Tuïr em Roussillon cercando o Mare de Déu de la Victòria ou Maçanet de Cabrenys no Alto Ampurdão cercando o distrito de Sant Martí.

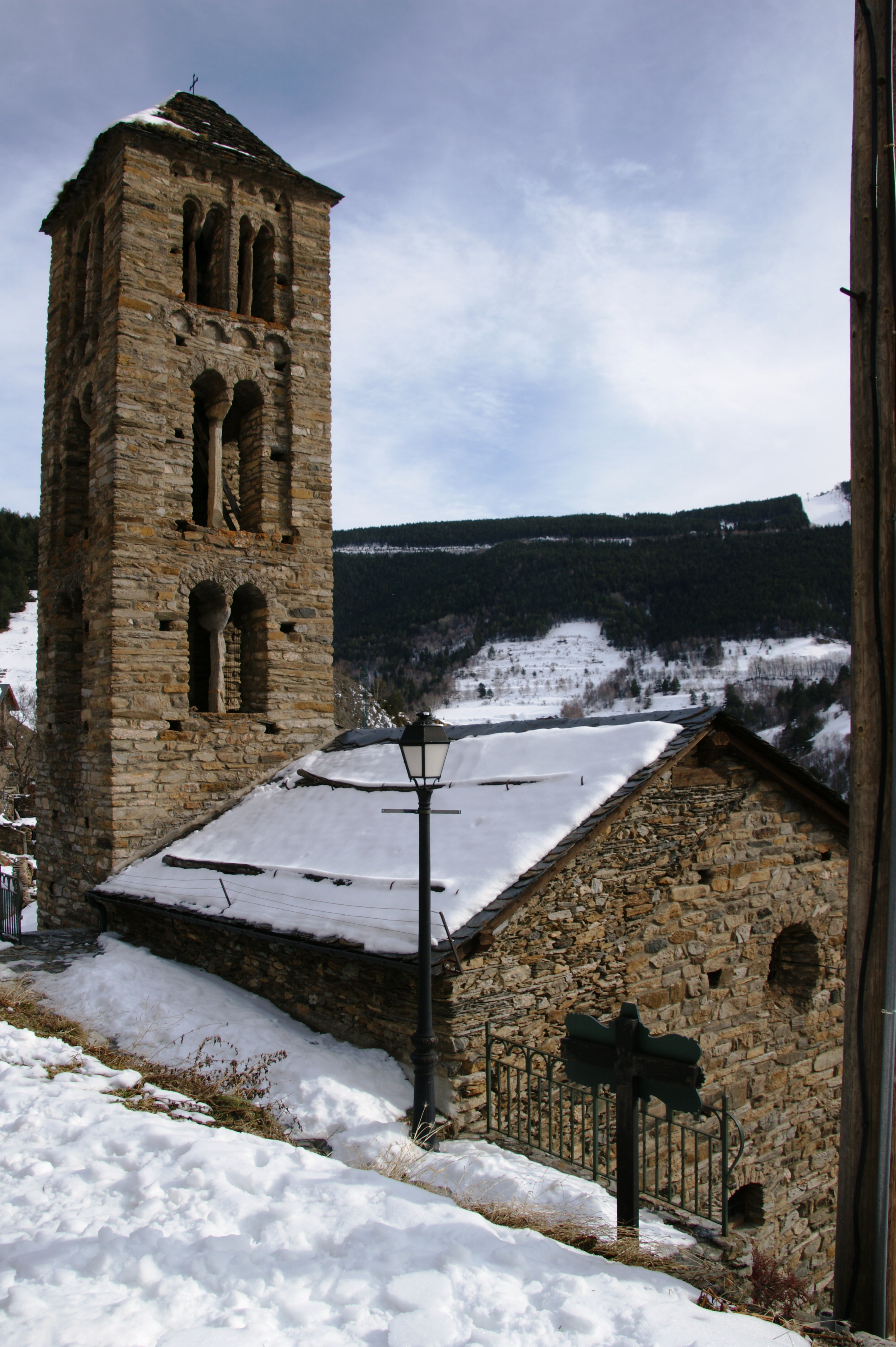
Torre sineira de três andares com janelas gémeas. Sant Climent de Pal, La Massana (Andorra)

Muitas comunidades rurais eram compostas apenas por edifícios construídos com madeira, junco, alvenaria tosca ou adobe, e a igreja era a única construção em pedra, de tamanho considerável, na área; era nela que a comunidade se reunia para os serviços litúrgicos e festividades dominicais, e aproveitavam a oportunidade, após a missa, para partilhar experiências, reflexões ou notícias e resolver controvérsias com os seus concidadãos. A torre sineira, campanário ou espadana, era uma referência visual e acústica para os aldeões e para os viajantes que dela se aproximavam. Em ocasiões excepcionais, as torres sineiras chamavam os habitantes da cidade com o toque dos sinos, então chamados "so metent" (lit. som entrando). Não é de estranhar que, comunicando visualmente com outras —como no caso das igrejas de Erill la Vall, Boí e Sant Climent de Taüll—, desempenhassem as funções de torre de sinalização, dispostas em linha reta e visíveis umas das outras — e o desenho de muitas torres sineiras revela também a sua função defensiva.
A igreja oferece protecção física, com as sagreras, espiritual, com a liturgia, e também moral: os edifícios religiosos, que pretendem ser uma representação da Jerusalém celestial, são geralmente consagrados sob a invocação de um santo que "irradia" as suas virtudes sobre os fiéis que a ele se confiam; eram frequentes as dedicatórias a São Miguel, São Martinho, São Pedro, Santo Estêvão etc. e invocações marianas. O mundo rural, especialmente, partilha as crenças do Cristianismo com o Paganismo; muitas igrejas pré-românicas e românicas são construídas em locais considerados sagrados desde a antiguidade. Embora a actividade laboral dos lavradores seja intensa, nos períodos anuais de menor actividade —normalmente, datas agrícolas ou de trânsito sazonal celebradas antecipadamente e adoptadas pela Igreja— e também em casos excepcionais como os casamentos de nobres, celebram-se festas populares nas quais podem aparecer jograis que tocam instrumentos musicais, contam histórias e fábulas e praticam jogos, e que reúnem muitos habitantes de lugares vizinhos.
- Homem a conduzir um burro com uma mordaça. Para menosprezar o burro, símbolo do paganismo antigo, a Igreja, normalmente hostil aos jograis, tolerava estes espectáculos que transformavam o animal num animal ridículo e dócil. Comentários de Santo Agostinho sobre o 'Evangelho de São João, início do século XII
- Menestréis identificados como um equilibrista, um malabarista e um músico; alguns autores acreditam que a cena representa uma alegoria cristã. Reprodução "in situ", em Sant Joan de Boí, dos originais no MNAC, ~1100.
- Um músico no centro de cada face toca crótalos ou dulzaina; nos ângulos, quatro jograis de cabeça para baixo apoiam as mãos no colarinho e os joelhos no denticulado. Capitel do claustro do mosteiro de Sant Cugat del Vallès, século XII.

Os novos casamentos eram celebrados com grande pompa. Geralmente eram formalizados com as "palavras de presente", isto é, pela declaração, pelos contraentes, de certos compromissos perante testemunhas, não necessariamente autoridades civis ou eclesiásticas. Geralmente, mesmo entre as classes sociais mais humildes, envolviam várias celebrações de casamento que podiam durar vários dias, especialmente durante os noivados; as celebrações do casamento atingiam uma tal magnitude que as administrações regulavam o número de dias e de convidados, os tipos de refeiçõesetc. e também o aspecto formal: no século XIII, as autoridades de Barcelona não reconheciam as palavras de presente como válidas dentro do município, enquanto elas continuavam a ser aceites pela Igreja e pela maioria das cidades catalãs. Só neste século é que se começou a estabelecer o costume de "ritualizar" o casamento na igreja, onde o casal recebia a bênção das mãos do clérigo.

#### Comerciantes e artesãos
Dentro de um círculo virtuoso, o excedente agrícola produzido pelos novos métodos levou à criação de mercados, que reuniam os habitantes das zonas circundantes e, quando estes mercados se localizavam em importantes vias de comunicação dos territórios, com infraestruturas rodoviárias melhoradas, motivavam o desenvolvimento das cidades e vilas. Nestas condições, nasceria uma nova classe social, a burguesia, mais ou menos enriquecida pela exploração dos recursos e pela actividade comercial, e aumentaria o número de artesãos responsáveis por diversas manufacturas. Por exemplo, os estofadores, que produziram obras tão notáveis como a Tapeçaria da Criação, instalada na Catedral de Girona pouco antes do ano 1100, de desenho românico e com influências das tradições orientais e da arte carolíngia.

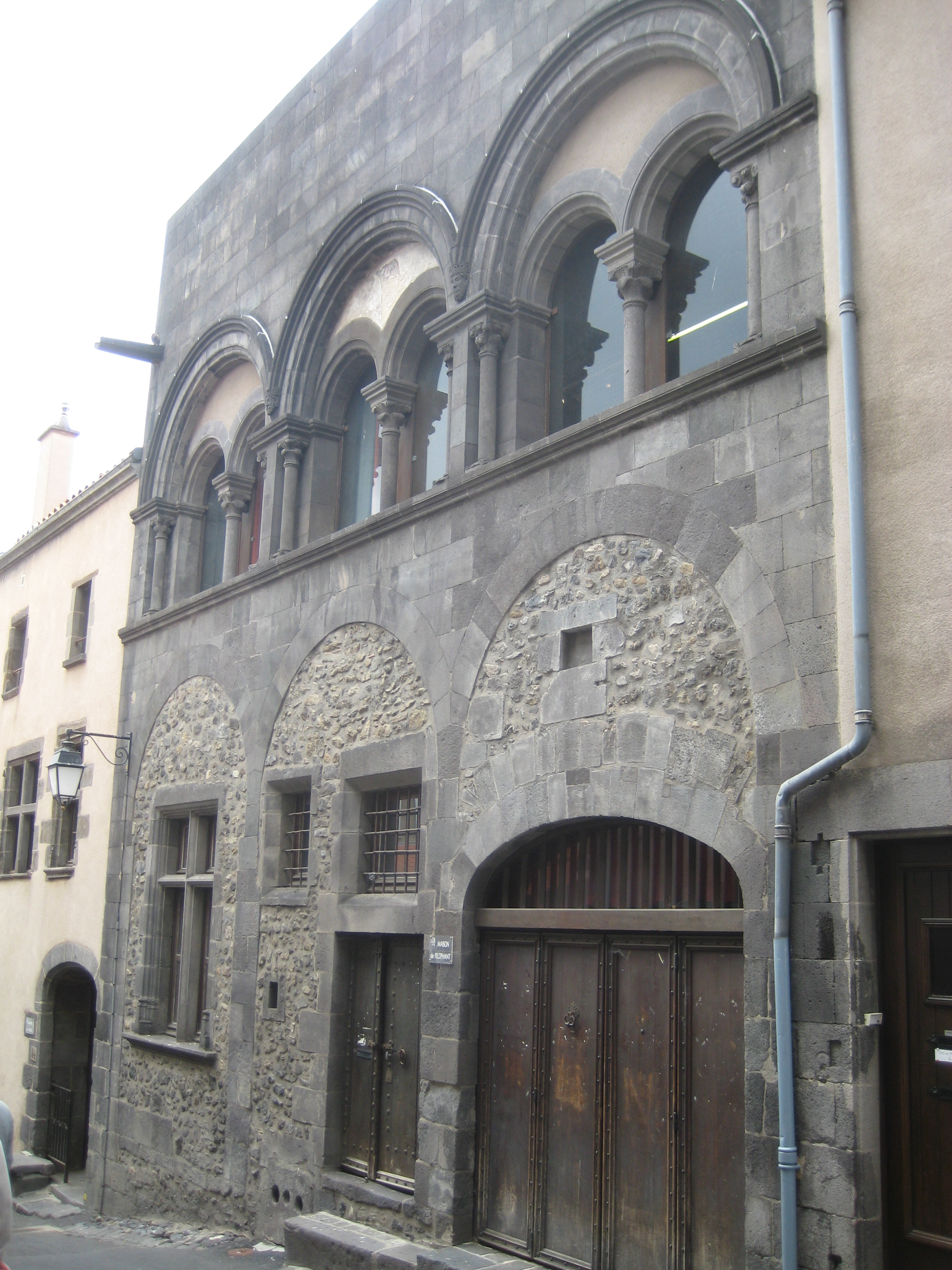
Casa do Elefante, com posteriores modificações no rés-do-chão. Clarmont d'Auvergne

Nos territórios catalães, os comerciantes já faziam parte da constituição de Pau i Truce de Déu de Vic, em 1033, e nesta são referidas as condições relativas aos mercados, embora seja a partir de 1192 que o braço popular passará oficialmente a fazer parte da constituição.
A expansão do comércio marítimo catalão iniciou-se com as viagens à Barbárie através da navegação de cabotagem, que chegavam aos principais portos do Al-Andalus: Valência, Almeria e Málaga; do Magrebe eram trazidos sobretudo escravos, matérias-primas e ouro; para lá eram levados produtos industriais europeus como tecidos ou armas, metais, cereais, frutos secos, azeite, especiarias do Oriente... Em 1170, Benjamin de Tudela refere a presença de catalães que comercializavam em Alexandria, principal ponto de chegada de produtos asiáticos. No século seguinte, com a incorporação dos reinos de Valência e Maiorca, a atividade mercantil mediterrânica foi facilitada e, dada a prosperidade económica que gerou, os reis aragoneses e maiorquinos juntaram-se ao negócio do tráfico de mercadorias, aproveitando a sua superioridade naval.
Estas classes sociais de comerciantes e artesãos, que atingiriam o máximo de influência com o advento do Gótico, situavam-se num plano social entre a aristocracia e o clero de um lado e o campesinato do outro. O enriquecimento das classes alta e média motivou avanços sociais, económicos e culturais nas diversas sociedades que habitavam. As novas classes burguesas e artesãos necessitariam de alojamento, oficinas e outras facilidades; ao mesmo tempo, as cidades que albergavam as novas propriedades e os novos senhores necessitavam de ser providas de estruturas defensivas. Nas palavras de Milà i Fontanals: "centros das cidades que nasceram ou reviveram, palácios murados dos reis dentro das cidades ou dos senhores feudais sobre as rochas nuas". E, em particular, os edifícios eclesiásticos eram essenciais em todo o lado.

#### Artistas

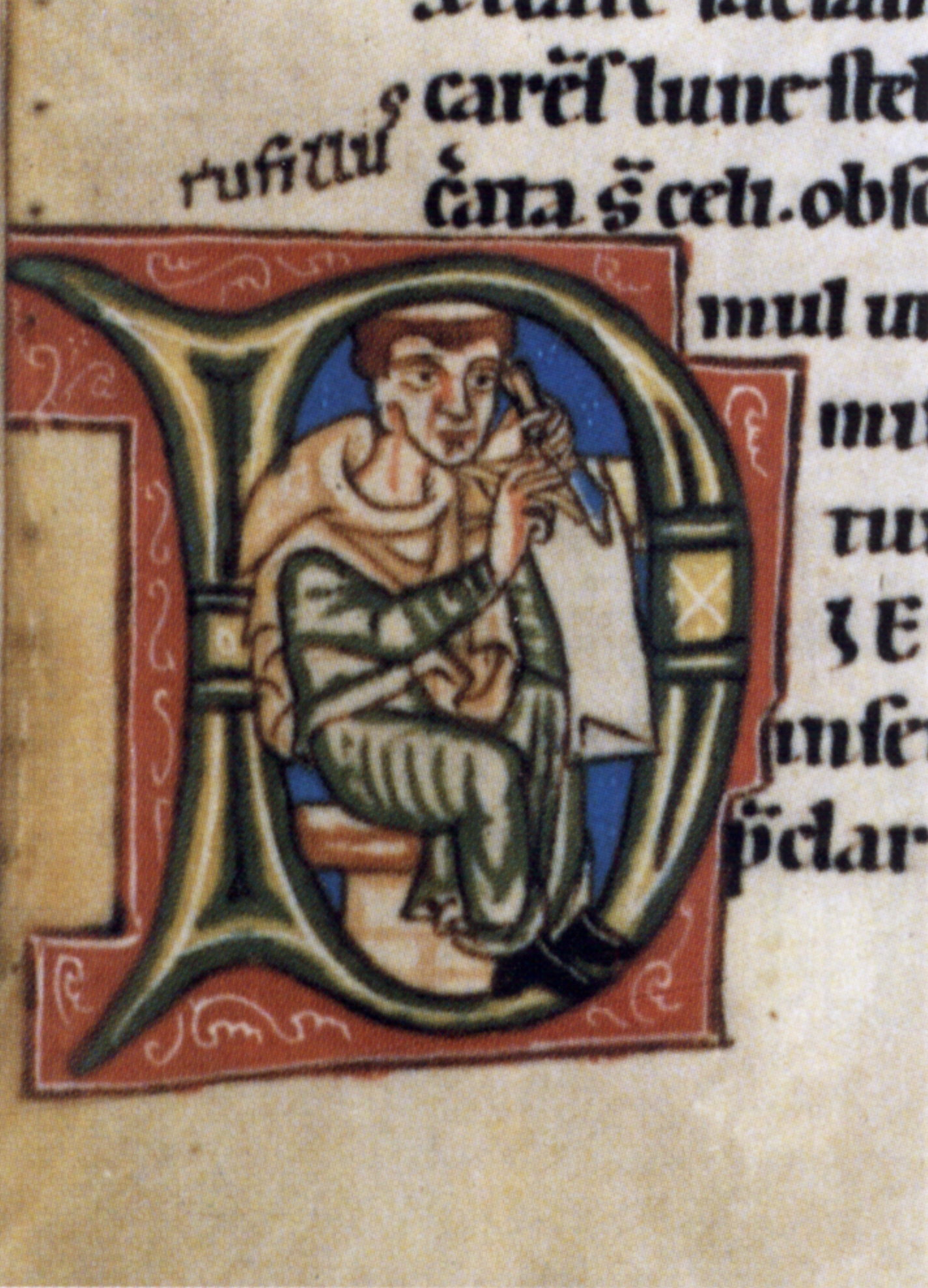
Inicial D com auto-retrato do escritor Rufillus, possivelmente a trabalhar no scriptorium de Auer Blanc, Amiens, entre 1170 e 1200

A natureza, durante o período românico, é conceptualizada pelos teólogos e contemporâneos como produtora de obras de arte, tal como o ser humano, como o seu imitador, mas a inspiração deve ser divina: Deus, o Criador, é considerado o arquitecto universal, o artista perfeito. Nas obras artísticas da época, é necessário distinguir entre a artifex theorice e a artifex practice: a primeira, geralmente religiosa e sempre com conhecimentos iconográficos suficientes, deve ser considerada como a criadora intelectual da obra e a segunda, seja magister operis, pictor, sculptor..., é o profissional que conhece o ofício. Apesar das considerações teológicas e do facto de os artistas monges —muito comuns nos scriptoria produzindo miniaturas que serviriam para produções pictóricas e escultóricas posteriores— devem praticar a humildade e manter um certo distanciamento da obra perfeita do Criador, prática também respeitada pelos artistas seculares, ambos são reconhecidos pelos seus contemporâneos como verdadeiros criadores e, como tal, circulam pelo território em razão de contratos de trabalho.
Na maior parte das vezes, na época românica e anteriores, o artista não procurava a originalidade; o mestre construtor, tal como os seus contemporâneos, não compreendia a necessidade de modificar a forma de projectar uma construção quando as antigas já tinham demonstrado a sua eficácia; o promotor da obra costumava indicar um modelo a seguir e o profissional, longe de se sentir limitado, verificava o seu valor com a sua mestria.
Podemos presumir os nomes de alguns dos "artifex theorice" graças à bibliografia e à documentação que os indica como promotores de determinadas obras. Quanto aos "artifex practice", a sua identificação é mais comum; apesar da perda de grande parte da documentação que os referia e do facto de a forma mais comum ser a celebração de contratos verbais, alguns nomes são conservados em arquivos eclesiásticos, como é o caso do contrato do mestre de obras Raimundo Lambardo para a realização de determinadas obras. em Santa Maria de la Seu d'Urgell.

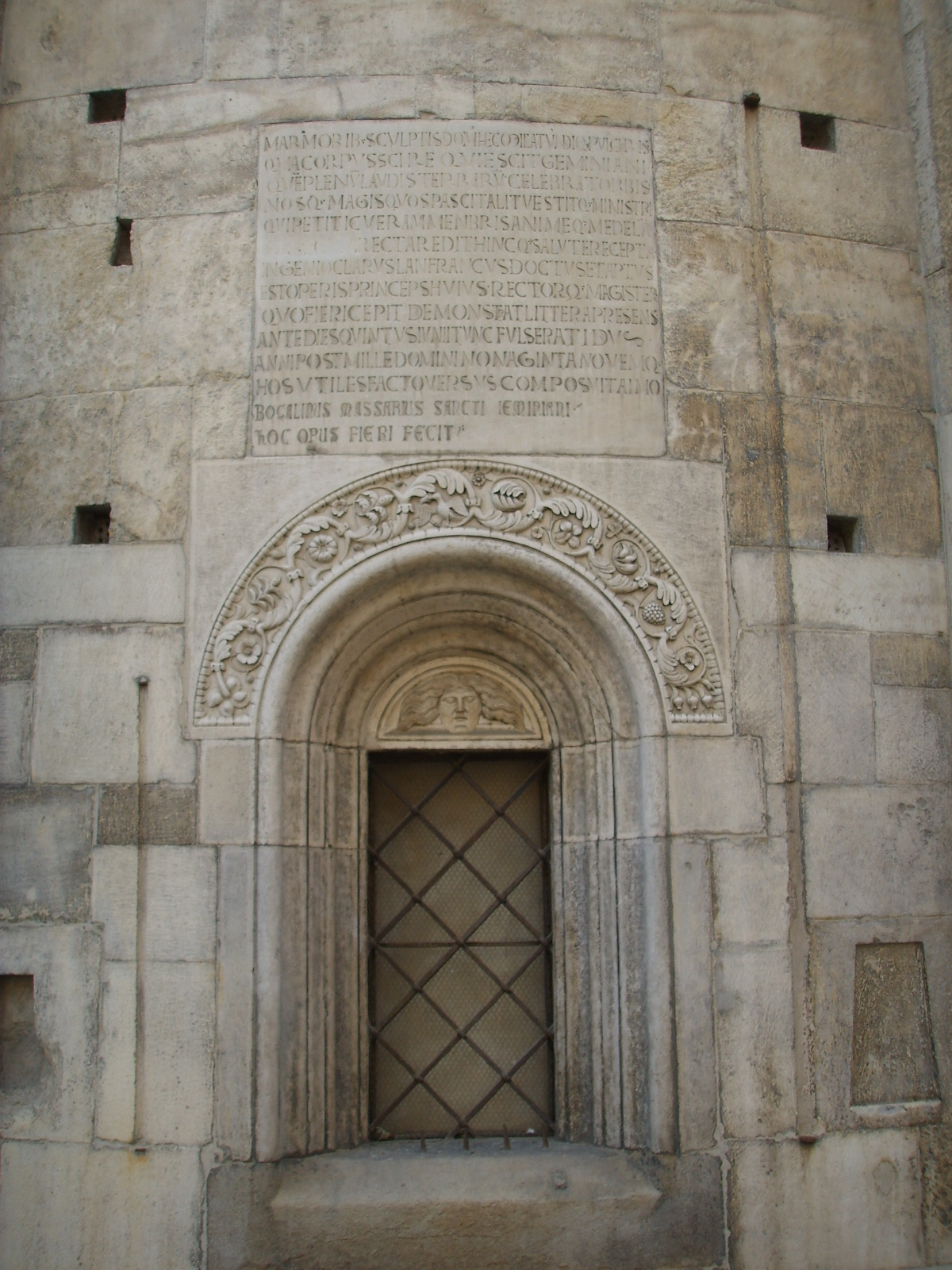
Lápida sobre a janela da abside maior da catedral de Modena

São comuns obras que aparecem assinadas com o nome de um artista seguido de "ME FECIT" ("fez-me") ou "FECIT HOC" ("fez isto"), assim como inscrições que especificam, além do autor, a data de execução, como no lintel da porta oeste da antiga catedral de Sant Pèire i Sant Pau, em Vilanòva de Magalona (Erau), onde aparece: "BERNARDUS DE III VIIS FECIT HOC ANNO INC[CARNATIONIS] D[OMINI] M.C.LXX.VIII" (Bernardo de Trèveris fê-lo no ano da encarnação do Senhor 1178). E não são raras as menções mais extensas, como numa lápide incrustada na parede exterior da abside principal da Catedral de Módena que, entre outras explicações, indica a data da nova construção, 23 de Maio de 1099, e o nome e as competências do construtor, Lanfranco: «LANFRANCO, MAESTRO INGENIO CLARUS […] DOCTUS ET APTUS […] OPERIS PRINCEPS HUIUS RECTORQUE MAGISTER» («Lanfranco, mestre de um claro engenho […] erudito e apto […] é o criador e mestre reitor desta obra»). Num relevo na fachada da própria catedral, lemos uma frase mais laudatória dedicada ao escultor Wiligelme: «INTER SCULTORES QUANTO SIS DIGNUS ONORE CLARET SCULTURA NUNC WILIGELME TUA» (Estas esculturas demonstram, Wiligelme, a honra e a reputação que tens entre os outros escultores). Encontramos também assinaturas em obras pictóricas, como na moldura do fachada do altar de Gia, onde se lê a inscrição de Iohannes: «IOH[ANNES] PINTOR ME FECIT».
Não só encontramos artistas da época em inscrições, como alguns até fizeram representações de si próprios a trabalhar, provavelmente com o desejo de se perpetuarem e, possivelmente, com a aprovação dos promotores da construção. É o caso do monge Rufillus (reproduzido acima) ou do pintor Gerlachus, representado com um pincel numa mão e um recipiente para pintura na outra, num vitral do mosteiro Renânia de Arnstein, datado de cerca de 1150 e conservado no Museu de Arte e Cultura em Münster — as peças de vidro eram feitas em cores diferentes e podiam também ser pintadas, sobretudo nos detalhes. Com o mesmo propósito, Arnau Cadell está representado num capitel do claustro de Sant Cugat del Vallès no momento da escultura de um capitel com maça e, ao lado, surge a inscrição: «HEC EST ARNALLI / SCULTORIS FORMA CATELLI / QUI CLAUSTRUM TALE / CONSTRUXIT PERPETUALE» (Esta é a figura do escultor Arnau Cadell, que construiu tal claustro em perpetuidade).
- Assinatura do pintor, abaixo. Frontal do altar de Sant Martin de Gia, Iohannes, antepêndio da Ribagorça, segunda metade do século XIII. MNAC
- Representação do escultor Arnau Cadell, sentado e a trabalhar, e epigrafia. Claustro de Sant Cugat del Vallès

A construção de um edifício implicava grandes alterações no local onde era realizada, dependendo da magnitude da obra e da população afetada. Do ponto de vista económico, a extracção da pedra, o seu transporte, o fornecimento de madeira, a construção de bastides os serviços de alimentação… implicavam a contratação de um bom número de habitantes; e grandes construções podiam durar muitos anos. Por outro lado, a chegada de operários, artesãos e "magistri operis" (mestres de obras) - como eram geralmente designados os arquitectos - em viagem, com histórias de lugares distantes, motivava um forte interesse pelos habitantes. Além disso, chegavam artistas, por vezes com as suas próprias "ateliers" - colaboradores, ferramentas, pigmentos, colas para pintores -, pintores e escultores que, tendo conquistado uma certa fama, se deslocavam para onde quer que lhes fosse pedido; a sua influência, geralmente, pode ser rastreada em autores posteriores. É o caso do mestre de Taüll, que trabalhou nas igrejas de Boí e na catedral de Roda d’Isàvena, e a quem se atribuem influências noutras obras da Ribagorça, ou do mestre de Cabestany, que operou no território entre a Catalunha e o oeste da península Itálica, e a quem Josep Gudiol Ricart e outros atribuíram obras em Navarra, embora se apontem outras hipóteses. O mestre de Cabestany é o autor, entre outros, do tímpano de Nossa Senhora dos Anjos de Cabestany e do friso de Santa Maria d'El Voló (Roussellón), do portal de Sant Pere de Rodes (Alt Empordà), do sarcófago do abadia de Saint-Hilaire (Aude) e dos capitéis do claustro da catedral de Prato (Toscana).

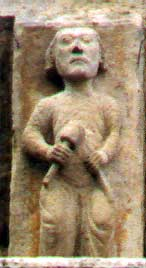
Pedreiro com maçarico e cinzel, em permódol. Santa Maria Magdalena em Tudela (Navarra)

Estes artistas, artesãos dos pigmentos —sobre papel, parede e madeira (em painéis ou imagens)—, escultura —em pedra e madeira—, estuque, vidro, mosaico, ourivesaria ou forjaria, produziam principalmente, sempre por encomenda, obras para o embelezamento de livros, utensílios e lugares sagrados da Igreja e, possivelmente, principalmente, destinadas à doutrinação dos paroquianos. Encontramos, por exemplo: acontecimentos da vida de Jesus, Maria ou dos profetas —visitações, adorações dos magos, batismos de Jesus, calvários, o Livro de Job—; episódios transcendentais, e milagres, de santos —São Miguel Arcanjo armado derrotando o mal com a espada ou pesando almas com a balança, São Pedro crucificado de cabeça para baixo, São Martinho rasgando o seu manto, os santos Juliano e Basilissa, esposos e virgens, os Santos Filhos chicoteados e decapitados, São Lourenço na grelha—, ciclos bíblicos do Antigo Testamento —Génesis, Êxodo— ou do Novo —Apocalipse, Santos Inocentes—; cenas do quotidiano, como as doze representações das tarefas mensais —momentos da vida camponesa como lavrar, colher, cortar lenha, abater o porco ou no inverno sentar-se junto à lareira—, e há também cenas épicas e históricas. E cabeças de animais, provavelmente representações do pecado, esculpidas por toda a parte, até com ferro forjado em muitas fechaduras de portas. Exemplos disso são as pinturas figurativas em frescos em fechaduras de paredes de interiores e exteriores de edifícios, ou esculpidas em diferentes locais de igrejas — de preferência fachadas, portais, absides, claustros — e em diferentes suportes — capitéis, mísulas, arquivoltas. Como a maioria dos escultores de pedra, na verdade pedreiros qualificados, eram analfabetos e reproduziam frequentemente desenhos de memória, casos como a glèisa de la Mair de Diu dera Purificacion de Bossòst (em occitano), também chamada "da Assumpção de Maria", não são raros, onde o crisma no tímpano da porta sul aparece com as letras "α" e "ω" trocadas e o "s" invertido.
- Semeando, lavrando e a mulher, sempre, com a foice na mão. ~1180. Desenho em pergaminho, Normandia
- A Crucificação, parte do vitral da Redenção. 1155. Catedral de Châlons-en-Champagne, Châlons-en-Champagne (Marne)
- Mesa de banquete com toalha, pão, faca e tarte(?). ~1170. Saltério Hunteriano

#### A Igreja
Desde o início, entre os séculos III e IV, quando grupos de Cristãos decidiram viver juntos, mais tarde, muitas vezes de forma mista, deve ter surgido a necessidade de estabelecer regras que regulassem certos aspetos da atitude dos diferentes membros e do seu trabalho diário. Cada uma das comunidades é governada por um abade, e torna necessários, para além da igreja, dormitórios, refeitórios, estalagens, cozinhas, scriptorium, torres sineiras etc. Algumas regras são:
- Agostiniano. No final do século IV, Agostinho de Hipona e alguns companheiros instalaram-se numa casa determinados a praticar a vida comunitária; Santo Agostinho viria a ser um dos principais teóricos eclesiásticos e alguns princípios que lhe foram atribuídos seriam transferidos para a regra de Santo Agostinho que governaria, a partir do século V, parte das diversas comunidades religiosas: cónegos regulares de Santo Agostinho, eremitas de Santo Agostinho, monjas agostinianas, dominicanas, premonstratenses…
- Beneditino. Outras comunidades, com um espírito mais contemplativo, decidiram refugiar-se na Regra de São Bento, que tinha sido redigida depois de Bento de Núrsia e alguns amigos terem fundado um mosteiro em Monte Cassino em 529. Bernardo de Claraval, durante o segundo quarto do século XII, promoveu uma reforma transcendente da regra beneditina, a cisterciense, destinada a monges e freiras, padres e bispos.

- Religioso-militares. Outros, dada a situação permanente de conflitos ideológicos — islamismo, heresias, mas também económicos e sociais —, assumiram um lado decididamente militar, observando sempre os princípios do cristianismo, agrupando-se em diferentes ordens militares, masculinas e femininas; Estas ordens femininas, denominadas comandantes, são quase sempre ramificações de uma ordem masculina e dedicam-se basicamente a tarefas sanitárias e domésticas: ordem do Hospital de São João de Jerusalém, cavaleiros de Rodes, ordem do Santo Sepulcro de Jerusalém, ordem do Templo, Ordem de Roncesvalles, Ordem de Calatrava, Ordem de Aubrac, Milícia de Évora, Ordem de São Tiago de Altopascio, Ordem de São Tiago de Altopascio, Ordem Teutónica, Ordem de Santa Cristina de Apoio, Ordem de São Jorge de Alfama etc., monges comandantes de São Tiago, comandantes de Malta, irmãs do Espírito Santo, monges Calatraves etc.

Em 817, muitas ordens monásticas, algumas das quais tinham abandonado a observância das regras, restabeleceram a regra de São Bento — que já governava a ordem beneditina desde a segunda metade do século VI — reformada por Bento de Aniane, no último quartel do século VIII, com vista ao seu estrito cumprimento e à sua adaptação às necessidades do momento.
Algumas comunidades regidas por dogmas diferentes, como a de Sant Serni de Tavèrnoles, que seguia uma doutrina adocionista, adaptaram-se à nova situação, mas a mais frequente foi a criação de novas fundações monásticas localizadas em zonas inóspitas. Na Catalunha, proliferaram; Exemplos, já estabelecidos na primeira metade do século IX, incluem: Santa Maria d'Arles, Sant Andreu de Sureda, Sant Climent de Reglella, Sant Andreu d'Eixalada, Sant Salvador de la Vedella, Santa Maria de Serrabona, Sant Genís de Fontanes, São Estevão de Banyoles, Santa Maria d'Amer, Sant Aniol d'Aguja, Sant Julià del Mont, Sant Cugat del Vallès, Sant Pere de Rodes, Sant Climent de Peralta, Sant Llorenç del Mont etc.; todos estes serão reformados no período românico.
- Abside com edifício anexo. Sant Salvador de la Vedella (Bergueda)
- Torre sineira e igreja. Priorado de Santa Maria de Serrabona (Rossilhão)
- Nave e absides centrais e arco triunfal da abside sul por detrás dos pilares. Sant Llorenç del Mont (Alt Empordà)

Após a conquista cristã, as sedes de Urgell, Elna, Girona e Barcelona foram integradas no Arcebispado de Narbona, o que promoveu a regra adaptada da ordem dos cónegos regulares, oposta aos cónegos seculares em termos da vida comunitária dos primeiros e da vida independente dos segundos. Entre outras, em 835, a ordem regular foi adoptada na sede da catedral de Urgel, já anteriormente estabelecida, e no século seguinte a ordem canónica de São Vicente de Cardona fê-lo. Esta regra, que seria maioritária na sua área, afectou a vida comunitária dos cónegos, governados pelo abade, e foi essencial construir certas dependências para uso dos religiosos.
Durante o século X, a estrita observância da regra dos cónegos — que passava por viver em comunidade, fornecer um dote ao filiar-se e proibir as posses privadas — foi praticamente abandonada, dado que a maioria dos seus membros eram homens nobres ou ricos que frequentemente se aproveitavam da sua posição para beneficiar mais do que a comunidade canónica. No século seguinte, houve tentativas de restaurar a vida comunitária dos cónegos, com resultados parciais. Na sua maior parte, a Ordem de Santo Agostinho foi imposta às novas comunidades, mas houve não agostinianos que prosperaram, como a igreja de Sant Feliu de Girona, em Girona —de planta românica e com vestígios deste estilo no transepto e na cabeceira e continuou em gótico—, que no início do século XI promoveu vários abades de Sant Feliu a cargos de maior importância como Arnulfo, do casal de Cardona, ao bispado de Vic ou, em 1174, Berenguer de Vilademuls ao arcebispado de Tarragona. Onde a regra está bem desenvolvida é nos cónegos não catedrais, como Tremp ou Isona, onde os cónegos, afastados do poder, desempenham uma função mais pastoral vivendo em comunidades de tipo monástico, que são geralmente chamadas de mosteiros.

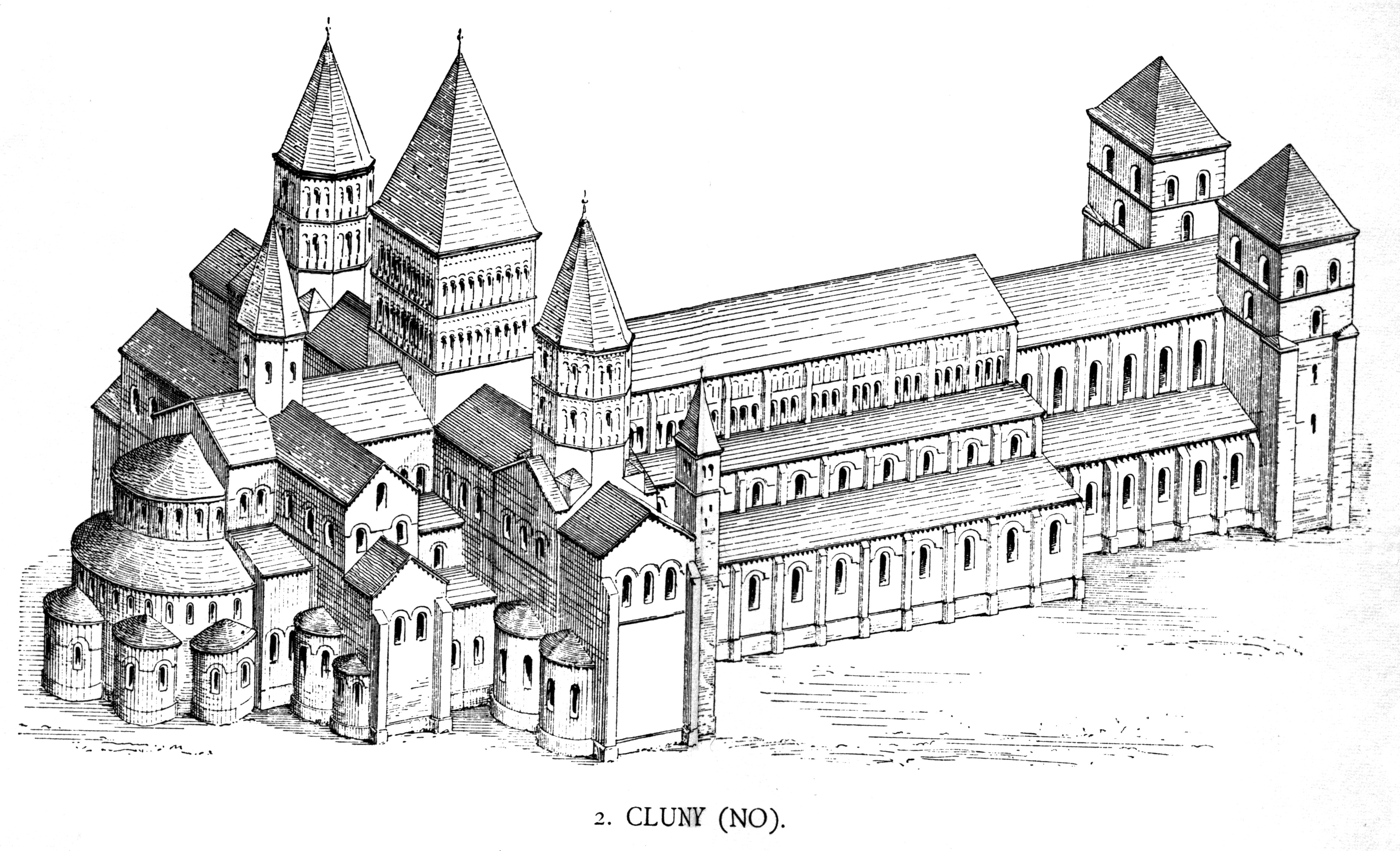
Reconstrução da Abadia de Cluny III

A esta atividade de construção, que motivou a posse e exploração de pedreiras por potentados eclesiásticos e civis, juntou-se a crescente atividade expansiva de comunidades religiosas, como os cluniacenses da Abadia de Cluny no século XI e os cistercienses da Abadia de Cister no século XII, que se estabeleceram em campos e cidades, erguendo complexos monásticos. A mesma igreja da abadia de Cluny seria erigida três vezes ao longo de dois séculos; a terceira, iniciada em 1088 e consagrada em 1130, serviria de modelo idealizado para inúmeras construções subsequentes, tanto pela própria Ordem de Cluny como por promotores externos à ordem. Em 972, já existia uma igreja de São Pedro de Casserres, que seria a antecessora do mosteiro posterior; após as doações de Raimundo Borel e da viscondessa Ermetruit de Cardona, em 1012, Acfred, abade do mosteiro, e monges são aí documentados; em 1079, o visconde de Osona Raimundo Folc une Casserres ao mosteiro de Cluny e no ano seguinte o mosteiro de Osona torna-se a cabeça das possessões de Cluny na Catalunha.

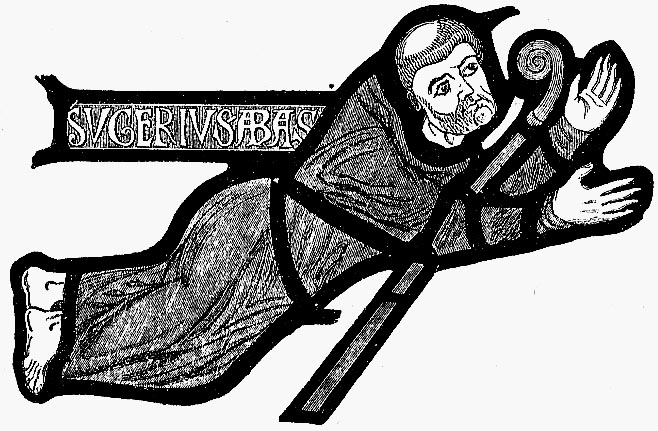
Abade Suger "voador", com bastão, dignidade de bispos e abades, e a tonsura e o hábito escuro típicos dos beneditinos. Extracto dos vitrais da abadia de Sant Denis

Destacaram-se alguns mecenas, geralmente eclesiásticos, pessoas que, dado o seu saber, influência e poder económico, se dedicaram a promover e financiar determinados projetos arquitetónicos e que, por vezes, foram considerados, segundo escritos da época, seres quase sobrenaturais pelos seus contemporâneos. Exemplos incluem: no último quartel do século X, o abade Garí, prestigiado político e intelectual que construiu o mosteiro de Cuixà; No final do mesmo século, Odiló de Cluny, chefe da ordem beneditina, promoveu a reforma cluniacense e obras na Abadia de Cluny, tornando-a uma referência arquitectónica, e Abade Suger, que durante a primeira metade do século XII reconstruiu grande parte da Abadia de Saint Denis. A arte patrocinada pelos cluniacense é pródiga, pois consideram que nada é suficiente para louvar a Deus, e opõe-se à austeridade promovida pelos seus contemporâneos da Ordem da Cesta, como Bernardo de Claraval, que fundou a Abadia de Claraval, que serviu de modelo para muitas construções posteriores.
As ordens beneditinas, tão influentes no continente, são de natureza contemplativa e procuram lugares desabitados onde, para além da solidão exigida pelas suas regras, existam grandes extensões virgens para cultivar; raramente se instalam nos centros urbanos e, quando muito, forma-se à sua volta um pequeno bairro, onde vivem leigos ao serviço do trabalho do mosteiro ou priorado. Os priorados são comunidades que estão sujeitas a uma entidade superior —geralmente, um capítulo catedrático ou uma comunidade monástica—, seja porque os estabelecimentos são fundados como filiais por essas entidades, a fim de controlar as posses distantes da casa-mãe, difíceis de administrar, seja porque a própria comunidade, já constituída independentemente, assim o determina, dadas certas deficiências. Nos territórios catalães, com os métodos agronómicos que utilizavam, tecnicamente avançados, a produção de azeite, vinho ou trigo tornar-se-á o principal motor económico das comunidades, favorecidas pelos benefícios reais e nobiliárquicos e pela utilização de mão-de-obra escrava; obtêm também benefícios da silvicultura e da pecuária. Os cistercienses, para além das conhecidas fundações na Nova Catalunha e muitas outras, constroem a abadia de Santa Maria in Castagnola nas Marcas, responsável pela drenagem das zonas pantanosas, tão abundantes na região, convertendo-as em cultiváveis e produtivas.

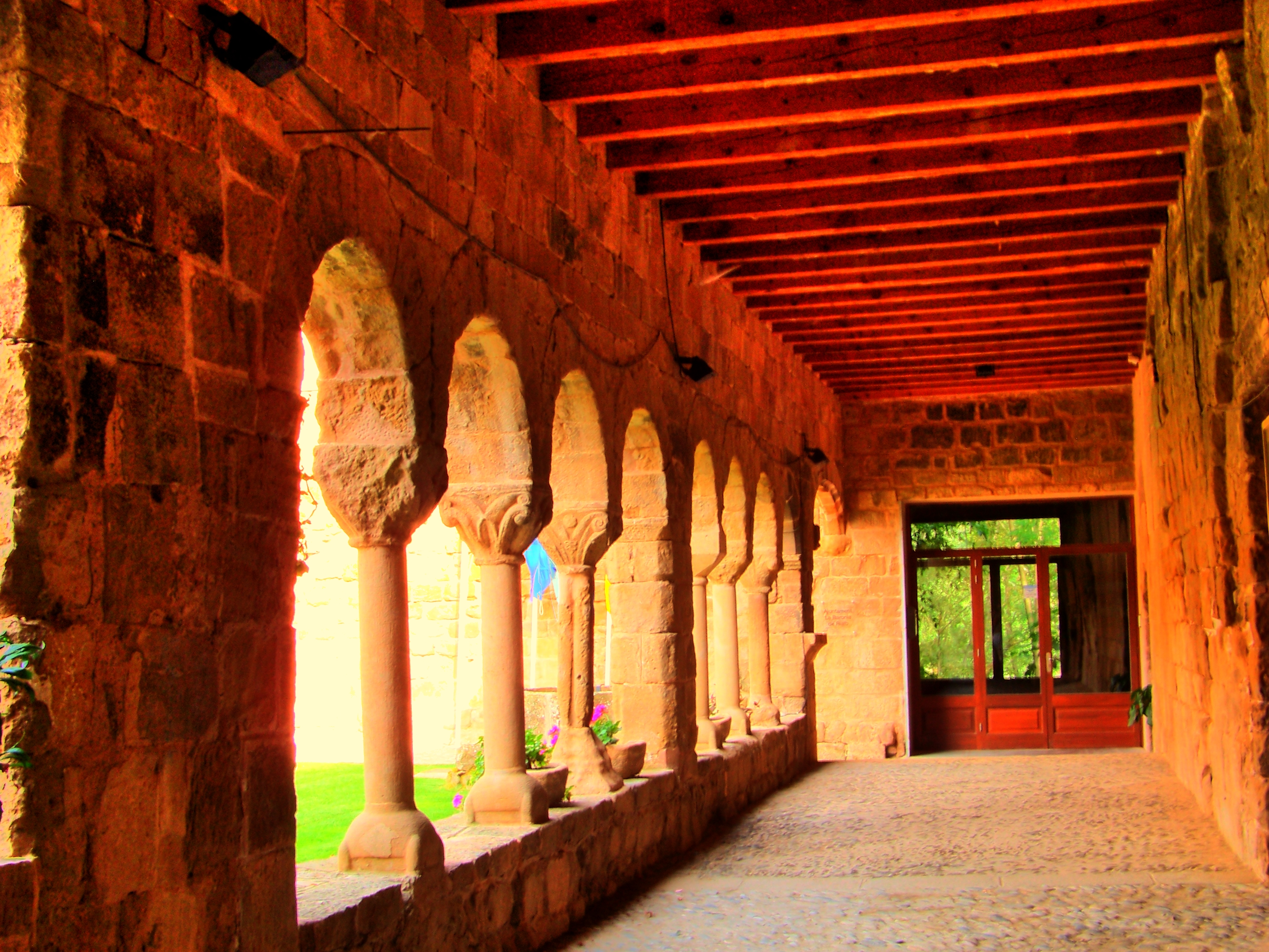
Ala norte com teto de madeira do claustro. Priorado de Santa Maria de Gualter (la Noguera)

Sobretudo na nossa região, grandes comunidades monásticas estabelecem-se nos territórios situados entre os domínios efectivos dos cristãos, por um lado, e dos muçulmanos, por outro, chamados "terra de ninguém", recentemente conquistados. Doações e legados testamentários de nobres e magnatas vão aumentar o património cadastral dos diferentes mosteiros, que se tornam alguns dos maiores proprietários, com posses espalhadas por todo o território. Frequentemente, as comunidades monásticas acumulam alódios distantes e aí estabelecem priorados. A congregação de Ripolense, inicialmente proprietária dos vales Ter e Freser e sem grande interesse em expandir, no início do II milénio, graças a donativos anteriormente recebidos e sob a direcção do Abade Oliba, fundou os priorados de Santa Maria de Montserrat, Sant Pere de Cervera, Santa Maria de Gualter, e dois em Penadés, um em Banyeres e o outro em Sant Quintí de Mediona. Estabeleceu ainda pabórdias em Osona, Berguedà, Cerdanya e Ripollès. E, além disso, comunidades independentes, como as estabelecidas em Codinet, Tresponts e Meià, estão anexadas à de Ripoll.

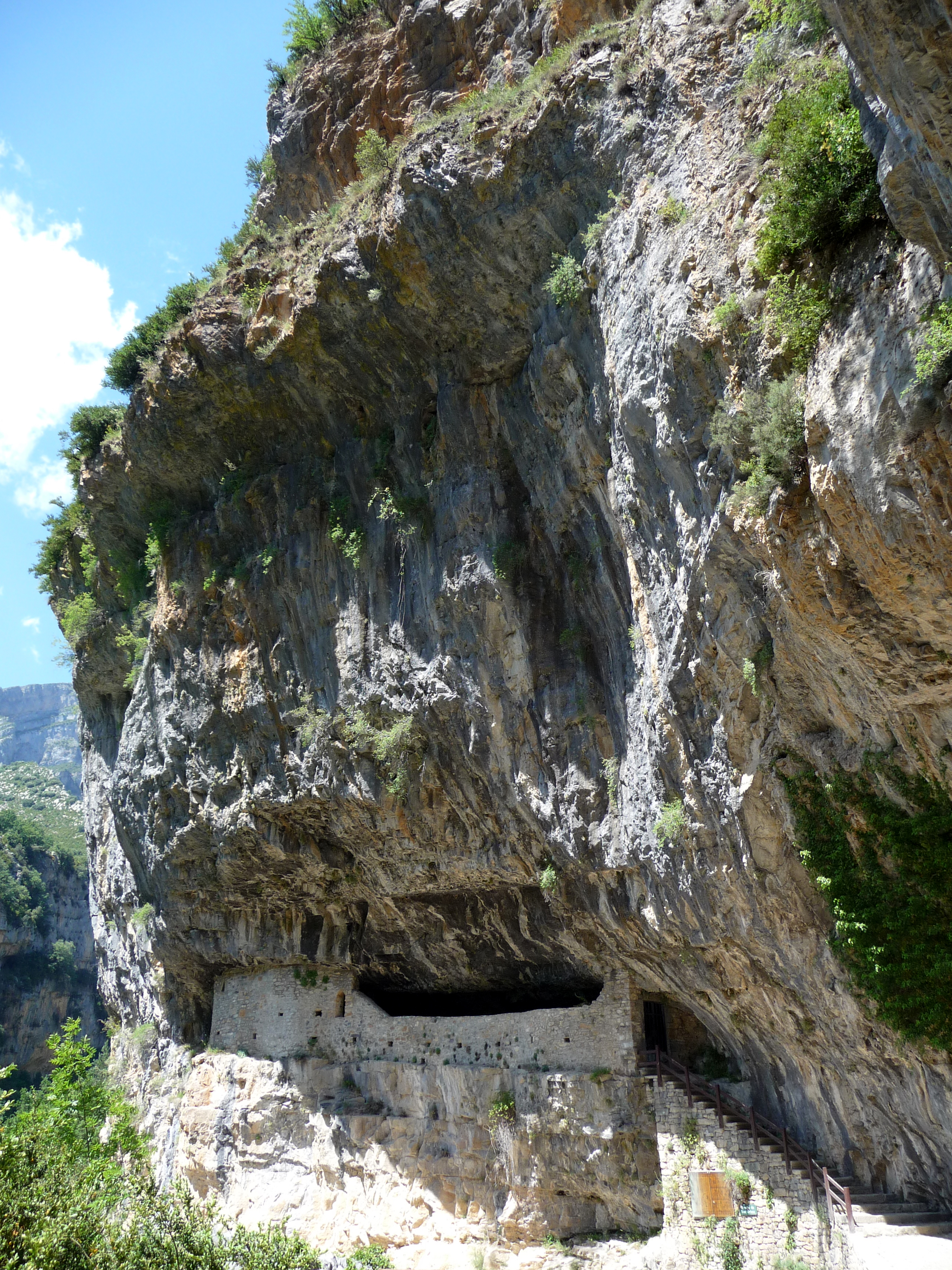
Ermida românica dedicada a Santo Urbício na face da falésia. Ermida de Santo Urbez, Fanló (Sobrarb)

Paralelamente aos grandes estabelecimentos monacais, e em consequência das tendências espirituais contemporâneas, são escolhidos lugares inóspitos por ermidas ou pequenas comunidades que, se com o tempo não fossem absorvidas por uma casa maior, não costumavam durar mais do que duas ou três gerações e, frequentemente, a documentação que lhes faz referência é muito escassa. É o caso, entre muitos, do pequeno cenóbio, ou talvez ermida, de Sant Vicenç del Pinsent (de Pino sancto), hoje identificado como Sant Andreu de la Quera, no município de Estamariu, em Alt Urgell e provavelmente fundado em 855 ou 912. Consistia na igreja, aninhada sob um penhasco acima do rio Segre e da qual se conserva parte da abside românica, uma câmara semi-escavada à sua frente, um possível refúgio para o eremita primitivo, a pequena casa monástica e uma fonte. Cebrià Baraut identificou o local de Pinsent na parte inferior do penhasco, perto do rio. De qualquer modo, em 967, segundo o documento, pertencia ao mosteiro de Sant Llorenç prop Bagà e o seu abade, Sunifred, convocou prelados e nobres a Sant Vicenç para restaurar e equipar a comunidade; o bispo Guisad II de Urgell, monges e sacerdotes, os condes Sunifred de Cerdanya e Oliba de Besalú, com os seus viscondes e muitos outros nobres e hierarcas ali compareceram. Embora a consagração da igreja não esteja registada, os condes cederam a igreja e o local de Pinsent ao abade de Sant Llorenç, para além de uma boa extensão de terra que incluía vinhas, irrigação, moinhos, pombais etc. O que deveria ser um estabelecimento bastante importante, em 1008 tornou-se dependente do mosteiro de São Saturino de Tabérnolas, em 1155 aparece documentado num arrendamento e parece ter desaparecido no século XIII. As ermidas foram instaladas em locais acidentados, de difícil acesso e muitas vezes espectaculares, como é o caso da Ermida de Santa Margarida de Sacot, que foi construída no meio do cone do vulcão de Santa Margarida.

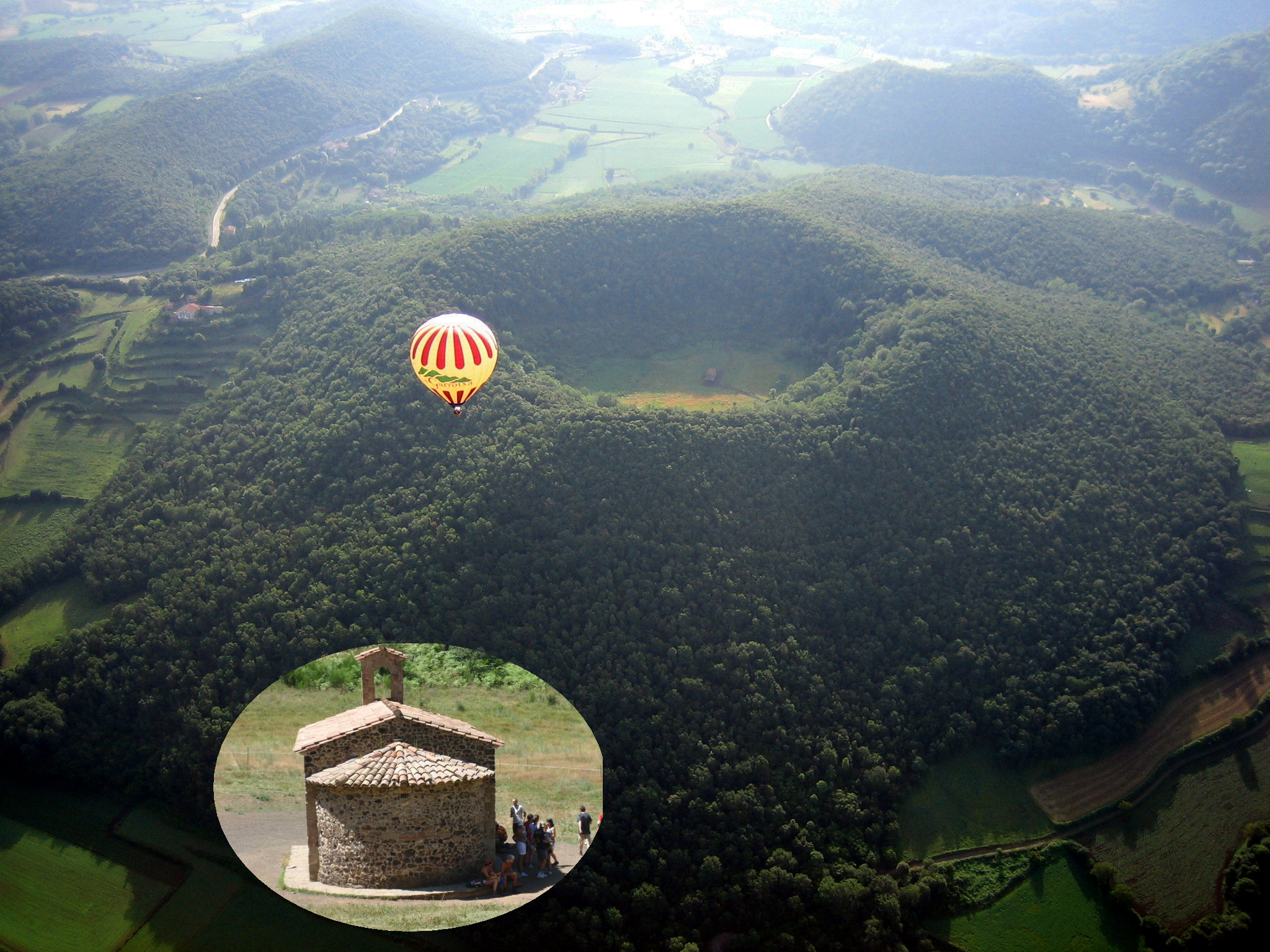
Ermida de Santa Margarida de Sacot no interior do vulcão de Santa Margarida. Termas de Santa Pau (Garrotxa)

Muitas catedrais — a cátedra é a sede da autoridade, neste caso, um bispo —, devido ao crescimento económico e ao aumento de fiéis, necessitam de ser alargadas. A catedral de Urgell, inicialmente localizada em Castellciutat, na colina que domina a actual cidade, foi transferida para a planície e deu o nome ao centro populacional que se instalou nos seus arredores durante a primeira metade do século IX, o vicus Sedes Urgelli («bairro da sede de Urgell»). Em 1140, foi consagrada uma nova catedral no mesmo local, provavelmente uma extensão da anterior, e entre 1116 e 1122, por iniciativa de Bispo Ot, canonizado uma década depois, foi iniciada uma nova construção, permanecendo inacabada, para substituir a anterior. Em 1175, com Arnau de Preixens a ocupar a cátedra de Urgell, as obras foram retomadas com vigor e, em 1182, o edifício que hoje vemos estava praticamente concluído; esta catedral é a que preservou as formas românicas mais puras entre as que existem na nossa envolvência.
- Colunas duplas alternadas com pilares compostos no arco da galeria da abside
- Pequena torre sineira de dois pisos no telhado e na fachada principal
- Planta da catedral, claustro e dependências. Sant Miquel

A criação da arquitectura românica foi também influenciada pela instauração de um paróquia eclesiástica espalhado pelos vários centros habitados dos diferentes territórios, o que exigiu a instalação de um grande número de igrejas paroquiais, que tiveram de ser construídas de raiz ou, por vezes, modificando edifícios anteriores. Os habitantes de uma freguesia tinham de pagar vários impostos; o dízimo destinava-se à Igreja e, até então, era o bispo da diocese quem os recolhia e, mais tarde, os distribuía pelas sufragâneas para cobrir as suas despesas. Durante o período românico, estabeleceu-se o costume de que era o reitor de cada paróquia quem arrecadava e dispunha dos rendimentos e este, ajudado pelas doações dos paroquianos, facilitava a construção de novas igrejas, mesmo em locais com um índice populacional bastante baixo. A Santa Sé, baluarte contra os novos senhores feudais, terá de contribuir para o financiamento de novos edifícios religiosos, por vezes militares, ou nas suas reformas.
- No início do século XX, foi colocada uma porta no lugar da abside principal e em 1984 foi restaurada. São Vicente de Malla (Osona)
- Antiga igreja paroquial da despovoada cidade de Ollers. Santa Creu d'Ollers, Vilamantells (Solsonès)
- A amostra mais ocidental de Aragão. San Caprasio de Santa Cruz de la Serós (Jacetânia)

No século V, grupos de monges estabeleceram-se na Irlanda. Aí, os nativos desenvolveram a arte celta, puramente abstrata e completamente desprovida de representação naturalista, que os monges transferiram para o continente, adaptando-a às suas criações. Fizeram o mesmo com os motivos decorativos romanos e a iconografia cristã primitiva.
- P. Abençoando o dragão
- G. Bispo inspirado pelo Espírito Santo
- A. O pecado de Adão
- B. Cena Evangélica

#### Cultura escrita
A cópia e distribuição de novos códices litúrgicos impuseram, durante o século IX, a substituição da escrita gótica pela escrita carolíngia. Os livros eram produtos extremamente caros e raros, e eram copiados e distribuídos em secretárias, geralmente monásticas ou episcopais, por todo o continente; Constança da Sicília, no seu testamento, legou uma dúzia deles: uma Bíblia, um Missal, as Confissões de Santo Agostinho e outras obras litúrgicas. A proliferação de manuscritos iluminados, como os da Abadia de São Galo ou do Physiologus, serviu como fontes de inspiração, contribuindo para a homogeneização de certas formas construtivas, especialmente em termos de decoração escultórica; Em França, esta "decoração" é utilizada pela primeira vez, o que, na realidade, parece ser utilizado como instrumento didáctico. Isto pode ser observado no poema de François Villon que, no final do período medieval, escreve a pensar na sua mãe:
Sou uma mulher pobre e velha,

muito ignorante, não sei ler. 

Na igreja da minha aldeia ensinaram-me

um paraíso pintado com harpas

e um inferno onde queimam as almas dos condenados,

um dá-me alegria, o outro assusta-me.
Entre 1054 e 1076, foi escrito o "Cançó de Santa Fé", um poema em catalão provençal, e antes de 1200, as "Homilias de Organyà", um texto litúrgico em prosa catalã. As catedrais e os centros monacais dos condados catalães, como outros da nossa envolvente, a partir das suas bibliotecas, a partir do final do século IX, para além de importantes traduções de obras da antiguidade clássica e de autores árabes, produziram obras escritas sobre diversos temas:
- teológica;

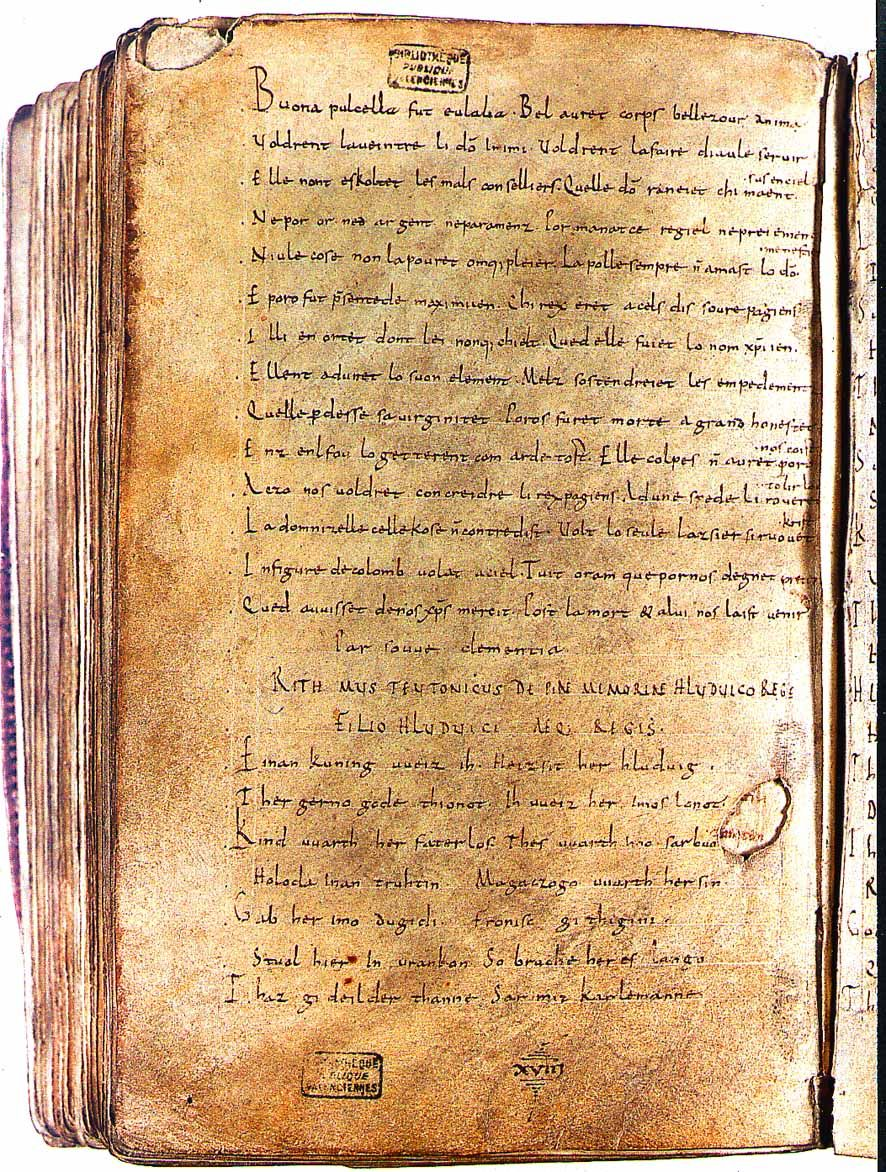
Sequência (hino litúrgico que se reza em certas missas antes do evangelho) de Santa Eulália, final do século IX

- pastoral, como a encíclica do bispo Sal·la de Urgell em 991;
- normativo, para as diferentes regras religiosas;
- hagiográfica;
- histórica (ver Historiografia da Idade Média), sempre ligada aos interesses do poder, mas fornecendo datas e dados essenciais para o conhecimento dos factos; são exemplos: a Crónica dos reis francos, escrita pelo bispo Gotmar de Girona no segundo terço do século IX; as crónicas de Ripolles (rivipullenses) e Barcelona (barcinonenses), entre outras, do século XI; a Memoria historica comitum Ripacurcensium do monge Domènec de Santa Maria d'Alaó em 1078, na qual o serviço do editor à fundação dos direitos senhoriais é evidente ao ligar genealogicamente o conde de Ribagorça Bernat Unifred com Carlos Magno, e, também do mesmo mosteiro, o Cartulari d'Alaó de meados do século XII;
- panegírico, no qual se destacam poetas de Ripoll que elogiam governantes como Guifré el Pelós, Raimundo Borell, Raimundo Berengário I, magnatas como Tassi ou chefes como el Cid, este último glosado no Carmen Campidoctoris do final do século XI; * de dedicatórias de igrejas, como Sant Pere de les Puelles, Santa Maria de Roses, Sant Martí d'Empúries ou Santa Maria de Ripoll,
- e obras que versam sobre relíquias, como a correspondente à transferência para a cripta de Barcelona ver, hoje de estilo gótico, do corpo de Santa Eulàlia.[113]

O Codex Calixtinus de meados do século XII, excepcionalmente, contém um guia para peregrinos no Caminho de Santiago. Alguns tratados artísticos foram preservados do período românico; nestes, acumulam-se "receitas de oficina" formuladas ao longo dos tempos por vários mestres nos diferentes ofícios. De diversisi artibus (Sobre as diversas artes), também conhecido por Diversarum artium schedula (Ensaio sobre as diversas artes), assinado por Teófilo Presbítero e escrito durante o primeiro quartel do século XII, é o mais conhecido, dado que se conservaram uma dezena de cópias manuscritas; dividido em três partes, a primeira trata da miniatura e da pintura mural, a segunda da fabricação do vidro e a terceira da metalurgia e da ourivesaria.
- Assinatura de Raimundo Berengário I (1035-1076)
- Assinatura de Raimundo Berengário II (1076-1082)
- Assinatura de Raimundo Berengário III (1097 - 1131)
- Assinatura de Raimundo Berengário IV (1131-1162)

#### Relíquias e peregrinações
| “                                                                   | A planta das igrejas de peregrinação parece desenhada pelas multidões que as percorrem, pela ordem da sua marcha e das suas estações, pelos seus pontos de paragem e seu escoamento. Por vezes, um vasto nártex, lembrança da antiga igreja dos catecúmenos, precede a igreja e serve-lhe de vestíbulo, igreja ele próprio, com a sua nave principal, as suas naves secundárias e o seu andar. A igreja propriamente dita é de três e por vezes cinco naves. Alberga assim a multidão que se acumula e impõe-lhe uma ordem, abrindo nessa matéria movediça sulcos paralelos. Um transepto simples ou duplo, para o qual se abrem capelas orientadas, desenha na planta duas ou quatro saliências, e os braços monumentais têm as proporções de uma igreja transversal que se insere na igreja principal. Mas não interrompem o percurso do peregrino. Oferecendo à multidão acesso e saídas secundárias, pertencem também a essa topografia arquitetónica da peregrinação que permite um percurso contínuo no interior do edifício, desde a fachada ocidental até às capelas da abside e das capelas da abside à fachada ocidental. | ” |
| — Henri Focillon, Arte do Ocidente, Lisboa, Editorial Estampa, 1993 | |   |

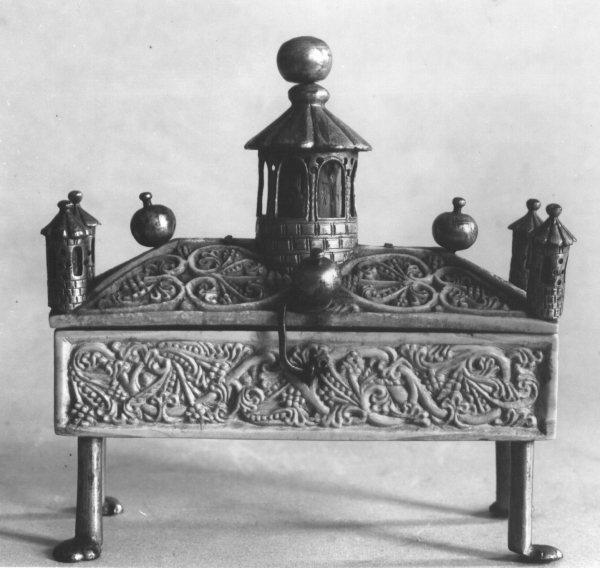
Relicário polaco do século XII (perdido durante a Segunda Guerra Mundial)

A religião cristã procura confirmar a sua legitimidade graças às intervenções divinas facilitadas pela oração aos santos e pela veneração das suas relíquias, que são "milagrosas", sobretudo na cura das doenças. As relíquias, partes dos corpos dos seres santificados, tornam-se fatores-chave na atração de fiéis e nos benefícios económicos e morais que trazem às igrejas que as albergam, o que fomenta a competição, muitas vezes ilegítima, entre eles para as obter. As relíquias são compradas e vendidas, são objecto de doações, são procuradas, por vezes por "intervenção" divina, e são resgatadas de terras pagãs. Chegam mesmo a roubar, como fizeram os monges de São Martinho de Canigó com os restos mortais de Santo Eudáld, conservados em Coserans. Entre relíquias e corposantes, deve presumir-se que não faltaram as falsificações, talvez por vezes com o consentimento da classe clerical, aproveitando-se da ingenuidade social, que podia acreditar não só no aspecto arqueológico da cruz da crucificação de Jesus, mas também em pedaços da lança e dos espinhos da coroa; e diferentes santuários podiam exibir o "mesmo" membro de um santo. Nas igrejas, que embora muitas vezes não sejam de grandes proporções, não deixam de impressionar uma população habituada a viver em pequenos quartéis; os restos mortais a venerar são colocados em relicários, por vezes sumptuosos, e são adornados com tecidos, pedras e outros materiais preciosos, uma vez que a magnificência "satisfaz" a Deus e impressiona os fiéis.

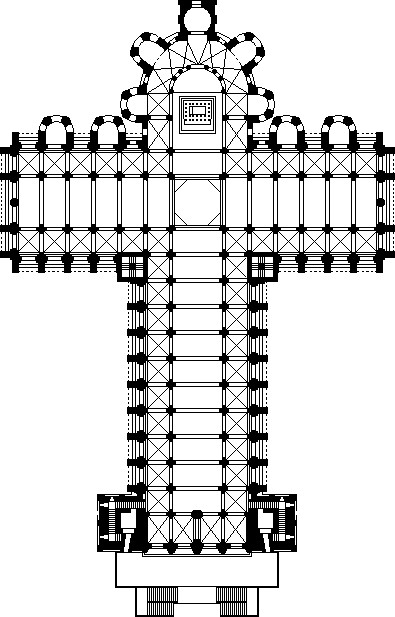
Planta da igreja de peregrinação. Reconstrução hipotética da catedral de Compostela (1075-1188)

Para visitar as relíquias e os lugares proeminentes do Cristianismo, surgiram peregrinações, em grande parte incentivadas pela própria Igreja. Prelados, condes e magnatas visitaram Roma no século X e regressaram, para além de prebendas ou benefícios, com ideias para novas construções semelhantes às que tinham visto, como pórticos e deambulatórios que circundam, respectivamente, as igrejas externamente e as cabeceiras internamente. Jerusalém foi visitada em 988 pelo Garí, abade de São Miguel de Cuixà, em 1038 pelo Conde Ermengol II de Urgell e em 1097, num acto expiatório, por Raimundo Berengário II, o chamado Fratricídio. Nestes anos, os incentivos espirituais e materiais das Cruzadas despertam e, entre muitos, os condes Girard I do Roussillon, Guillem Jordà do Cerdanya e Hug II do Empúries visitam Jerusalém e participam em várias campanhas. O fenómeno das Cruzadas coloca a Europa Ocidental em contacto direto com as influências do Levante Mediterrâneo.
Carlos Magno recupera o norte da Península Ibérica e investe a Catedral de Santiago de Compostela de notáveis poderes para, entre outros interesses, albergar as relíquias de Santiago. Hugo II de Empúries viaja também para visitar a sepulcro do apóstolo e, tal como ele, muitos dos seus contemporâneos das mais diversas camadas sociais o farão. A divulgação da peregrinação, que exige estalagens, grandes igrejas e outras construções, contribui para a difusão do estilo e das técnicas arquitectónicas; com efeito, as rotas de peregrinação, como o Caminho de Santiago, facilitam muito a expansão de certas características do período por grande parte da Europa. Alguns textos da Historia Caroli Magni, uma crónica lendária do imperador incluída no Codex Calixtinus em meados do século XII, são considerados por alguns críticos como uma obra de propaganda promovendo o chemin du Saint Jacques, pois descreve os locais por onde passa como um guia de viagem.

## Precedentes e evolução
A ascensão da arte românica durante os séculos XI e XII, em que os artistas europeus inventam e experimentam novas linguagens, originando uma verdadeira revolução estética, deve-se, em grande medida, à obra artística produzida no continente durante os séculos que se seguiram à queda do Império Romano, graças ao triunfo de uma nova civilização cristã, que tem origem quando as classes dominantes tomam o poder da Igreja e abandonam as tradições helenísticas mantidas pelos primeiros cristãos, nos tempos em que estes eram uma minoria débil, desprezada e perseguida.

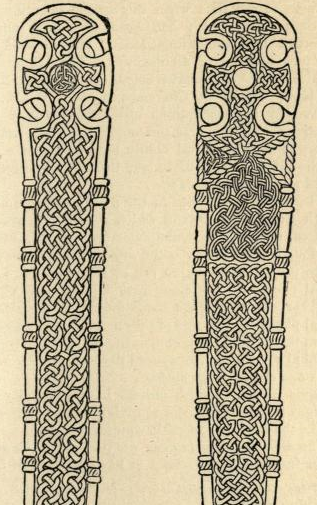
Arte pagã na cruz

Com a ascensão destas classes poderosas às posições mais influentes na Igreja, os princípios espirituais dos seus primeiros líderes são quebrados pelos desejos de poder material dos novos. Entendem a arquitetura, e a arte em geral, como um bom meio de difusão e, integrando os intelectuais e artistas da época, impõem-na a Constantinopla e, mais tarde, à nova Europa Ocidental. Isto deve ser feito abandonando os cânones clássicos e criando uma nova linguagem formal e simbólica, assimilando, especialmente através da Península Itálica e da Sicília, as influências de Constantinopla, onde se mantém a autoridade imperial e o elevado poder económico, e através da mudança de ideais que o Renascimento Carolíngio implica. São notáveis as influências da iconologia cristã-primitiva e dos motivos celto-irlandeses, de carácter claramente abstrato, adotados pela notável comunidade cristianizadora da ilha e exportados para o continente, embora o artista continental se veja incapaz de resolver com a abstração os desafios plásticos que deve enfrentar quando o império de Carlos Magno, aconselhado por figuras como Paulo Diácono, decide restabelecer a arte —e também a literatura— do antigo Império Romano, como forma de afirmação.
Os Carolíngios tiveram de harmonizar as tradições técnicas e estéticas da antiguidade com a fé cristã, e fizeram-no recuperando as formas de representação realista dos antigos e os seus motivos decorativos — folhagens, rolos, palmeiras, acantos —, temas iconográficos cristãos primitivos, por vezes também da mitologia greco-latina, e, contraditoriamente, a ausência de representação realista típica da abstracção celta. O império de Carlos Magno desintegrou-se trinta anos após a sua morte, mas, com o crescente despertar religioso da sociedade da Europa Ocidental, a ordem monástica de Cluny assumiu a criação e a difusão da sua tradição estilística. O contributo romano oriental é fundamental: a Basílica romana oriental de Sant'Vidal em Ravena, construída em 547, servirá de inspiração para a capela palatina carolíngia de Aquisgrano, concluída em 805 e que aproveita antigas colunas romanas, sendo que ambas as obras estimularão construções pré-românicas e românicas posteriores.
Quanto à influência que a arquitectura arménia terá exercido sobre o Ocidente medieval —românico e gótico—, abundam as hipóteses, salientadas por Josef Strzygowski, segundo as quais estas terão tido uma das suas fontes na Arménia. Certamente, certas características dos monumentos românicos ocidentais estão presentes nas construções arménias anteriores. Além disso, existem provas documentadas de um arquiteto arménio, Eudes de Metz, também conhecido por Odo, a trabalhar para Carlos Magno na construção, sobre o protótipo da Catedral de Edjmiatsín, da Catedral de Aachen, uma das mais antigas construções carolíngias e modelo para outras posteriores. As coincidências são observadas, embora não frequentemente, noutras igrejas: a igreja de São Teodoro de Bagaran ou as de Edjmiatsín com o oratório de Germigny-des-Prés no cantão de Châteauneuf-sur-Loire, a igreja do Hospital Saint-Blaise no distrito de Auloron, ou a Cattolica de Stilo, uma igreja romana do Oriente de origem arménia no Sul.
Por volta do ano 450, na cidade romana de Ègara, foi construída uma Basílica cristã no local atual das igrejas de Sant Pere de Terrassa. Com o passar do tempo, foi construído o que hoje conhecemos como o complexo episcopal de Ègara, uma verdadeira mistura de estilos arquitetónicos anteriores e românicos. Após as reformas românicas dos séculos XI e XII, foram preservados vários elementos do estilo pré-românico: a igreja de Sant Miquel — considerada um batistério por Puig i Cadafalch, mas atualmente identificada como o mausoléu de um mártir — permanece quase no seu estado original dos séculos IX ou X; Sant Pere conserva a abside e o transepto dos séculos IX e X, a abside com retábulo - de paleta - com pinturas murais do século XI ainda de tipo pré-românico e um pavimento de mosaicos com motivos geométricos na cabeceira, e em Santa Maria conserva-se parte das paredes, a cabeceira com pinturas na abside, mosaicos dos séculos IV e V e, enterradas, criptas sepulcrais e um baptistério. Na década de 720-730, a basílica e o batistério foram construídos na aldeia visigótica de Bovalar, na Segrià. Muitas igrejas pré-românicas foram demolidas quando novas igrejas foram construídas, ou foram, de uma forma ou de outra, incluídas nelas. A presença islâmica proporcionou aos territórios afetados diversas instalações urbanas e castelãs, como mesquitas, estâncias balneares derivadas dos banhos romanos, torres militares ou alcáçovas. Estes edifícios, entre muitos outros, contribuíram para a configuração do estilo românico.
A evolução da arquitetura românica é condicionada, especialmente, pela economia e pela proximidade física de exemplos a imitar. Utiliza a abóbada nervurada, já presente em vários edifícios antes do ano 1000, o arcos ogivais, herança islâmica presente em muitas igrejas normandas na Sicília antes de 1080 e a abóbada nervurada; o desenvolvimento destas duas últimas será um objetivo fundamental do gótico. No seu processo, as obras assumirão um aspeto menos rudimentar e mais ornamentado, darão prioridade às abóbadas em detrimento dos telhados de madeira; arcos e abóbadas, geralmente semicirculares, aparecerão mais frequentemente sob a forma ogival. A escultura proliferará e adquirirá gradualmente melhorias técnicas, sobretudo na configuração espacial das cenas — embora as representações «fiáveis» não cheguem ao período gótico, em algumas obras a intenção do artista é notada na disposição dos diferentes elementos de uma composição — e no tratamento dos altos-relevos. Finalmente, o estilo arquitetónico românico criará obras de transição e estilos particulares —arquitetura templária, Escola de Lérida, Cesto, bem representados no nosso ambiente—, ou deixará obras inacabadas que serão retomadas posteriormente durante o período gótico, ou que serão definitivamente truncadas —Santiago de Agüero (Hoya de Huesca), Sant Blai de Les (Val d'Aran).
- Portal e abside, vista SE. A construção estava a correr bem quando parou, murando as naves do lado oeste
- A porta da frente, com mísulas a suportar a cornija, tal como o resto da igreja, apresenta um bom acabamento.
- No pilar central, podemos ver, adossadas, as colunas com capitéis dos antigos arcos das naves central e sul que terão continuado

Nos condados catalães distinguem-se duas fases:
- Uma primeira, denominada "românico antigo", que data do final do século X e meados do século XII, comum na Catalunha Antiga e que inclui, frequentemente identificando-o, o "românico lombardo", o estilo predominante na Catalunha trazido pelos Magistério Comacini —mestres ativos da diocese de Como, na Lombardia e no norte de Itália—, caracterizada pela "decoração lombarda"; o românico primitivo apresenta influências clássicas —colunas na nave central da igreja de Sant Pere de Rodes—, islâmicas —arcos em ferradura na nave central de Sant Miquel de Cuixà— e do norte da península italiana —decoração exterior de Sant Vicenç de Cardona, torre sineira de Sant Salvador de Breda—; está relacionado com arquitecturas dos territórios das línguas occitanas;[n. 14] os dispositivos são toscos —alvenaria, cantarias, disposição irregular das fiadas—, as janelas discretas e frequentemente brechas; a decoração escultórica é escassa, geralmente reduzida ao portal e capitéis, embora se destaquem as decorações lombardas —arcos cegos, lesenes— e os frisos dente de serra e xadrez, especialmente em absides e torres sineiras; as igrejas são frequentemente dotadas de cripta e têm um presbitério elevado; podem utilizar coberturas de madeira ou pedra, e por vezes têm transepto ou nártex.

- E um segundo, o "românico pleno', por vezes chamado "românico internacional" ou "românico francês", durante o século XII, mas que se estende durante o século XIII, mais presente na Nova Catalunha; dos territórios das línguas de Oïl[n. 15] e germânicas,[n. 16] O conjunto estrutural do edifício tem um aspecto mais esbelto, a estrutura apresenta cantarias bem esquadriadas e frequentemente polidas, as aberturas das janelas e rosas são alargadas, a decoração escultórica assume um papel de destaque, transeptos e cúpulas sobre a croix são frequentes.

- Românico primitivo com magnífica torre sineira; edifício lateral adicionado. Sant Andreu, Angostrina (Alta Cerdanya)
- Decoração lombarda na cabeceira e torre sineira. Santa Maria de Taüll (Alta Ribagorça)
- Românico Completo; cúpula reconstruída. Sant Ramon del Pla de Santa Maria (Alt Camp)

As obras da 'Escola de Lérida, da Catedral de Tarragona e da 'Arquitetura cisterciense podem ser incluídas no românico completo, ou podem ser entendidas como uma etapa final, embora este último, muito austero, de transição para o gótico, seja geralmente considerado um estilo próprio. A arquitetura cisterciense que os monges da ordem de Cister utilizaram, em meados do século XII, nos mosteiros de Santes Creus e de Vallbona de les monges, entre outros, apesar de ser considerado um estilo próprio, reflete padrões de transição. Na escola de Lérida podem ver-se influências da arte mudéjar, do românico do norte da Europa e até do gótico, que se desenvolvia desde meados do século XII; iniciado com a construção da Sé Velha e presente nas igrejas das Terres de Ponent, Huesca ou Valência, como, respectivamente, Santa Maria del Castell de Cubells, Sant Miquel de Foces e a Catedral de Valência; e destacam-se as portadas ornamentadas.
- Porta dos Filhos. Sé Velha de Lérida
- Portal com oito arquivoltas. Santa Maria de Agramunt (Urgell)
- Porta da Pia Almoina. Catedral de Valência

- Cobertura com arquivoltas, tímpano com bênção de Cristo e tetramorfo, lintel e maineis. Claustro
- Pilares com colunas anexas, capitéis contínuos, janelas gémeas, frisos. Sala do Capítulo
- Frisos em forma de dente de cão circundam o arco e as rosáceas, com traceria de inspiração islâmica. Claustro

- Colunas com capitéis de transição e mísulas na parede suportam as abóbadas nervuradas da sala capitular. Mosteiro de Santes Creus (Alt Camp)
- Pilares cruciformes com colunas para os antigos arcos e pequenas colunas, no interior das naves, dos arcos de pé-direito. Igreja de Poblet (Conca de Barberà)
- zimbório octogonal, com janelas de cada lado, por cima de trompas. Mosteiro de Vallbona de les Monges (Urgell)

A basílica, construída desde os tempos da Roma antiga, utilizava a colunas para suportar, através do entablamento ou estrutura arquitetónica simples, a estrutura do telhado e o telhado. No românico, as colunas estão ligadas às vizinhas na direcção longitudinal da nave por meio de arcos antigos, arcadas longitudinais como pontes para suportar a madeira. Dada a preferência dos arquitetos românicos pelo uso de pedra nos telhados, estes tornaram-se muito mais pesados e as paredes foram reforçadas para elevar as abóbadas acima delas. As abóbadas de berço, um meio cilindro alongado construído numa só peça, eram frágeis e, para lhes conferir maior estabilidade, eram construídos arcos duplos entre os pares de colunas no sentido longitudinal da nave, ou no caso das igrejas de uma só nave a partir de pilastras fixas à parede.
- Arquiteto em colunas, 580. San Lorenzo Fuori le Mura, Roma
- Antigos arcos de suporte das treliças, 1124. São Clemente de Taüll (Alta Ribagorça)
- Arco duplo em abóbada de berço, 1022. Sant Pere de Rodes (Alt Empordà)

O tramo é provavelmente a inovação arquitectónica mais significativa da arquitectura românica, pois, considerada como uma unidade construtiva, permite que a nave seja articulada com alguma facilidade e oferece ao arquitecto um número considerável de composições de acordo com o seu layout. Além disso, colocada uma na esquina da outra, cada secção, uma unidade relativamente pequena, reforça toda a abóbada. As colunas deram lugar aos pilares e os tramos deram origem a outra invenção românica: o pilar cruciforme. Este é composto por um pilar quadrado, com duas pilastras fixas em cada uma das faces que permitem que cada pilastra atue como suporte para o início de cada arco: no interior da nave, seja o central ou os laterais, os arcos de fachada e, seja em direção à cabeceira ou em direção aos pés da nave, os arcos anteriores.
- Tramo de abóbada de canhão com arcos duplos. Nossa Senhora de Terme, Terme (Aude)
- Tramo com abóbada de cruzaria no claustro. Abadia de Fontfreda (Aude)
- Tramo de abóbada de canhão pintada na nave central. Abadia de Saint-Savin-sur-Gartempe (Poitou-Charentes)

Alguns situam a origem da arquitetura românica na necessidade de reconstruir igrejas após os saques que os lombardos e os húngaros fizeram em territórios do norte de Itália e de França. A arquitetura eclesiástica românica lombarda constrói geralmente edifícios com uma ou três naves, encimados por duas absides, por vezes as laterais por absidíolos, construídos com pequenas pedras rústicas —silhares sem polimento— e, frequentemente, com teto de madeira exceto nos absidíolos, que são cobertos com abóbadas de pedra em quarto de esfera; A sua característica distintiva é a adição de "decoração lombarda" às paredes, consistindo basicamente em arcos cegos sob o tecto e pilares distribuídos ao longo das paredes exteriores, que ajudavam a aliviar as paredes, e são dotados de portas de arco redondo e poucas e pequenas aberturas; muitas igrejas têm torres sineiras esbeltas com decoração lombarda.

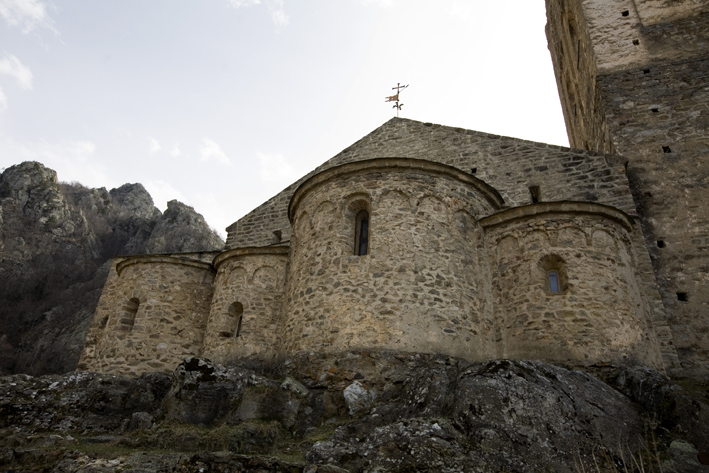
Cabeceira construída no primeiro terço do século XI; abside esquerda adicionada posteriormente. Saint-Martin-du-Canigó (Conflent)

Durante o primeiro terço do século XI, foram construídas as cabeceiras da São Filiberto de Tournus, Saint-Michel de Cuixà e Saint-Martin-du-Canigó, já cobertas por abóbadas quadrangulares esféricas com rústicos adornos de pedra, e antes de meados do século, as naves destas duas últimas eram cobertas por abóbadas semicirculares. As características lombardas rapidamente se espalharam pelo norte e centro de Itália, sul de França, Dalmácia e Catalunha; aqui, o estilo lombardo alcançou grande difusão, apresentando uma das principais conquistas em Sant Vicenç de Cardona, consagrada em 1040, impondo-se às tendências moçárabes, presentes, entre outras, em Sant Miquel de Cuixà e Sant Quirze de Pedret.
Em meados do século XI, as técnicas melhoraram, permitindo aos construtores realizar obras de maior escala; a pedra era esquadriada e as naves eram mais frequentemente cobertas com pedra, o que significava que as paredes tinham de ser reforçadas por alargamento ou adição de contrafortes. Em obras com mais de uma nave, a central descarregava parte do peso nas laterais, que eram cobertas com abóbadas de pedra em quarto de círculo e funcionavam como contrafortes. A abóbada de aresta também se desenvolveu e o uso da cúpula foi utilizado pela primeira vez na planta da basílica de Santa Maria de Ripoll. O progresso técnico, a grande difusão das ordens monásticas e o crescente fervor religioso, que deu origem ao fenómeno das peregrinações, contribuíram para uniformizar o estilo em todo o continente, embora também se observassem certas tendências territoriais.
O período românico inicial inclui a obra do arquiteto Guillem de Volpiano, que, seguidor da reforma cluniciana, concluiu o complexo da Abadia de Saint-Bénigne em Dijon no início do século XI; entre os edifícios desta abadia, destaca-se uma Rotunda de três andares, cuja cripta se conserva. Este tipo de edifício, de planta circular, espalhou-se, sobretudo, pelos territórios dominados pelos Francos. Na Catalunha conservam-se vários, como Sant Jaume de Vilanova em Moianès, Sant Miquel de Lillet — consagrado no ano 1000, segundo a inscrição no altar — em Berguedà e Sant Esteve de Sallent em Bages.
No final do século XI, foram construídos grandes edifícios com maior assiduidade e audácia. Em 1076, iniciaram-se as obras da Catedral de Jaca, emoldurada em estilo românico pleno, dando início à variante conhecida por "Jaquesa" e servindo de modelo para muitos edifícios na sua envolvente. No início do século XII, a abóbada de aresta, produto do cruzamento perpendicular de duas abóbadas de berço já existentes mais de um século antes, evoluiu para a abóbada de nervuras, que utiliza dois arcos cruzados entre quatro pilares, nervuras e cobre as quatro secções triangulares resultantes com abóbadas individuais complementares.
- Abóbada de aresta vista por baixo
- Abóbada de cruzaria
- Abóbada nervurada nervurada na Catedral de Durham

A Provença e a Catalunha produzem construções interessantes e destacam-se na arte da escultura —Sant Geli (Gard), Santa Maria de Serrabona (Roussillon)— e da pintura; nesta última, recebe consideráveis influências romanas orientais, sendo que o estilo românico sobreviverá até ao século XIII. Esta sobrevivência deve-se, em parte, aos meios e às necessidades das diferentes comunidades cidadãs e eclesiásticas, sobretudo em meios rurais ou economicamente menos desenvolvidos.
- Anunciação, figuras e ser de três cabeças na enjunta com arquivoltas e frisos com motivos vegetalistas. Notre-Dame la Grande, Poitiers (Poitou-Charentes)
- Base Toscânia com gola, decorada com entrelaçamento no chefe e bestas nas esporas, na tribuna. Santa Maria de Serrabona (Roussillon)
- Colar, capitéis com anjo, animais e cabeças, e imposto com flores, no claustro. Santa Maria de Serrabona (els Aspres)

O estilo persistiu até ao final do século XIII, sendo exemplo a arquitetura promovida pelos Cavaleiros Templários no sul de Aragão, na Nova Catalunha e no Reino de Valência; os Templários combinam as necessidades monásticas com as necessidades defensivas em Gardeny, em Miravet ou, em 1294, em Peníscola, entre muitos outros lugares, construindo os seus complexos num estilo de transição. Existem numerosos edifícios que misturam os estilos românico e gótico; alguns, de transição, em que os estilos se fundem mais ou menos subtilmente; Noutros, os promotores viram-se sem financiamento assim que se iniciou uma obra de estilo românico e, quando a construção foi retomada anos mais tarde, o projecto foi modificado, ou, após alguns anos de construção, parte de um edifício ruiu e foi reconstruído no estilo posterior. Manuel Milà i Fontanals, no prólogo do 'Álbum Pintoresch-Monumental, refere-se ao nascimento da nova arquitectura, o gótico:
Do próprio coração daquela arquitectura [românica] que já impelia a elevação das construções, com a introdução de um arco simples feito de duas peças, nasceu um género nunca antes visto ou conhecido.

## Características arquitectónicas territoriais
O estilo irá evoluir ao longo dos anos, apresentando diferentes datas e singularidades de acordo com os locais e as capacidades económicas dos promotores das obras, até que, em meados do século XII, a arte gótica começa a prevalecer no norte de França, sobretudo a partir da obra do Abade Suger. A arquitetura românica expande-se rapidamente e, mais ou menos, de forma homogénea por todo o continente, mas alguns territórios e entidades relutarão em adotar o novo estilo ou o farão de maneira particular — o extremo leste do continente, a Escandinávia, os judeus.
A arquitetura românica, tal como as restantes artes do período, apresenta dois aspetos aparentemente contraditórios: o pan-europeísmo e o localismo. Por um lado, o estilo não é produto de uma só nação ou região, mas nasceu quase em simultâneo em França, Itália, Alemanha, Península Ibérica… e, ao longo do seu desenvolvimento, foi trocando influências formais e técnicas, por vezes reciprocamente, sobretudo nas zonas central e ocidental do continente, acabando por se constituir como uma cultura efectivamente europeia. Por outro lado, as diferentes regiões oferecem diversidade em termos de técnicas construtivas, características formais ou materiais utilizados. Assim, a arquitectura românica reúne elementos "universais" com outros extremamente locais e apresenta uma certa variedade nas suas características que nos ajudam a interpretar o seu desenvolvimento.

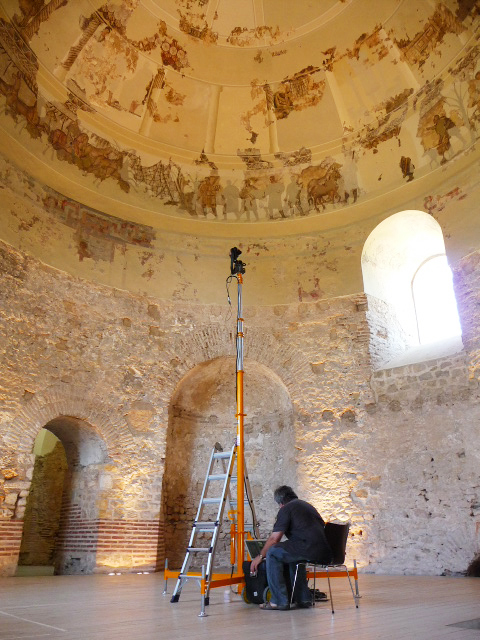
Cúpula coberta com mosaicos do século IV. Vila Romana de Centcelles (Tarragonès)

O Império Romano difundiu vários tipos de construções por toda a Europa: oficiais, religiosas, privadas, civis etc. Nos territórios mais setentrionais do continente, porém, apenas foram erguidos edifícios oficiais e na territórios escandinavos não está documentada qualquer actividade arquitectónica romana. Os métodos de construção romanos sobreviveram às invasões bárbaras, perpetuando-se principalmente com as dinastias Romano Bizantino no leste do continente, e Merovíngio, Carolíngio e Otomano nas zonas central e ocidental. Assim, os arcos de volta perfeita, as abóbadas de berço, abóbadas nervuradas eram utilizadas em edifícios pré-românicos, mas a habilidade de engenharia necessária para cobrir grandes espaços com abóbadas e erguer amplas cúpulas tinha-se perdido; em Constantinopla, uma delas conserva-se na vila romana de Centcelles de 10,66 metros de diâmetro, construída no século IV.
Ao declínio da autoridade do Sacro Império Romano, quase confinado à área germânica no início do período românico, sucede gradualmente o feudalismo, sobretudo nas áreas de influência francesa, ou o desenvolvimento da autonomia dos cidadãos, notável em vários territórios do norte da península italiana. Serão estas novas autoridades que assumirão a construção de novas obras civis: sedes administrativas, fortalezas, fontes, pontes etc. E também financiarão edifícios religiosos.
Os territórios da Europa Central serão influenciados pelas sucessivas arquiteturas merovíngia, carolíngia e otoniana, produtos das respetivas dinastias, a última sob o patrocínio de Otão I especialmente. Os territórios nas partes sul, central e nordeste da Itália e as ilhas — Ilhas Baleares, Córsega, Sardenha, Sicília — são controlados pelo Império Bizantino e os padrões da sua magnífica arquitetura conferirão peculiaridades nas áreas de influência e servirão de modelo para muitas construções europeias.
Na Normandia e na Inglaterra, os conquistadores normandos, necessitados de reafirmar o seu poder e com o apoio de abades e bispos, promoveram obras de considerável qualidade e magnitude. Na Escócia, o estilo românico começou a chegar em meados do século XII. e no final do século XV houve um renascimento do género, talvez como oposição ao 'estilo perpendicular inglês ("gótico") que ali se tinha tornado dominante. No sul de Itália e especialmente na Sicília, a arquitetura normanda estará bem presente, dado o domínio deste povo sobre a ilha, e em quase toda a península Itálica a arquitetura lombarda será também uma referência.
Os territórios a sudoeste da chamada Marca Hispânica e da ilha da Sicília são dominados por muçulmanos; assim, as lutas e conquistas cristãs durante estes séculos motivaram a proliferação de edifícios defensivos e religiosos, ora com recurso a estruturas preexistentes, ora com recurso a mão-de-obra mourisca. Nas nossas regiões, para além da herança romana, encontramos influências da visigótica, da muçulmana, do Languedoc histórico, do norte e oeste de França e do norte de Itália. Desta última região chegaram aos condados catalães mestres e elementos formais que deram origem a obras do chamado românico lombardo, difundido por todo o território occitano e pelo mundo catalão. Na Cantábria, destaca-se a arquitetura pré-românica asturiana e, em muitos locais da península, podem ser apreciadas contributos arquitetónicos moçárabes. Quando os cristãos dominaram os territórios peninsulares, artesãos e artistas moçárabes decidiram instalar-se ali e trouxeram as influências da arte muçulmana relacionadas com a arquitetura sírio-iraniana e bizantina romana, típicas da arte moçárabe.
- Moçárabe: porta dupla com arco em ferradura com capitéis vegetalistas e alfiz a delimitar o arco. Peñalba de Santiago (el Bierzo)
- Visigótico, pré-românico e mossarábico (posteriormente torre e corpo lateral): c. Planta cruz grega; por exemplo navio longo; m. arcos e arcos no interior. San Cebrián de Mazote (Valladolid)
- Pré-românico asturiano: abóbada de berço com antigo arco no miradouro da 'aula régia do antigo palácio. Igreja de Santa María del Naranco, Oviedo

- Pré-românica: cripta de três naves com abóbadas nervuradas em forma de livro. Sant Esteve d'Olius (Solsonès)
- Visigótico: interior em planta em cruz grega. São Frutuoso de Montelios, Real (Braga)
- Pré-românico: pilar central e parede envolvente suportam abóbada anelar na cripta da Natividade. Sant Miquel de Cuixà (Conflent)

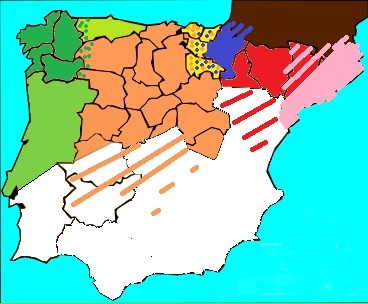
Românico peninsular: português, galego, asturiano, castelhano-leonês, navarro, aragonês e catalão; a Rioja e o País Basco apresentam características intermédias

As igrejas da Renânia, Occitânia, Itália e Catalunha são decoradas com "mosaicos de pavimento", que cobriam, especialmente, os espaços presbiterais, como em Santa Maria d'Alaó. Nas zonas de influência romana oriental, são comuns os "mosaicos murais", aplicados em diferentes espaços, como paredes, arcos, cúpulas, abóbadas absides etc., por exemplo, na Catedral de Cefalù. A técnica do vitral desenvolveu-se em territórios franceses e germânicos no final do período, quando as aberturas das janelas foram alargadas.
Todos estes precedentes, mais ou menos modificados, se cruzarão formando uma rede de características, técnicas e formais, dentro do continente. Milà i Fontanals considera o alcance europeu da arquitetura românica:
| “ | A esta arte pertencem as construções que, segundo a observação de um orador sacro [P. Eduardo Llanas], bem como os lugares isolados, amados pelos filhos de Bento, mas também grandes catedrais, igrejas paroquiais, centro das cidades que nasceram ou ressuscitaram, palácios murados dos reis dentro das cidades ou dos príncipes feudais nas rochas nuas. Com ele, já se podia dizer que a nova Europa usufruía de uma arte própria, com os seus próprios costumes e expressões faciais. | ” |

No norte da Europa, sobretudo nos países escandinavos e na Islândia, durante o período românico, eram comuns as igrejas de madeira, inicialmente do tipo denominado "de paus", construídas como paliçada, e mais tarde "com estrutura em enxaimel".
- Igreja de Haltdalen (~1170), Noruega
- Igreja de Borgund (1150-1180), Noruega

## Características do estilo
Durante os séculos XI e XII, as construções multiplicaram-se por todo o continente europeu e talvez seja a arquitectura eclesiástica românica, para além de ser a mais abundante e difundida nos sítios europeus tanto hoje como na época, que reúne todos os elementos formais característicos da época, os elementos que iremos encontrar no resto dos âmbitos: civil, militar, doméstico... É o promotor da obra, por vezes ele próprio o artifex theorice ('artista teórico'), que indica ao mestre construtor, a artifex practice, qual o desenho ou as seguintes referências. O conhecimento técnico artístico era transmitido, oral e manualmente, de mestre para aprendiz, durante um longo, gradual e lento processo de aprendizagem prática; no entanto, foram também preservadas algumas "receptores de oficina" que determinam os processos para a produção de uma obra específica, recolhidas em tratados como o De diversisi artibus. Assim, respeitando as diferenças territoriais, encontramos alguns constituintes que definem o estilo e é nas construções religiosas onde estes se apresentam na sua maior manifestação e, em alguns casos, pode-se rastrear a obra de um determinado mestre e/ou da sua escola.

### Períodos do Românico

#### Românico Antigo
A proximidade geográfica dos condados catalães com os movimentos artísticos da França e da Itália levou ao aparecimento precoce na Catalunha de manifestações da incipiente arte românica. Embora esta arte só se tenha enraizado no resto da Península Ibérica a partir do segundo terço do século XI, encontram-se nos condados catalães numerosos exemplos anteriores que, embora não sejam totalmente românicos, contêm muitas das características definidoras deste estilo artístico. Um exemplo notável do românico primitivo é o mosteiro de Sant Pere de Roda, cuja igreja foi consagrada em 1022. Entre os elementos que aí se encontram e que não aparecem no românico tardio, contam-se a altura da nave e a organização dos pilares (com secção em T e capitéis de inspiração clássica) e a planta, com três naves que se estendem formando uma rotunda com um traçado parabólico que circunda a parte posterior do altar.

#### Românico Pleno
O românico pleno abrange desde meados do século XI até meados do século XII e, ao contrário do românico primitivo, está patente em todas as manifestações artísticas e difunde-se com os movimentos monásticos e de peregrinação, a unidade do culto católico com a liturgia romana e a constante rota de comunicação entre viajantes e mercadores. Em Espanha, espalhou-se pelo Caminho de Santiago e pela expansão da Ordem de Cluny portas complicadas, desenvolvendo os primeiros frisos e figuras radiais em arcos e triunfando com a escultura monumental. Com a Conquista normanda da Inglaterra a união com a cultura escandinava foi quebrada em favor das novas tendências românicas europeias, e na pintura foram os verdadeiros impulsionadores do românico. Na Alemanha, mostraram-se inicialmente relutantes às novas formas que assimilaram e difundiram durante o reinado de Henrique IV. O românico completo espalhou-se em Itália muito cedo, espalhando-se por França e chegando à Terra Santa através dos cruzados. Neste período, novas formas surgiram por toda a Europa, respondendo a um novo conceito das artes que estava a romper com toda a influência ou corrente dos anos anteriores. Uma das características mais importantes foi a inclusão de escultura em capas, capitéiss e impostas. Outra característica a ter em conta é a abóbada completa do cruzeiro com cúpula.

#### Românico tardio
O românico tardio abrange desde o final do românico pleno, na segunda metade do século XII, até ao primeiro quartel do século XIV, quando a arte gótica triunfou. Este período é o de maior atividade na construção de mosteiros pela Ordem de Cister. O arco ogival começa a surgir, inicialmente como um simples recurso construtivo e, mais tarde, como arte ornamental, o contraforte e o arcobotante. Quase todas as igrejas dos mosteiros cistercienses são construídas com estes arcos, continuando a utilizar os pesados contrafortes e arcos de volta perfeita típicos do românico completo. Deteta-se uma inspiração direta nas obras da antiguidade, bem como nos valores estéticos romanos orientais, juntamente com um naturalismo idealizado demonstrado no interesse pela natureza. Esta evolução na arte também pode ser observada na escultura. Em comparação com a estátua-coluna do românico inicial, observa-se uma alteração na proporção das figuras e uma comunicação entre elas. A figura do românico tardio inicia um processo de individualização pelo qual cada um adquire uma série de características, como a disposição das suas roupas ou as feições dos seus rostos.

### Magistri operise pedreiros
A pessoa responsável pelo projecto e supervisão de uma construção era designada por magister operis ('mestre de obras', capomaestro); o termo "arquiteto" não é frequente na literatura nem nas inscrições da época. O mestre de obras era considerado o 'artifex practice ('artista prático') e podia ser competente tanto na área arquitectónica como na escultural — como Nicola Pisano e o seu filho Giovanni e Arnolfo di Cambio fariam no início do Renascimento. É o caso de Wiligelm, mestre de oficina da Catedral de Modena no início do século XII, cuja fachada lhe é atribuída a composição e a decoração escultórica; Estabelecem-se relações entre a obra deste mestre e a Escola de Toulouse e a Antiguidade Clássica, bem como com fontes literárias medievais do Ciclo Arturiano e do Flaviano.
Para além do já referido Arnau Cadell, conhecemos o arquitecto Raimundo Lombardo —Raimundus Lambardus, provavelmente assim chamado por ser originário da região da Lombardia— através do contrato que assinou em 1175 com o bispado de Urgell, e cujo título era Arnau de Preixens, para, num prazo de sete anos, levantar as abóbadas da igreja e os campanários e terminar a cúpula da Catedral de La Seu d'Urgell, que demonstrou a sua mestria, seguindo as tradições italianas, na decoração lombarda da fachada oeste e na galeria no topo da abside:
Em nome de Jesus Cristo, eterno Salvador, eu, Arnau, pela graça de Deus, bispo de Urgell... confio-te, Raimund Llambard, as obras de Santa Maria, com todos os seus bens, isto é, casas, terras, vinhas, rendas (...). E, além disso, concedemos-te a pensão de cónego para toda a vida, com a condição de que construas para nós as abóbadas de toda a igreja, fielmente e sem qualquer dolo, levantes as torres das escadas ou campanários, uma fileira acima das abóbadas e faças a lanterna correta e apropriadamente com tudo o que lhe corresponde.
Geralmente, os mestres de obra não possuíam formação académica em disciplinas como geometria e aritmética, essenciais segundo Vitrúvio para a prática da arquitetura, podendo mesmo ser analfabetos. Uma exceção é o cónego Alibert de Tournai, que, nascido em Antoing, estudou as artes liberais, incluindo a geometria, em escolas capitulares como a de Tournai, da qual viria a ser diretor no início do século XII. Era normal que o "mestre construtor" não projetasse os edifícios em desenho ou maquetes antecipadamente, mas fizesse o projecto no próprio local, e esta falta de projectos diretores em algumas obras foi a causa de falhas e derrocadas durante a construção. No entanto, foram preservados alguns projetos anteriores e posteriores muito representativos, tais como: a famosa planta da abadia de Sankt Gallen, de cerca de 820, onde se determinam as diferentes dependências monásticas; o palimpsesto de Reims, de meados do século XIII, e o álbum de Villard de Honnecourt, do século XIII, que contém desenhos técnicos de várias obras e máquinas utilizadas. Durante o período românico, melhorias nas técnicas, sistemas, máquinas e produção de ferramentas facilitaram o renascimento de disciplinas como a estereotomia — a arte de cortar — e uma maior facilidade no levantamento de materiais. E o uso de cantarias bem esquadrejadas, volumes com geometrias básicas e proporções simples e simétricas, facilitou construções mais sólidas.
- Esboço arquitetónico medieval, por volta do ano 820, da abadia de Sankt Gallen
- Máquinas. Villard de Honnecourt, século XIII
- Técnicas e maquinaria de construção. Villard de Honnecourt, século XIII

### Artes figurativas
Paralelamente à arquitetura, e intimamente ligadas a esta, as artes figurativas românicas — pintura, escultura, ourivesaria, estuque, vidro, mosaico, forja… — conheceram melhorias em termos de produção e qualidade. De facto, a arquitetura românica e a sua escultura são fortemente influenciadas pela ourivesaria e pelas miniaturas que ilustravam livros da época. O Museu Nacional de Arte da Catalunha conserva um bom coleção de obras de arte românicas.
Normalmente, o artista é itinerante e viaja com a sua oficina, ou seja, com as ferramentas necessárias à sua atividade e os colaboradores que o acompanham. Foram preservados alguns tratados artísticos do período, nos quais são recolhidas diversas "receptores de oficina" que especificam técnicas, materiais, tempos de produção, ferramentas etc. de diversos ofícios. Para obras de menor dimensão, são frequentemente utilizados artesãos/artistas locais.
Com estas artes figurativas, são geralmente desenvolvidas representações de personagens e acontecimentos eclesiásticos, mas também existem muitas que abordam temas históricos, factos e personagens lendárias, atos nobres ou do quotidiano, elementos naturais - plantas e animais - e diversos simbolismos, bem como motivos geométricos puramente ornamentais. Logo, principalmente na pintura, o artista, ao distribuir os diferentes elementos — figurativos, simbólicos, decorativos — parece adquirir controlo sobre a composição espacial do representado. Os pintores e escultores utilizam frequentemente a perspectiva hierárquica, na qual as personagens ou elementos da composição aparecem ampliados de acordo com a sua importância.

### Escultura
É na escultura que a capacidade "inovadora" do artista românico se manifesta mais claramente, quer em termos de estilo, quer principalmente na utilização de novos suportes, capitéis, arquivoltas e tímpanos. Normalmente, apresenta-se em elementos estruturais, mas também se realiza de forma arbitrária, cravando pedras talhadas em muros ou esculpindo uma imagem, símbolo ou cena num ou vários silhares da construção. Nos territórios que tinham sido o Império do Ocidente, a prática fora abandonada, tendo sido magnífica durante o período helenístico e comummente praticada durante a era paleocristã, e nem mesmo durante o Renascimento carolíngio, que tanto desenvolveu a sua arquitetura, foi utilizada. Por outro lado, no Império do Oriente, o uso da escultura figurativa como meio de representação tinha sido abandonado. Contudo, os escultores românicos devem ter conhecido obras da antiguidade clássica e, certamente, sarcófagos paleocristãos conservados nos seus locais de culto, dos quais copiaram aspetos composicionais e iconográficos, adaptando-os em capitais, tímpanos ou arquivoltas.
Desde os primeiros estudiosos e críticos que as obras escultóricas românicas, bem como as pinturas, têm sido acusadas de ingenuidade e falta de habilidade — o que, como em qualquer período artístico, é evidente em certas obras de artistas inexperientes —, mas isso deu-se a partir da conceção da arte como meio de representação realista. O século XX, com Picasso, Miró, Léger, Mondrian, Tàpies e muitos outros, foi responsável por oferecer uma nova maneira de compreendê-la e, hoje, não faltam autores, como Durliat ou Mazenod, que a expressam dessa forma em relação à criação de uma nova linguagem para a arte românica.
Os promotores do período românico afirmam-se com uma arte que reivindica a arte clássica em certos aspetos, muito evidente na arquitetura, mas que, ao mesmo tempo, rompe com os modelos anteriores e origina uma nova forma de expressão. E conseguem-no criando obras de requintada execução e resolvendo com mestria os problemas técnicos e formais que lhes são apresentados nos novos suportes, adaptando-os às representações históricas de determinadas cenas. E aplicam a técnica da perspectiva invertida, uma inovação do período em que os componentes em primeiro plano são apresentados com proporções inferiores aos do fundo, presentes em alguns capitéis.
O magister operis, por vezes um escultor especialista, dirigia pessoalmente o trabalho dos pedreiros, muitos dos quais eram verdadeiros artistas da escultura; o resultado dependia, para além do design dos pedreiros, da qualidade dos materiais utilizados. Os recursos económicos necessários raramente estavam disponíveis para importar pedras de locais distantes, mais adequadas do que as que se encontravam perto do local da obra; quando era aconselhável e possível, era utilizado algum tipo de pedra mais resistente e melhor lapidada nos locais principais e mais frágeis da construção. rochas sedimentares —calcário—, metamórfica —mármore— e ígnea —granito— são frequentemente utilizadas. Normalmente, só em projetos de grande escala — como catedrais, edifícios palacianos ou importantes estabelecimentos monásticos — é possível despender os esforços necessários para comprar, extrair, transportar de lugares distantes e lapidar pedras de maior qualidade: as pedras mais consistentes são, por natureza, as mais duras e difíceis de trabalhar.
As ferramentas do pedreiro e escultor medieval são basicamente as mesmas da antiguidade clássica e dos bizantinos: marretas para golpear, cinzéis para desbastar, brocas para furar e limas para polir. Geralmente não escolhia as pedras sozinho nem utilizava desenhos preparatórios, mas fazia marcas, ou esboços, no bloco de pedra que lhe era fornecido. Os séculos de abandono da tradição escultórica clássica refletem-se nas primeiras obras do período românico, que mostram influências do trabalho dos antigos ferreiros de bronze e ourives.
A decoração escultórica românica apresenta-se, de um modo geral, inextricavelmente ligada à própria arquitectura, em arquivoltas, capitéis, enjuntas, lintéis, mísulas, tímpanos e outros elementos. As esculturas românicas mais antigas conhecidas datam de pouco antes de 1025 e correspondem aos lintéis de Sant Genís de Fontanes e Sant Andreu de Sureda; grupos individuais de personagens, inspirados em ilustrações de livros iluminados, são apresentados em baixo relevo, podendo ser apreciadas influências estilísticas clássicas e árabe-românicas do Oriente, bem como o espírito figurativo que se desenvolverá durante o período românico. Em meados do século XI, a escultura narrativa torna-se mais comum, abandonando, em certa medida, o carácter ornamental mais frequente nas obras anteriores: são representados grandes ciclos bíblicos, hagiográficos ou históricos, de que o claustro da Saint-Pierre de Moissac e o portal de Santa Maria de Ripoll são excelentes exemplos.
A escultura românica apresenta-se frequentemente sob a forma de relevo, ou seja, com as figuras a projetarem-se de uma superfície plana. Nas fases iniciais, era utilizada a técnica do chanfro — bordas esculpidas obliquamente, no viés, também chamadas de meio comprimento' (pode ser claramente vista na moldura do lintel de Sant Genís, acima) — sempre em baixo-relevo — quando menos de metade do volume da figura representada se projeta da superfície—; o bisel confere um certo carácter gráfico à obra. À medida que o estilo, que já utilizava folhagens coríntias desde o início, evoluiu, as talhas assumiram formas mais arredondadas e os meios-relevos tornaram-se mais frequentes —quando a figura apresentava metade do seu volume a sobressair da superfície—e os altos-relevos—quando mais de metade da figura se projetava.

### Mosaico
Os precedentes da técnica do mosaico, denominados Opus tesellatum, encontram-se na arte romana e bizantina e foram revividos durante o período românico. Tesserae, com pequenos pedaços cortados em geometrias simples - cúbicos, romboédricos, cilíndricos - de pedras naturais ou pintadas a cores, cerâmica, terracota, vidro etc. - Os espaços são cobertos, sejam murais ou pavimentos. Os azulejos estão dispostos de forma a que as diferentes cores componham figuras naturais ou abstratas. É comum encontrar mosaicos no pavimento na arquitetura renana, occitana, italiana e catalã, enquanto os murais se restringem geralmente a zonas de influência bizantina. Os Cosmati, família italiana, destacaram-se por criarem um estilo próprio entre os séculos XII e XIII, o Cosmatesco, no qual se misturam os tipos de opus tesellatum e opus sectile, o primeiro feito com tesselas pequenas e regulares e, o segundo, com tamanhos maiores e figuras mais elaboradas. A arte em vidro, que nos vitrais oferecia à pintura novos incentivos para as suas transposições de forma e modelagem em contornos simples e planos coloridos, há muito adornava vitrais na Itália; mas, a julgar pelos monumentos sobreviventes, era aplicada em decorações de grande escala além dos Alpes antes de ser aplicada à Itália: os vitrais italianos mais antigos são derivados do estilo gótico transalpino, enquanto na França — na catedral de Chartres, em Saint-Denis — alguns permanecem do século XII.
Os mosaicos de chão historiados - mais numerosos no norte da Itália, nas regiões do Reno, no sul da França - com contornos e cores lisas, principalmente em preto e branco, devem ser agrupados com miniaturas e pinturas do mesmo estilo, embora também tenham sido inspirados por exemplos clássicos, presentes em muitos aspectos na arte românica.
- Madonna bizantina (mosaico, ~1100), inspiração para pinturas românicas. Museu Cívico Medieval de Bolonha
- Signos do Zodíaco e tarefas mensais. Abadia de Saint-Philibert em Tournus (Saône-et-Loire)
- Pavimento cosmatesco, mistura de opus sectile e opus tessellatum (séculos XII-XIII). Basílica de Santa Maria em Cosmedin, Roma

#### Artesanato artístico

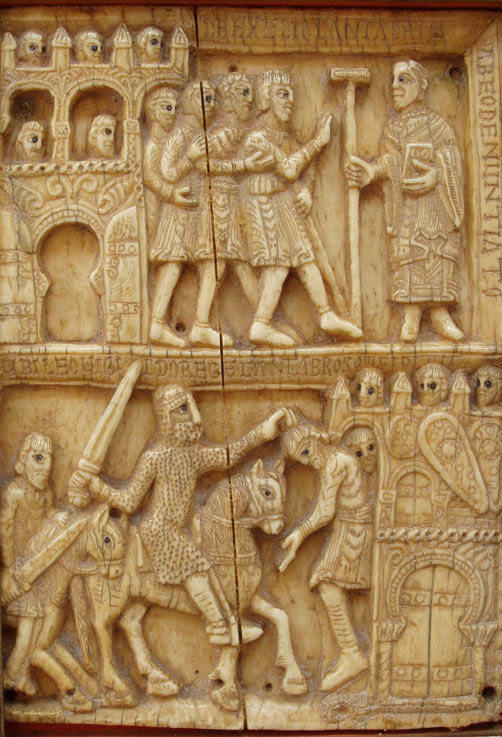
Marfim, século XI. Pormenor do relicário de San Millán

As peças de metalurgia, as peças de ourivesaria, joias, ornamentos de esmalte, esculturas de marfim, têxteis, alguns com bordados, e estuques ornamentais em paredes ou madeira, por exemplo dando relevos em tábuas pintadas, eram comuns na época e traduzem a capacidade criativa dos seus autores. As principais influências artísticas destes ofícios são islâmicas, romano Bizantinas, celta e carolíngia. Enquanto os antecessores e contemporâneos do Império do Oriente utilizavam o ouro como suporte para as peças de ourivesaria mais comummente, com a arte românica o metal precioso, salvo exceções, dá lugar a outros metais, principalmente a prata e o cobre. Obviamente, estes produtos dos artesanatos artísticos só podiam ser adquiridos pelas classes sociais economicamente mais favorecidas, entre as quais, e com destaque, os membros das classes altas da Igreja e as suas comunidades. Durante o período românico, encontramos duas tendências eclesiásticas claramente opostas em termos de luxo e austeridade, e isto, bem como a capacidade económica das diferentes paróquias ou personagens, reflecte-se nos materiais utilizados e nos acabamentos dos objectos artísticos, sejam eles roupas, metais entre outros. Muitas vezes, as classes poderosas utilizam estes produtos para fazer um uso ostensivo e poderoso dos mesmos, perante o povo e também os seus pares.
- Com metais, principalmente bronze, mas também cobre, alumínio e latão, eram feitas pequenas obras —lustres, lâmpadas etc. e outras destinadas a serem posteriormente trabalhadas pelos ourives— e outras maiores —pias batismais ou portas de dimensões consideráveis, como as da abadia de São Zenão em Verona. Eram também produzidos elementos forjados, com ferro ou aço, destinados a diversos usos, tais como grades, ferrolhos, reforços de portas, decorações, armas etc.

- Bateria batismal com tampa. Catedral de Santa Maria de Hildesheim (Baixa Saxónia)
- Portas do século XII da catedral de Płock, Voivodia da Mazóvia (Polónia). Exposições na Catedral de Santa Sofia em Novgorod
- Camponês com martelo de cereais na mão nas portas de bronze de Bernward. Catedral de Hildesheim (Baixa Saxónia)

- Os Ourives produzem e decoram objectos delicadamente trabalhados, dedicados, basicamente, ao uso litúrgico: relicários, taças, incensários, píxeis, escrínios, bastões pastorais… Utilizam principalmente a técnica de cinzelamento e filigrana — obras feitas de fios de ouro, prata etc. entrelaçados e unidos por soldas imperceptíveis. Os objetos são também feitos com prata dourada e pedras preciosas são engastadas neles. Existem relicários românicos em forma de busto, frequentemente pintados e representando um santo, com núcleo de madeira e, parcial ou totalmente, revestidos com placas de metal e outros elementos preciosos.
- O joalheiro produz obras de ourivesaria com metais preciosos e/ou gemas destinadas a serem utilizadas no corpo. Eram comuns anéis, sinetes, broches, pendentes, incluindo cruzes, coroas etc.
- As obras de ourivesaria eram normalmente decoradas com esmaltes. As principais oficinas do período românico encontram-se nos vales do Reno e do Mosse e, destacando-se pela sua qualidade e desenhos, em bordões. É possível que, durante este período, a arte da esmaltagem tenha sido a que atingiu os níveis mais elevados em termos de perfeição e difusão entre todos os ofícios artísticos.[137] Enquanto os seus equivalentes bizantinos e muçulmanos faziam um uso mais extensivo do ouro como suporte para os esmaltes translúcidos, os românicos usavam cobre e produziam esmaltes opacos. Existem duas técnicas para aplicar esmalte à superfície dos objectos: o "cloisonné", feito pela deposição do material em células formadas por filigrana, e o "champlevé", feito em concavidades do mesmo suporte; este último ganhou popularidade.

- Pomba eucarística. Limoges, 1ª metade do século XIII.
- Urna: os santos Inocentes. Anónimo. Limoges, cerca de 1200-1210.
- O navio de Besalú

- Copo
- Cajado da Anunciação
- Incenso
- Mãe de Deus

- Cobre com esmaltes de Limoges
- Cristo de Moror
- Cristo coronal
- Cobre com esmaltes de Limoges

- Escultura em marfim
- Em contraste com os tecidos grosseiros de linho e lã ou as camisas usadas pelo povo e por ordens religiosas austeras, noutras comunidades mais afeitas à sumptuosidade, especialmente as catedrais, e entre as classes poderosas, predomina o gosto por fibras mais elaboradas destes materiais e pela seda, por vezes misturadas na mesma composição. A inclusão de fios de ouro ou prata nos tecidos é frequente e estes são também bordados. Estas vestes sumptuosas destinavam-se normalmente ao traje pessoal da nobreza, como os mantos conservados dos imperadores Henrique II e Rogério II de Hautville, ou eclesiásticos, como capas, casulas…, e outros usos cerimoniais, como sudários ou estolas. Também na confecção de tapeçarias com desenhos abstractos ou figurativos mais ou menos elaborados —dos quais a da Criação é o expoente mais destacado—, muito utilizadas para revestir vãos de paredes de ambientes, principalmente por razões de isolamento térmico, e como divisórias de espaços fechados.

- Cerco à fortaleza; nove fragmentos unidos, num total de 688 x 50 cm. Tapeçaria de Bayeux, Centro Guilherme, o Conquistador de Bayeux
- Provavelmente usado como gonfalão para ir para a guerra; 110 x 72 cm. Drapeado de São Ot, MTI
- Maiestas domini rodeada de elementos naturais, simbólicos e cósmicos; 358 x 450 cm. Tapeçaria da Criação, Catedral de Girona

## Igrejas românicas e igrejas paleocristãs
A estrutura das igrejas românicas são mais complexas que a das paleocristãs. Estando mais próxima da arquitetura romana no seu aspecto apresenta naves de abóbadas de pedra em vez de travejamento de madeira.
A igreja românica é precedida por um átrio ladeado de pórticos que faz a ligação à igreja através de um narthex.
No caso das igrejas paleocristãs, no cruzamento da nave com o transepto situa-se um arco triunfal que emoldura a ábside e o altar. Este arco era colocado sobre a bema, área elevada ao centro do transepto que corresponde ao cruzeiro. As colunas da nave central suportam arcadas que conformam um alçado contínuo.
O esquema do alçado interior das igrejas românicas faz-se através dos elementos: coluna, feixe de pilares, abóbadas de canhão, tribuna. Enquanto que nas paleocristãs é visível a sequência: colunas, entablamento directo, arco e vãos (clerestório).

## Arquitetura românica de peregrinação

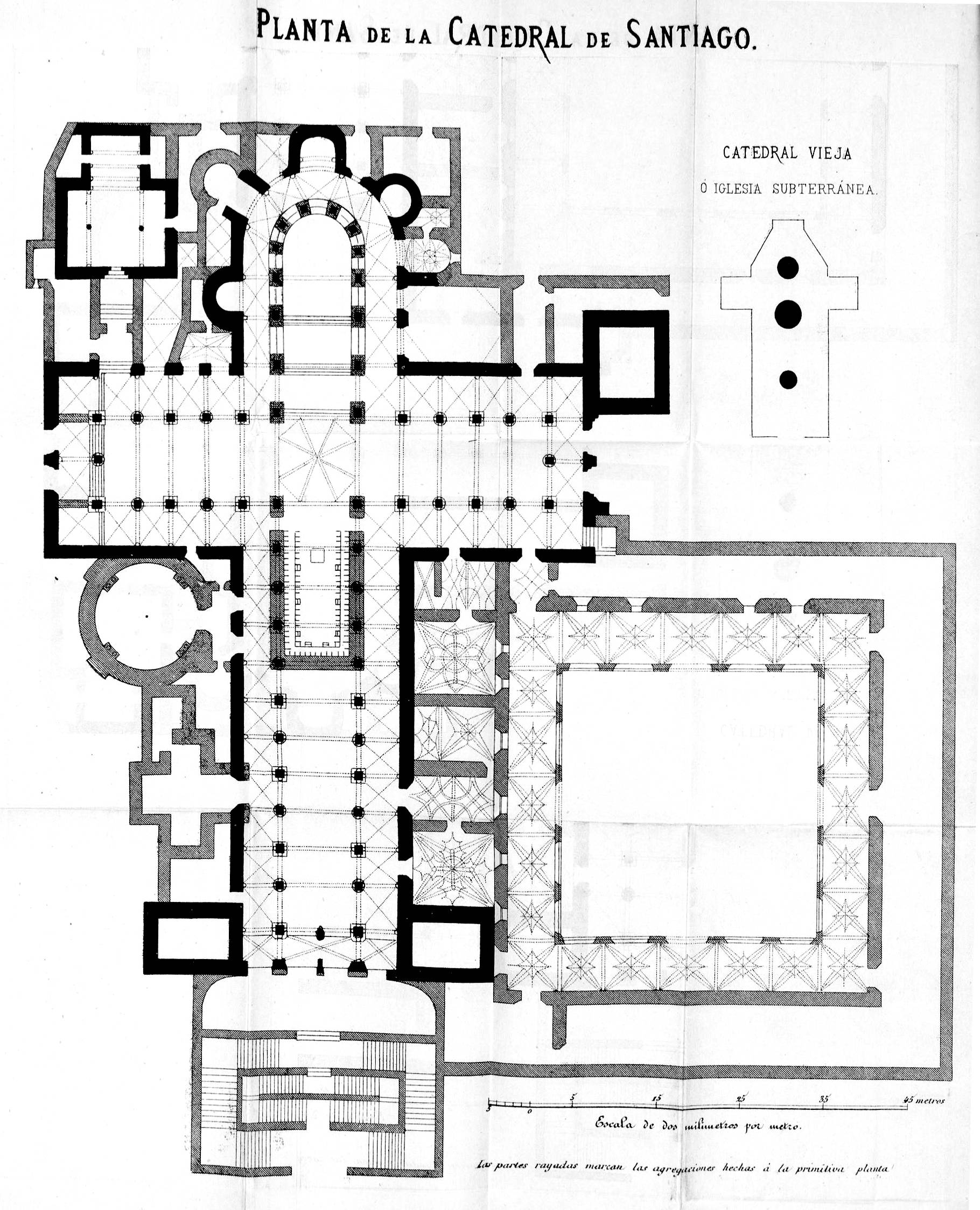
Planta da Catedral de Santiago de Compostela.

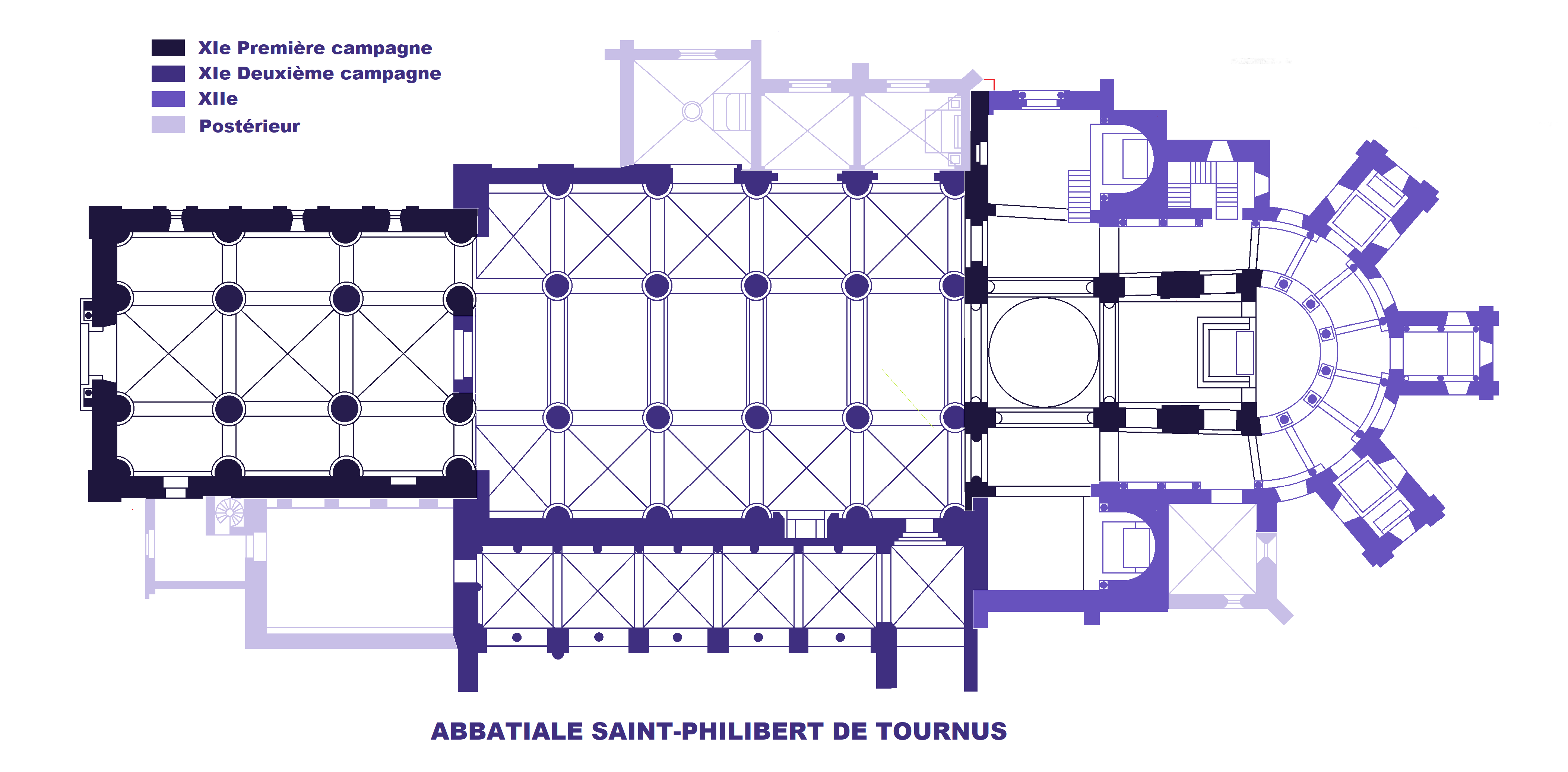
Abadia de São Filiberto de Tournus, a galilé é visível à esquerda em azul muito escuro

Cluny e Santiago de Compostela são provavelmente os melhores exemplos de igrejas de peregrinação.
A planta é em cruz latina com três a 5 naves abobadadas em pedra. A cabeceira ou charola é constituída por ábside, absidíolos e deambulatório. Estas igrejas eram dotadas para receber grandes multidões e procissões, pelo que havia a necessidade do deambulatório, que permitia o decorrer normal das cerimónias simultaneamente com as procissões passando atrás do altar. O trifório, galeria semi abobadada aberta para a nave central, era colocado sobre as naves laterais mais baixas, iluminado pelo clerestório.
O narthex precedia a entrada e era reservado aos catecúmenos. No alçado da entrada são colocadas 2 torres ou westwerk.
O sistema estrutural é conseguido através de contrafortes para suportar o peso, paredes compactas e poucas aberturas, em que é utilizado o perpianho, diferentemente dos cascalhos (alvenaria de rípio), trabalhado nas suas faces para dar-lhe a forma retangular. (técnica que se comece como cantaria); cobertura em abóbada de canhão e abóbada de aresta na nave central. É feita uma divisão vertical em 2 planos, com uma galeria espaçosa sobre os arcos principais, os arcos laterais e transversais do interior são sustentados por apoios independentes.

## Igrejas românicas de cúpula
Igrejas românicas de cúpula são igrejas com cúpulas seriadas (próprias do oeste e sul de França), influência direta da arquitectura muçulmana e bizantina. Possuem uma nave única muito ampla, em alguns casos com um transepto saído (Solignac e Angoulême). A abside é tão larga como a nave. A nave central é coberta por uma série de cúpulas sobre pendentes sustentadas por arcos amplos.
Em Germiny-des-Prés observamos uma catedral com cruz grega inscrita num quadrado com uma cúpula central e cúpula nos cantos (planta em quincunce).
S. Marcos de Veneza apresenta uma planta em cruz grega em que a cúpula central se ergue muito acima da cúpula real mais baixa e em madeira.

## Arquitetura religiosa românica

#### Interior

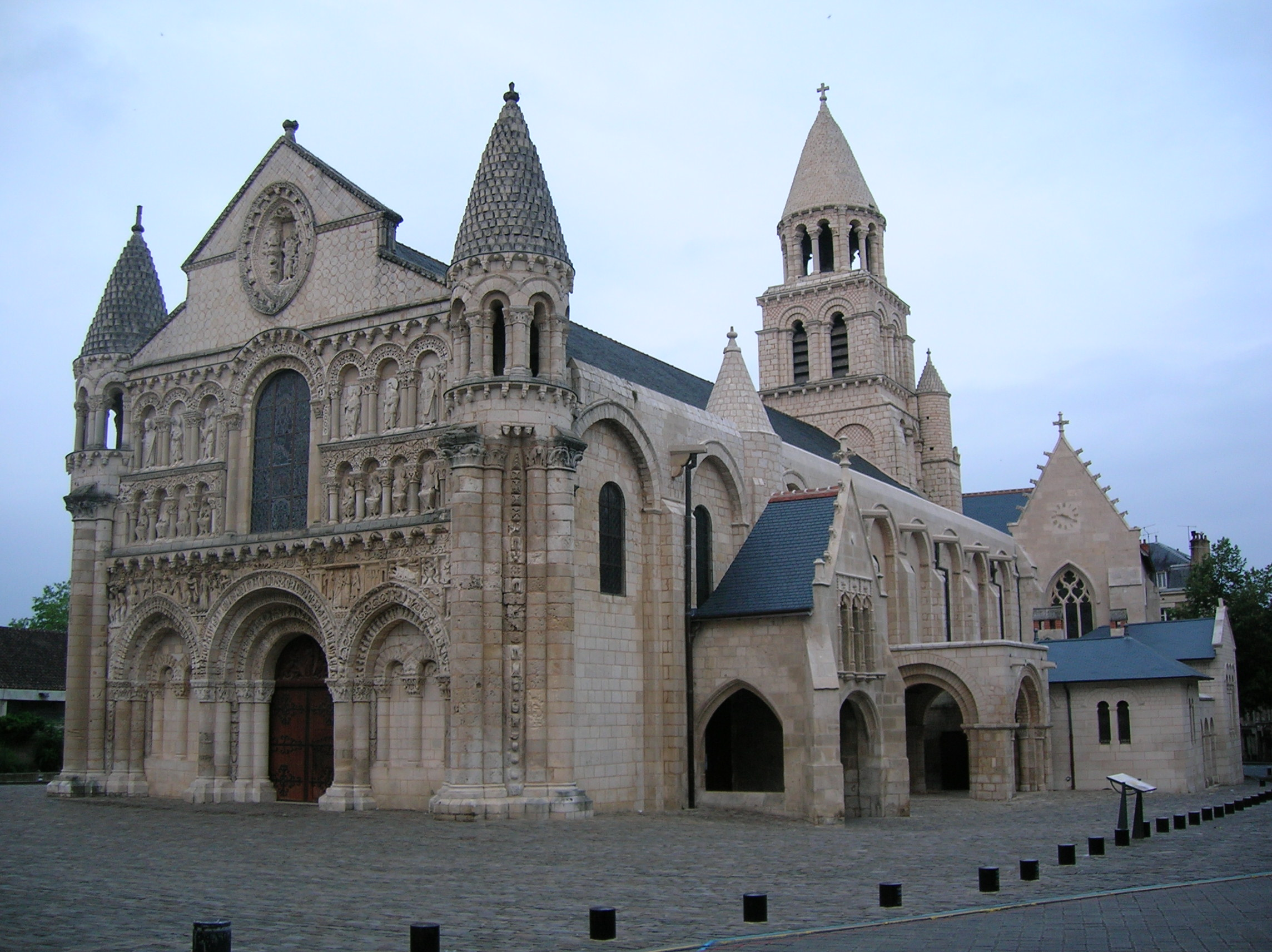
Igreja de Nossa Senhora a Maior, em Poitiers

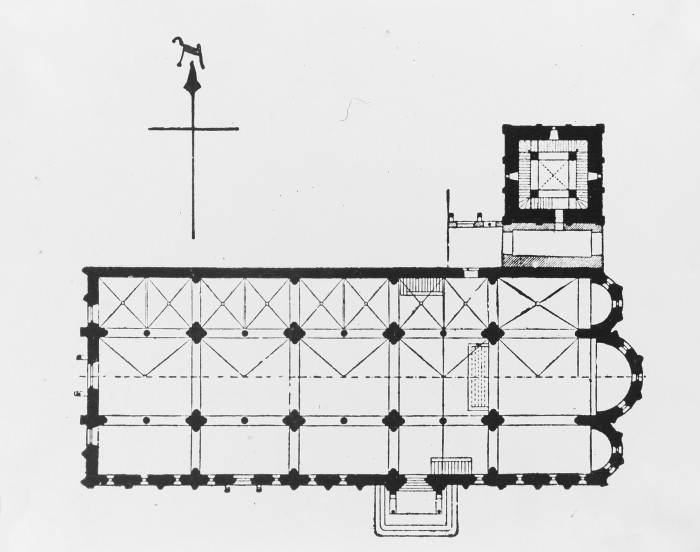
Planta da catedral de Módena (Itália)

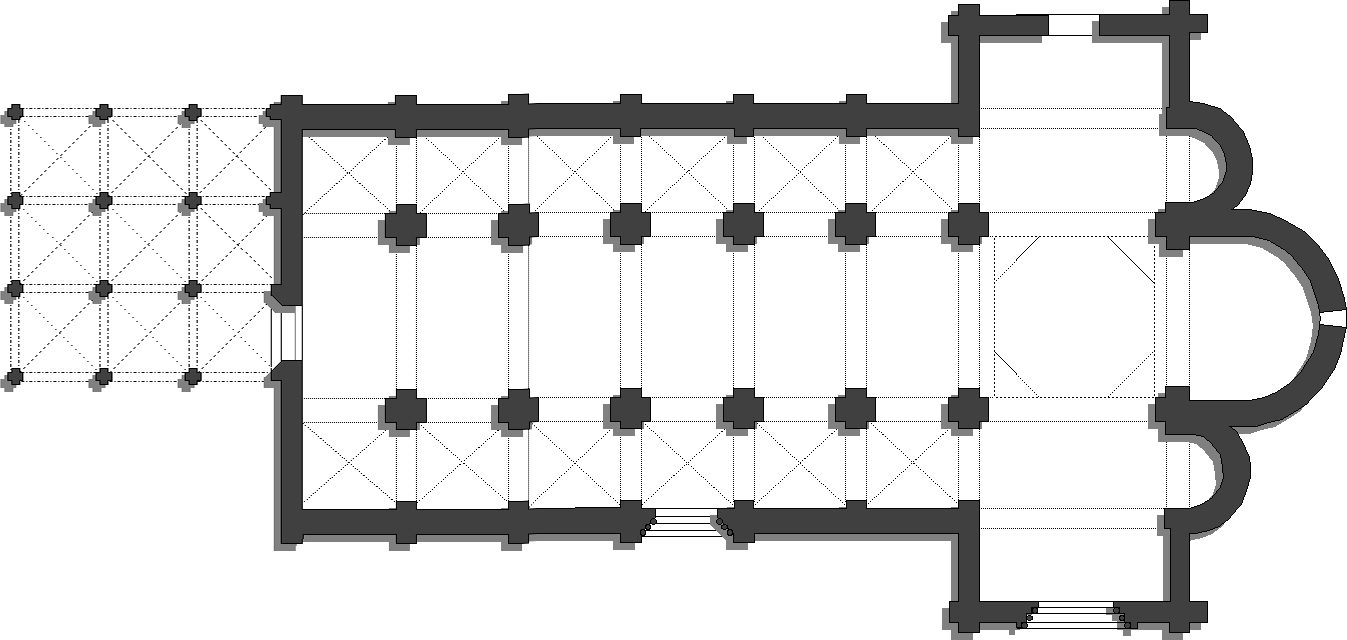
Planta da Basílica de Santo Isidoro de Leão, (Espanha)

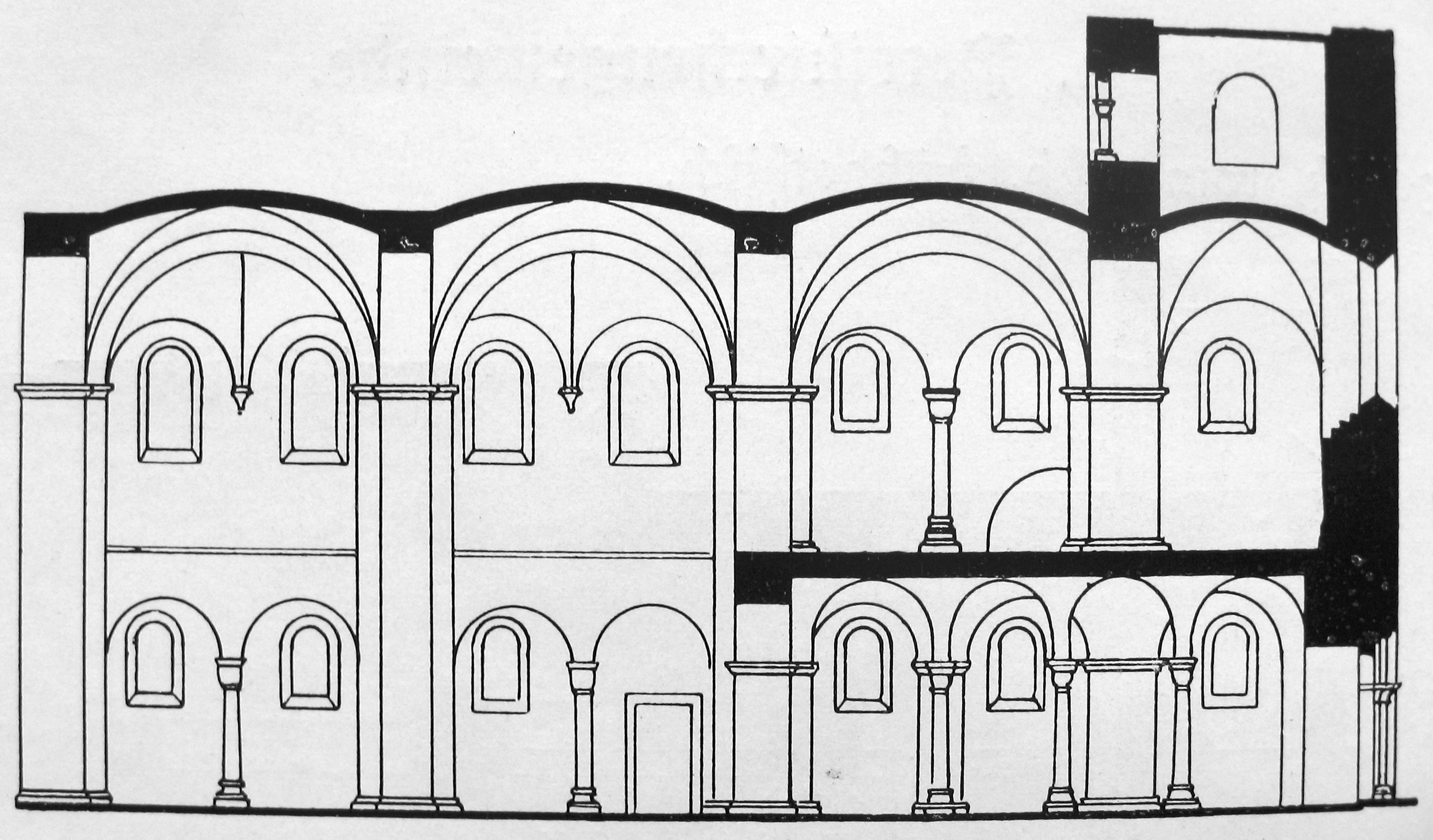
Secção longitudinal da nave central da Igreja de São Pedro em Soest (Alemanha)

Tendo em conta as diferenças regionais, podemos encontrar alguns elementos caracterizadores do estilo românico, sobretudo no que diz respeito aos edifícios religiosos que são a sua maior manifestação.
Ao longo da época românica, nota-se a utilização predominante do arco redondo, o que distingue o românico do período posterior da arquitetura gótica, ainda que o arco ogival surja na época romana, talvez sob influência islâmica (apesar de a sua origem ser suméria), por exemplo na Catedral de Autun ou na Catedral de Monreale.
A subdivisão interna apresenta-se bastante complexa, dividida em vãos: Normalmente a área de um vão da nave central (de base quadrada) corresponde à área de dois vãos na naves laterais. As paredes são muito espessas e robustas e com aberturas relativamente pequenas. O tratamento superficial das paredes é realizado de forma plástica, tanto no interior como no exterior, com elementos salientes e reentrantes (como pilastras, semicolunas, arcos cegos) que, além de contrabalançarem o impulso dos arcos, criam peças de claro-escuro.
A parede da nave é também geralmente articulada com elementos plásticos e aberturas acima dos arcos e muitas vezes organizada em vários níveis (matroneum, triforium, claristorium), cuja evolução será um dos elementos do desenvolvimento em direção ao gótico.
São notavelmente utilizados não só colunas (muitas vezes monolíticas) como nas primeiras igrejas cristãs, mas também pilarS (por vezes alternando com colunas). No românico tardio são utilizados pilares compostos, como por exemplo pilares cruciformes com semicolunas anexadas.
As colunas, salvo casos de nua, apresentam capitéis esculpidos com formas vegetalistas ou fantásticas, ou geometrizantes, mas ainda originais e geralmente distantes dos modelos romanos ou cristãos da arquitetura paleocristã.
O material utilizado nas paredes consiste geralmente (sobretudo para edifícios de alguma importância) em pedra talhada, reduzida a silhares regulares que quase nunca estão expostos no interior, mas sim rebocados e frescos. No entanto, não faltam edifícios de tijolo em áreas onde faltam materiais de pedra (por exemplo, Holanda, Pianura Padana ou Baixo Valdarno).
A cobertura é predominantemente abobadada, embora não faltem coberturas treliçadas, tanto a norte (Normandia) como a sul (Itália) ou mesmo séries de cúpulas como no oeste de França (Catedral de Angoulême) e em Itália (Palermo, Veneza, Puglia, Marche).
As abóbadas da nave são frequentemente abobadas de berço, especialmente em França, mas mais frequentemente com abóbada de cruzaria, com uma versão arco pontiagudo em Borgonha e Poitou. A Abóbada em cruzaria espalha-se a partir da Lombardia e Durham (Inglaterra); Na Normandia (Lessay), estreia o cruzeiro ogival nervurado, realizado na Sicília, nos telhados das absides das catedrais de Cefalù e de Monreale.
Nas igrejas de peregrinação começaram a ser utilizadas estruturas que enfatizam a ligação da nave com o transepto, como torres e cúpulas. Outras inovações deste período arquitetónico são a abside com coro, muitas vezes ligada ao deambulatório, dominada por capelas radiais.
Por último, podemos também notar o uso comum de janelas e outras aberturas de dimensões bastante reduzidas e consequentemente uma luminosidade interna bastante rarefeita cuja espiritualidade tem sido exaltada; refira-se que a transição do românico para o gótico ocorreu como uma procura de uma luminosidade cada vez maior e de um alargamento progressivo das aberturas exteriores acompanhando a mudança de sensibilidade. É bastante frequente a presença de uma cripta e de um presbitério elevado, fazendo com que a igreja se estruture em três níveis (considerando a nave).
Em última análise, o interior das igrejas românicas já não é inteligível à primeira vista, mas revela-se em muitas mais fases, com uma fragmentação da unidade do edifício em inúmeros subelementos, cada um dotado de uma certa autonomia formal. Devido a esta atitude descritiva, que permitiu a presença simultânea de elementos decorativos de diferentes origens e gostos estilísticos, recorremos muitas vezes a materiais despojados.

#### Exterior
Os elementos externos mais frequentes são:

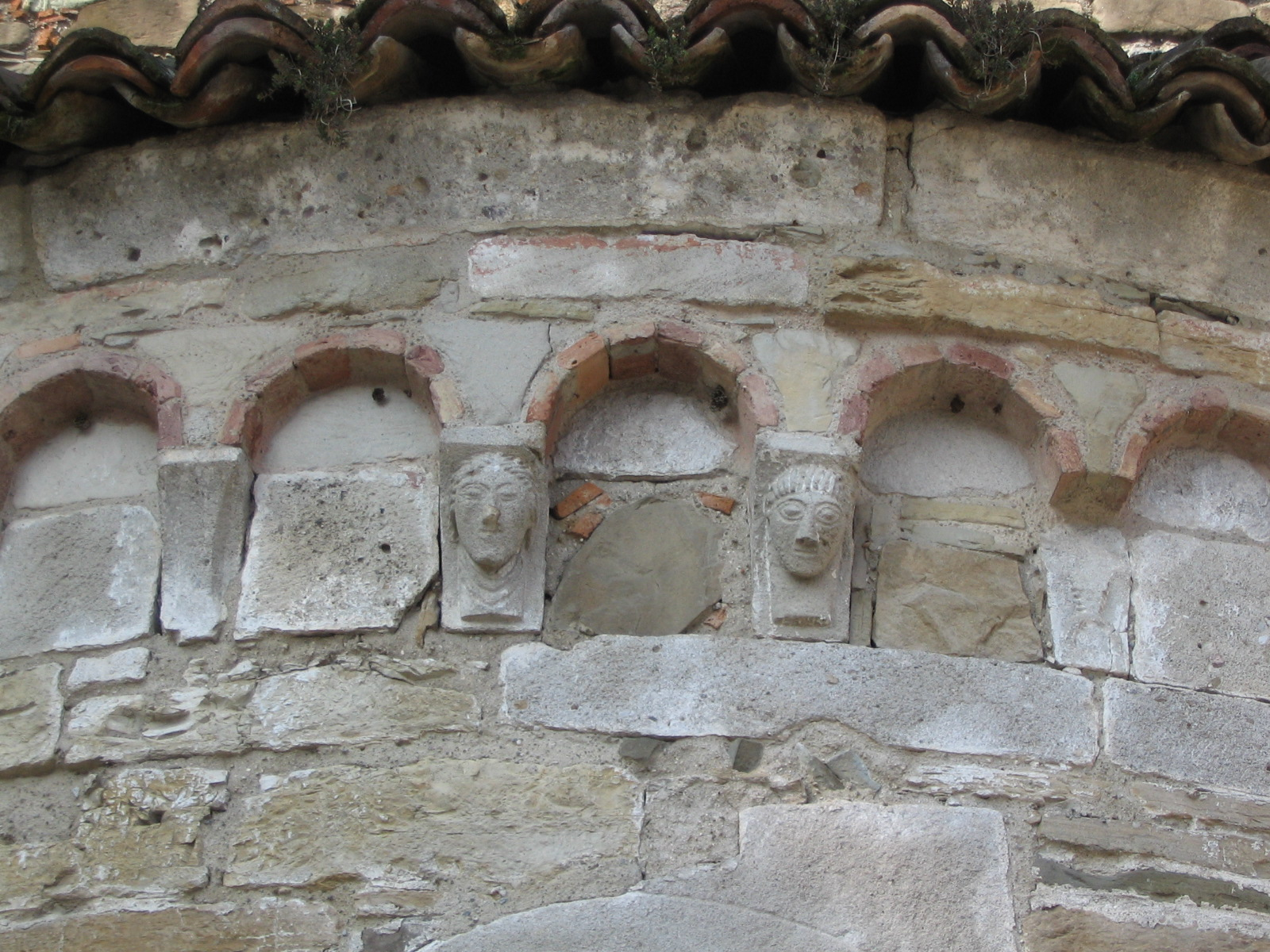
arcos suspensos em cachorros com métopas

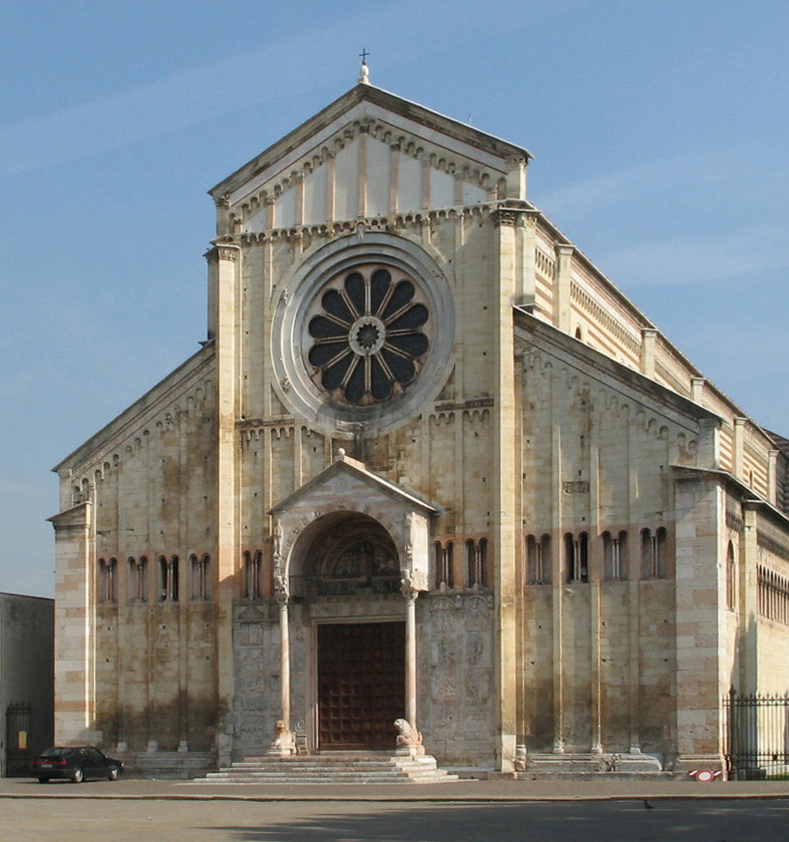
Fachada com arcos cegos, tiras de pilastras, prothyrum, leões estilóforos, rosácea (Basílica de San Zeno, Verona)

- paredes exteriores muitas vezes tratadas plasticamente, utilizando arcos cegos, pilastras e nichos; é também frequente a utilização do motivo decorativo típico dos arcos suspensos: este elemento fortemente caracterizador teve um longo desenvolvimento em várias regiões europeias, desde Musa até Borgonha e de Lombardia a Catalunha;[143].
- integração da estrutura da parede com elementos escultóricos de vários tipos presentes sob a forma de baixos-relevos, portais, elementos estiloforos, lunetas, métopas, etc.;
- fachada frequentemente articulada com um nártex, um pórtico, um prothyrum, ou em todo o caso um portal plasticamente definido; muitas vezes, sobretudo em Itália, existe também uma rosácea;
- presença frequente, no cruzamento do transepto com a nave, de uma torre (sobretudo na França) ou de uma cúpula;
- presença de duas torres junto à fachada (nem sempre simétricas) derivadas do Westwerk (em zonas de influência germânica, na Normandia e consequentemente no sul de Itália);
- presença de uma torre sineira isolada (na Itália) ou anexada à abside (na Espanha).
- bandas bicolores, especialmente em Românico Pisano e seus derivados;
- presença de intársia de mármore no românico toscano em Florença.

A extrema flexibilidade com que os construtores românicos interpretaram livremente os modelos dos edifícios principais permitiu também a inserção dos mais díspares motivos, incluindo elementos bizantinos e islâmicos (pense-se por exemplo na arquitetura da Sicília ou na Veneza na da época).
A unidade da linguagem românica, a concepção unitária do edifício é de natureza dinâmica, inventiva e experimental. O resultado é uma construção religiosa estruturalmente poderosa, uma “fortaleza da fé”.

### A questão das abóbadas cruzadas

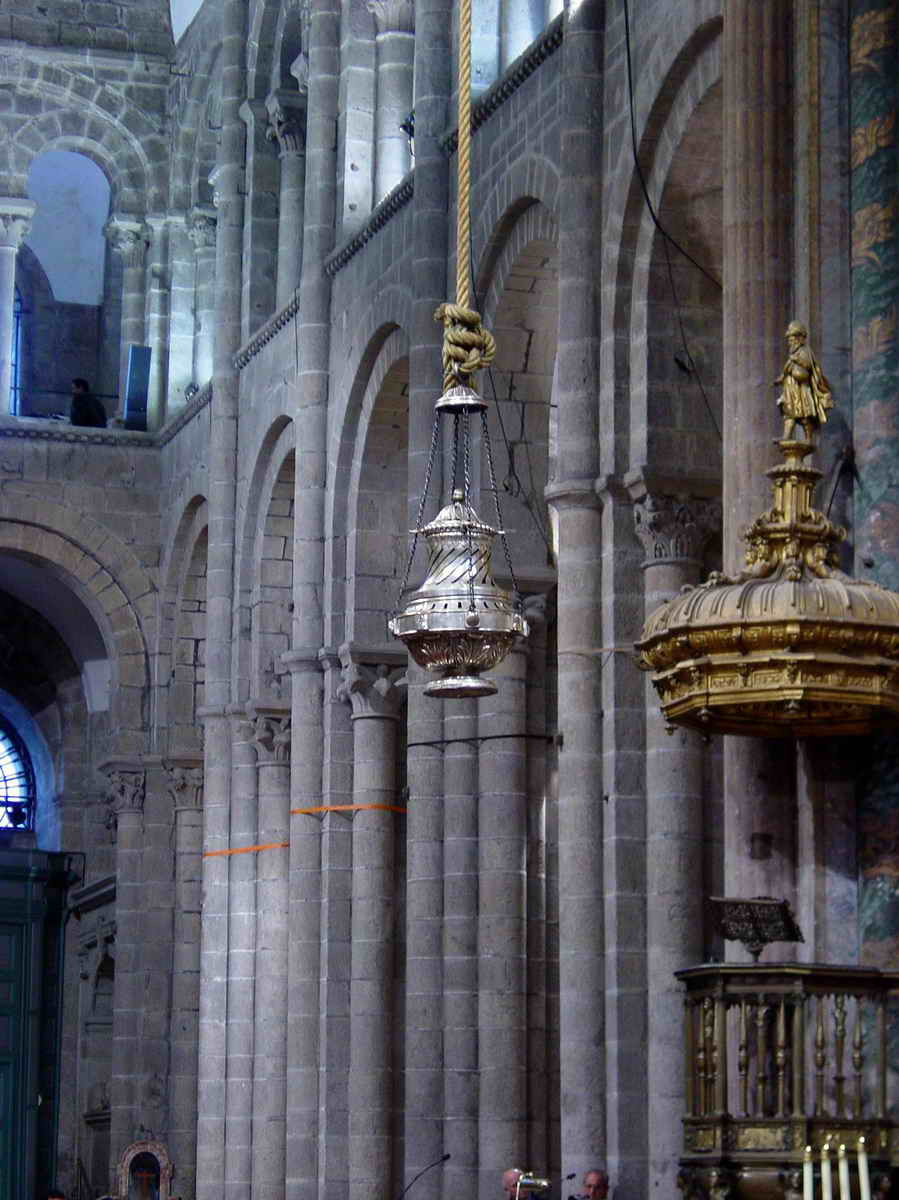
Interior da Catedral de Santiago de Compostela

No século XIX, de acordo com uma impressão cultural positivista, quis-se reconhecer a utilização de abóbadas como elemento qualificador da arquitetura românica, em particular as abóbadas cruzadas; uma simplificação um tanto forçada em querer ver uma evolução linear entre arte medieval e arte gótica, que não corresponde totalmente à realidade de acordo com a evolução da historiografia. Se por um lado, de facto, importantes edifícios de arquitectura românica como a Catedral de Modena ou a San Miniato al Monte de Florença ou a abadia dos homens de Saint-Étienne em Caen foram inicialmente cobertas com treliças, só mais tarde substituídas por abóbadas, por outro lado o uso de abóbadas cruzadas já estava presente no início do paleocristianismo e, em qualquer caso, em edifícios anteriores ao ano 1000, embora em partes individuais da organização construtiva, como as criptas e o nártex de São Marcos, em Veneza. Outros exemplos são encontrados em algumas igrejas bizantinas no sul da Itália, nas paróquias da área entre Forlì e Ravenna e desde o início do século XI nas áreas da Alemanha e Lombardia, como na igreja de Santa Maria Maggiore em Lomello (naves laterais) ou na basílica de San Michele em Pavia.
As abóbadas cruzadas foram, no entanto, um dos factores que permitiram a criação dos grandiosos edifícios românicos. Formados pela intersecção de dois arcos diagonais, tinham a vantagem indiscutível sobre as abóbadas de berço de transportar o peso e não ao longo de toda a linha do conjunto, apenas nos quatro sustentos do ângulo, simplificando a necessidade de controlar o contra-peso (quatro pontos eram de facto mais controláveis do que duas linhas contínuas) e permitindo aliviar o esforço nas paredes, que podem por isso ser mais esbeltas em altura ou mesmo perfuradas por diversas aberturas, abrindo, na perspectiva temporal, a evolução para o gótico.

### Alemanha
A Alemanha foi o país onde a arte românica mais se sobrepôs à arte otoniana pré-românica, originária desta zona..
Da abadia de Saint-Riquier em Centula (perto da actual Abbeville, no norte da França) derivaram numerosas arquitecturas tedescas datáveis a partir da última metade do século X: a esta tendência pertence, por exemplo, a Igreja de São Pantaleão na Colónia caracterizada por um severo Westwerk (980). O tema da Westwerk foi posteriormente retomado na igreja de San Michele em Hildesheim, iniciada imediatamente após o ano mil: o edifício é constituído por uma planta geométrica regular, com um corpo central com três nave sobre as quais se inserem dois transeptos, dois coros e duas absides. Peculiaridades da nave de Hildesheim, ainda com cobertura de madeira, são os suportes alternados que suportam uma série de arcos redondos: este esquema, que prevê uma sucessão de pilares e colunas, teve notável difusão na Europa Central..
A reconstrução da Catedral de Spira (Spira II), foi marcada como um ponto de viragem, reconstruída em 1080, apenas vinte anos após a conclusão da primeira catedral (Spira I). No novo edifício foi retomada a grandiosa planta da igreja anterior, com uma nave igualmente ampla e alta, mas desta vez coberta por abóbadas cruzadas em vez de cobertura de madeira. Além disso, o motivo decorativo das semicolunas muito altas colocadas primeiro contra os pilares e depois continuando na parede quase até ao teto foi adoptado na nave. Na Spira II este efeito plástico foi realçado, criando três níveis sobrepostos de pilares e semicolunas, sobre cada um dos quais correspondia ao desenvolvimento de um elemento portado: as abóbadas, os arcos de acesso às naves laterais, os arcos cegos em torno das janelas. No exterior, foi construída uma galeria que circunda a catedral à altura dos matroneus, caracterizados por pequenos arcos sobre pequenas colunas: serviu para fundir algumas das partes mais antigas do edifício e foi utilizado em muitos edifícios da região, mais pelo belo efeito de claro-escuro do que por qualquer utilização prática real.
Outra pedra basilar da arquitetura deste período é a igreja da abadia de Santa Maria Laach na Renânia, iniciada em 1093 e concluída no século XIII. Apesar do longo período de construção, o aspecto do edifício é unitário e caracterizado por uma complexa justaposição de diferentes volumes. A parte central é delimitada pela área monumental do transepto e pela Westwerk, ambas ladeadas por duas torres (de um lado com base quadrada, do outro redonda); além disso, no cruzamento do transepto com a nave ergue-se um corpo octogonal, enquanto o Westwerk é dominado por uma robusta torre central com volumes sobrepostos, culminando com uma cobertura inclinada, que marca o ponto mais alto da basílica. As paredes exteriores são animadas por lesenas em pedra mais escura e arcos suspensos.
Importante para a afirmação do estilo românico foi a chamada escola de Colónia. Antes do início da Segunda Guerra Mundial em Colónia existiam de facto numerosas igrejas românicas caracterizadas por uma terminação tricónica; é o caso, por exemplo, da igreja de Santa Maria do Campidoglio, delimitada na fachada nascente por três absides dispostas ortogonalmente entre si.

### França
A França apresenta estilos locais, influência das igrejas de peregrinação. O ordenamento do extremo oriental evoluiu para uma planta radiante ou escalonada (como em Issoire). Era acrescentado um deambulatório à volta do perímetro da ábside para permitir o acesso às capelas. Na planta escalonada eram introduzidas capelas no lado oriental do transepto. A separação entre o clero e fieis era feita também com a distinção entre altares dos santos e altar-mor.
Na Provença encontramos igrejas altas, pouco largas com coberturas de ogivas e arco quebrado, não tem tribuna mas altas janelas.
Em Poitou as naves laterais são estreitas e elevam-se à altura da nave central.
Um segundo grupo de igrejas, as igrejas de cúpulas foram influenciadas pela arquitetura muçulmana e bizantina, com uma nave única muito alta com ou sem transepto e capelas radiantes.

### Itália

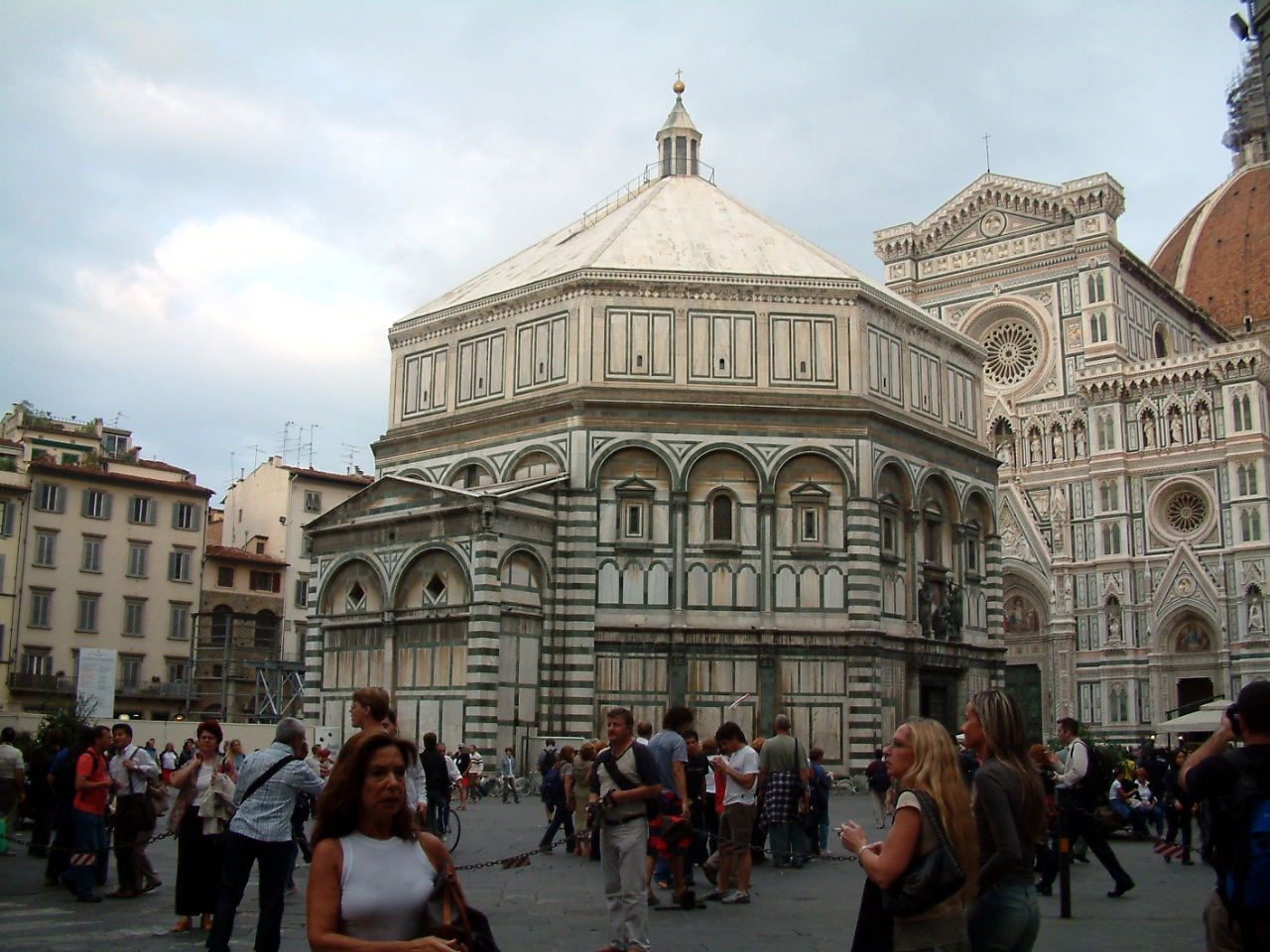
Batistério de Florença.

Itália mostrou-se conservadora e não acompanhou a escala de actividade registada em França. A herança estilística da influência antiga clássica, bizantina e muçulmana foi explorada ao máximo: continuaram a usar a cúpula alteada, campanilles e batistérios separados, revestimentos a mármore no exterior e uma decoração miudinha. A torre é separada da igreja como em San Miniato al Monte, a fachada é ordenada com colunatas e arcadas cegas. O românico toscano tem influência muçulmana e bizantina: a cobertura é de madeira, as colunas clássicas e planta comum às basílicas paleo-cristãs. A fachada é viva, volta-se para a praça, tradição romana da vida pública na rua (como podemos observar no batistério de Florença).
Na arte românica, a Itália exibiu variedades profundamente distintas, determinadas não menos pelos diferentes temperamentos das várias regiões, do que por diferenças culturais e relações externas: intimamente unida em parte ao restante do mundo românico, em outras partes abriu-se facilmente às influências da arte bizantina e muçulmana, enquanto em toda parte reteve grandes vestígios da arte clássica e, por fim, os revisitou. Mas, entre as variedades, podem-se discernir características comuns; uma arte "italiana" já se revela. na arquitetura, apesar das diferenças entre as várias escolas, há uma sensação de amplitude espacial, um estudo mais voltado para a composição de formas harmoniosas do que para a resolução de problemas estáticos que impediam os artistas italianos de desenvolver formas góticas; mas foi possível antecipar o Renascimento de muitas maneiras, já na arte românica italiana.
Na Itália, particularmente no norte do país, a igreja que simboliza a arquitetura românica é Sant'Ambrogio, em Milão. Milão foi uma cidade muito importante tanto comercialmente, dada a sua proximidade geográfica com a Europa, quanto politicamente, estando na vanguarda da luta pela autonomia municipal.
A Basílica de Sant'Ambrogio, construída no século IV, mas reformada a partir do final do século XI, assumiu a atual aparência no século XII. É precedida por um grande átrio com pórtico, que assumiu um novo papel na arquitetura românica: tornou-se uma espécie de praça pública onde os cidadãos podiam se reunir para discutir problemas sociais, ouvir discursos de autoridades políticas e receber a bênção do bispo. Inicialmente, a basílica ficava fora das muralhas romanas de Milão, mas ao longo dos séculos seguintes, a cidade cresceu ao seu redor. A fachada é em empena, o que significa que tem duas variáveis, larga e baixa. No interior, o edifício é dividido em três naves, separadas por colunas alternadas com pilares maciços, que dão força e substância à estrutura. O altar encontra-se aproximadamente no mesmo sítio que na época de Santo Ambrósio, e as colunas do cibório sobre o altar parecem nunca ter sido mexidas; elas ainda assentam no pavimento original.  A galeria das mulheres tem vista para a nave central, dividida em vãos por uma série de abóbadas de cruzaria. A iluminação, que vem apenas das grandes janelas na fachada, é fraca, como em quase todas as igrejas românicas, contribuindo para uma atmosfera de serena austeridade.
Começando com a icônica igreja de Sant'Ambrogio, a arquitetura românica teve um desenvolvimento precoce e notável na Lombardia (na época, maior que as atuais fronteiras regionais, incluindo também a Emília e parte do Piemonte), e em todo o Vale do Pó. Entre as igrejas mais importantes estão San Michele em Pavia e a Catedral de Modena - consagrada em 1184, é uma importante construção românica na Europa e, juntamente com a sua torre sineira, a Torre della Ghirlandina, é declarada Patrimônio da Humanidade; a igreja de Pavia apresenta uma bela fachada em empena caracterizada por lógias, pequenos arcos, que se tornariam um dos elementos característicos da arquitetura do Vale do Pó. A construção da atual cripta, coro e transepto foi iniciada no final do século XI e concluída em 1130. As abóbadas da nave, originalmente com dois vãos de abóbada de arestas grosseiramente quadrados, foram substituídas em 1489 pelo projeto do mestre arquiteto Agostino de Candia em quatro vãos retangulares, e a estrutura foi criada pelo seu pai, o renomado mestre pedreiro de Pavia, Iacopo da Candia. A Catedral de Modena, iniciada em 1099, é obra do arquiteto Lanfranco, descrito numa inscrição como "um artista maravilhoso". Nela o portal norte da catedral, conhecido como Porta della Pescheria, apresenta esculturas em alto relevo de cenas seculares na arquivolta e no lintel de mármore. As esculturas na arquivolta são notáveis por representar uma cena arturiana muito antiga. A igreja emiliana exibe quase todas as características do estilo românico do Vale do Pó, desde a fachada em empena até as lógias, a galeria das mulheres e a sensação geral de força e solidez da estrutura arquitetónica.
Uma exceção a esse panorama homogéneo é a Basílica de São Marcos, em Veneza, justamente pela sua história. Veneza permaneceu sob domínio bizantino durante toda a Alta Idade Média, e os seus interesses políticos e económicos estavam voltados para o Oriente. Assim, a forma da sua basílica é inspirada nas grandes igrejas bizantinas, embora mantenha algumas características devido à sua peculiar natureza: ter sido construída sobre a água e em contato próximo com ela. A soma de todos esses elementos resultou num edifício original, cuja arquitetura não é tão forte e imponente quanto a do Vale do Pó, mas dinâmica e leve, com nada menos que cinco cúpulas e um deslumbrante tapete de mosaicos cobrindo as paredes.
Outra república marítima de grande importância foi Pisa, onde a construção de uma imponente catedral começou em 1063. A direção das obras foi primeiramente entregue ao arquiteto Buscheto e depois continuada pelo mestre Rainaldo, que terá sido sucedido por Guglielmo. O tráfego comercial da cidade, que a conectava a várias partes do mundo, fez com que a sua igreja se tornasse reflexo de todas essas trocas e relações. A planta longitudinal da catedral, com um transepto, e a presença de colunas são inspiradas nas grandes basílicas do cristianismo primitivo. A decoração e as galerias da fachada e a galeria das mulheres no interior são de estilo lombardo, enquanto a cúpula elíptica e os arcos ogivais derivam da tradição islâmica e arménia.
A partir do século XI, a Igreja embarcou em uma intensa campanha de mudança, uma verdadeira reforma, visando a renovação moral do clero e, no plano político, a recuperação da autonomia em relação ao poder leigo; um conflito que logo eclodiria na Controvérsia da Investidura.
Do ponto de vista artístico, uma arquitetura inspirada na era de ouro do cristianismo, o início do cristianismo, consolidou-se nos territórios associados ao papado. Surgiram inúmeras igrejas com planta basilical, com transeptos, longas colunatas e decorações inspiradas na antiguidade. A mais famosa dessas construções foi, sem dúvida, a Abadia de Montecassino, no Lácio, reconstruída no final do século XI pelo Abade Desidério, que chegou a importar materiais antigos diretamente de Roma. Algumas das igrejas românicas mais importantes, como São Clemente e Santa Maria em Trastevere, foram construídas na cidade, embelezadas com esplêndidos mosaicos de abside inspirados nos das primeiras basílicas cristãs.
Em Itália, a influência dos monumentos antigos, cujos vestígios não eram igualmente numerosos nem bem compreendidos em toda a sua extensão; influências externas, diferindo nos diferentes centros; e um distinto génio local, contribuíram para as muitas variações regionais da arquitetura românica, a ponto de algumas das suas principais obras — Igreja de São Marcos em Veneza, a Capela Palatina de Palermo — serem consideradas quase isoladas. Neles, porém, reafirmam-se as características da arte italiana, mesmo dentro do complexo híbrido ou das formas adoptadas a partir do exterior. A atividade construtiva foi extensa e contínua. Menos vibrante no início do século XI, de que restam poucos monumentos (destaca-se San Miniato al Monte em Florença), depois cada vez mais fervorosa, no final desse século manifestou-se em grandes obras-primas que ainda sobrevivem: a Catedral de Pisa, São Marcos em Veneza, Sant’Ambrogio em Milão, a Catedral de Modena. No século XII, desenvolveu e multiplicou de diversas formas as formas românicas que só lentamente deram lugar ao gótico durante o século XIII.
Mais vigorosa e consistente do que as outras variedades foi a escola que pode ser correctamente chamada "Lombarda", pois as suas características mais originais desenvolveram-se na Lombardia central, que em muitos aspectos está ligada ao Piemonte, à Ligúria e a todo o Vale do Pó.
Os construtores lombardos eram extremamente industriosos, não só nas suas próprias terras, mas também noutras partes de Itália e fora dela, como atestam documentos e inscrições, e também como demonstra a tradição contínua da sua migração por toda a parte. Devem ter sido os factores mais activos na difusão do chamado estilo "românico primitivo", cujos monumentos e vestígios Puig y Cadafalch traçou mais detalhadamente em Itália, Catalunha, por toda a França, Suíça e regiões da Renânia. Este estilo, de extrema simplicidade e tenaz persistência, pode ser rastreado desde as suas longínquas origens em Ravena, na Lombardia, e a sua ampla difusão nos séculos X e XI. Caracteriza-se por coberturas, mas também por abóbadas (como em San Martino di Canigou e outras igrejas da Provença e da Catalunha) e por decorações com arcos suspensos, faixas de pilastras e arcos.
Os construtores românicos da Lombardia central, onde Milão e Pavia floresceram, mantiveram-se fiéis a estas decorações pré-românicas e desenvolveram outras que distinguem as suas obras: fachadas com frontões de duas águas, pequenas galerias suspensas, portais recuados com múltiplos perfis; mas, sobretudo, abordaram o maior problema da arquitectura românica — cobrir as basílicas com abóbadas — e, embora a data de muitos monumentos seja contestada, e haja mesmo quem lhes negue qualquer prioridade num aspecto tão crucial, parece-nos que foram os primeiros a resolver este problema da forma mais completa e frutífera, construindo não só abóbadas de todos os tipos, mas também abóbadas nervuradas sobre estruturas dispostas organicamente.
O monumento capital da escola lombarda é a Basílica Ambrosiana em Milão, cujas naves foram reconstruídas na segunda metade do século XI: um poderoso organismo de estruturas complexas em pilastras, arcos e abóbadas dos matronéus naves agora envoltos em muros de alvenaria, mas todos voltados para um efeito de amplitude e luz que direciona as formas pesadas para os seus próprios propósitos. Todas as secções da nave ambrosiana parecem ter sido concebidas com a intenção de cobrir o espaço com abóbadas: e que estas devem ter sido nervuradas, tal como se conservaram nos primeiros tramos, confirma-se pela forma dos pilares principais e dos capitéis, em contraste com a opinião hoje generalizada de que foram construídos apenas no final do século XII. A igreja de San Michele em Pavia, que na sua aparência atual remonta à primeira metade do século XII, desenvolvendo a elevação da basílica ambrosiana, marca um novo estágio na arquitetura lombarda. A atividade do século XII foi complementada, com variações locais, por muitos monumentos espalhados pelo norte de Itália — semelhantes a basílicas, com planta concêntrica ou com planta complexa como San Fedele em Como —, entre os quais se destacam ainda as catedrais de Módena, Parma, Piacenza e Cremona, San Zeno em Verona e Santa Maria Maggiore em Bérgamo. É claro, pelo complexo destes monumentos, que os construtores do norte de Itália, que podem ser genericamente chamados de "lombardos", se dedicaram cada vez menos à abóbada durante o século XII, quer para seguir o gosto italiano generalizado pela construção basilical, quer por razões práticas (a Catedral de Módena tinha originalmente um tecto, tal como San Zeno em Verona). Não extraíram do seu conhecimento da abóbada nervurada as consequências que tinham preparado de muitas maneiras e que levaram à arquitetura gótica em França.
A influência da arquitetura lombarda para além dos Alpes, também indicada pelas evidências históricas, surge em edifícios no sul de França e na Catalunha, Suíça, Vale do Reno, Suécia e Áustria. E, sem exagerar a sua importância, deve ser reconhecido como um fator-chave na formação da arquitetura francesa e germânica. Difundida por grande parte de Itália, manifestou-se com mais intensidade em locais como as Marcas, o Lácio, a Dalmácia e a Apúlia (ver entradas individuais); penetrou de diversas formas, mesmo onde floresciam escolas muito diferentes.
Das outras variedades da arquitetura românica em Itália, vale a pena mencionar aqui apenas as mais importantes, nas obras principais. Quase todas evitaram, ou prestaram pouca atenção, aos novos problemas estruturais, aceitando apenas as formas românicas mais exteriores: procuravam sobretudo inovar a composição dos espaços com base em esquemas tradicionais modificados nas proporções, no ritmo e reformulados a partir de elementos diversos.
Em Veneza, onde em S. Marco (iniciada em 1071) a complexa estrutura inspirada nos modelos bizantinos compunha uma harmonia que pode ser chamada de clássica, a catedral de Torcello (c. 1008) e S. Donato em Murano (c. 1141) são identificadas por características bizantinas, lombardas e clássicas, originalmente remodeladas em conjunto, mas procuram a mesma impressão de espaço e clareza serena encontrada noutros níveis da arquitetura de Florença, Pisa e Lucca, de Roma, da Sicília, cada uma das quais deve também ser distinguida pelas suas próprias particularidades de estrutura e decoração. Entre os principais monumentos da escola Pisa-Lucca, que contou com uma ampla intervenção de construtores e decoradores lombardos, contam-se a Catedral de Pisa, iniciada por Buschetto em 1063, San Frediano e San Michele em Lucca, juntamente com muitos outros edifícios na mesma região e na Sardenha. Nestes edifícios, a arte clássica não conduz a imitações fragmentárias, mas antes dá substância a uma nova arte, que pode ser verdadeiramente considerada uma expressão "românica" pura. Esta arte transmuta as suas formas e recria a sua essência, à sua maneira espaçosa e clara, circunscrita por limites harmoniosos, que revelam já plenamente o espírito italiano. Florença, na igreja de San Miniato al Monte, deu forma ao mesmo espírito com meios semelhantes e com igual profundidade e originalidade. Em Roma, sob o exemplo insistente das basílicas do início da Idade Média, formou-se uma escola de arquitectos e decoradores, vocacionada não só para emular formas antigas com grandiosidade, como na igreja de Santa Maria em Trastevere (séc. XII), mas para as transfigurar com policromia e novos ritmos: no átrio da catedral de Civita Castellana, nos claustros (séc. XIII) de Latrão e de São Paulo Extramuros, para mencionar apenas as suas obras-primas. No sul de Itália, onde a arquitetura da Campânia e da Puglia predomina entre menores variedades, isto atesta uma grande civilização mesmo em lugares hoje obscuros, uma arte poderosa que reformulou elementos emprestados da arquitetura pisana, bizantina e, especialmente, lombarda, com características únicas, sempre em sintonia com o estilo italiano, como na Basílica de São Nicolau em Bari, nas catedrais de Troia e Trani, entre outras grandiosas, e na catedral de Bitetto, com originalidade intacta que perdurou até ao século XIV. E na Sicília, os monumentos românicos, inspirados em diversos elementos da cultura diversificada da ilha — muçulmana, bizantina, normanda — demonstram não só o poder criativo de uma arte que funde tudo em unidade, mas também as características do estilo italiano, cuja catedral de Monreale é uma das melhores expressões.
Tal como na arquitectura religiosa, na arquitectura profana, embora os seus vestígios sejam raros ou nunca presentes, encontram-se características diferentes de região para região, correspondentes às diferenças de cultura e de modo de vida, e aqui e ali o sinal de uma arte criativa: se os edifícios normandos de Palermo - a Zisa, a Cuba - repetem modelos muçulmanos, em Roma a casa "de Cola di Rienzi" recompõe originalmente formas arquitectónicas antigas, não apenas fragmentos de esculturas; na Toscânia, em toda a Itália central, e com uma inovação mais particular da construção em Pisa, nas casas com loggias as tradições, talvez nunca desaparecidas, da casa romana são revividas e transformadas; estas têm desenvolvimentos magníficos nos edifícios municipais do norte de Itália, enquanto em Veneza a arquitetura civil, embora partindo de métodos bizantinos, desenvolveu aqueles que sempre deveria manter em certos aspetos essenciais, construindo levemente sobre terreno instável e permeando os edifícios com ar e luz.
A partir de meados do século XI, o sul da Itália viu a invasão dos normandos, que, conquistando domínios dos lombardos, bizantinos e árabes, criaram um reino unificado no sul da península. A arte românica, portanto, teve um desenvolvimento singular nesta região, graças à habilidade dos novos conquistadores em preservar e fundir experiências artísticas e culturais anteriores, particularmente bizantinas e árabes.
A Sicília era o teatro por excelência desta arte multicultural. A este respeito, Ibn-Gubayr, um árabe que visitou a ilha em 1186, descreveu o governante normando da seguinte forma: "Assemelha-se aos reis muçulmanos no seu costume de mergulhar nos prazeres, nas suas ordens legislativas, na magnificência da sua corte e no luxo dos seus ornamentos." Na extraordinária Capela Palatina de Palermo, que tem uma planta tradicional de três naves, encontram-se mosaicos bizantinos ao lado de arcos ogivais mouriscos e, sobretudo, no teto de madeira com padrões de favos de mel e estalactites, afrescos com temas árabes, tipicamente islâmicos; a Catedral de Cefalù, por outro lado, combina a decoração em mosaico bizantino com um arco ogival árabe e duas esbeltas torres de estilo normando na fachada. As características islâmicas, no entanto, predominam em edifícios reais, como a Zisa, cujo nome deriva do árabe Aziz , que significa "esplêndido"; o palácio, na verdade, estava imerso em um grande jardim com fontes, quiosques, plantas perfumadas e flores de cores vivas.

#### Normandia

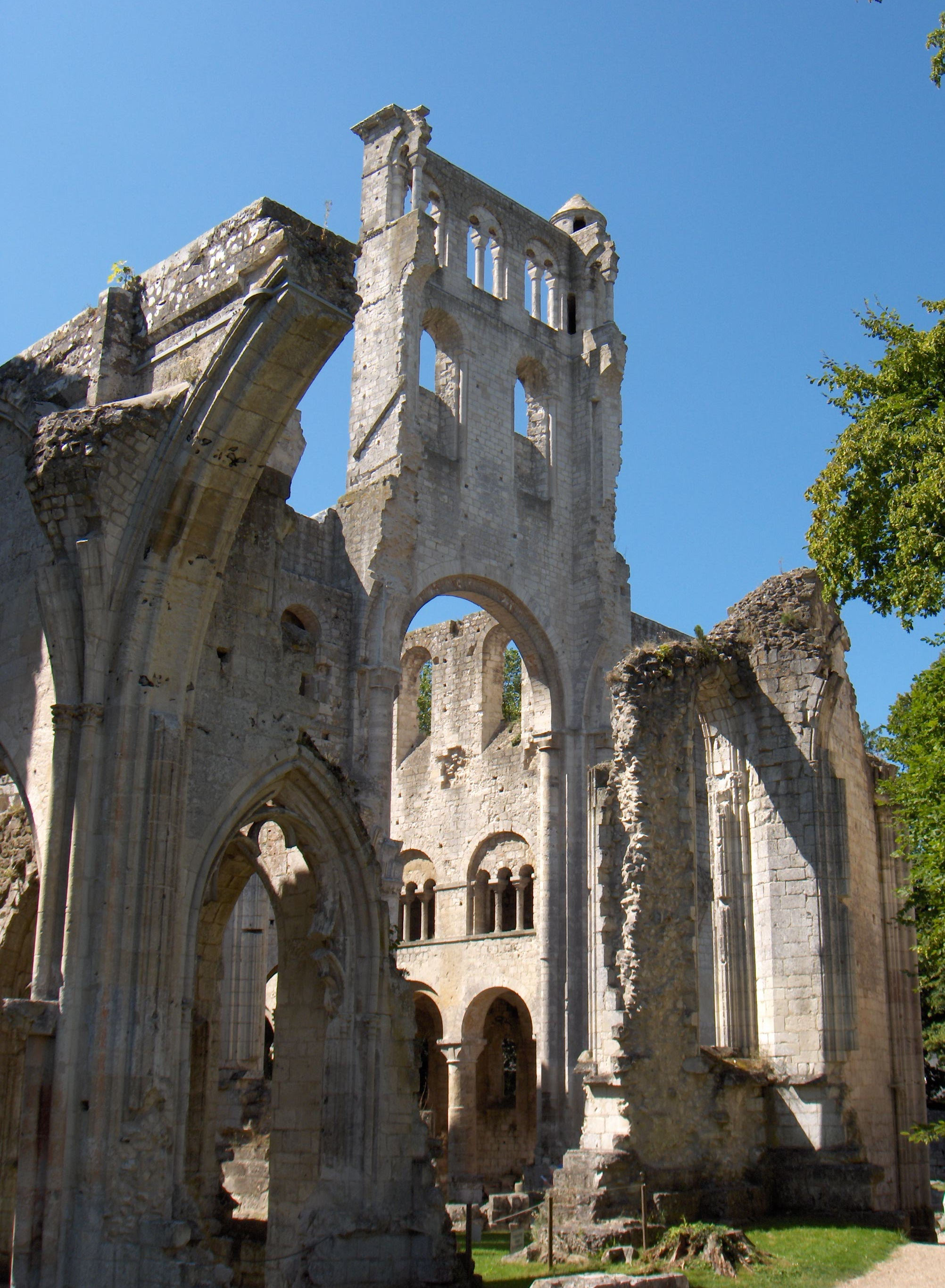
Os restos da Abadia de Jumièges

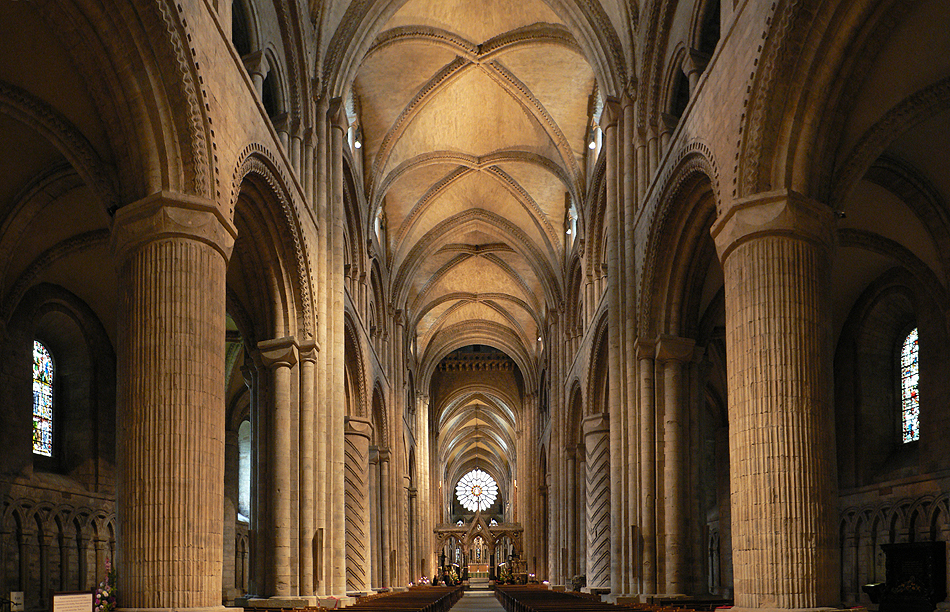
Interior da Catedral de Durham

Na Normandia já em 1025 Guilherme de Volpiano tinha erguido a igreja abacial de Berné, com transepto absidal e abóbadas cruzadas nos corredores laterais. Entre os arcos e o clerestório, foram inseridas janelas com duas portadas (o trifório), que reproduziam as aberturas de um matroneu inexistente..
Guilherme, o Conquistador já tinha iniciado um programa de grandes obras de construção na Normandia e, após a conquista da Inglaterra, foi realizado com resultados semelhantes também no novo território.
A igreja da abadia de Notre-Dame em Jumièges, construída entre 1040 e 1067, foi construída tendo como exemplos Berné e a primitiva Abadia do Monte Saint-Michel. Apresentava já algumas das características básicas do novo estilo arquitetónico, que foram desenvolvidas em construções subsequentes:
- fachada alta com duas torres gémeas nas laterais, segundo uma tipologia derivada do alemão Westwerk;
- a nave central era particularmente desenvolvida em altura;
- paredes da nave central divididas em três ordens: arcadas marginando as naves laterais mais pequenas, trifório e clerestório;
- varrimento das mesmas paredes internas com semicolunas muito altas encostadas às mesmas;
- alternância de colunas e pilares com semi-colunas inclinadas;
- presença de uma torre quadrada na intersecção entre o transepto e a nave;
- transepto com corredores criados na espessura das paredes;
- refrão com deambulatório;
- telhado de madeira (o telhado com abóbada cruzada data do século seguinte).

Antes de partir na expedição bem-sucedida pela conquista da Inglaterra, Guilherme, o Conquistador e a sua esposa Matilda de Flandres fundaram uma abadia em Caen (uma masculina e uma feminina), cujas igrejas da abadia estão entre os monumentos mais importantes da época. Em particular, a Igreja da Abadia de Saint-Étienne (Abbaye aux hommes), fundada por Guilherme, apresenta muitos elementos já utilizados em Jumièges, mas mais aperfeiçoados e com melhor coordenação: as torres da fachada elevam-se acima do primeiro vão das naves laterais, bem alinhadas com a planta, enquanto em Jumièges tinham uma posição mais independente; no interior, tanto o matroneu (e consequentemente os arcos do trifório) como a galeria superior são reforçados, com três semicolunas nos lados das aberturas a partir das quais se ramificam cornijas escalares bem ritmadas; por esta razão o muro é mais complexo, mas também mais espesso. Também aqui o teto era originalmente de madeira e foi substituído durante o século XII por uma estrutura abobadada.

## Arquitetura românica em Portugal

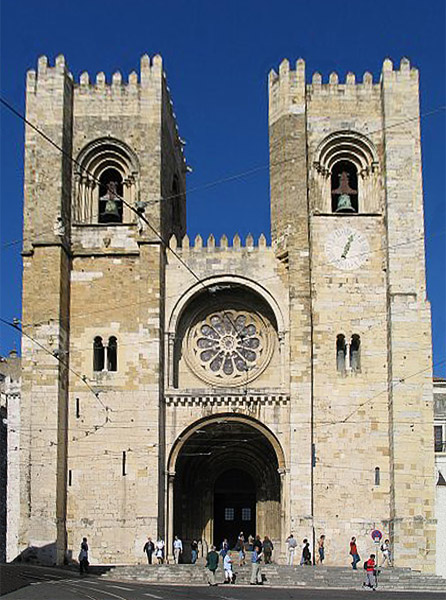
Sé de Lisboa, 1147, tem uma forma semelhante à Sé Velha de Coimbra, acima, com a adição de duas torres sineiras robustas no estilo normando e uma rosácea.

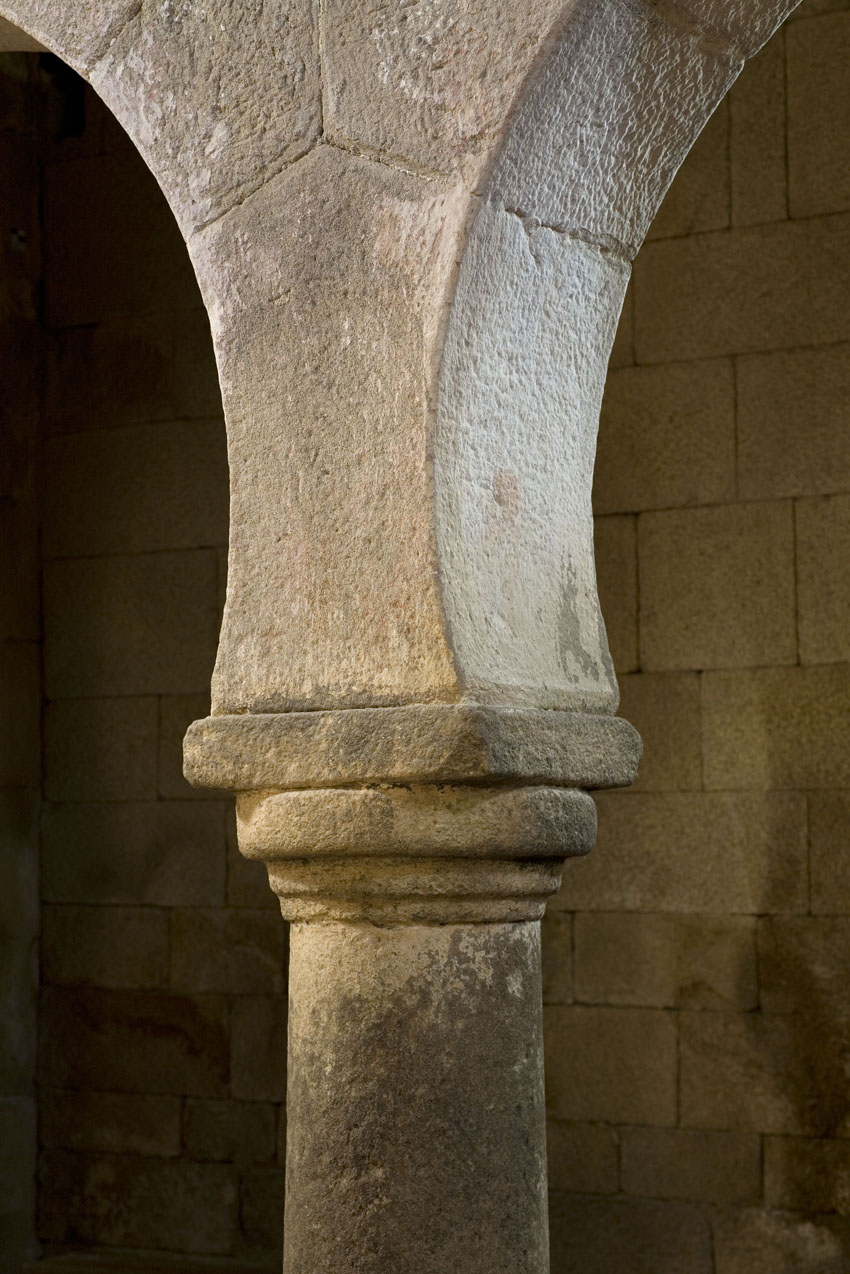
Capitel simples dórico que suporta o arco moçarabe. Igreja de São Pedro de Lourosa, Portugal

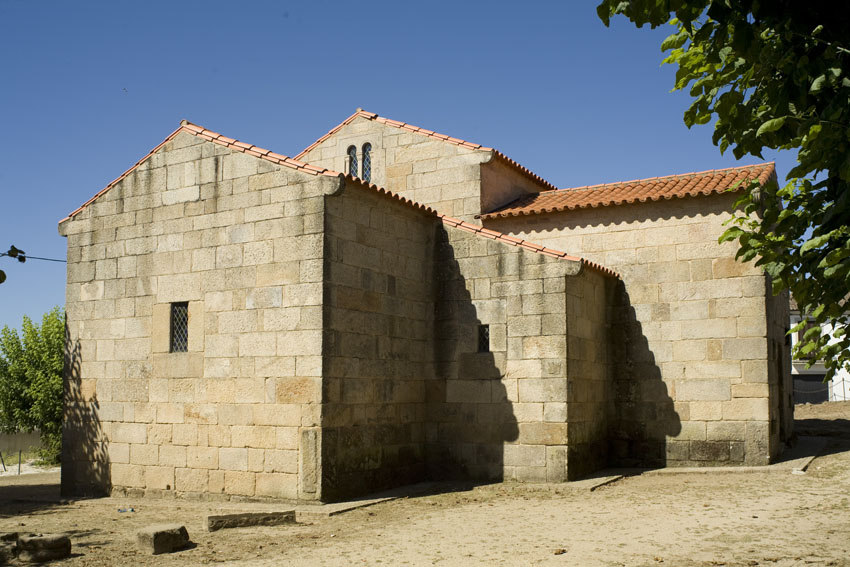
Igreja de São Pedro de Lourosa

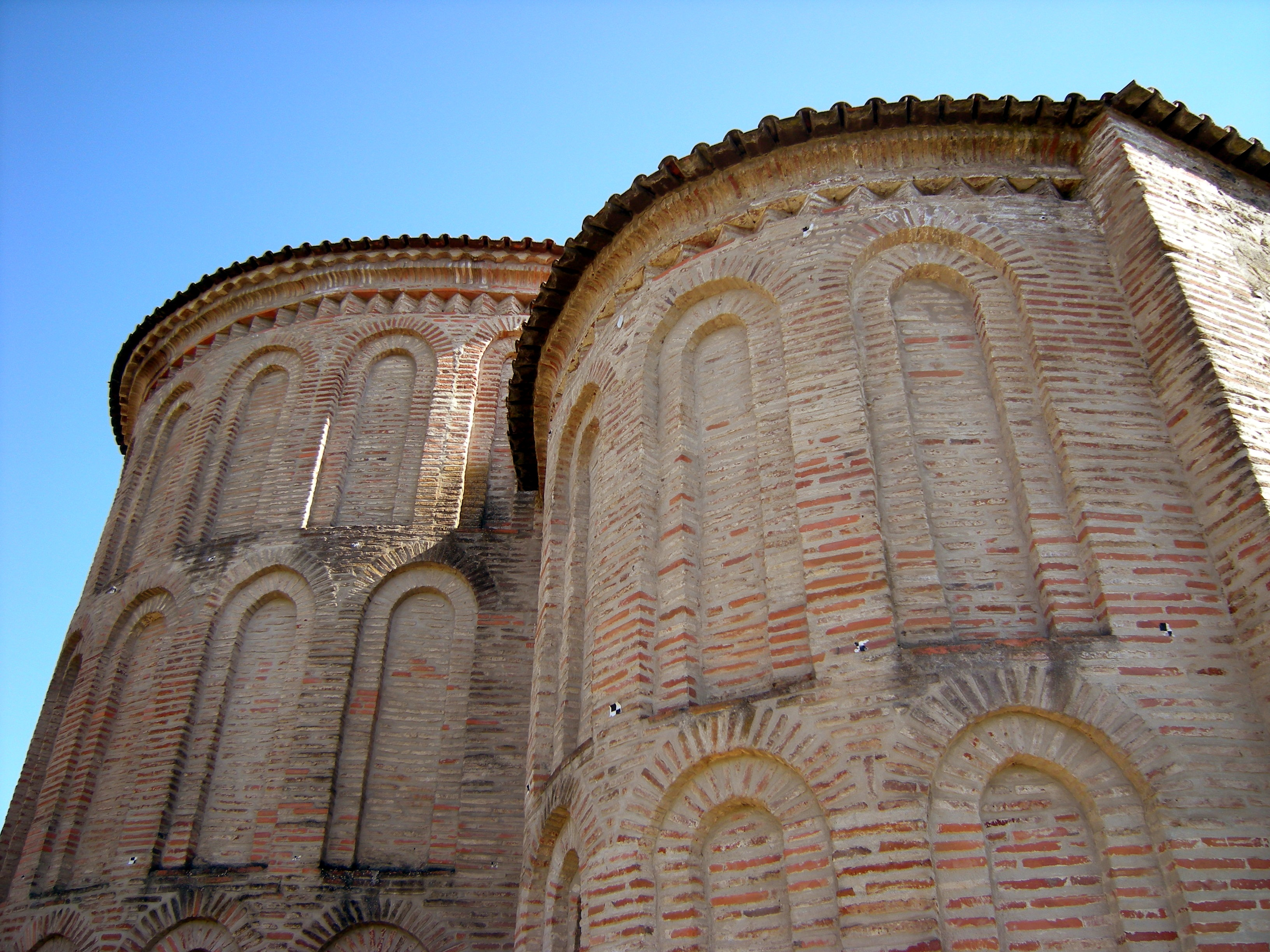
Arcadas cegas em tijolo ao estilo moçárabe da Astúria e Leão na abside do Mosteiro de Castro de Avelãs, exemplar único em Portugal.

Durante a reconquista, de que nasceu Portugal, a arte peninsular não muçulmana continuava, na maior parte, os velhos modelos visigóticos, quer revestindo as formas moçarabes duma arte popular, do cristão submetido, a qual fundia elementos da tradição hispano-visigótica com os de origem cordovesa, quer adquirindo características ainda mais originais no reino das Astúrias, onde a remota arte visigótica se esfumara com a influência carolíngia, lombarda e romana. Um dos melhores expoentes do românico em Portugal é a Sé Velha de Coimbra, cuja construção data do século XII.
No nosso país, a arquitetura românica de Cluny chegou a pequenas igrejas de mosteiros do Norte de Portugal, normalmente de uma só nave e de acentuado carácter defensivo. Para além da função religiosa, a Igreja era, por vezes, usada como fortaleza numa região sujeita às razias do adversário árabe, localizado no Sul da Península. Os contrafortes e as janelas em forma de seteiras atestam essa função defensiva. Se é certo que a arquitetura e as artes românicas constituem um fenómeno comum aos reinos europeus de então, a verdade é que uma das principais caraterísticas do estilo é exatamente a sua diversidade regional. É neste sentido que deve ser entendida a arquitetura românica portuguesa, que se desenvolveu em Portugal a partir dos finais do século XI. A sé de Braga e a igreja monástica de São Pedro de Rates (Póvoa de Varzim) conservam, ainda que residualmente, parcelas construídas entre os últimos anos do século XI e o início do século XII. A expansão da arquitetura românica em Portugal coincide, no entanto, com o tempo de D. Afonso Henriques – que assume o governo do Condado Portucalense em 1128 e se intitula como rei em 1139 –, prolongando-se o seu reinado até 1185. Foi nesta época que se iniciaram as obras românicas das sés de Coimbra, de Lisboa e do Porto e do mosteiro de Santa Cruz de Coimbra. A igreja deste mosteiro, fundado em 1131, apresentava uma arquitetura completamente nova no contexto do românico que então se difundia em Portugal. Embora profundamente alterado no século XVI, conhecemos alguns aspetos do templo original fornecidos pela documentação quinhentista e pela conservação de alguns – muito poucos, de facto – elementos românicos. Com uma longa capela-mor e uma nave central muito larga e algo curta, coberta por abóbada de berço, a igreja apresentava as naves laterais cobertas por abóbadas transversais que contrafortavam o peso da nave central. A esta estrutura adicionava-se uma torre-pórtico com dois pisos, composta por três naves, acusando influências da arquitetura românica da Borgonha, como Tournus, Paray-le-Monial ou Romainmôtier.
Em Portugal, a arquitetura românica é rica em formas ou influência local, apesar de se notar uma forte influência francesa e um baixo nível técnico, predominando os edifícios de apenas uma nave, de aspeto maciço e compacto. No país podem distinguir-se as escolas do Alto Minho, da área de Braga, da região do Porto e de Coimbra. Nos exemplos mais significativos da arte românica encontram-se a Sé de Braga, de todas a mais antiga (finais do século XI), a Sé do Porto e a de Coimbra. Coimbra, por razões históricas cedo recebeu influências eruditas vindas de França, às quais se miscigenaram reportórios e técnicas próprias da artesania moçárabe, que tinha antecedentes bem enraizados na região, criando uma linguagem decorativa muito original, para a qual contribuiu também a existência de inúmeras pedreiras de calcário. Deixa ainda perceber as influências vindas da Borgonha tanto na arquitectura, como nas soluções decorativas dos capitéis, e o seu românico [de Coimbra], teve uma notória influência em construções do Centro e do Norte de Portugal. No Norte do país, o estilo românico teve uma longa permanência, prolongando-se até aos séculos XIII e, por vezes, XIV, numa altura em que na Europa já se construía ao estilo gótico. Aqui, o material utilizado foi basicamente o granito. Esta longa permanência tem a ver com a própria história desta região. No Centro e no Sul do país este fenómeno foi mais efémero.
O mosteiro de Leça do Balio é o edifício que inicia a tipologia das igrejas fortificadas portuguesas, modelo este que passaria a ser largamente utilizado, mesmo em igrejas sem qualquer ligação às Ordens Militares, verdadeiro ciclo de «representação retórica da força» que se estenderá até aos alvores de Quinhentos. Neste mesmo local, já existia desde o século X um humilde cenóbio duplex, que viria a ser doado entre 1122 e 1128 pela condessa D. Teresa à Ordem dos Cavaleiros de São João de Jerusalém, tornando-se assim a primeira casa capitular dos freires hospitalários em território lusitano. A cabeceira poligonal é reforçada por botaréus de tipo românico, cujo carácter robusto é atenuado pela elegância dos altos frestões que entre eles se rasgam, mainelados na abside e simples nos dois absidíolos. Adossada ao ângulo sudoeste da fachada, levanta-se a possante torre de granito, de 27 m de altura, que bem poderia ser a menagem de um castelo. Tem coroamento de merlões do mesmo tipo, sete frestas no último piso, seteiras a vários níveis e mata-cães a meia altura e nos ângulos do eirado. O interior é de três naves com quatro tramos e transepto inscrito, sendo aquelas marcadas por arcadas longitudinais de arcos quebrados - os que cortam o transepto são de maiores dimensões - suportados por quatro pares de pilares, com colunas embebidas e arestas chanfradas. Os capitéis destas, tais como os dos portais exteriores, apresentam uma variada decoração zoofitomórfica e antropomórfica de sabor românico, vendo-se num deles uma representação da parábola de Adão e Eva. As três capelas da cabeceira possuem belas abóbadas de pedra polinervadas, nervuras essas que na capela-mor brotam de sugestivas colunas parietais aneladas, sendo os capitéis decorados com motivos historiados de inspiração bíblica.
Na arquitectura civil, a Domus Municipalis de Bragança recebe principal atenção. Era usada como local de reuniões e possuia um sistema recolector de água da chuva e uma cisterna para a armazenar.
Os reinos da Península Ibérica acompanham à distância o movimento benedito. A regra de São Bento era conhecida, mas não era seguida de forma exclusiva. O que predominavam era as regras mistas, com preceitos muito sincréticos, marcados por tradições locais. A introdução da Regra de São Bento nos reinos peninsulares, incluindo o Condado Portucalense ocorreu apenas no século XI, para o qual muito contribuiu o Caminho (francês) de Santiago de Compostela. No Reino de Portugal, os mosteiros de São Martinho de Tibães (Braga, 1077?), São João Baptista de Alpendurada (1080), São Romão do Neiva (1087), São Tirso de Riba de Ave (1080-92), Santa Maria do Carvoeiro (1080-1115), São Salvador de Travanca (1080-1115), São Salvador de Paço de Sousa (c.1090), Santo André de Rendufe (1090), São Pedro de Rates (1100), São Pedro de Pedroso (1115-1120), Pombeiro e São Salvador de Vairão (1115/6), São Cláudio de Nogueira (Viana do Castelo) e São Martinho de Manhente (Barcelos) e algumas peças das arcadas do claustro de São João de Almedina (Coimbra).
A arquitetura cisterciense nasce como reação à ostentação e riqueza das suas contemporâneas e sobretudo como resposta à opulência dos cluniacenses. Nela, encontra-se presente um modelo de clareza, simplicidade e precisão. A simplicidade era a ideia e o ideal subjacente a todos e a tudo o que estivesse inserido na Ordem de Cister, estando patente não só na arquitetura e na arte, mas também no modo de vida, no trabalho, na alimentação, nas vestes e na liturgia. Do ponto de vista estilístico, aquela apresenta certas influências ora regionais, ora ecléticas, provenientes de diversos meios e aceites pelos monges quando ainda não existia nenhuma doutrina que versasse o tema. O românico, ajustado a esta austeridade apresenta-se como resposta às exigências dos cistercienses, traduzindo perfeitamente a espiritualidade da Ordem. Deve-se salientar assim a importância da Ordem de Cister na proliferação do Românico, considerando aspetos favoráveis como "a simplicidade da organização espacial e do sistema construtivo, refletindo ainda a necessidade concretas de defesa e da organização da vida civil", Além do seu carácter fechado e naturalmente austero, acaba por confinar-se essencialmente ao norte e centro norte do país, em áreas anexadas ao império português até ao seculo XIII, como em São João de Tarouca, o primeiro mosteiro da ordem fundado em 1140.
Além destas, a chegada das ordens dos Cónegos Regrantes de Santo Agostinho e das Ordens Militares, Templários e Hospitalários, também deve ser enquadrada no processo da Reconquista e da organização do território. A expansão do estilo românico corresponde à organização do território de Portugal. As dioceses dividem-se em paróquias que têm, no Entre-Douro-e-Minho, uma rede muito densa. Nos séculos XII e XIII surgem novas paróquias, não somente nesta região, mas também em Trás-os-Montes, no Alentejo e no Algarve, acompanhando as linhas de força da demografia medieval. A igreja românica mostra uma organização diversa das massas arquitetónicas, um espaço interno mais contínuo e uma modelação que corresponde à nova liturgia romana. Comparativamente, a liturgia romana apresentava aspectos mais teatrais do que a liturgia moçárabe e por isso requeria espaços mais amplos e abertos. A igreja românica, ao utilizar muito sistematicamente a planta longitudinal, constituída por três naves, transepto e cabeceira ou simplesmente com nave única e cabeceira, constrói um espaço mais aberto e comunicante do que a igreja dos tempos anteriores; isto não significa porém que o altar-mor fosse visível de todos os pontos das naves. A arquitectura românica portuguesa não apresenta uma grande variedade de soluções, tanto no que diz respeito à planimetria como no que concerne ao jogo de volumes. No entanto, a escultura patenteia uma tão diversa e rica gama de soluções que permite a classificação regional e cronológica do românico português. Esta diversidade constitui um dos seus aspectos mais característicos e singulares.
A tendência para o uso de cabeceiras retas, a reserva entre a cabeceira e a nave, que se deteta em exemplares como São Cristóvão de Rio Mau (Vila do Conde), a utilização do arco-diafragma como sistema de cobertura em igrejas de uma nave como Algosinho (Peredo da Bemposta, Mogadouro, de excecional interesse são as cachorradas românicas, lavradas com os mais variados temas, num discurso apocalíptico onde se representa um bestiário, caras humanas, falos e nádegas) mas também em edifícios de três naves como a sé de Braga ou em igrejas monásticas como as de Paço de Sousa (Penafiel) e Travanca (Amarante), configuram a persistência de modelos empregues na arquitetura pré-românica combinados com soluções românicas nos séculos XII a XIV.  Na sé Braga e em Rates a utilização do pilar cruciforme com meias colunas adossadas, o uso de enxaquetado nos frisos, a dimensão dos capitéis e a respetiva forma dos cestos, bem como a maneira de aí colocar a escultura, e ainda a utilização de bases áticas, presentes em parcelas de ambas as igrejas, constituem-se como os elementos que permitem reconhecer a presença de soluções românicas próprias daquele tempo.
Ilustrativo é dizer que a igreja de São Salvador de Bravães (Ponte da Barca), situada na margem esquerda do Lima, em território da diocese de Braga, mostra bem como os dialectos da escultura românica portuguesa se associam, por vezes, numa mesma construção. Esta igreja, que fez parte de um mosteiro de Cónegos Regrantes, é muito celebrada na historiografia da arte românica portuguesa devido à profusão da sua volumosa escultura e ao programa invulgar do seu portal axial. Formalmente, os capitéis e as bases deste portal estão muito próximos dos modelos derivados da Sé de Tui, a partir de meados do século XII. Nas igrejas dos antigos mosteiros de São Salvador de Ganfei, Sanfins de Friestas e São João de Longos Vales, a escultura arquitetónica segue claramente modelos do transepto da Sé de Tui, bem como outras tipologias muito difundidas na Galiza, principalmente na província de Pontevedra durante os meados e a segunda metade do século XII, o que demonstra que a fronteira política entre os dois reinos, não correspondia a uma fronteira eclesiástica, já que a sé de Tui extendia a essa mancha territorial a sua jurisdição.
- Igreja de Santiago (Coimbra), séc. XII
- Igreja de São Salvador de Bravães (Ponte da Barca). O portal de Bravães é, no contexto da arte românica portuguesa, o mais eloquente testemunho de portal como Porta do Céu ou como Porta da Salvação
- Igreja de Santa Maria dos Olivais, Tomar
- Igreja de São Martinho de Mouros, Viseu
- Igreja de São Pedro de Rates, Póvoa de Varzim, Séc. XII
- Igreja de São Salvador de Ansiães, Trás-os-Montes, séc. XII
- Domus Municipalis de Bragança,  sécs. XII-XIII